# Bordeaux
Vous lisez un « bon article » labellisé en 2022.
Pour les articles homonymes, voir Bordeaux (homonymie).
Bordeaux (/bɔʁ.do/ ) est une commune du Sud-Ouest de la France, préfecture du département de la Gironde et chef-lieu de la région Nouvelle-Aquitaine.
Bordeaux est aujourd'hui l'une des plus grandes métropoles européennes. En 2022 elle est la neuvième commune de France avec 265 328 habitants et son unité urbaine est la sixième avec 1 022 534 habitants. La ville est le siège de Bordeaux Métropole, EPCI de 843 738 habitants. Enfin, son aire d'attraction est, avec 1 412 388 habitants, la sixième du pays.
Située au carrefour de l'océan Atlantique, de la forêt des Landes et de l'estuaire de la Gironde, traversée par la Garonne, la position centrale de Bordeaux sur les itinéraires commerciaux, terrestres et fluviaux, au cœur d'une riche région viticole en a fait une des principales villes de France et d'Europe.
Centre de commerce international dès le IIe siècle par la plantation de vignes romaines lors des conquêtes de l'Empire, capitale durant deux siècles de la Gaule aquitaine puis capitale du duché d'Aquitaine et de la Guyenne, sous souveraineté anglaise puis française, la ville accueille à la Renaissance un foyer intellectuel avec le collège de Guyenne. Aux XVIIe et XVIIIe siècles, son port devient le plus important de France, stimulé par la traite négrière. La figure locale de Montesquieu imprègne la ville de la philosophie des Lumières. Louis-Urbain Aubert de Tourny, intendant de 1743 à 1757, lance les grands chantiers qui ont transformé Bordeaux pour lui donner son aspect actuel, marqué par des façades blondes et dorées, et des cours et places monumentales accompagnées de jardins à la française. Au xixe siècle, le baron Haussmann, préfet de Gironde, engage quelques grands travaux comme le dégagement de la place Pey-Berland, le percement de la rue Vital-Carles et celui du cours d'Alsace et Lorraine.
Bordeaux est une destination touristique internationale pour son patrimoine architectural et culturel d'exception regroupant plus de quatre cents monuments historiques, faisant de Bordeaux, après Paris, la ville qui détient le plus de monuments classés ou inscrits aux monuments historiques en France.
Avec l'université de Bordeaux, la ville et sa métropole sont un important pôle d'enseignement supérieur et de recherche au niveau national et européen avec plus de 100 000 étudiants.
Capitale mondiale du vin par ses châteaux et vignobles du Bordelais, la ville est considérée comme un centre de la gastronomie et du tourisme d'affaires pour l'organisation de congrès internationaux.
Sa métropole est également un pôle stratégique du secteur aéronautique et spatial et militaire avec de nombreuses entreprises internationales telles que Dassault Aviation, ArianeGroup, Safran et Thales. Par ailleurs, la commune du Barp, entre Bordeaux et Arcachon, abrite l'un des deux seuls lasers mégajoule au monde.
Bordeaux a reçu de nombreux prix et classements d'organisations internationales, notamment en 1957 avec le prix de l'Europe, pour ses efforts dans la transmission de l'idéal européen. Depuis juin 2007, il s'agit de la plus grande ville protégée au monde (1 810 hectares), avec l'inscription du Port de la Lune sur la liste du patrimoine mondial de l'UNESCO, pour son unité architecturale classique et néo-classique depuis le début du XVIIIe siècle représentant « un ensemble de biens culturels et naturels d'un intérêt exceptionnel pour l’héritage commun de l'humanité. »

## Géographie

### Localisation
La commune de Bordeaux se trouve dans le département de la Gironde, en région Nouvelle-Aquitaine,. La commune est par ailleurs ville-centre du bassin de vie.
L'unité urbaine de Bordeaux comprend 73 communes au 1er janvier 2020.
L'aire d'attraction de l'agglomération Bordelaise comprend 275 communes et compte 1 412 388 habitants ce qui en fait la 6e aire d'attraction du pays.
Bordeaux est distante de 50 km de la côte atlantique (Lacanau-Océan), avec les sites touristiques du bassin d'Arcachon comme la dune du Pilat ou le Cap Ferret (65 km) ou Royan (90 km).
Les communes les plus proches sont : Le Bouscat (3,4 km), Talence (3,4 km), Bègles (4,1 km), Floirac (4,2 km), Cenon (4,3 km), Mérignac (5,2 km), Pessac (5,5 km), Bruges (5,6 km).
Le territoire de la commune est limitrophe de ceux de 12 communes :
| Bruges Le Bouscat Eysines | Blanquefort | Bassens Lormont |
| Mérignac                  | Bordeaux    | Cenon           |
| Pessac                    | Talence     | Floirac Bègles  |

### Géologie et relief
La commune se situe au nord-ouest du Bassin aquitain, un vaste bassin sédimentaire composé localement d'un empilement de roches sédimentaires d'origine marine et lacustre (dépôts carbonatés) et fluviatiles (dépôts détritiques issus de l’érosion d'anciennes chaînes de montagnes). Bassin d'avant-pays très asymétrique, son endroit le plus profond avec 11 000 mètres est situé à proximité de la faille nord-pyrénéenne. L'isobathe de 2 000 mètres de profondeur suit à peu près la Garonne et divise le bassin en deux parties. La partie au nord, appelée « Plateau d'Aquitaine », est une plate-forme peu profonde avec des sédiments réduits et légèrement plissés et faillés, elle diffère de la partie méridionale qui est beaucoup plus profonde et plissée. Elle montre une subsidence très forte dès le Trias inférieur. La déformation croît vers le sud en direction de la faille nord-pyrénéenne, en plus il s'y ajoute le diapirisme halocinétique.
Le calcaire à Astéries constitue le substratum géologique de la commune. C'est une roche marno-calcaire d'origine marine âgée du Rupélien (de −33,9  à   −27,82 millions d’années). Son origine marine est attestée par la présence de fossiles : huîtres, coraux, osselets d'étoiles de mer, ainsi que par ses plans de stratification obliques. Son aspect est jaunâtre, elle est poreuse et friable. La formation des « Calcaires à Astéries » (hydrogéologie) désigne l'entité des « calcaires, faluns et grès de l’Oligocène », système aquifère situé de part et d'autre de la Garonne.
La superficie de la commune est de 49,36 km2. Son altitude varie de 1  à   42 mètres.

### Paysages

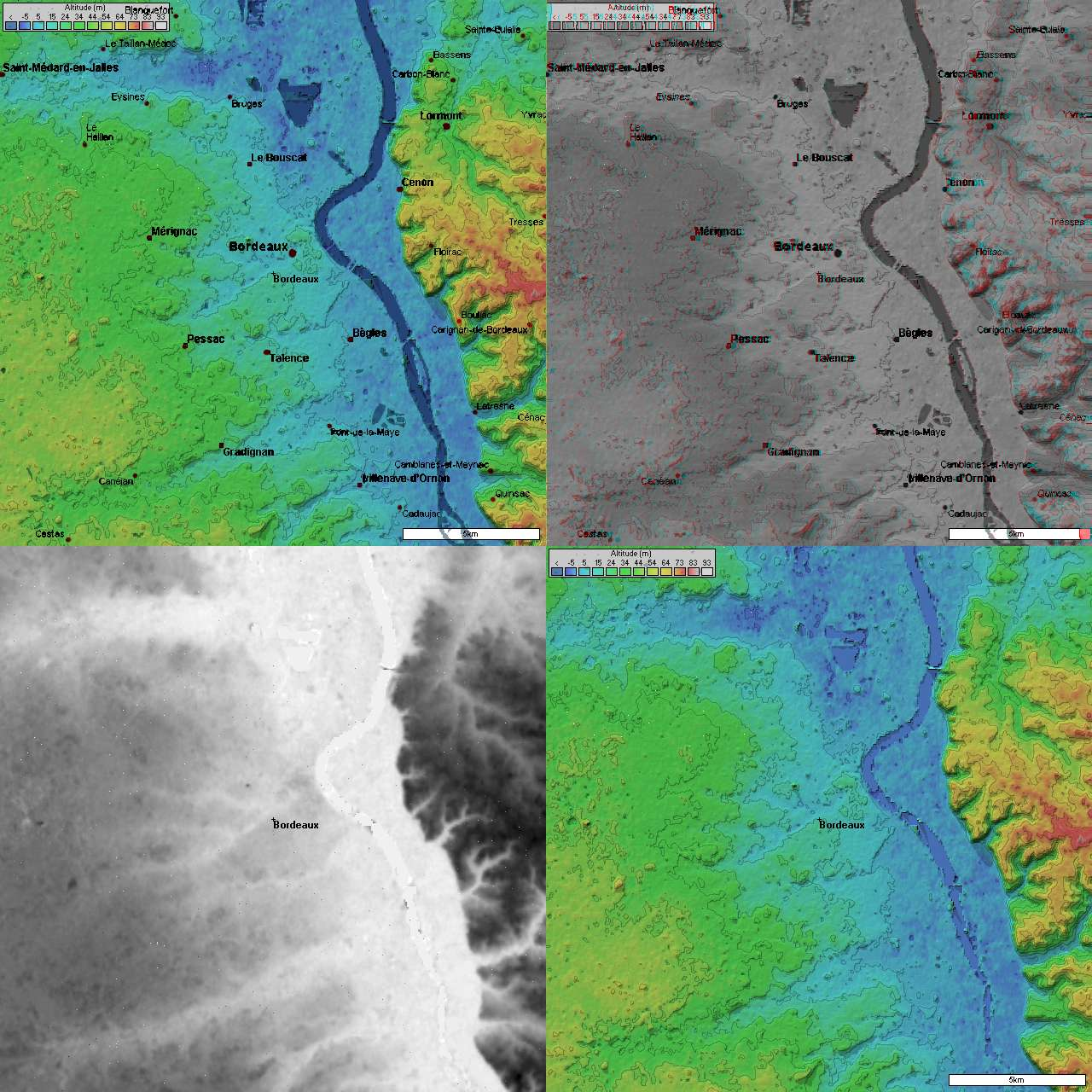
Topographie de Bordeaux.

Bordeaux est à l'intersection de deux plateaux, séparés par la Garonne. À l'est, l'Entre-deux-Mers, avec un relief vallonné, et à l'ouest, le plateau des Landes, caractérisé par sa planéité.
La rive gauche de la Garonne, où se situe la plus grande partie de la ville de Bordeaux, se compose de grandes plaines, souvent marécageuses, comme au nord, vers Bordeaux Lac. Bien qu'il y ait quelques collines, l'altitude moyenne de la rive gauche reste faible. Ces plaines sont formées de sédiments et le sous-sol est principalement composé de gravier,. L'ouest de l'agglomération empiète sur la plaine sableuse des Landes. Les sols y sont perméables à l'eau et stockent facilement la chaleur. Ces sols sont parfaitement adaptés à la pratique de la viticulture. La ville de Bordeaux est située entre le Médoc (en aval) et les Graves (en amont) qui sont semblables sur le plan géologique.
La rive droite de la Garonne est différente, puisque l'on passe presque directement de la plaine à un plateau calcaire. L'altitude s'élève alors de façon abrupte à près de 90 mètres. C'est sur ce même plateau, à environ 40 kilomètres de Bordeaux, que se situent des appellations viticoles mondialement connues comme saint-émilion, pomerol et fronsac.
De manière plus globale, les sols aux alentours de Bordeaux sont relativement humides, en particulier dans l'Entre-deux-Mers.

### Hydrographie

#### Grands fleuves et rivières
La ville de Bordeaux est traversée par la Garonne. Elle sépare la rive gauche et la rive droite de la ville par une largeur de 450 mètres. C'est la forme de croissant que dessine ce fleuve qui vaut à la ville le surnom de « port de la Lune ». La Garonne à Bordeaux est traversée par huit ponts, du nord au sud : le pont d'Aquitaine, le pont Jacques-Chaban-Delmas, le pont de pierre, le pont Saint-Jean, le pont ferroviaire, la passerelle Eiffel, le pont Simone-Veil et le pont François-Mitterrand (hors commune). En aval du pont d'Aquitaine, la Garonne, puis l'estuaire de la Gironde, ne sont franchissables que par deux bacs : l'un qui relie Lamarque à Blaye, l'autre Le Verdon à Royan.

La Garonne à Bordeaux, vue depuis Lormont, sur la rive droite.

Le grand port maritime de Bordeaux est accessible aux navires de haute mer, il est notamment utilisé par les navires de croisière. Le port de la Lune est utilisé principalement pour l'activité touristique, le reste des activités du port de Bordeaux ayant été transféré sur différents sites, plus en aval, sur la Garonne et la Gironde.
Au nord de la ville, le lac de Bordeaux constitue le principal lac artificiel de la métropole. Sa construction s'achève en 1990, pour une surface de 1,4 km2. Le lac est situé à moitié entre la commune de Bordeaux et celle de Bruges. Il est possible de s'y baigner et d'y pratiquer certaines activités nautiques.

#### Petits cours d'eau

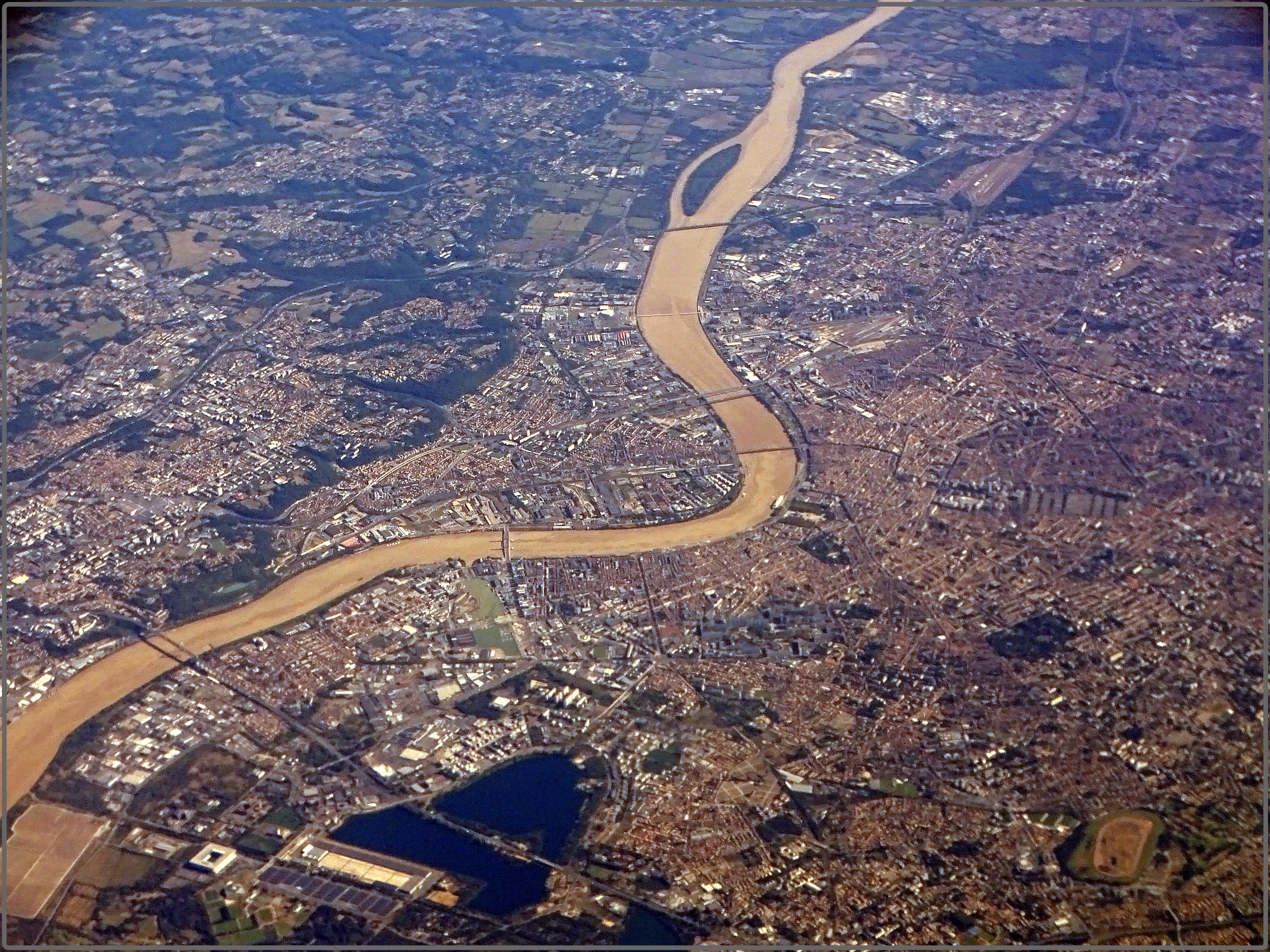
La Garonne à Bordeaux, vue du ciel en 2019.

Peu de cours d'eau traversent la ville. Le Peugue est le principal et le fait d'est en ouest de manière souterraine. D'une longueur de 14 kilomètres, il prend sa source dans la commune de Pessac, à 51 mètres d'altitude au lieu-dit « bois des sources du Peugue ». Son cours sert de frontière entre Mérignac et Pessac. Il partage une partie de son trajet avec la Devèze, qu'il finit par rejoindre avant de se jeter dans la Garonne.
Au Sud de la ville, le ruisseau d'Ars est une rivière canalisée mesurant 10 kilomètres. Il prend sa source à Pessac, à partir du ruisseau du Serpent.
Au Nord de la ville, le cours d'eau de La Jallère prend sa source à Blanquefort pour finir dans la Garonne. Sa longueur totale est de 7 kilomètres.

### Climat
Le climat de la Gironde, de type océanique aquitain, codé « Cfb » selon la classification de Köppen, se caractérise à Bordeaux par des hivers doux et des étés chauds. Les précipitations sont fréquentes et réparties tout au long de l'année avec 929,1 mm d'eau et environ 111 jours pluvieux par an. Le record de précipitations sur 24 heures enregistré à Bordeaux date du 25 septembre 1982 avec 137,9 mm.
L'hiver est doux en raison de sa proximité avec l'océan, et notamment le Golfe de Gascogne, qui joue un rôle de régulateur thermique. Malgré certains épisodes de grand froid, la neige est rare, elle ne tombe pas plus de deux fois pendant l'hiver et ne tient que brièvement au sol. Il se peut qu'il ne neige pas durant toute une année voire plus.
Les températures moyennes sont de 6,8 °C en janvier et de 21,6 °C en août avec une moyenne annuelle de 14 °C. Bordeaux connaît en moyenne 28,2 jours en été où les températures dépassent les 30 °C. Le record de température est atteint le 11 août 2025 avec 41,6 °C. Bordeaux bénéficie d'un ensoleillement élevé dépassant 2 000 heures de soleil par an.
| Mois                                             | jan.          | fév.          | mars         | avril        | mai          | juin         | jui.         | août         | sep.         | oct.         | nov.         | déc.          | année      |
| ------------------------------------------------ | ------------- | ------------- | ------------ | ------------ | ------------ | ------------ | ------------ | ------------ | ------------ | ------------ | ------------ | ------------- | ---------- |
| Température minimale moyenne (°C)                | 3,7           | 3,6           | 5,8          | 8            | 11,4         | 14,6         | 16,2         | 16,3         | 13,3         | 10,7         | 6,7          | 4,4           | 9,6        |
| Température moyenne (°C)                         | 7,1           | 7,8           | 10,7         | 13           | 16,6         | 19,8         | 21,7         | 21,9         | 18,8         | 15,2         | 10,4         | 7,7           | 14,2       |
| Température maximale moyenne (°C)                | 10,5          | 12            | 15,5         | 18           | 21,7         | 25           | 27,1         | 27,6         | 24,2         | 19,6         | 14,1         | 11            | 18,9       |
| Record de froid (°C) date du record              | −16,4 16.1985 | −14,8 15.1956 | −9,9 06.1971 | −5,3 07.1929 | −1,8 01.1938 | 2,5 03.1938  | 5,2 11.1938  | 4,7 31.1938  | −1,8 24.1928 | −5,3 08.1936 | −7,3 20.1985 | −13,4 21.1938 | −16,4 1985 |
| Record de chaleur (°C) date du record            | 20,8 01.2022  | 26,2 21.1926  | 27,7 25.1981 | 31,1 30.2005 | 35,4 29.1922 | 40,5 18.2022 | 41,2 23.2019 | 41,6 11.2025 | 37,5 12.2022 | 33,2 02.2023 | 26,7 08.2015 | 22,5 16.1989  | 41,6 2025  |
| Ensoleillement (h)                               | 89,8          | 117,4         | 170,2        | 186          | 220,8        | 237,7        | 256          | 248,8        | 208,8        | 150,3        | 100          | 84,1          | 2 069,8    |
| Précipitations (mm)                              | 86,9          | 66,9          | 63,3         | 75,6         | 71,1         | 70,4         | 48,6         | 56,7         | 81,2         | 83,3         | 114,5        | 106,4         | 924,9      |
| dont nombre de jours avec précipitations ≥ 1 mm  | 12,2          | 10,1          | 10,7         | 11,2         | 10           | 8,3          | 7,1          | 7            | 9,3          | 10,7         | 13,3         | 12,7          | 122,5      |
| dont nombre de jours avec précipitations ≥ 5 mm  | 5,8           | 4,7           | 4,8          | 5,3          | 4,6          | 4,4          | 2,9          | 3,2          | 4,6          | 5,4          | 7,4          | 6,8           | 59,9       |
| dont nombre de jours avec précipitations ≥ 10 mm | 3             | 2,2           | 1,8          | 2,3          | 2,3          | 2,3          | 1,3          | 1,6          | 2,7          | 2,5          | 4,4          | 3,9           | 30,3       |

| Ville             | Ensoleillement · (h/an) | Pluie · (mm/an) | Pluie · (j/an) | Neige · (j/an) | Orage · (j/an) | Brouillard · (j/an) |
| ----------------- | ----------------------- | --------------- | -------------- | -------------- | -------------- | ------------------- |
| Médiane nationale | 1 852                   | 835             | Non connu      | 16             | 25             | 50                  |
| Bordeaux          | 2 035                   | 944             | 111            | 2              | 32             | 78                  |
| Paris             | 1 717                   | 634             | 109            | 13             | 20             | 26                  |
| Nice              | 2 760                   | 791             | 62             | 1              | 28             | 2                   |
| Strasbourg        | 1 747                   | 636             | 112            | 26             | 28             | 69                  |
| Brest             | 1 555                   | 1 230           | 160            | 6              | 12             | 78                  |

### Milieux naturels et biodiversité

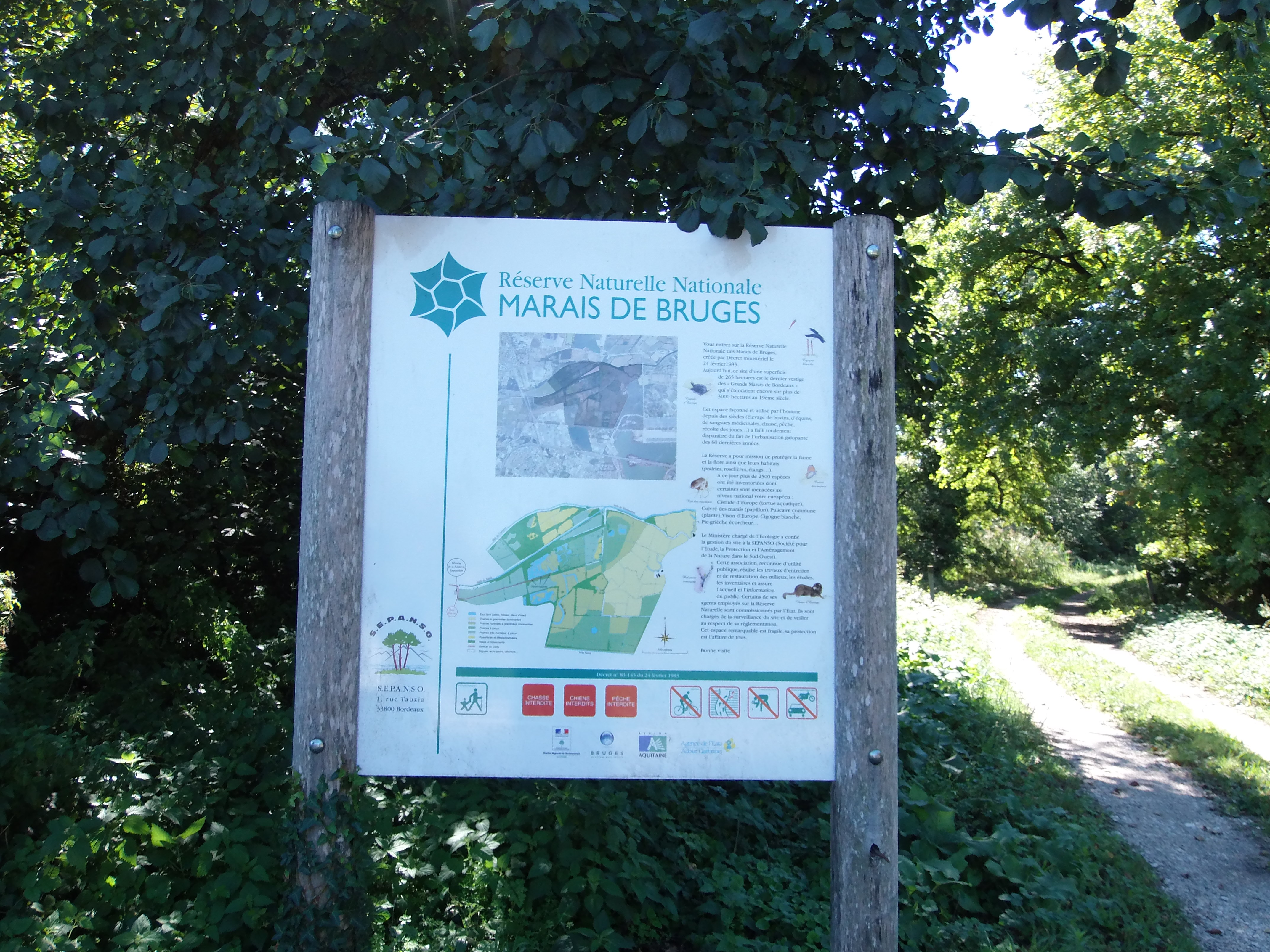
La réserve naturelle nationale des marais de Bruges.

Les principaux milieux naturels au sein de la ville se composent de quelques prairies, de deux plans d'eau avec le Lac de Bordeaux et les bassins à flot au nord et de marécages longeant la Garonne. Cette dernière est, depuis le 30 novembre 1995 pour une surface de 6 684 ha, protégée par le programme Natura 2000,.
Plusieurs espaces naturels de la commune et de ses alentours sont aussi protégés, parmi-eux, les marais de Bruges, depuis le 10 juillet 2020 pour une surface de 192,0 ha, par décision préfectorale. La diversité de biotopes du marais est synonyme de grande richesse écologique, notamment en ce qui concerne les espèces de la faune et de la flore. Plus de 4 000 espèces d’animaux et de plantes ont ainsi été recensées dans le périmètre de cette réserve naturelle. Selon la saison, on peut régulièrement observer la Cigogne blanche, le Milan noir, le Héron cendré, la Sarcelle d'hiver, la Cistude d'Europe, le Cuivré des marais, l’euphorbe des marais, le Jonc fleuri, etc. Cette réserve naturelle représente également un habitat favorable pour le Vison d'Europe, mustélidé très rare et menacé d’extinction. Dernier vaste marais aux portes de Bordeaux et de la Forêt des Landes, la réserve naturelle des Marais de Bruges représente une relique des anciens « grands marais de Bordeaux » qui s'étendaient, jadis, sur plus d'un millier d'hectares et comprenaient une zone maraîchère et des parties basses inondées à plusieurs reprises dans l'année.
Le réseau hydrographique de la Jalle, depuis le 20 décembre 2013 pour une surface de 1 631 ha, est inscrit au programme de la ZNIEFF. Le site contient une mosaïque de paysages et d’habitats. On y rencontre des prairies humides, du bocage, des étangs, des forêts de feuillus et un chevelu de cours d’eau dénommés dans le Médoc « Jalles »,.
Enfin, cinq sites archéologiques, dont l'auditorium de Bordeaux et la cité judiciaire sont inscrits à la protection des sites archéozoologiques et archéobotaniques.

## Urbanisme

### Typologie
Au 1er janvier 2024, Bordeaux est catégorisée grand centre urbain, selon la nouvelle grille communale de densité à sept niveaux définie par l'Insee en 2022.
Elle appartient à l'unité urbaine de Bordeaux, une agglomération intra-départementale regroupant 73 communes, dont elle est ville-centre,,. Par ailleurs la commune fait partie de l'aire d'attraction de Bordeaux, dont elle est la commune-centre,. Cette aire, qui regroupe 275 communes, est catégorisée dans les aires de 700 000 habitants ou plus (hors Paris),.

### Occupation des sols

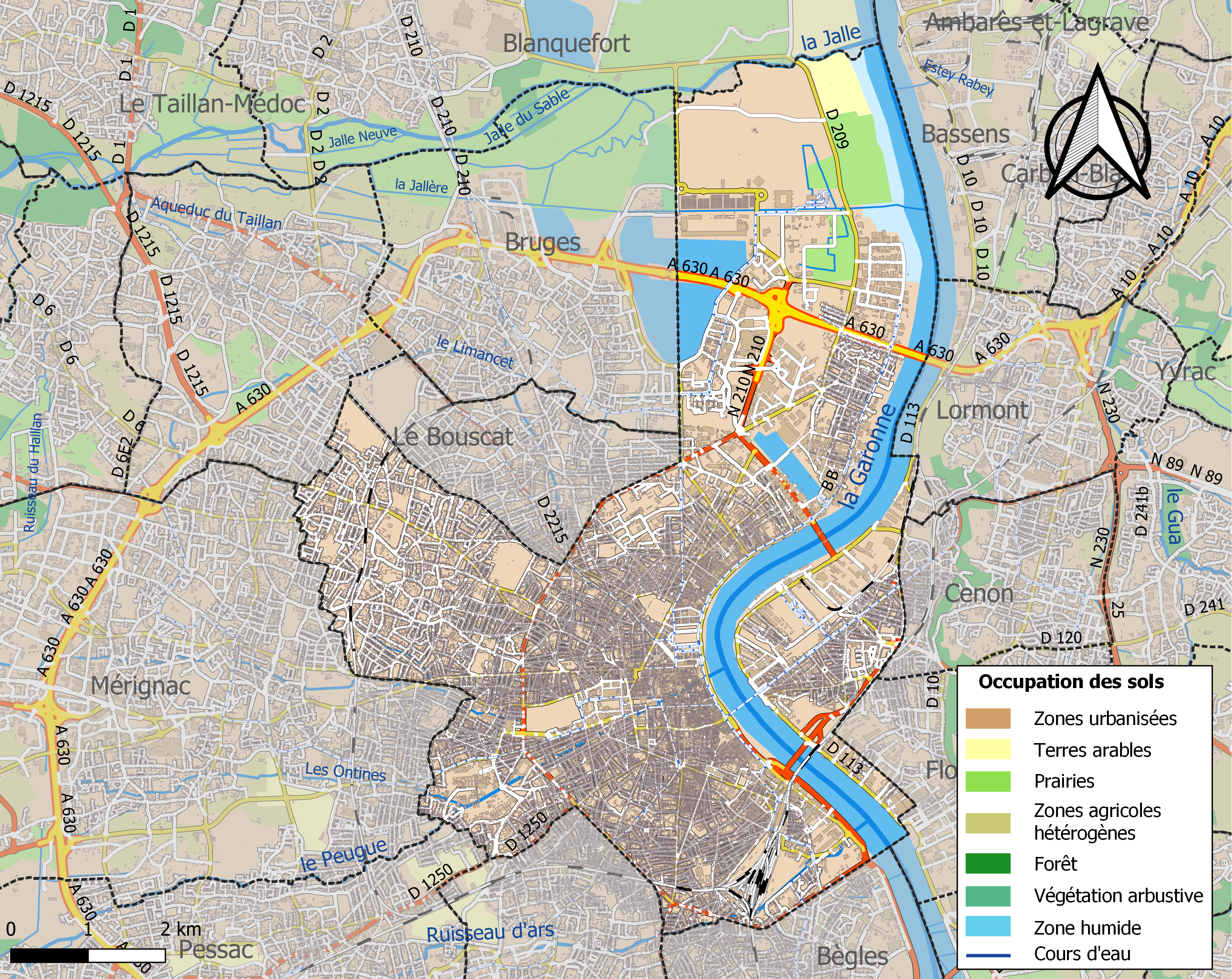
Carte des infrastructures et de l'occupation des sols de la commune en 2018 (CLC).

L'occupation des sols de la commune, telle qu'elle ressort de la base de données européenne d’occupation biophysique des sols Corine Land Cover (CLC), est marquée par l'importance des territoires artificialisés (83,8 % en 2018), une proportion sensiblement équivalente à celle de 1990 (83 %).

### Quartiers

#### Bacalan
L'arrivée du tramway et la restructuration du quartier de Bacalan et des anciens hangars concourent à le modifier en profondeur notamment par l'arrivée de la Cité du Vin. De plus, le Grand port maritime de Bordeaux contribue au dynamisme économique du quartier à travers l'implantation de 70 000 m2 consacrés aux commerces, au tertiaire et au nautisme. Enfin, le port de plaisance de Bordeaux a été repensé et développé avec la mise en place de 9 pontons pour accueillir plus de 300 bateaux, voiliers et yachts,,.
Sont également situés à Bacalan le pont Jacques-Chaban-Delmas qui relie ce quartier à celui de La Bastide, la base sous-marine devenue lieu d'expositions, les Bassins des Lumières (centre d'art numérique), les Vivres de l'Art (pôle culturel), la sculpture Le vaisseau spatial de Suzanne Treister, le multiplexe UGC Ciné Cité Bassins à Flot, les halles de Bacalan et l'école du cirque.

#### Bordeaux Sud
La partie la plus centrale du quartier sud est le quartier Saint-Michel, un secteur du centre ancien construit autour de l'imposante basilique de style gothique du même nom dont le clocher, un campanile indépendant, est l'un des plus hauts de France. Il jouxte le quartier Capucins-Victoire qui doit son nom à la place de la Victoire et au marché des Capucins. Ce marché couvert, dont les origines remontent au XVIIIe siècle, a été un marché aux bestiaux puis un marché de gros avant d'être remplacé dans ce rôle par le marché d'intérêt national de Brienne, créé en 1963 en périphérie sud-est,. Le secteur de la Victoire abrite aussi le campus historique de l'Université de Bordeaux.
Plus loin du centre, le futur quartier Bordeaux-Euratlantique est un projet de réhabilitation urbaine construit autour de la gare Saint-Jean. Il prévoit d'exploiter la LGV Sud Europe Atlantique, inaugurée en juillet 2017, en rénovant la gare et en créant un nouveau quartier d'affaires. Sur 738 hectares dont 386 à Bordeaux (le reste à Bègles et Floirac), le projet prévoit 2 500 000 m2 de constructions dont la moitié de logements, 40 000 nouveaux habitants et 30 000 emplois. Il est reconnu Opération d'intérêt national par l’État et s’inscrit dans l'ensemble de projets Bordeaux 2030.

#### Chartrons - Grand Parc - Jardin Public

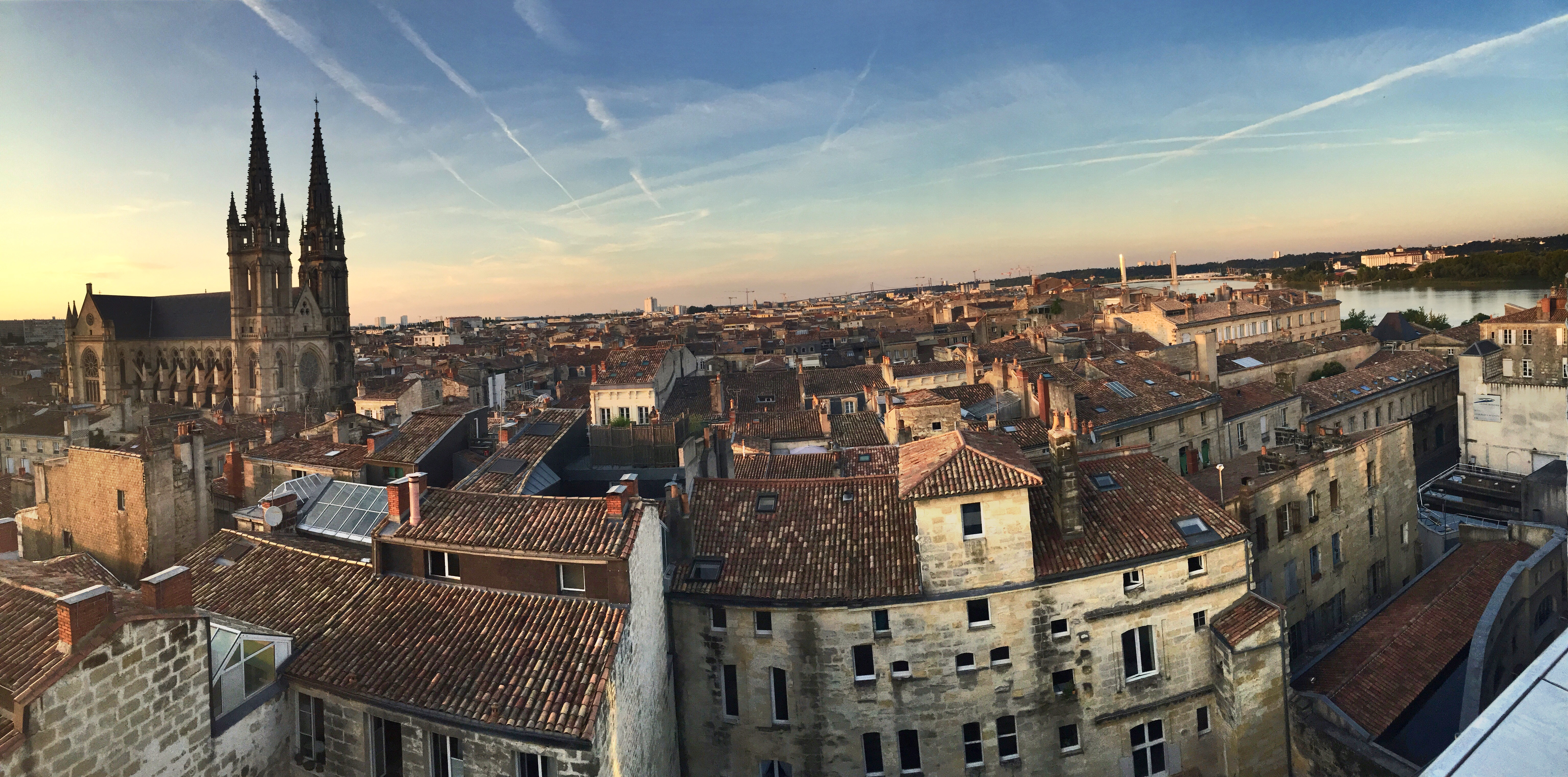
Les Chartrons et l'église Saint-Louis.

Le quartier des Chartrons doit soit nom au couvent des Chartreux fondé en 1377, lors de la guerre de Cent Ans, par des chartreux du Périgord venus se réfugier dans ce quartier marécageux[réf. souhaitée]. L’intendant Tourny relie les Chartrons à la ville par une promenade (l'actuel cours Xavier-Arnozan), et une grande allée (l'actuel cours de Verdun), et a fait construire des demeures de style Louis XV et de style Louis XVI, par les frères Laclotte, ainsi que le jardin public. La rénovation actuelle des quais du quartier des Chartrons et l'arrivée du tramway B dans ce quartier ont entraîné une augmentation importante du prix de l'immobilier,.
Le quartier Saint-Seurin, du nom de la basilique Saint-Seurin, est situé au nord-ouest et construit autour du palais Gallien. Ce quartier et le quartier des Chartrons accueillent de nombreux consulats.
Le quartier du Grand Parc, au nord du quartier Saint-Seurin, est un quartier récent composé de plusieurs grands ensembles. Depuis 2011, ce dernier est au cœur d'un projet urbain visant à « valoriser le quartier ». La salle des fêtes du Grand Parc fut un haut lieu de la scène bordelaise des années 1970-1990. Fermée durant plus de vingt ans, elle a rouvert en juin 2018 après réhabilitation à l'identique.

#### Caudéran

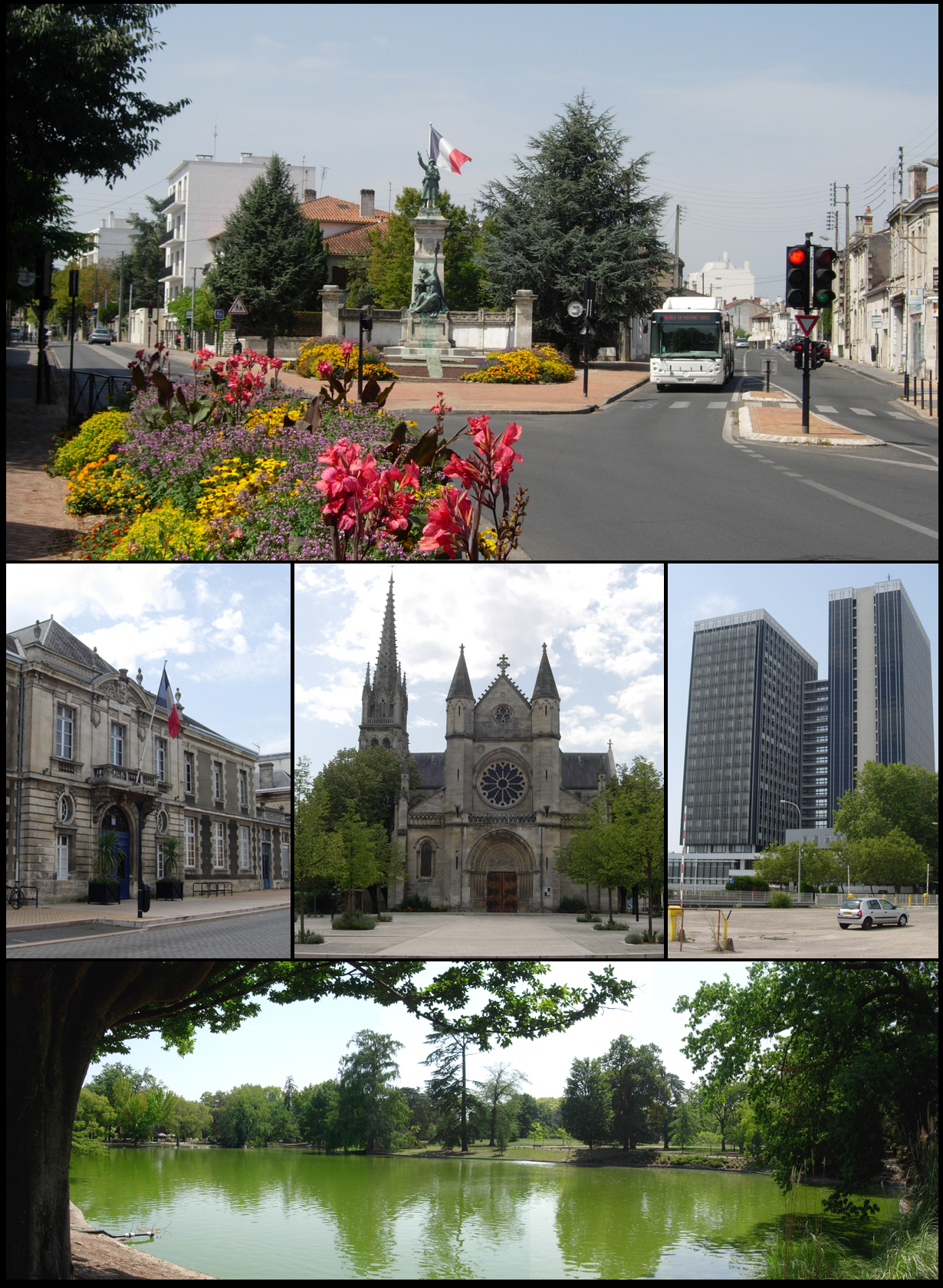
Le quartier de Caudéran. La place du Monument, la mairie, l'église Saint-Amand, la cité administrative et le parc bordelais.

À l'ouest se situe Caudéran. Le nom viendrait du gascon Coy (chauve). Caudéran fut, au début du Xe siècle, le surnom héréditaire d'une branche illustre de la famille Duvigneau du domaine de Certes (XVIe siècle) du bassin d'Arcachon.
Cette ancienne commune de l'agglomération a fusionné avec Bordeaux le 22 février 1965 et constitue maintenant le quartier le plus vaste et le plus peuplé de la ville,. Cette fusion a permis l'extension de Bordeaux vers l'ouest. La cité administrative et le Parc bordelais, un des principaux espaces verts de la ville, se situent dans ce quartier,.

#### La Bastide

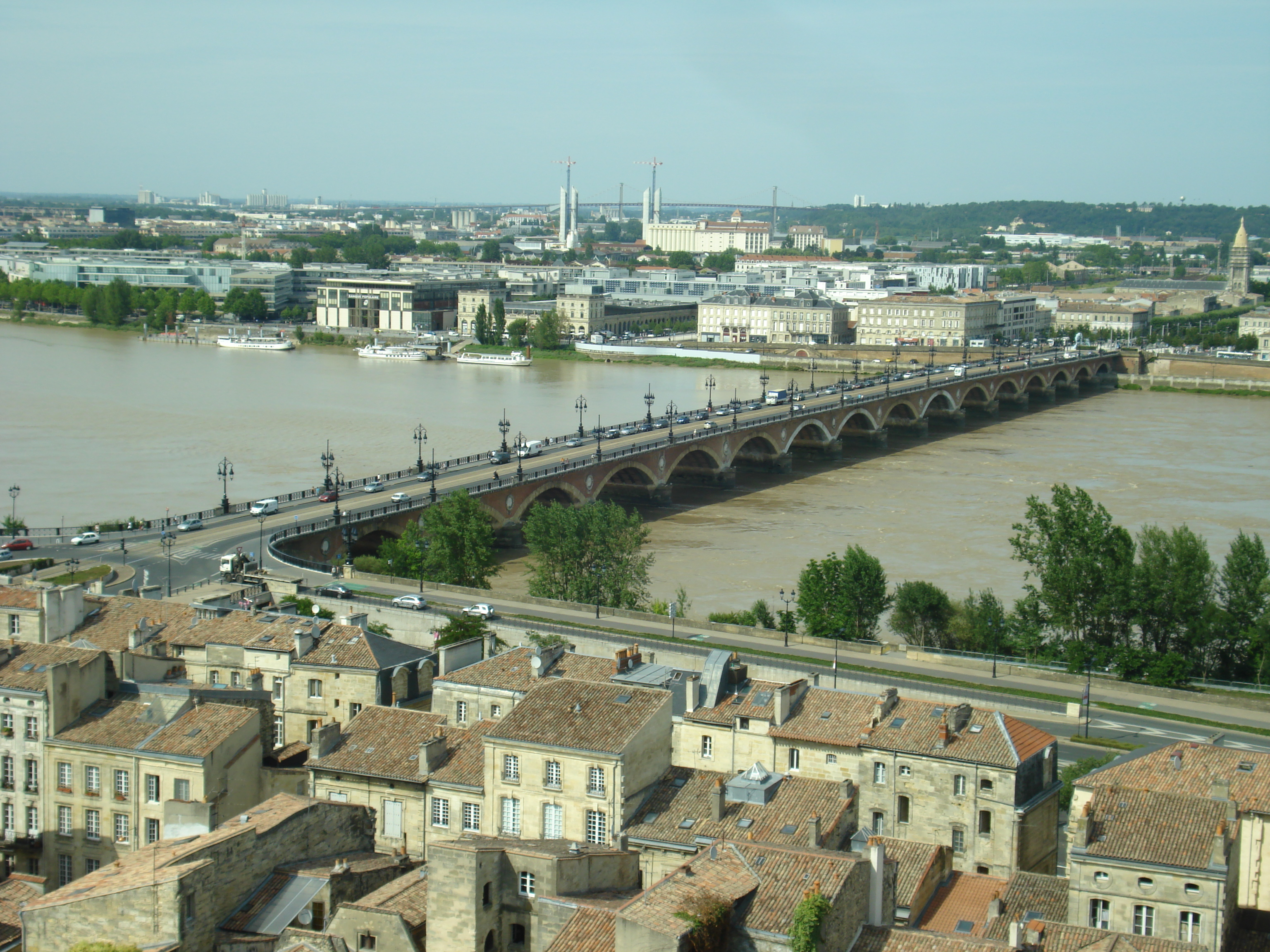
Vue du quartier de La Bastide depuis la flèche Saint-Michel.

La rive droite de Bordeaux, composée des quartiers de La Bastide et de la Benauge, s'est longtemps développée loin du regard des urbanistes de la rive gauche, et de manière plus anarchique. Avec l'inauguration en 1822 du pont de pierre, l'urbanisation progresse rapidement, avec l'implantation de la gare d'Orléans et de nombreuses usines. En 1865, la Bastide est annexée par Bordeaux et attire une population largement ouvrière.
En 2000, le maire, Alain Juppé, lance le projet d’un nouveau quartier avec des logements, un jardin botanique, une université, des écoles, l’école de la fondation Nicolas-Hulot, un cinéma multiplexe (Mégarama), un ponton pour accueillir les bateaux, ainsi que des espaces publics (parc des Berges). En 2005 est inauguré Le Lion du sculpteur Xavier Veilhan, une statue de lion couleur bleu clair, place de Stalingrad.
En une quinzaine d'années, l'arrivée du tramway, ainsi que des programmes de rénovation urbaine importants dont le pont Jacques-Chaban-Delmas qui relie La Bastide à Bacalan ont modifié le visage de la Bastide, qui attire de plus en plus de monde : Darwin autour de l'ancienne caserne Niel, le programme Bordeaux-Euratlantique, l'implantation des Archives municipales et métropolitaines sur l'ancien site de la halle des Magasins généraux, la présence des locaux du journal Sud Ouest, de TV7 Bordeaux et du siège d'Ici Gironde.
L'église Sainte-Marie, la maison cantonale, la caserne de la Benauge sont quelques monuments visibles à La Bastide.

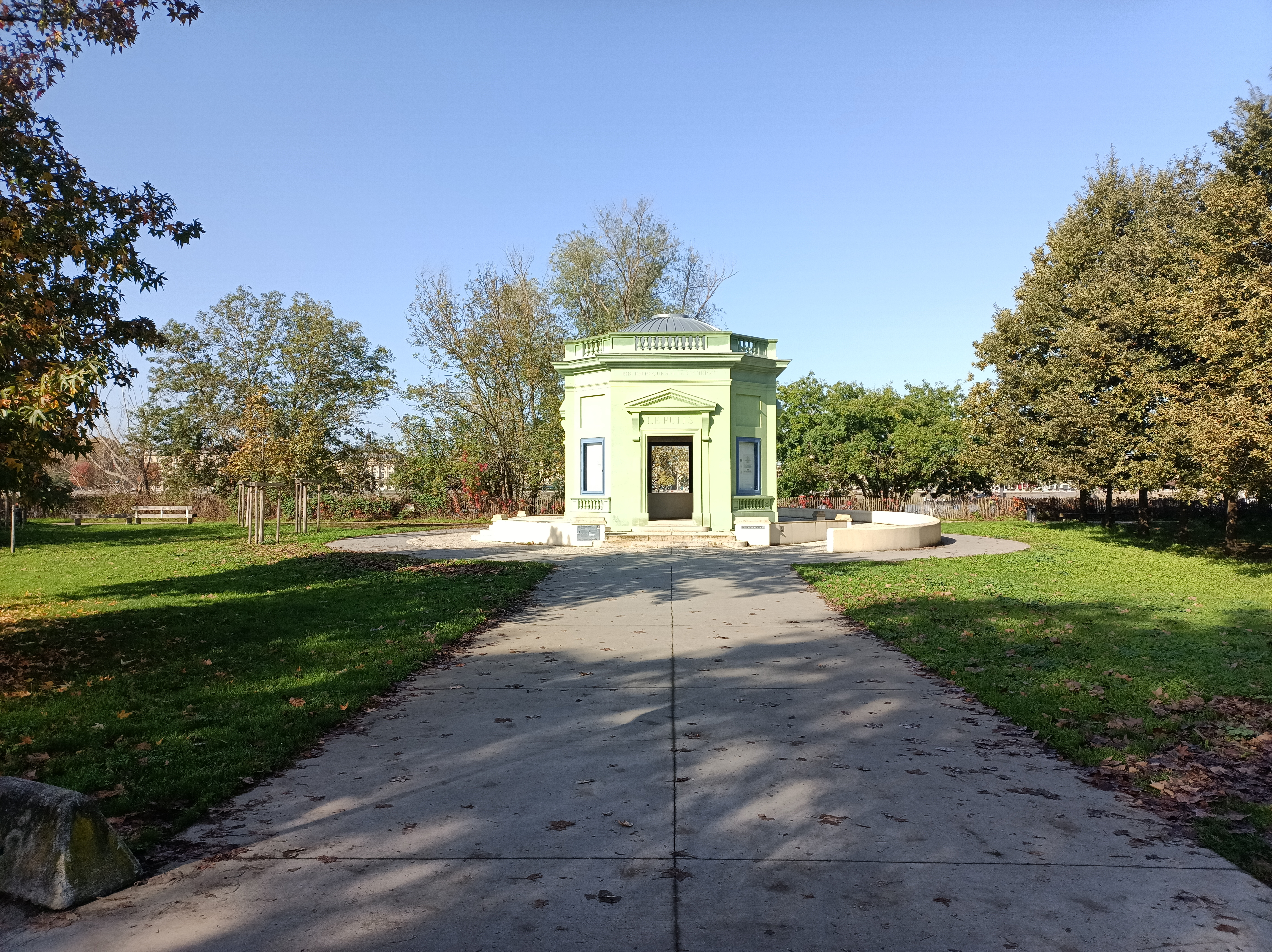
« Le puits » sur la rive droite de Bordeaux.

#### Nansouty - Saint-Genès
Au sud-ouest, le quartier Saint-Genès abrite une population aisée, voire bourgeoise. Au sud (Nansouty, Barrière de Toulouse, Saint-Jean Belcier, etc.) vit une population aux revenus plus modestes. Les secteurs Gare-Saint-Jean et Belcier (sur lesquels on trouve des zones industrielles) sont au cœur du projet Bordeaux-Euratlantique et subissent de nombreuses transformations, avec notamment la création de nouveaux équipements.
Nansouty et Saint-Genès, avec une forte densité scolaire et un axe routier (cours de la Somme et cours de l'Argonne) direct entre les boulevards et la place de la Victoire, gardent un cachet qui rend leurs échoppes très prisées. D'une manière générale, que ce soit dans la vieille ville ou dans les anciens faubourgs, la partie sud de Bordeaux accueille une population plus populaire que celle des quartiers nord (liés aux commerces et négoce).

#### Saint-Augustin - Tauzin - Alphonse Dupeux
Au sud-ouest de la ville, Saint-Augustin accueille une population de la classe moyenne supérieure. On y trouve le stade Chaban-Delmas et le complexe sportif du parc Lescure, l'hôpital Pellegrin (CHU de Bordeaux) et la faculté de médecine de l'université de Bordeaux),.

#### Bordeaux Maritime
Bordeaux Maritime est le plus vaste quartier de Bordeaux. Il est situé entre le cours du Médoc, au sud, et la Jalles de Blanquefort, au nord. Il longe la Garonne à l’est et est bordé par les allées de Boutaut et la commune de Bruges à l’ouest. La Mairie et la bibliothèque de quartier, rue Achard, en sont au cœur. Il abrite de nombreuses activités sportives et culturelles, et également un important centre commercial. La Base sous-marine de Bordeaux (l’une des cinq construites pendant la seconde guerre mondiale sur la côte atlantique) et les Bassins à flot de Bordeaux en sont une zone historique. La Base sous-marine, dont la construction a été achevée en 1943 par l’occupant allemand, est devenue un lieu culturel important. Elle accueille des expositions et notamment, Bassins des Lumières.
Les Vivres de l’Art sont un lieu culturel remarquable.
Le Pont Jacques-Chaban-Delmas, inauguré en mars 2013, est un pont levant reliant les quartiers de la Bastide, rive droite, et de Bacalan, rive gauche.
Autres attractions du quartier : la Cité du Vin, le Musée Mer Marine.

### Logement
La ville de Bordeaux comptait 159 602 logements en 2018, selon l'INSEE dont 87,9 % de résidences principales, 5,2 % de résidences secondaires et 6,9 % de logements vacants.
Depuis une dizaine d'années, la métropole a vu son nombre de logements augmenter grâce aux nombreuses opérations immobilières et au développement de la ville. Ainsi, Bordeaux comptait 148 618 logements en 2013 et 143 174 en 2008, soit une augmentation de 11,5 % en 10 ans,,.
31,7 % des logements sont occupés par des propriétaires à Bordeaux, un chiffre stable depuis 2008. En comparaison, la moyenne de l'unité urbaine de Bordeaux est de 47,1 %, celle du département de la Gironde est de 54,7 %. Ainsi, Bordeaux est une des grandes villes de France comptant le taux de propriétaires le moins élevé,.
En 2017, Bordeaux est la 16e ville de France par nombre de logements suroccupés, avec 6 287 résidences principales (hors studio) en suroccupation,.

### Voies de communication et transports

#### Infrastructures routières
- Rocade
- Boulevards
- Autres axes inclus dans le projet de réaménagement des boulevards
- Ceinture des cours
- Pont Jacques-Chaban-Delmas
- Pont Simone-Veil
- Boulevard Aliénor d'Aquitaine (au nord) et ex-A631 (au sud)

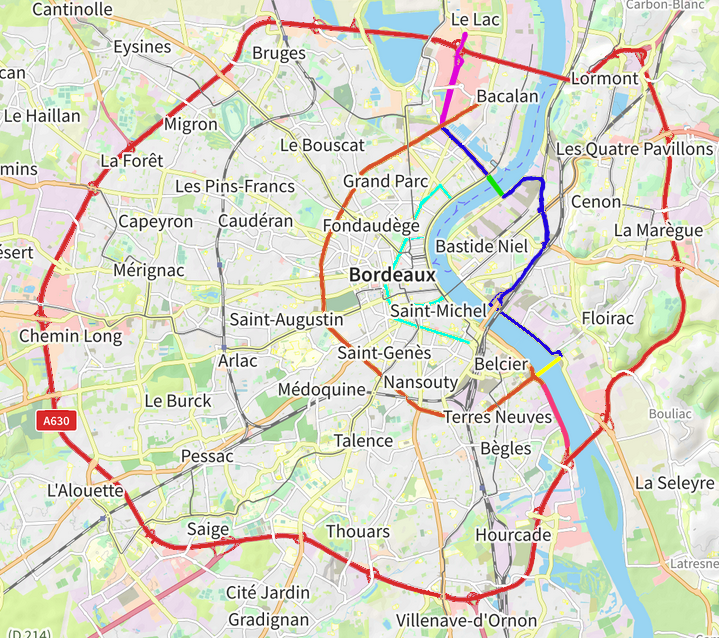
Carte des routes ceinturant Bordeaux :

Bordeaux est un nœud routier et autoroutier important de la côte Atlantique, c’est notamment un passage obligé pour se rendre de Paris et de l'Europe du Nord à la façade atlantique de l'Espagne. La ville est reliée à Paris par l'autoroute A10, à Libourne et Lyon par l'A89, à Toulouse par l'A62, à Mont-de-Marsan par l'A65 et à Bayonne et l'Espagne par l'A63.
Bordeaux est équipé d'une ceinture périphérique communément nommée « rocade de Bordeaux ». Longue de 45 km, la rocade bordelaise constitue la ceinture périphérique la plus longue de France. Elle est constituée de l'autoroute A630, section des routes européennes 05 et 70, sur la rive gauche de la Garonne (rocade ouest), et de la route nationale 230 sur la rive droite (rocade est). Elle se situe dans le prolongement de l'autoroute A10 et à l'intersection des autoroutes A89 (via la route nationale 89), A631, A62 et A63. Elle est à 2 × 3 voies sur tout son tracé depuis le 6 mai 2023, après des travaux démarrés en 2009. Une trentaine de panneaux à messages variables informent en temps réel les automobilistes des temps de parcours vers différents points névralgiques de la métropole ainsi que des éventuels bouchons ou incidents. La vitesse maximale est de 90 km/h et de 80 km/h pour les poids lourds.
Le centre-ville est ceinturé par les boulevards de Bordeaux qui entourent la ville historique en formant jusqu'aux quais une boucle suivant celle de la Garonne. Ils sont ponctués par les barrières où étaient situés les postes d'octroi aux différentes entrées dans la ville à l'époque.

#### Franchissement de la Garonne

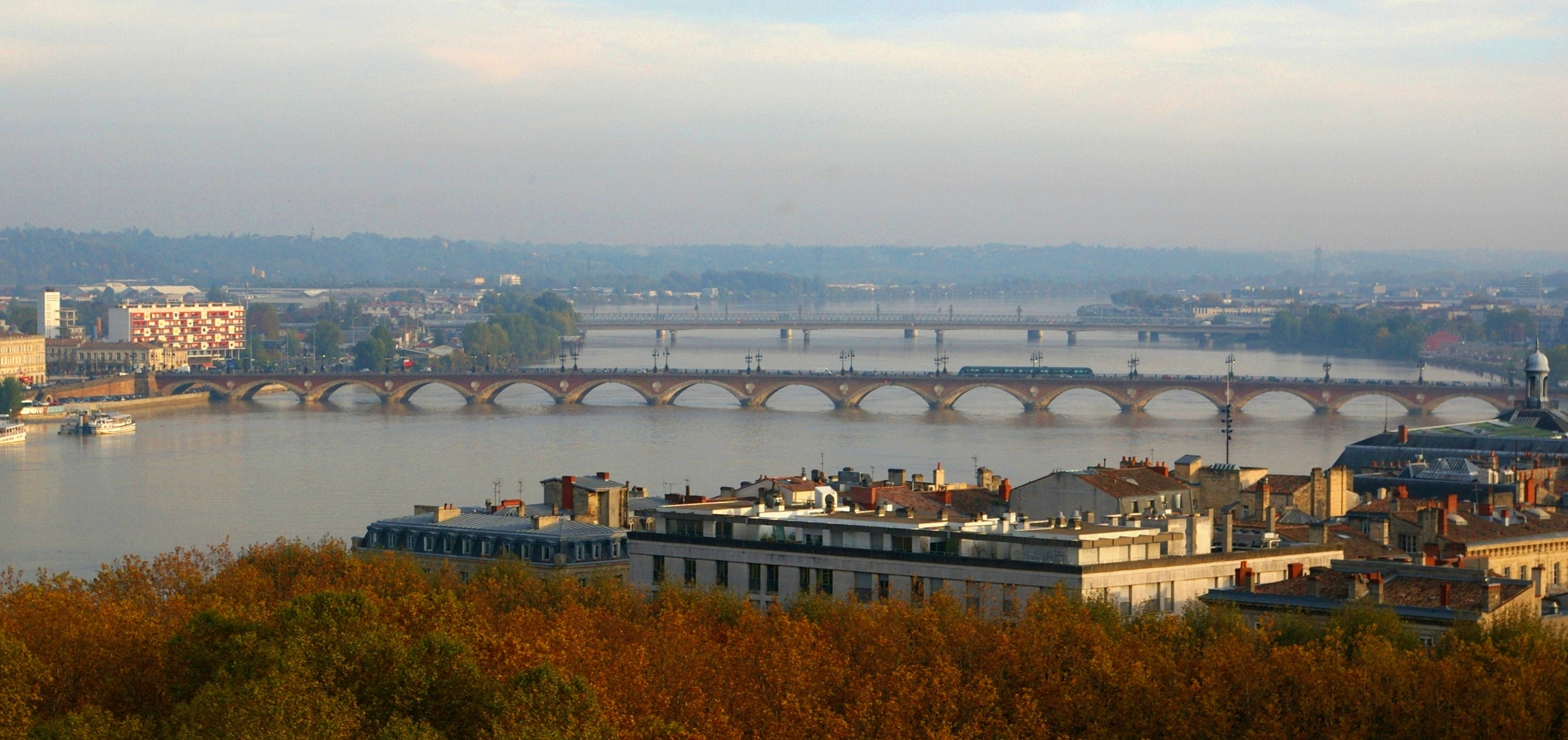
Le pont de pierre et la passerelle Eiffel.

Depuis sa réalisation en 1821, le pont de pierre a permis le désenclavement de la ville. En particulier, le pont de pierre a permis d'intégrer la rive droite à la ville, historiquement uniquement présente sur la rive gauche de la Garonne. La passerelle Eiffel, pont métallique ferroviaire, est construite entre 1858 et 1860 et désaffectée en 2008. La construction d'un pont transbordeur commence en 1910 mais il n'est jamais achevé.

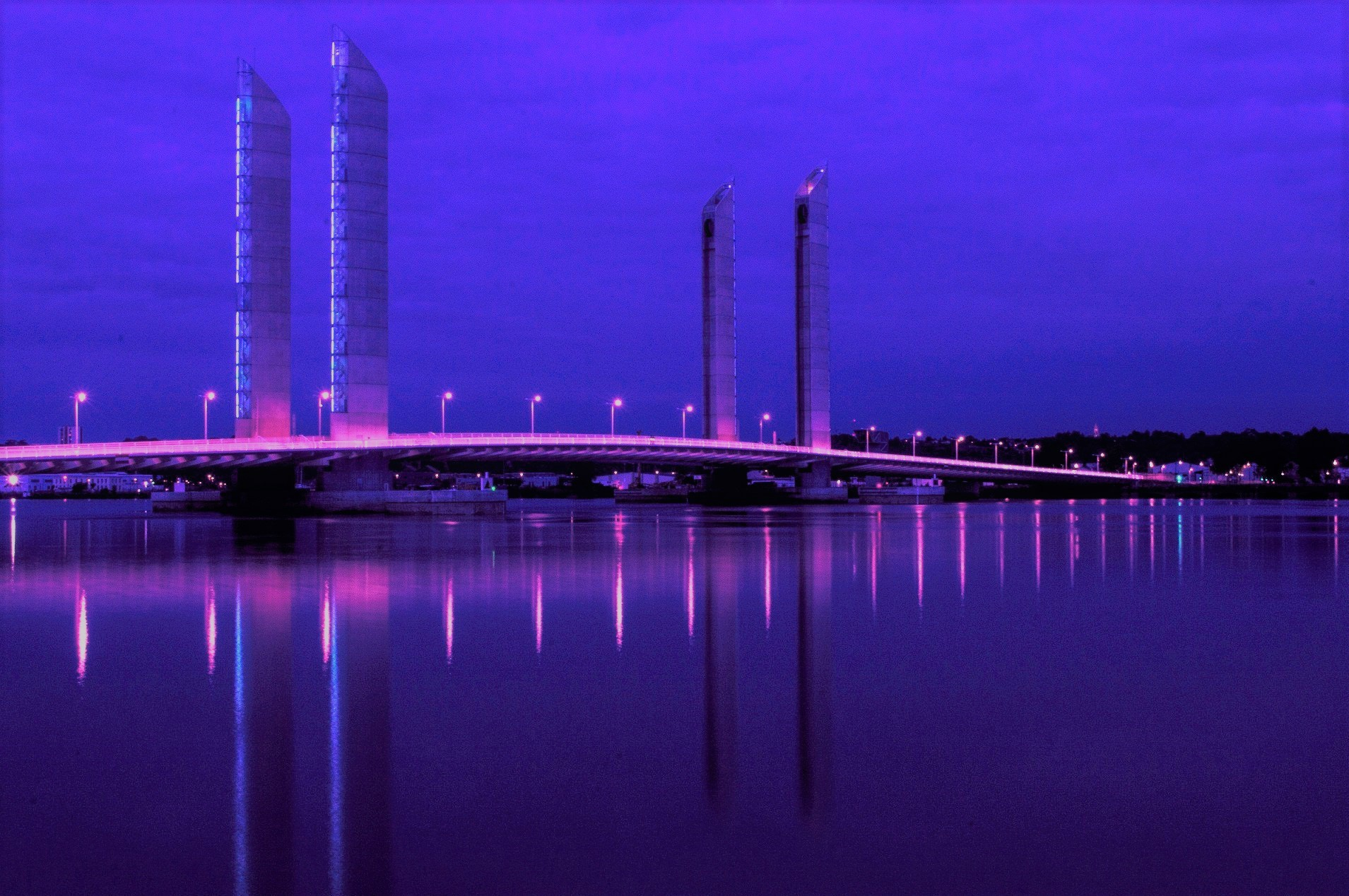
Le pont Jacques-Chaban-Delmas, au nord de Bordeaux.

Le 13 août 1954, le maire de Bordeaux, Jacques Chaban-Delmas, prend la décision de construire un pont suspendu au nord de la ville. Le ministre des Travaux publics, Robert Buron, pose la première pierre le 20 mai 1960. Le 6 mai 1967, le pont d'Aquitaine, réalisé entre Bordeaux et Lormont, est ouvert.
En 1965, le pont Saint-Jean est également mis en service, après deux ans de travaux. En 1993, c'est le pont François-Mitterrand qui est ouvert afin de relier la rocade bordelaise. En 2008, un nouveau pont ferroviaire se substitue à la passerelle Eiffel. L'objectif est de supprimer le bouchon ferroviaire de Bordeaux et de préparer les infrastructures à l'arrivée de la LGV Sud Europe Atlantique. La passerelle est conservée compte tenu de son intérêt architectural et historique ; malgré des projets de réhabilitation, elle reste fermée au public.
Le 16 mars 2013, le pont levant Jacques-Chaban-Delmas est inauguré par le président de la République François Hollande. Ce pont vient relier les quartiers de Bacalan sur la rive gauche, et de La Bastide sur la rive droite.
Le pont Simone-Veil permet en 2024, un franchissement sud de la Garonne intégré au projet Bordeaux-Euratlantique.

#### Transports en commun

Logo de Transports Bordeaux Métropole.

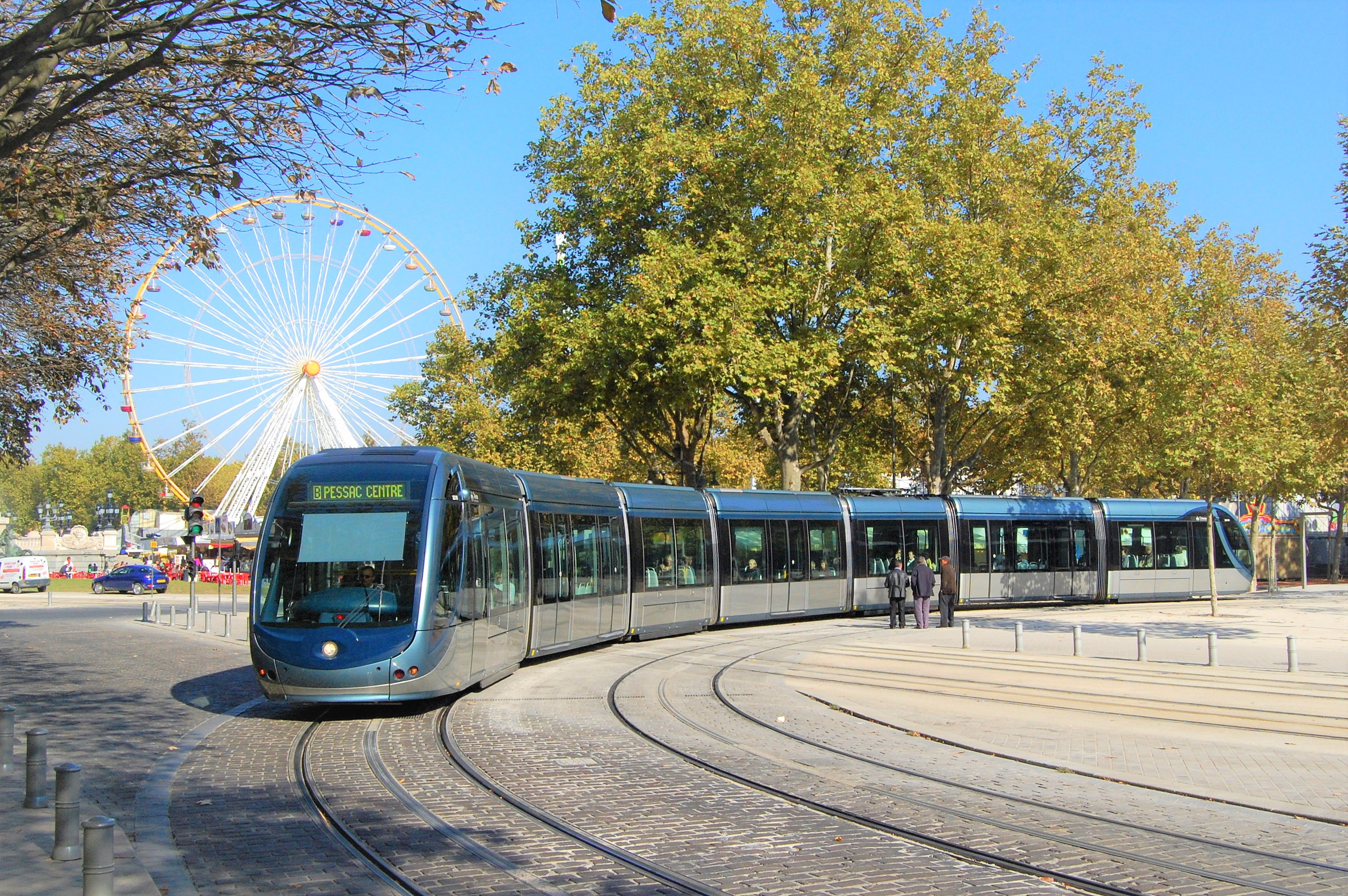
Un tramway place des Quinconces.

Bordeaux et sa métropole possèdent un important réseau de transport en commun. Le réseau est regroupé depuis 2016 sous l'appellation Transports Bordeaux Métropole abrégé en TBM qui remplace l'ancien nom « Tram et bus de la CUB » abrégé en TBC. Ce réseau est exploité par la société Keolis Bordeaux Métropole Mobilités, filiale du groupe Keolis qui gère le réseau par un contrat de délégation de service public.
La création du réseau de tramway s'est accompagnée d'un projet d'urbanisme ayant complètement transformé Bordeaux. La circulation automobile a été limitée dans le centre de la ville, lequel a été rénové en profondeur. Des travaux d'embellissement, comme les aménagements le long des quais, et la priorité donnée aux piétons ont rendu son attractivité à la ville avec des impacts importants sur le plan du logement et du tourisme. Le réseau a largement structuré la croissance urbaine qui s'est concentrée le long des nouvelles lignes de tramway.

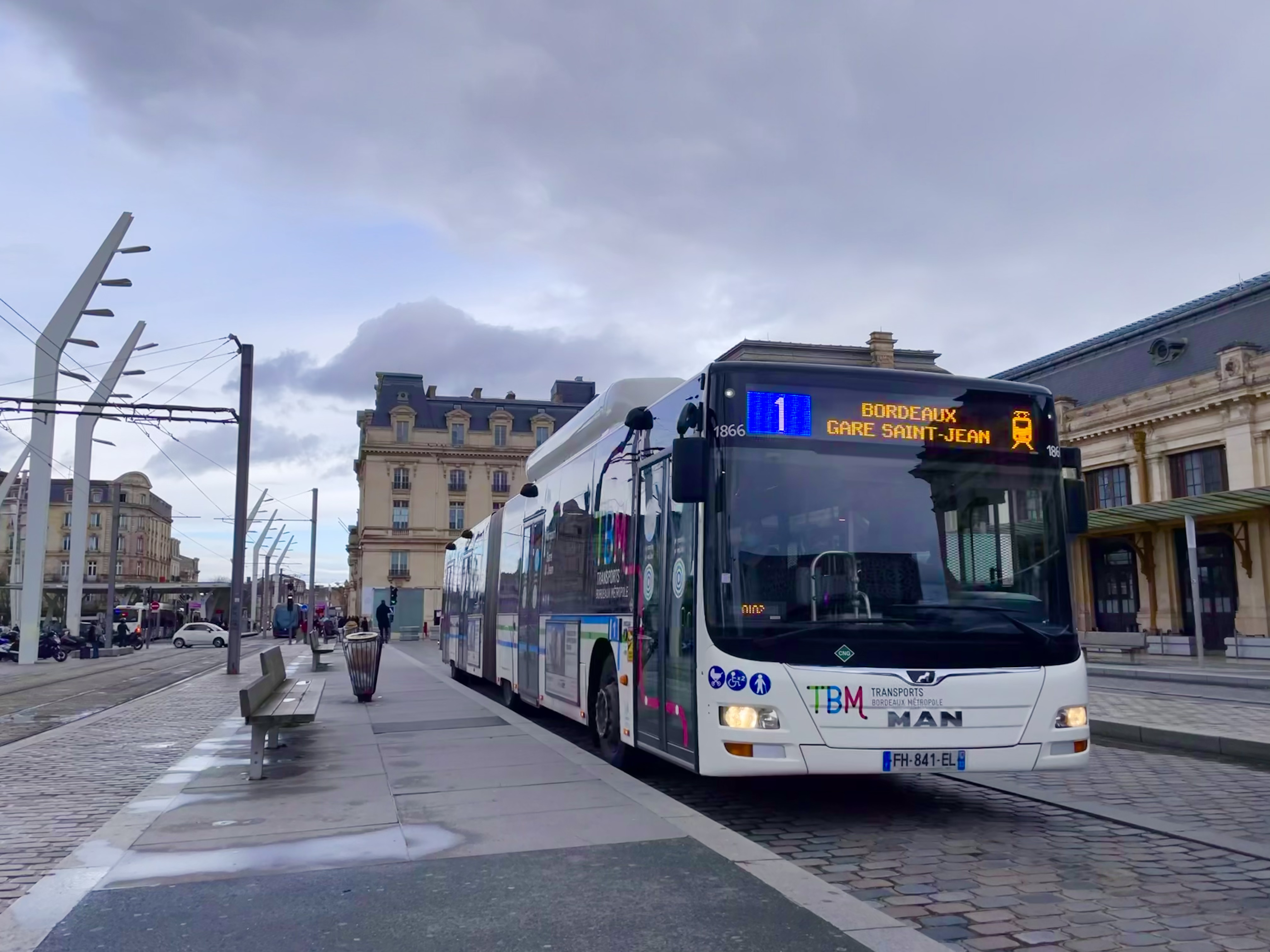
Un bus TBM devant la gare St-Jean.

Le réseau est composé de,,,, :
- 4 lignes de tramway     totalisant un réseau de près de 90 kilomètres de lignes de tramway ;
- 85 lignes de bus régulières ;
- 230 lignes de bus régulières TransGironde qui desservent l'ensemble de la métropole et le département de la Gironde ;
- 34 lignes TER Nouvelle-Aquitaine dont 14 partent de Bordeaux ;
- 2 lignes de RER Métropolitain Libourne-Arcachon et Saint-Mariens-Langon, permettant de traverser la métropole sans changement de train en gare de Bordeaux-Saint-Jean.

Ce réseau dessert les 28 communes de Bordeaux Métropole de 5 h à 1 h du matin (2 h en fin de semaine).

#### Voies cyclables

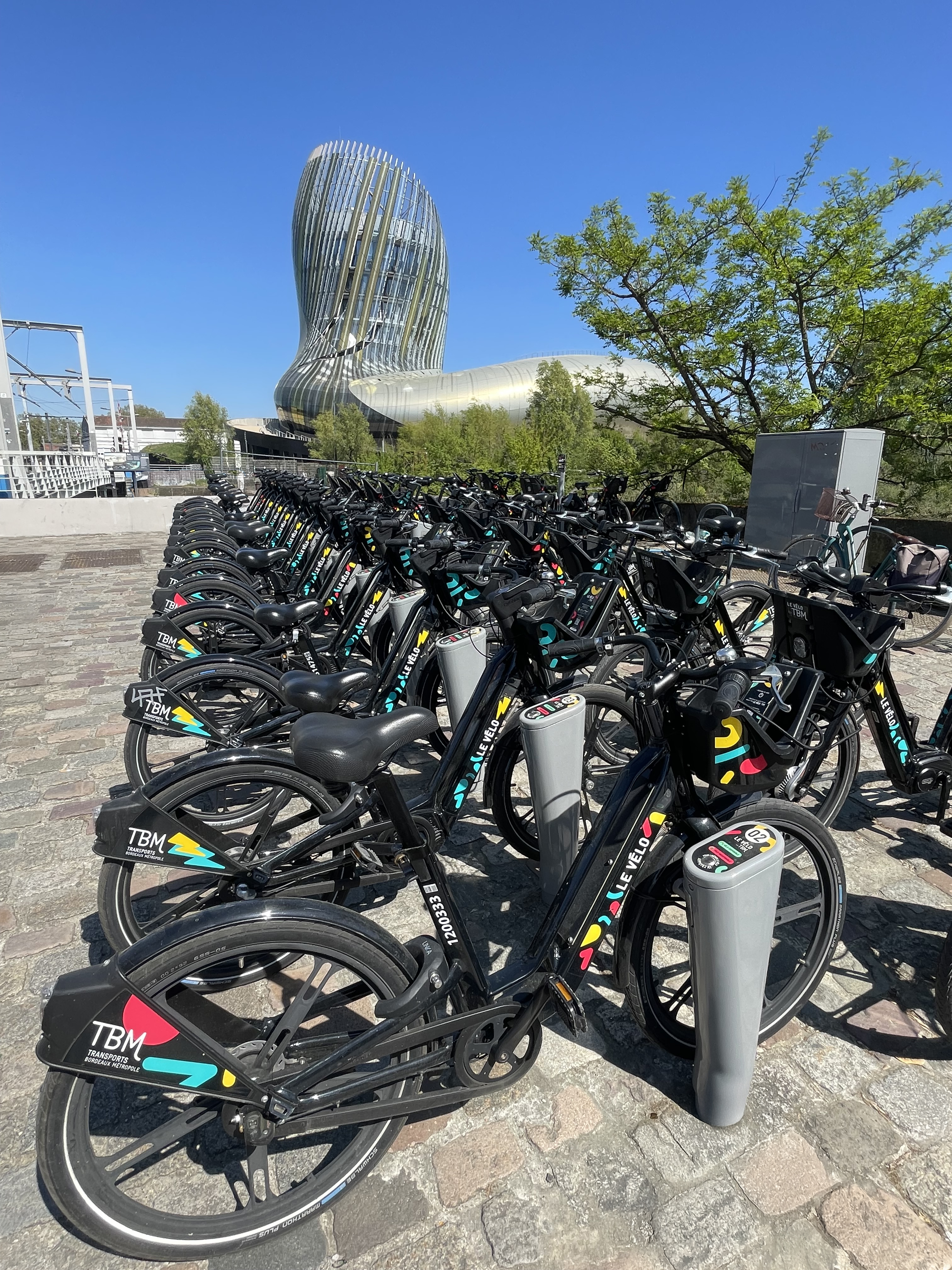
Une station Le Vélo proche de la Cité du Vin.

La ville possède un réseau qui dépasse les 200 km de pistes et bandes cyclables. Tous les ponts sur la Garonne (dont ceux de la rocade) en sont munis. Le Copenhagenize index, qui établit un classement des villes du monde les plus accueillantes pour les déplacements à vélo, classait Bordeaux en 5e position en 2013, 7e position en 2015, puis 6e position en 2017 et 2019. Le maintien de cette position en 2019 est justifié notamment par la fermeture du pont de pierre aux voitures et à une forte politique volontariste en faveur du vélo.
La véloroute EuroVelo 3 (« la Scandibérique ») passe par Bordeaux puis rejoint l’EuroVelo 1 à Bayonne,.
La Voie Verte de Bordeaux à Lacanau-Océan, réalisée sur l'ancienne voie ferrée, commence au nord de Bordeaux, avec un accès direct depuis le centre-ville, traverse l’agglomération, puis se poursuit jusqu'à Lacanau-Océan.
Une journée sans voiture, « dimanche à Bordeaux », se déroule chaque premier dimanche du mois (sauf en août) dans tous les quartiers de la ville, avec pour objectif, entre autres, de favoriser les déplacements à vélo.
Un système de vélos en libre-service (Le Vélo) est en place sur l'ensemble de Bordeaux Métropole. Le service est composé de 2 000 vélos (dont 1 000 électriques) répartis dans 184 stations.

#### Transport fluvial

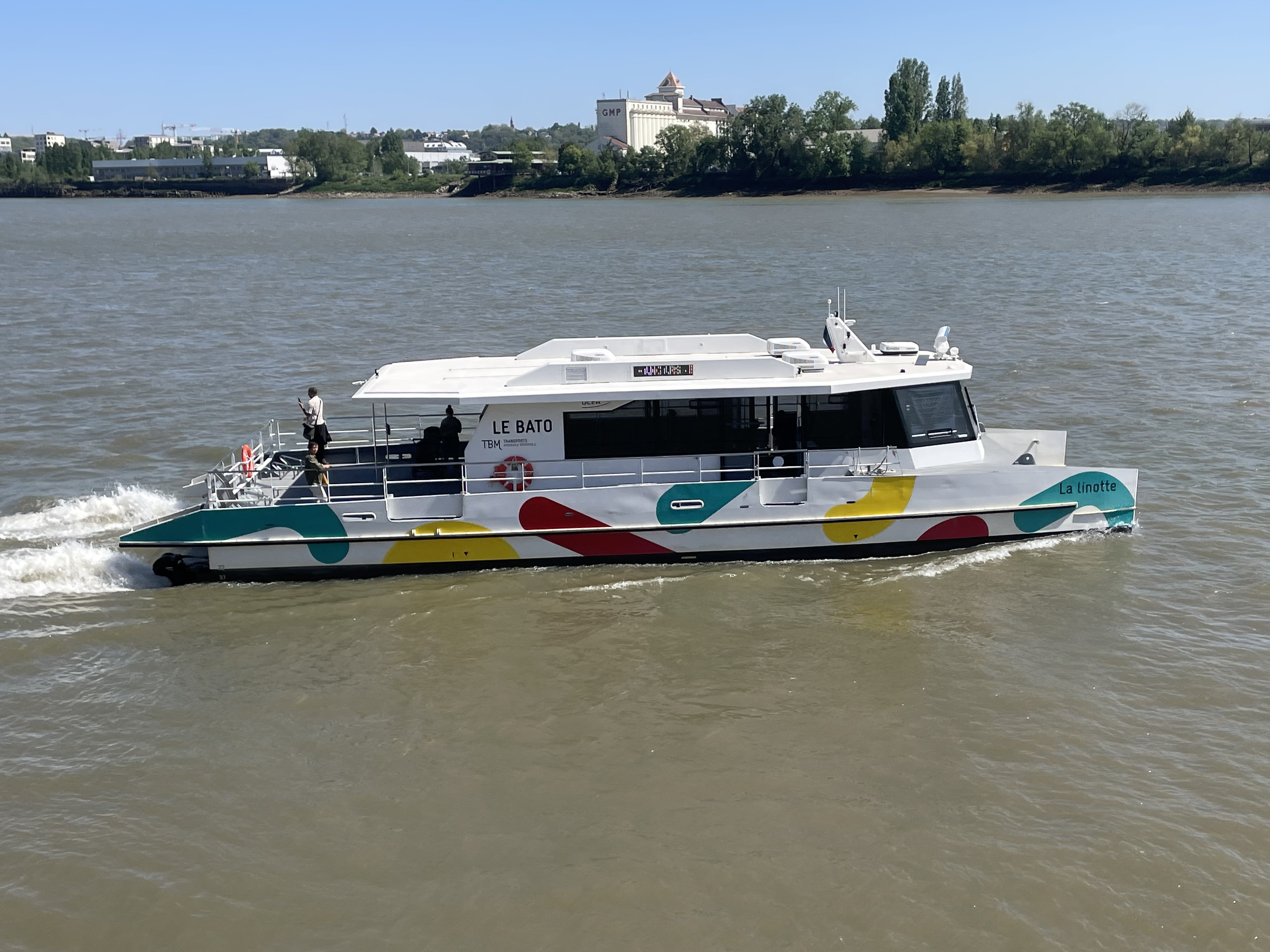
Le Bato.

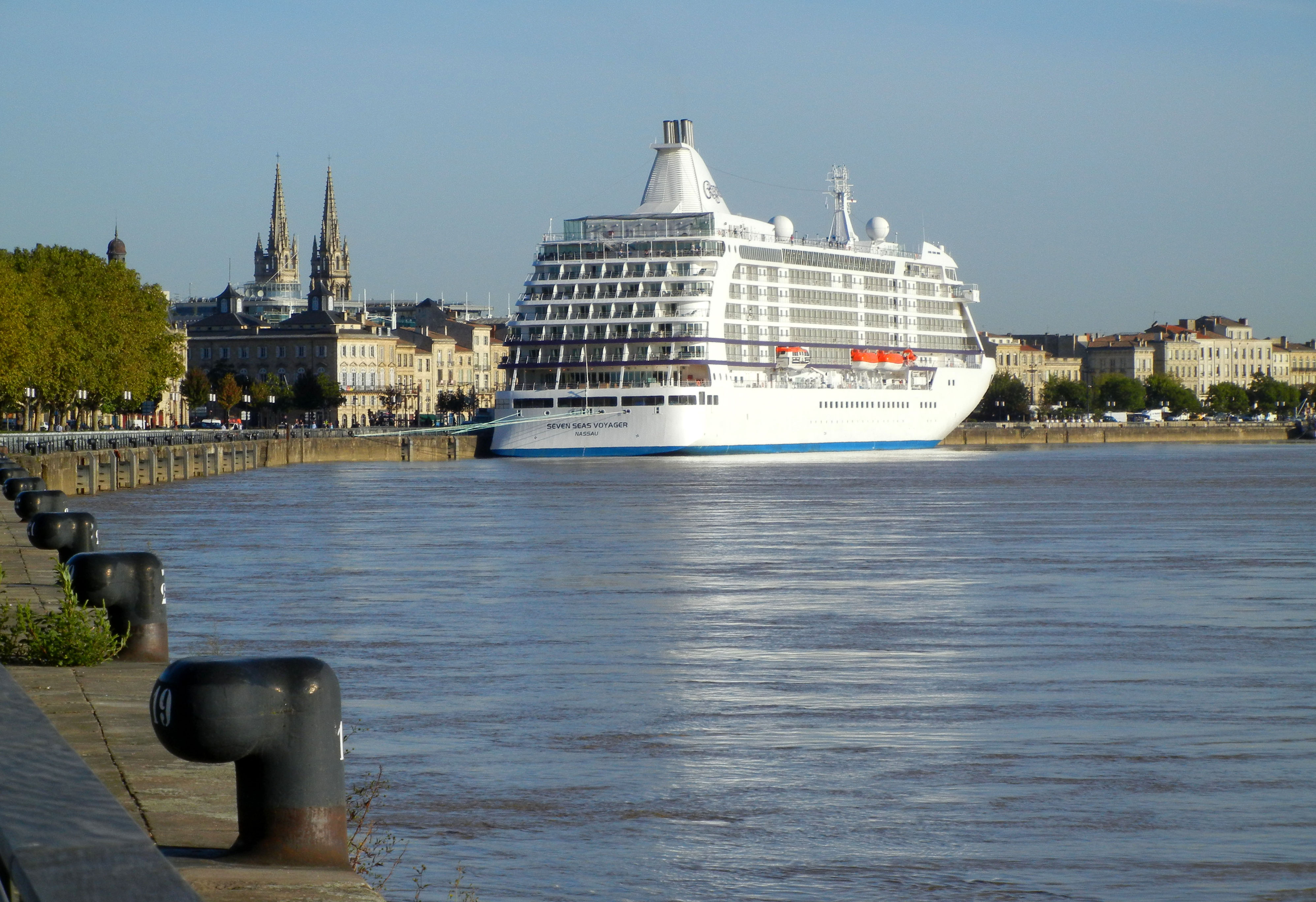
Un bateau de croisière sur la Garonne.

Au départ du quai Louis XVIII, en face des Quinconces, des bateaux proposent des promenades fluviales et des croisières longeant les façades du XVIIIe siècle.
La navette fluviale bateaux-bus (Le Bato), composée de quatre bateaux hybrides (électriques et diesel) construites au port de Gujan-Mestras, permettent de relier les deux rives de la Garonne. Cette ligne fait partie du réseau TBM.

#### Transport maritime
Après avoir été un des plus actifs de France et du monde, l'activité marchande du port de Bordeaux a fortement décliné au cours du XXe siècle, et les zones d'activités portuaires ont depuis migré en aval. Le port de marchandises débute désormais au terminal de Bassens, et s'étend jusqu'au Verdon, en passant par les sites de Blaye et Pauillac.
Le port de la Lune a maintenant une vocation principalement touristique, avec notamment une cinquantaine d'escales de navires de croisière chaque année.

#### Transport aérien

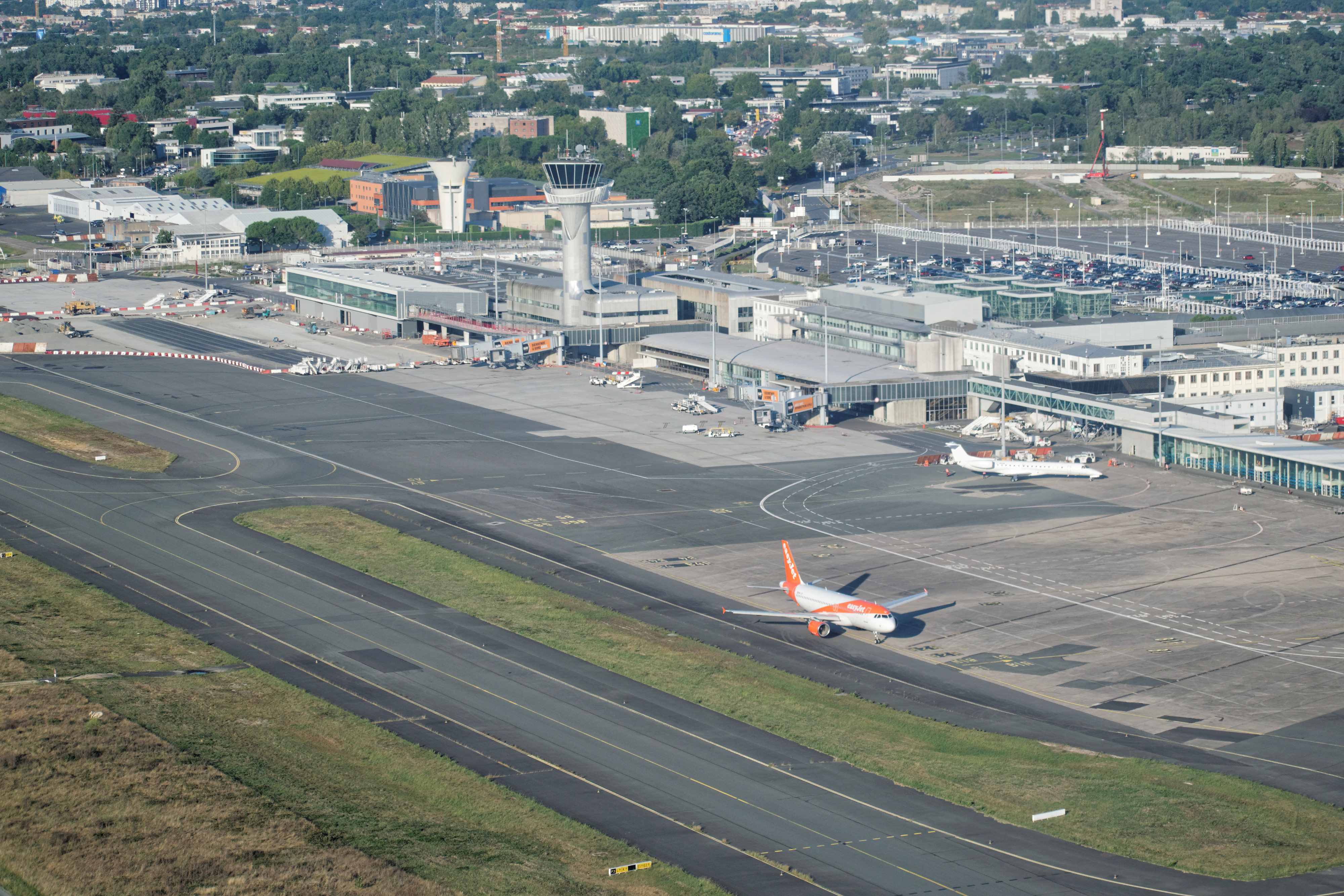
L'Aéroport de Bordeaux-Mérignac, situé en périphérie de la ville.

L’aéroport de Bordeaux, situé à Mérignac, est le 6e aéroport régional de France (7,7 millions de passagers en 2019). Plus de 140 vols quotidiens relient Bordeaux à 76 destinations en Europe.
L'aéroport est accessible depuis la rocade mais également via les transports en commun par la ligne A du tramway et une ligne de bus, reliant la station Le Haillan Rostand au parc industriel de Bersol à Pessac, offrant une correspondance avec la gare de Pessac Alouette-France.

##### Transport ferroviaire

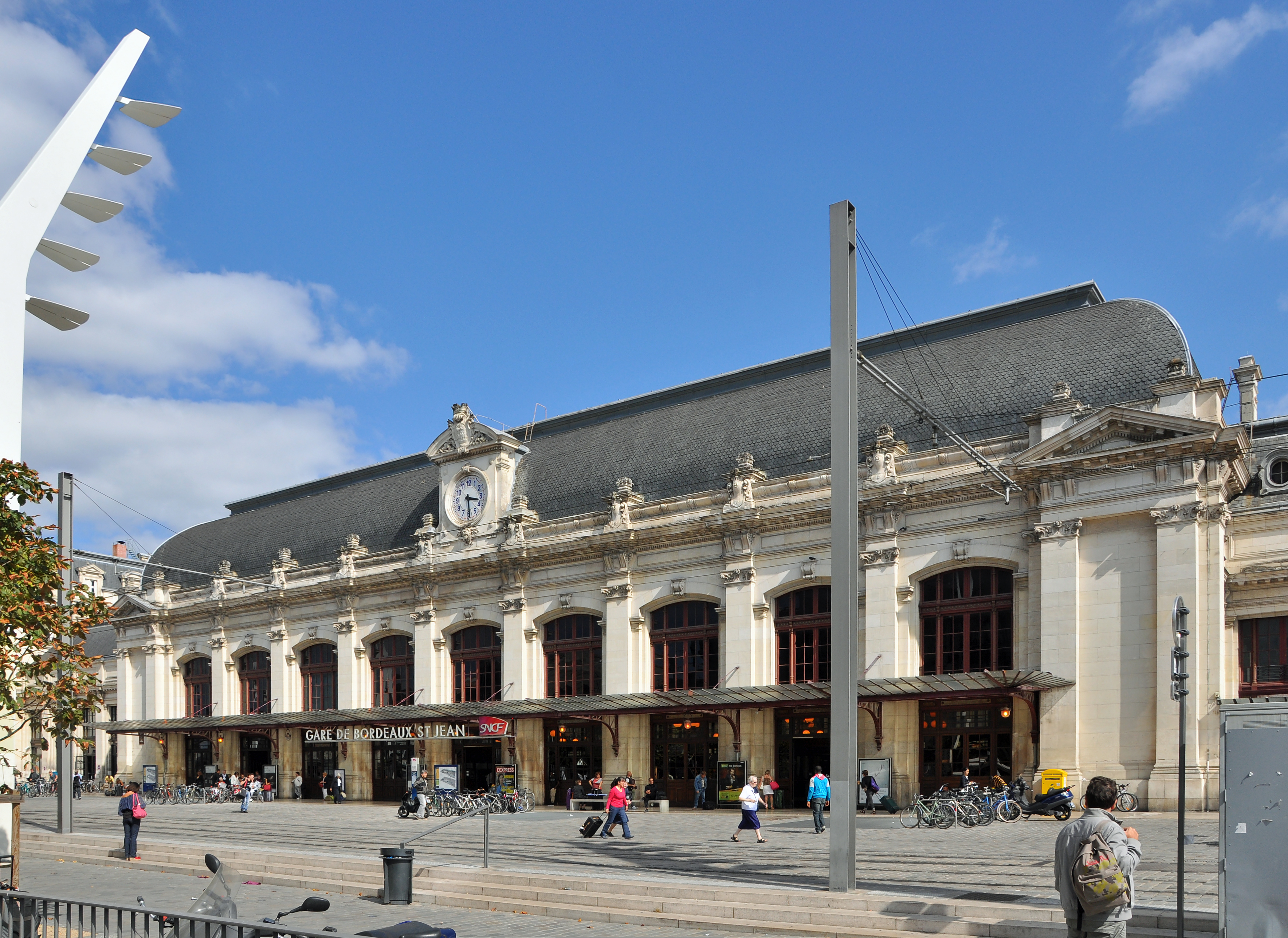
La gare de Bordeaux-Saint-Jean.

Bordeaux est un nœud ferroviaire important entre Paris et l’Espagne. La gare Bordeaux-Saint-Jean est desservie par de nombreux TGV en provenance ou à destination de Paris-Montparnasse, Toulouse-Matabiau, Lille-Flandres, Strasbourg-Ville, Arcachon, etc., ainsi que par des trains Intercités en provenance ou à destination de Nantes, Marseille-Saint-Charles et Paris-Austerlitz.
Depuis le 2 juillet 2017, avec l'arrivée de la LGV Sud Europe Atlantique, le temps de trajet pour rejoindre la capitale est de 2 h 4. La fréquentation a été multipliée par deux selon la SNCF.
Les chemins de fer font leur apparition en 1841 à Bordeaux avec l'ouverture de la ligne entre Bordeaux et la Teste par la Compagnie du chemin de fer de Bordeaux à La Teste. La première gare de Bordeaux (Bordeaux-Ségur) est alors inaugurée. Cette gare fut remplacée par une caserne et se situait au niveau de l'actuelle rue de Pessac.
La gare de Bordeaux-Saint-Jean est construite à partir de 1855 sous le nom de gare du Midi. La fusion en 1934 entre la Compagnie du Midi et la Compagnie du Paris-Orléans entraîne la fin définitive de la gare de Bordeaux-Bastide. Le bâtiment qui occupait la gare de Bastide-Orléans est alors reconverti en cinéma.
La ville possède une autre gare desservie par les trains régionaux, sur la ligne de ceinture de Bordeaux : Caudéran-Mérignac, située juste entre le quartier de Caudéran et la ville de Mérignac.
Bordeaux possédait également une troisième gare : la gare de Bordeaux-Benauge, mais elle a été détruite en 2011 pour l'aménagement des voies ferrées (passage de 2 à 4 voies entre la gare Saint-Jean et la bifurcation de Cenon). Cette fermeture s'est faite au profit de la gare de Cenon qui est desservie par la ligne A du tramway. La gare de Ravezies (qui a remplacé l'ancienne gare Saint-Louis), située dans les quartiers nord de Bordeaux, à proximité des cités du Grand-Parc et des Aubiers et du lac de Bordeaux, est définitivement fermée depuis septembre 2012, pour permettre l'extension de la ligne C du tramway jusqu'à Blanquefort, mise en service le 17 décembre 2016,.

### Risques naturels et technologiques

#### Risques naturels
La ville de Bordeaux est soumise aux risques d’inondation et de retrait-gonflement des sols argileux. Dans une moindre mesure, le risque lié au radon est classé comme moyen et le risque de séisme est de niveau 2 (faible).

##### Inondations
L'agglomération bordelaise est soumise à la fois à l’influence des fleuves (Garonne et Dordogne) et de leurs principaux affluents ainsi qu’à celle de l’océan lors d’un épisode de tempête : il s’agit d’un régime fluvio-maritime.
Bordeaux est soumise à un double risque d'inondation avec le débordement des fleuves de la Garonne et de la Dordogne, mais aussi avec les épisodes pluvieux combiné à un sol très imperméabilisé. La gestion de ce risque est, par conséquent, une priorité pour Bordeaux Métropole qui a la compétence dans ce domaine. Ainsi, depuis les années 1980, de grands tunnels souterrains ont été réalisés pour évacuer l'eau plus rapidement lors des inondations.
En 1999, le territoire de l'agglomération bordelaise a subi des dommages face à des inondations rapides et violentes. En 2021, une trentaine de rues de la ville de Bordeaux ont été fermées ponctuellement le 1er février pour cause d’inondations, ainsi que les parcs et jardins.

##### Submersion marine
Si les experts internationaux s’accordaient sur une augmentation du niveau marin de 60 cm d’ici la fin du XXIe siècle, cette valeur pourrait être sous-évaluée. Le Groupe d’experts intergouvernemental sur l’évolution du climat (GIEC) a réévalué cette valeur à 1,1 m en 2019, en indiquant que l'augmentation pourrait être encore supérieure si des actions fortes dans la lutte contre le dérèglement climatique ne sont pas menées. Cette augmentation affecterait la capacité de la Garonne à s'écouler vers le littoral (débit, hauteur, etc.).

##### Autres risques naturels
Le risque lié au retrait-gonflements des sols argileux est modéré sur la plus grande partie de la commune, mais élevé dans les quartiers du centre-ville, et du sud-ouest de la ville. Ce risque se manifeste par la variation de volume des sols chargés en argile. En particulier, lors de phénomènes de forte chaleur, voire de canicule, l'assèchement du sol peut faire gonfler l'argile et provoquer des dégâts sur les bâtiments. La commune n'est cependant pas soumise au plan de prévention des risques retrait-gonflement des sols argileux.
Le risque lié au radon est décrit comme moyen, c'est-à-dire que la commune est « localisée sur des formations géologiques présentant des teneurs en uranium faibles mais sur lesquelles des facteurs géologiques particuliers peuvent faciliter le transfert du radon vers les bâtiments ».
Enfin, le risque de séisme est de 2 sur 5, soit un niveau faible. Le dernier séisme recensé date du 10 août 1759 à 22 h 10. Il n'a provoqué que des dégâts minimes,.

#### Risques technologiques
Parmi les quatre risques technologiques existant, seul ceux liés à l'activité industrielle sont modérés. Plus précisément, les risques liés à la pollution des sols et aux installations industrielles sont décrits ainsi :
- Anciens sites industriels recensés dans la commune : 1878 ;
- Installations industrielles classées recensées dans la commune : 45 ;
- Installations rejetant des polluants dans la commune : 30.

Pour autant, la commune n'est pas soumise à un plan de prévention des risques technologiques et installations industrielles.
Une seule canalisation d'hydrocarbure passe à l'extrême nord de la ville, et la contourne par l'ouest. Le risque nucléaire est nul car aucune centrale nucléaire ne se situe à moins de 20 kilomètres de Bordeaux. L'installation nucléaire la plus proche, la centrale nucléaire du Blayais, se situe à 50 kilomètres au nord.

#### Prévention des risques
Bordeaux est intégrée au Plan de Prévention des Risques Inondations (PPRI) de l'agglomération bordelaise. La version de 2015 comprend deux cartes des zones à risque. Les risques technologiques sont intégrés dans le Plan de Prévention Risques Technologiques (PPRT) de la ville de Bassens et de Saint-Médard-en-Jalles.

## Toponymie
Les habitants sont appelés les Bordelais et Bordelaises.

### Attestations anciennes
Le nom de la localité est attesté pour la première fois sous la forme Burdigala au Ier siècle. Par la suite, le toponyme est mentionné sous diverses formes au Moyen Âge, Burdegale, certaines monnaies anciennes portent aussi les noms de Burdeghla et Burdiale. Une forme en langue d'oc Bordelh apparaît dans le troisième couplet du sirventès de Bertran de Born D'un sirventes no m qual far longo ganda (« Sai de Bordelh, ni dels Cascos part landa »), tandis que la ville est clairement mentionnée sous le nom de Bordel dans la Chanson de la croisade albigeoise de Guillaume de Tudèle. Citons également la forme latine Burdellum, dans une lettre de 1147 à l'abbé Suger. Les premières formes gasconnes sont Bordeu, attesté en 1280, et Bordel. Au XIXe siècle, Luchaire indique que le paysan gascon prononçait aussi Burdéu devenant sous sa forme moderne Bordèu. La forme française de Bordeaux représente une francisation du gascon Bordèu en Bourdeaux ou Bordeaux par analogie avec l'ancien pluriel de Bordel « petite maison » et qui explique bien en revanche les autres noms de lieux du type Bordeaux, Bourdeaux.
Au cours de la période de la Convention nationale (1792-1795), la commune porte le nom révolutionnaire de « Commune-Franklin »,.
Étant donné sa situation de port antique, de nombreuses autres langues de la côte atlantique possèdent des noms distincts pour la ville : Bourdel en breton, Bordele en basque, Burdeos en espagnol, Bordeos en galicien, et Bordéus en portugais, Bordozo en espéranto.

### Étymologie
Par le passé, plusieurs étymologies ont été proposées pour l'antique Burdigala, comme Burgos Gallos (le bourg gaulois) par Isidore de Séville ou, en 1695, dans le Mercure de France « la bourde et la jalle ». Dans ses Recherches sur la ville de Bordeaux, l'abbé Baurein se base sur les racines celtiques burg (la ville) et cal (le port), à savoir *burg et * cal, avec astérisques car ces termes ne sont pas directement attestés dans les langues celtiques, ni sous cette forme, ni avec ce sens. En outre *Burg-i-cal-a peut difficilement expliquer phonétiquement le nom antique de Bordeaux, à savoir Burdigala, à moins de supposer une altération, non démontrée par les formes anciennes.
Le nom de Burdigala peut s'analyser sur la base de deux éléments, à savoir deux racines aquitaniennes *burd- et *gala signifiant respectivement « boueux » et « crique ». *Burd- serait la variante d'un pré-latin *bard- qui est aussi à l'origine du nom du village basque de Bardos. *Gala est issu d'un pré-latin *cal- traduit par « abri, crique » et dont dérive le mot « calanque ». Ainsi, selon Michel Morvan, la signification primitive de Burdigala devrait être « crique ou abri dans les marais ».

## Histoire

### Préhistoire et Antiquité

#### Un petit port d'estuaire

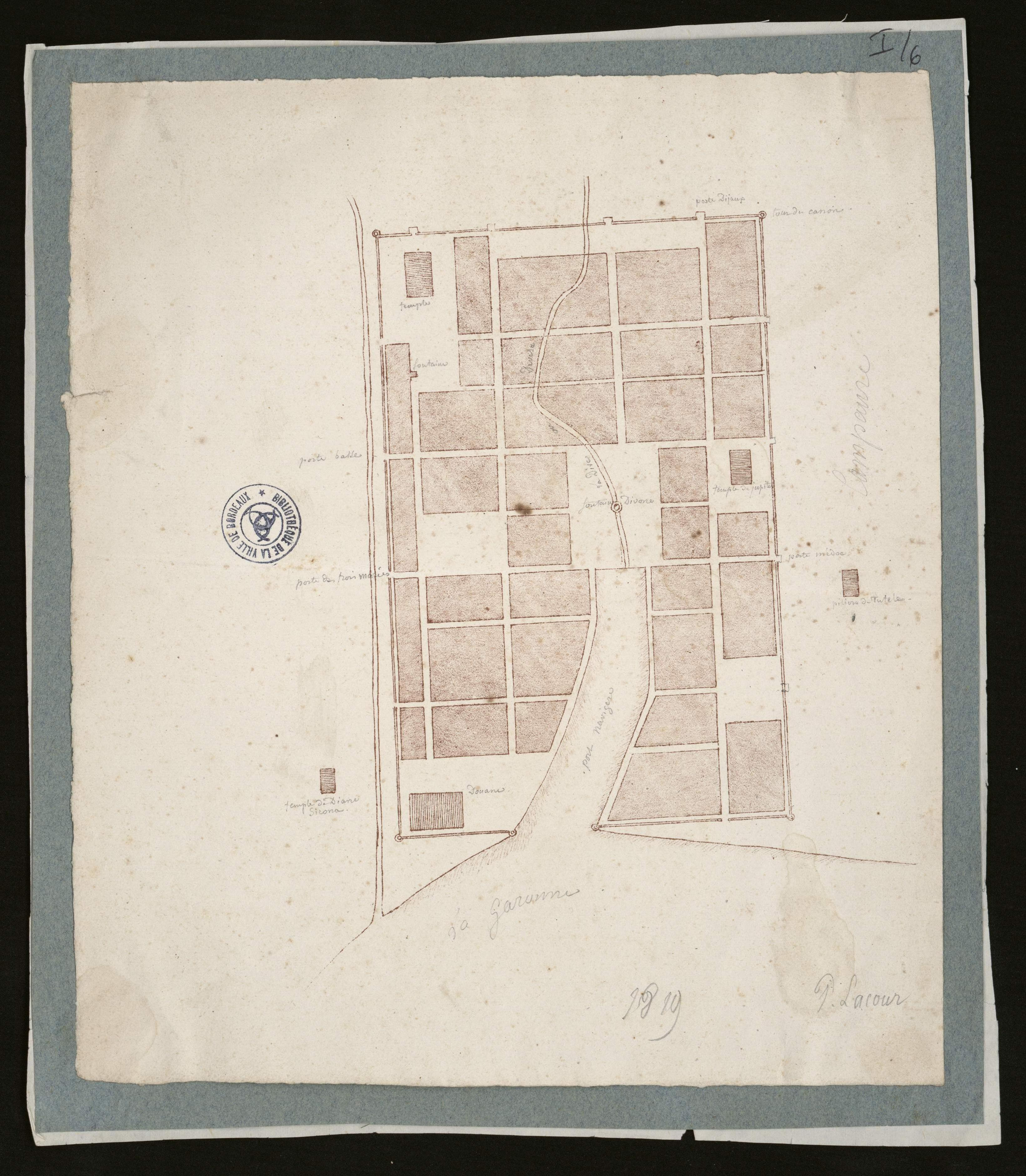
Un plan de Bordeaux dans l'Antiquité par Pierre Lacour.

Des recherches en archéologie indiquent une première agglomération d'une surface estimée à 4 ou 5 hectares sur la rive gauche de la Devèze. Cette agglomération protohistorique trouve son origine à l'âge du fer, au VIe siècle av. J.-C.,,.
Burdigala est fondée au Ier siècle av. J.-C. par les Bituriges Vivisques (littéralement « Bituriges déplacés »), peuple gaulois originaire de la région de Bourges et déplacés par l'Empire romain sous le statut de pérégrins. Une étude numismatique semble confirmer la parenté des populations gauloises du Berry et du Bordelais et l'installation des Bituriges sur le site après la conquête de César.
Le géographe Strabon, au début du Ier siècle, décrit sommairement l'estuaire avec ses marées et présente Burdigala comme un simple emporion (comptoir de commerce) sans statut civique particulier. Il précise que les Bituriges Vivisques ne font pas partie de la confédération préromaine des Aquitains et sont le seul peuple au sud de la Garonne à parler le gaulois et non l'aquitain. Agrippa, lieutenant de l'empereur Auguste, élargit la province de Gaule aquitaine en y intégrant les cités entre Garonne et Loire et fait tracer une voie romaine de Lugdunum (Lyon) à Bordeaux, mais la capitale de l'Aquitaine est fixée à Saintes.

#### Burdigala, cité romaine (Iersiècle-Vesiècle)

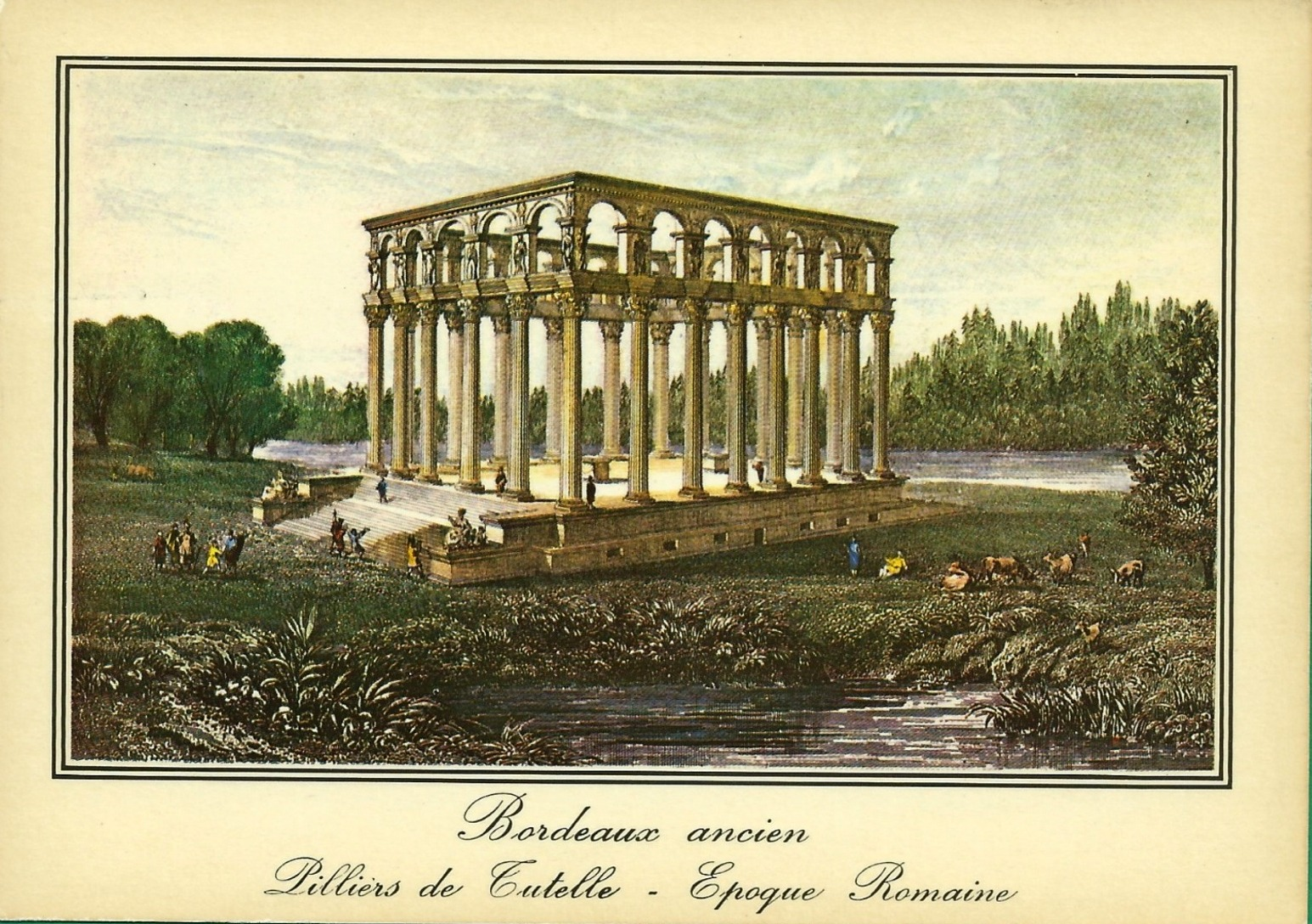
Le palais des Piliers de Tutelle, à l'Époque Romaine.

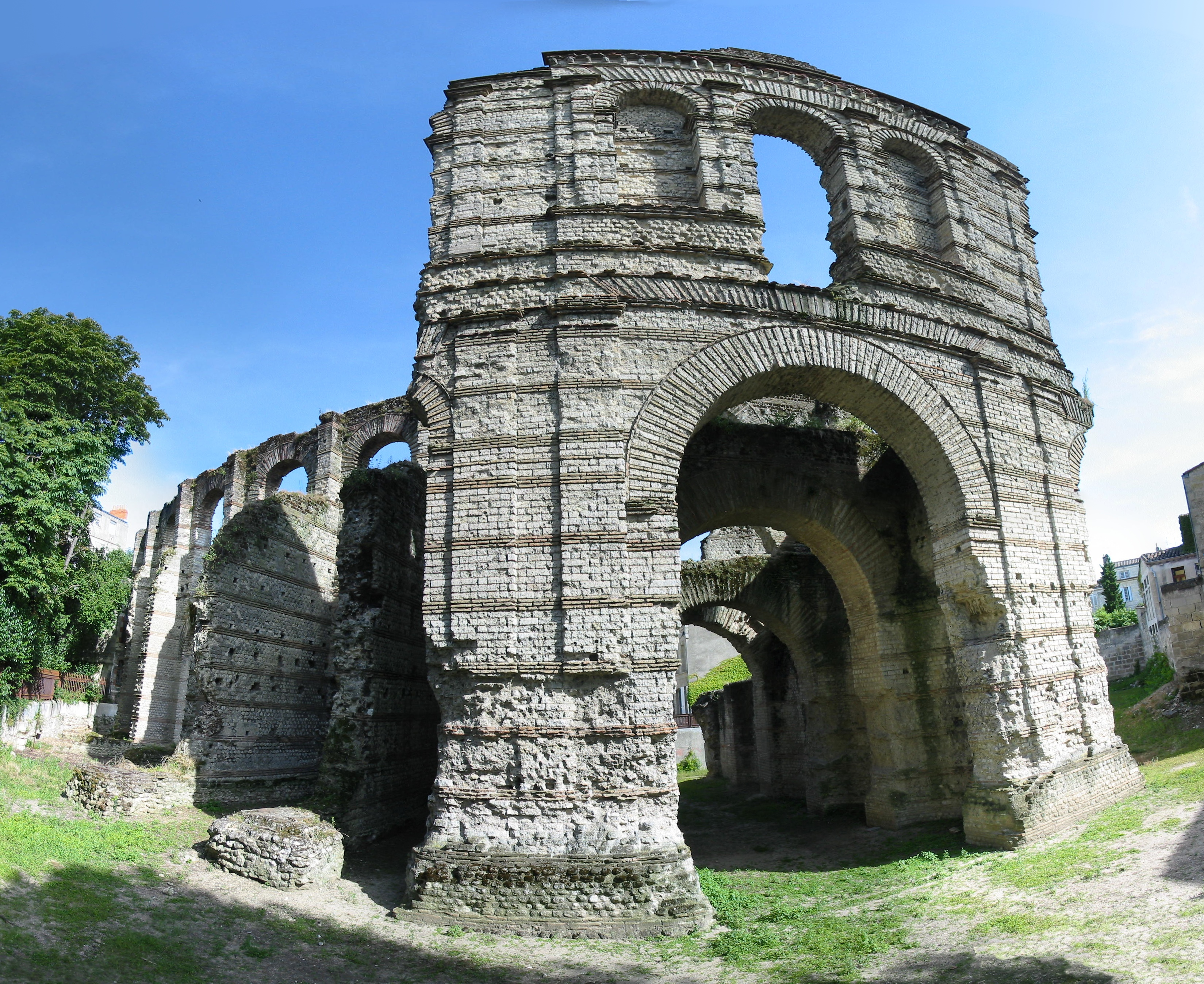
Le Palais Gallien.

La ville du Haut Empire se construit autour de l'îlot Saint-Christoly, comprenant le cardo et le decumanus (aujourd'hui rue Sainte-Catherine et rues Porte Dijeaux et Saint-Rémi), entre les rivières Devèze et Peugue et la place Pey Berland.
En 70, l'empereur Vespasien en fait la capitale administrative de la province romaine d’Aquitaine. Il semble que sous le règne de cet empereur, la ville ait reçu le statut de municipe de droit romain. La ville est particulièrement prospère sous la dynastie des Sévères (193-235). Elle englobe alors le mont Judaïque (actuel quartier Saint-Seurin). La ville se dote de monuments comme le forum avec les Piliers de Tutelle et le Palais Gallien (amphithéâtre pouvant contenir 20 000 personnes sur ses gradins en bois),.
Dans la perspective de répondre au trafic grandissant, un port intérieur est établi. L'attractivité de la ville l'amène à s'étendre vers les plateaux de Saint-Michel, de Sainte-Eulalie et de Saint-Seurin afin d'accueillir une population de 20 000 habitants. Ainsi de « civitas stipendaria » (cité soumise à l’impôt), elle devient, au IIe siècle, un « municipe » (cité dont les habitants jouissent de certains droits de la citoyenneté romaine). Cette prospérité amenant de nombreuses invasions barbares, les légions romaines érigent des remparts de neuf mètres de hauteur entre 278 et 290, utilisant les pierres d’anciens monuments, ils réduisent l'espace de la ville d'une trentaine d’hectares. Après les invasions, Burdigala accueille 15 000 habitants. Ces nombreuses guerres donneront lieu à la création d’un empire des Gaules sécessionniste en 260, centré d'abord sur Cologne puis sur Burdigala : Tetricus, gouverneur d'Aquitaine, se fait proclamer empereur en 270 et se maintient au pouvoir jusqu’au retour de la Gaule dans l'Empire romain en 274.
Ausone, né à Burdigala en 309, est rhéteur (professeur de rhétorique) et poète ; il ne tarde pas à quitter sa ville natale pour exercer son activité à la cour impériale, à Trèves et à Milan, avant de retourner finir sa vie à Bordeaux.
Après la crise du IIIe siècle, Bordeaux, en 310, se dote d'une enceinte fortifiée (castrum) percée de quatre portes dont l’une, la « porta Navigera », permet aux bateaux d'accéder à la Garonne.
Les débuts du christianisme à Bordeaux sont mal connus. La première épitaphe présumée chrétienne, celle d'une jeune femme originaire de Trèves, date de 261. Un évêque de Bordeaux participe au concile d'Arles en 314. En 333, un pèlerin, l'Anonyme de Bordeaux, note son itinéraire de Bordeaux à Jérusalem.

### Du Moyen Âge à la Renaissance (Ve–XVesiècle)

#### Des Wisigoths aux Carolingiens (Ve–IXesiècle)
Au début du Ve siècle, Bordeaux est occupée par les Wisigoths. Les Francs de Clovis s'en emparent après la bataille de Vouillé en 507. Elle est disputée ou échangée plusieurs fois entre les rois mérovingiens. Les Vascons, franchissant les Pyrénées, arrivent sur la rive sud de la Garonne vers 578 : les rois francs doivent constituer une marche pour les contenir.
À la fin du VIIe siècle, Bordeaux fait partie du duché d'Aquitaine. En 732, elle est pillée par les troupes du général arabe Abd al-Rahman. Le duc Eudes d'Aquitaine part combattre le califat omeyyade près de Bordeaux : la bataille de la Garonne fait un grand nombre de morts et, bien que vaincu, il reste au duc suffisamment de troupes pour prendre part à la bataille de Poitiers dans laquelle périt Abd al-Rahman,.
À la fin du IXe siècle, les « Normands » pillent la ville : une bande menée par le chef viking Hasting met le siège fin 847. Le roi d’Aquitaine Pépin II ne fait rien pour aider la ville, et c’est son neveu, roi de Francie occidentale, Charles le Chauve qui détruit une flottille de neuf drakkars sur la Dordogne, mais ne peut faire lever le siège. Bordeaux est prise en février 848. L'épisode vaut à Pépin d'être déposé en juin 848 par les Grands d’Aquitaine, qui reconnaissent alors l'autorité directe de Charles le Chauve. En 855, Bordeaux est pillée pour la seconde fois par les Vikings.

#### L'Aquitaine entre France et Angleterre (Xe–XVesiècle)

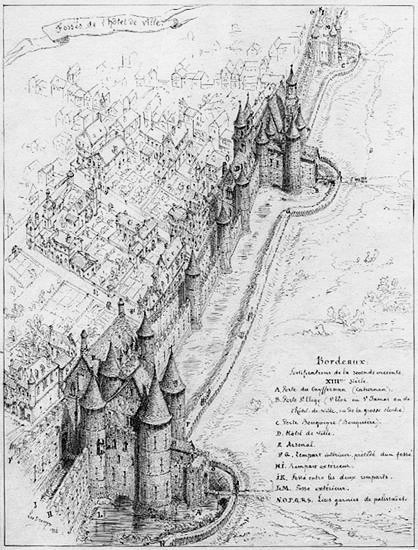
Les remparts du XIIIe siècle.

Du Xe  au  XIIe siècle, Bordeaux dépend du duché d'Aquitaine où elle ne joue qu'un rôle effacé : la province est disputée entre les comtes de Poitiers et ceux de Toulouse. Quand Guillaume III, comte de Bordeaux, devient duc d'Aquitaine, il transfère sa résidence à Poitiers.
Au XIIe siècle, Bordeaux s’agrandit et de nouvelles enceintes sont édifiées : en 1227 au sud, pour protéger les quartiers neufs (rue Neuve, la Rousselle, etc.) ; en 1327, pour intégrer les nouveaux faubourgs (Sainte-Croix, Sainte-Eulalie, Saint-Michel).
Depuis le mariage d'Aliénor d'Aquitaine en 1152, la Guyenne est en union personnelle avec le royaume d'Angleterre qui doit cependant rendre hommage au roi de France. Bordeaux est disputée dans les guerres qui opposent les Plantagenêt et occupée par Philippe IV le Bel de 1294 à 1303 mais elle finit par se révolter contre les Français qui doivent la restituer au roi d'Angleterre. Pendant la guerre de Cent Ans, Édouard III d'Angleterre refuse l'hommage au roi de France : Bordeaux, fidèle au roi d'Angleterre, est assiégée sans succès par Philippe VI de 1337 à 1340. Les Bordelais fournissent une flotte de 50 bateaux pour reprendre Libourne aux Français. La Peste noire qui sévit en 1348 vient interrompre les combats qui reprennent bientôt. Le fils aîné d'Édouard III, Édouard de Woodstock, le « Prince noir », fixe sa résidence à Bordeaux et mène des chevauchées dévastatrices contre les terres françaises en 1355 et 1356. Après sa victoire de Poitiers, le Prince noir règne en prince souverain et instaure le premier parlement de Bordeaux en 1362. Son fils, qui règnera sur l'Angleterre et la Guyenne, est appelé « Richard de Bordeaux ».
En 1377, Bordeaux repousse une armée française commandée par Bertrand du Guesclin. En 1400, elle se révolte, cette fois contre le roi d'Angleterre Henri IV qui a détrôné et peut-être fait assassiner Richard II « de Bordeaux ». Bordeaux fait figure de république indépendante. En 1406-1407, une flotte bordelaise chasse les Français de la Gironde et les oblige à abandonner les sièges de Blaye et Bourg. En 1416, les Bordelais acceptent de rendre hommage à Henri V, fils de l'usurpateur Henri IV, tout en conservant leur autonomie.
Après des fortunes diverses, les redditions de Bordeaux et la bataille de Castillon en 1453 ramènent la ville sous l'autorité du roi de France : les Bordelais doivent se résigner à une autorité qu'ils n'aiment guère et qui, dans les actes officiels, remplace le gascon par le français.
Charles VII décide en 1459 de faire de Bordeaux une ville royale et d’y faire édifier plusieurs forteresses, le fort du Hâ pour défendre la ville des attaques venant du sud et de l’ouest, et le château Trompette pour la protéger du côté de la Garonne. En 1470, le château du Hâ devient la résidence de Charles de Valois, nommé duc de Guyenne par son frère Louis XI. Le château, devenu le siège d'une cour brillante, connaît une courte époque de splendeur jusqu'au décès du duc qui y meurt le 24 mai 1472.

### De la Renaissance au siècle des Lumières (XVe–XVIIIesiècle)

#### Intégration dans le royaume de France et contestation

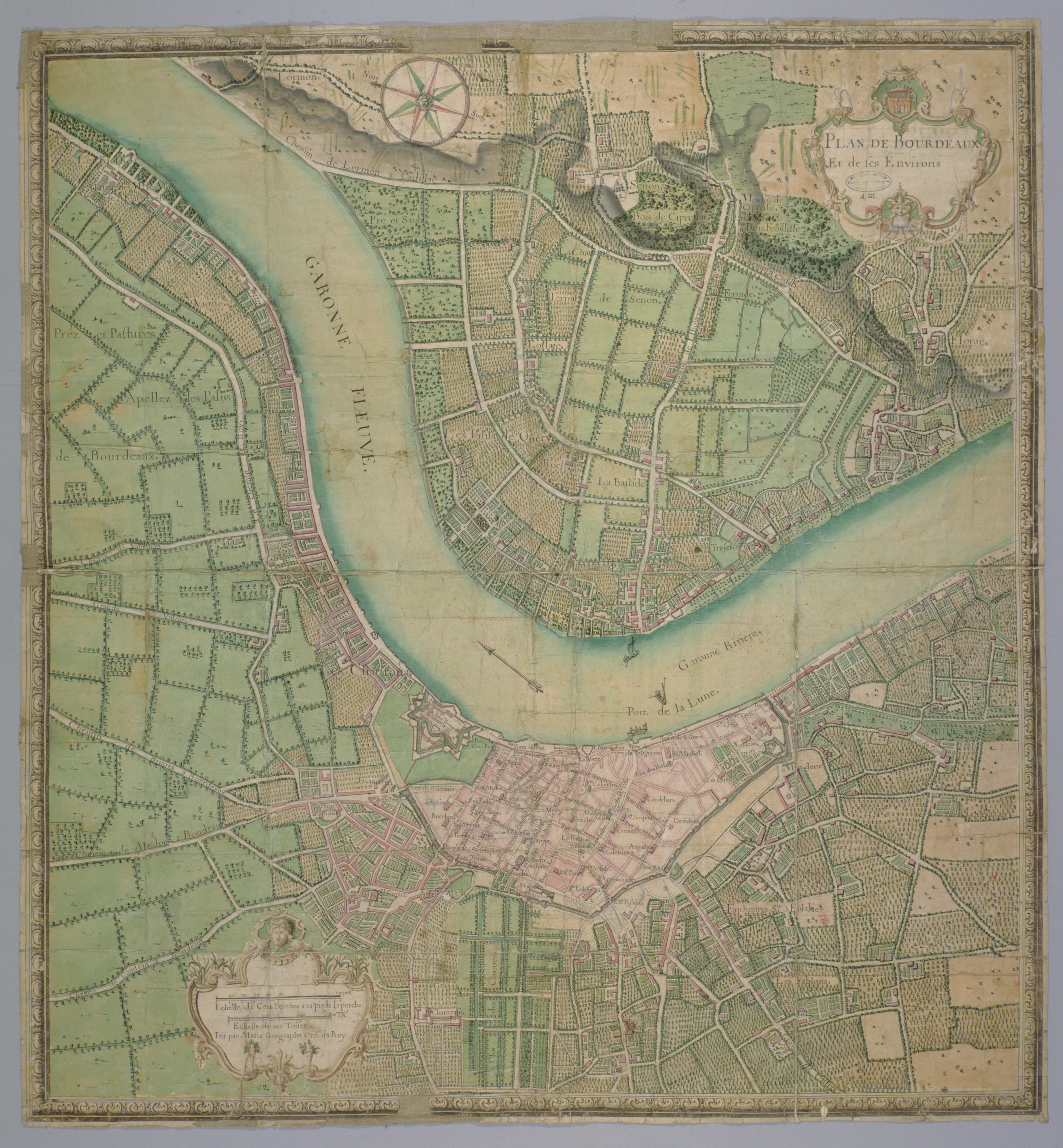
Un plan de Bordeaux et de ses environs, par Hippolyte Matis (1716-1717). La ville n'est alors située que sur la rive gauche de la Garonne.

L'enseignement supérieur ne se développe que tardivement à Bordeaux et les étudiants doivent se rendre à Toulouse ou Poitiers. En 1441, pendant la période anglaise et sur proposition de l'archevêque Pey Berland, un rescrit du pape crée une université sur le modèle de celle de Toulouse, fondation confirmée par Louis XI en 1472. Elle se réduit à quelques régents et un enseignement sommaire. C'est en 1533 que François Ier fonde le collège de Guyenne, centre d'humanisme avec des maîtres venus de Paris, de Padoue ou des Pays-Bas d'où sortent des élèves comme Montaigne et Étienne de La Boétie,.
L'introduction de la fiscalité royale se heurte à une forte résistance. En 1548, à la suite de la jacquerie des Pitauds, la population se révolte contre l'impôt des cinquante mille hommes de pied et pour les libertés publiques. Les insurgés encerclent le 21 août le fort du Hâ et le château Trompette. Ils massacrent le gouverneur du roi Tristan de Moneins et vingt officiers des gabelles. Le roi Henri II ordonne au connétable Anne de Montmorency une répression exemplaire. La cité perd ses privilèges. Elle est désarmée, verse une amende et son parlement est suspendu. Néanmoins, en 1549, Henri II amnistie la cité. Ces événements ont inspiré à Étienne de La Boétie son Discours de la servitude volontaire.
Le massacre de la Saint-Barthélemy (24 août 1572 à Paris) se répète à Bordeaux le 3 octobre, où les protestants sont exterminés, le Parlement ayant planifié les opérations et les massacreurs étant excités par les prêches des prêtres catholiques. Le lieutenant du roi tente d’empêcher les tueries, mais le maire laisse lui aussi faire, le bilan s'élève à 200 ou 300 morts. En 1585, Montaigne est élu maire de Bordeaux par les Jurats.

#### Commerce triangulaire
Bordeaux connaît son second apogée du milieu du XVIIe siècle jusqu'à la Révolution française. Cette prospérité provient à nouveau de son port, qui va devenir le premier port du royaume. Ainsi, la ville compte 40 000 habitants en 1700, ce qui en fait l'un des centres urbains les plus importants du royaume.

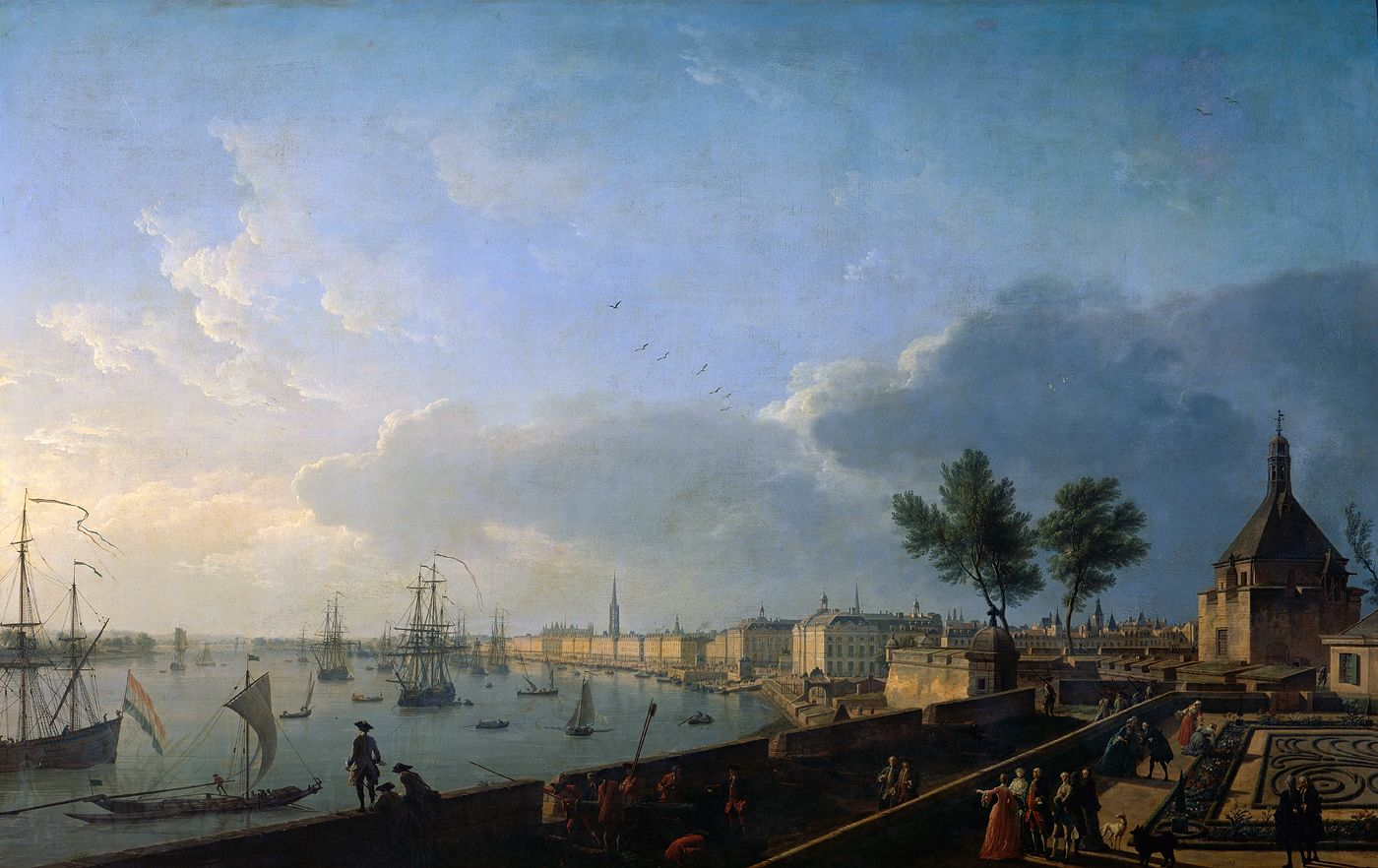
Vue du port de la Lune depuis le château Trompette, au XVIIIe siècle. On distingue à gauche de l'image les nombreux bateaux marchands qui naviguent sur la Garonne.

La traite des noirs, déjà initiée par les grandes compagnies portugaises ou anglaises notamment, va se développer peu à peu en France. Au même titre que Nantes, La Rochelle, au Havre et bien d'autres, Bordeaux devient un centre négrier et permet à certaines familles de négociants de s'enrichir grâce au commerce colonial triangulaire ou en droiture. À trois reprises, pendant la guerre de Succession d'Autriche (1744-1748), pendant la guerre de Sept Ans (1755-1762) puis pendant la guerre d'Indépendance des États-Unis (1778-1783), les guerres interrompent l'activité négrière — et affectent plus généralement le commerce de la capitale aquitaine — : les vaisseaux ennemis se font trop menaçants. Chaque fois, dès que la paix est rétablie, le trafic reprend au même rythme d'environ un départ tous les deux mois.

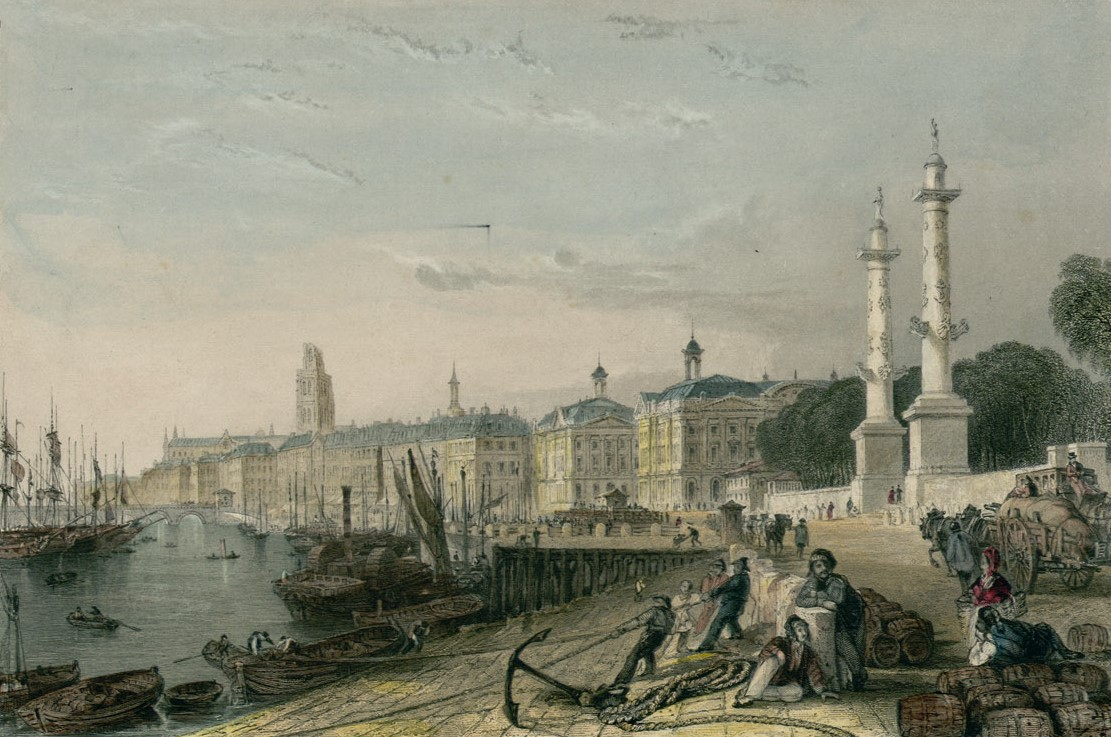
Le port de Bordeaux avant 1840, par Thomas Allom.

Progressivement, les négriers obtiennent des mesures d'encouragement d'un État soucieux de la bonne santé de ses colonies : exemptions fiscales, règlements protectionnistes, incitations financières au « troque » lointain (en Angola en 1777, sur la côte orientale d'Afrique en 1787).
Dès son arrivée à Paris en 1791, le député bordelais Armand Gensonné s'inscrit à la Société des amis des Noirs, dont l'objectif est d'obtenir l'égalité entre les hommes blancs et les hommes de couleur libres.
Le représentant en mission Tallien, envoyé par la Convention montagnarde, fait tomber les têtes de nombreux opposants girondins et royalistes. Mais c'est aussi lui qui, le 18 février 1794, préside à Bordeaux la fête de l'abolition de l'esclavage. Pour célébrer d'événement, quelque deux cents Noirs habitant Bordeaux se joignent à la foule en liesse.
La décroissance effective est plus rapide à Bordeaux qu’à Nantes : les négociants comprennent vite que le métier de négrier n’est plus aussi rentable, et devient même dangereux. Surtout, l'indépendance de Saint-Domingue en 1804 a eu un effet majeur pour le commerce maritime bordelais,.

### Époque contemporaine

#### Lumières et Révolution

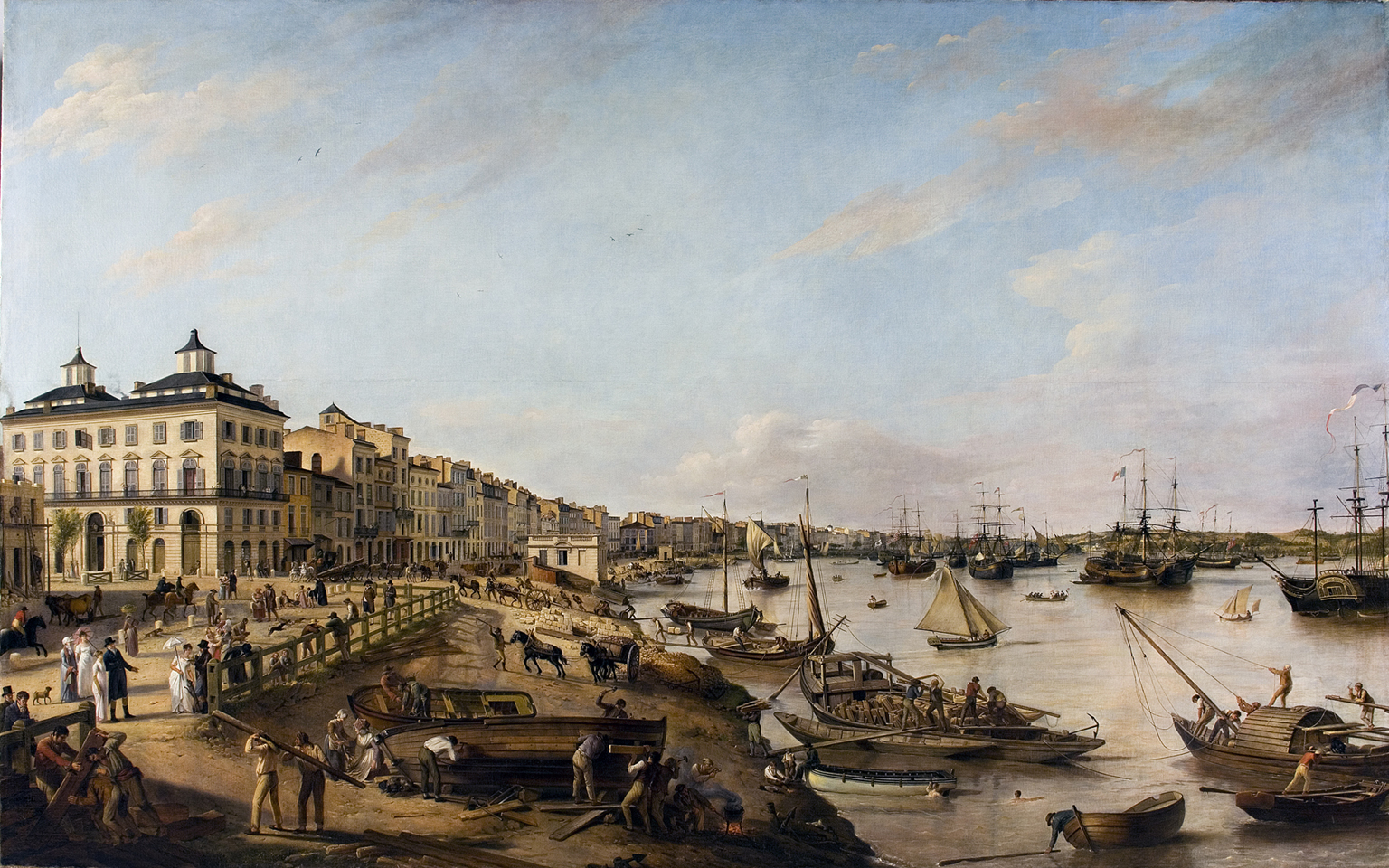
Pierre Lacour, Vue d'une partie du port et des quais de Bordeaux, vers 1804.

Pendant cette période de prospérité pour la ville, les archevêques, les intendants et les gouverneurs installés par le roi, embellissent la ville, assèchent les faubourgs marécageux et insalubres et aménagent les anciens remparts. Les intendants Claude Boucher et Louis-Urbain Aubert de Tourny font, à moindre échelle, ce que fit cent ans plus tard le baron Haussmann à Paris. L'architecte André Portier construit, à la place des portes fortifiées de la vieille ville, des arcs de triomphe majestueux comme la porte d'Aquitaine (place de la Victoire), la porte Dijeaux (place Gambetta/ Rue Porte Dijeaux), la porte de la Monnaie (quai de la Monnaie) ou encore la porte de Bourgogne (place de Bir-Hakeim). La ville se dote également d'un opéra construit par Victor Louis. À la demande de Tourny, l'architecte de Louis XV, Ange-Jacques Gabriel, crée le Jardin public, voulu comme un espace vert et un haut lieu de promenade qui rencontre très vite la faveur des Bordelais. La flèche Saint-Michel est construite[réf. nécessaire].
Gabriel construit aussi la vitrine de la ville : la place de la Bourse, alors appelée place Royale, ensemble de type versaillais, qui donne sur les quais. Elle sert dans un premier temps d'écrin à la statue équestre du roi Louis XV, érigée en 1756, mais elle est fondue en 1792 pour fabriquer des canons. Elle est remplacée en 1869 par la fontaine des Trois Grâces.
La ville devient une des capitales européennes des Lumières dont Montesquieu est le précurseur. La franc-maçonnerie bordelaise commence à se développer avec la création de la première loge anglaise en 1732. À la fin du XVIIIe siècle Bordeaux accueillait plus de 2 000 maçons.
Les guerres de la Révolution et de l'Empire voient un recul partiel du commerce bordelais. Napoléon ordonne en 1810 la construction du pont de pierre destiné à faciliter la marche de ses troupes dans la guerre d'Espagne, ce qui impactera les chantiers navals de Bordeaux, en même temps que la restauration de la cathédrale Saint-André de Bordeaux,. La ville paie de lourdes contributions pour financer les campagnes militaires et ses hôpitaux accueillent les blessés de guerre. Les maréchaux de Napoléon accumulent les défaites en Espagne face aux Britanniques alliés des Espagnols qui franchissent les Pyrénées au début de 1814. Le maire Jean-Baptiste Lynch prend contact avec les agents du duc d'Angoulême, va au-devant de la petite armée britannique et déclare son ralliement à Louis XVIII : Bordeaux est ainsi la première ville de France à proclamer la Restauration.

#### De la Restauration à laVeRépublique

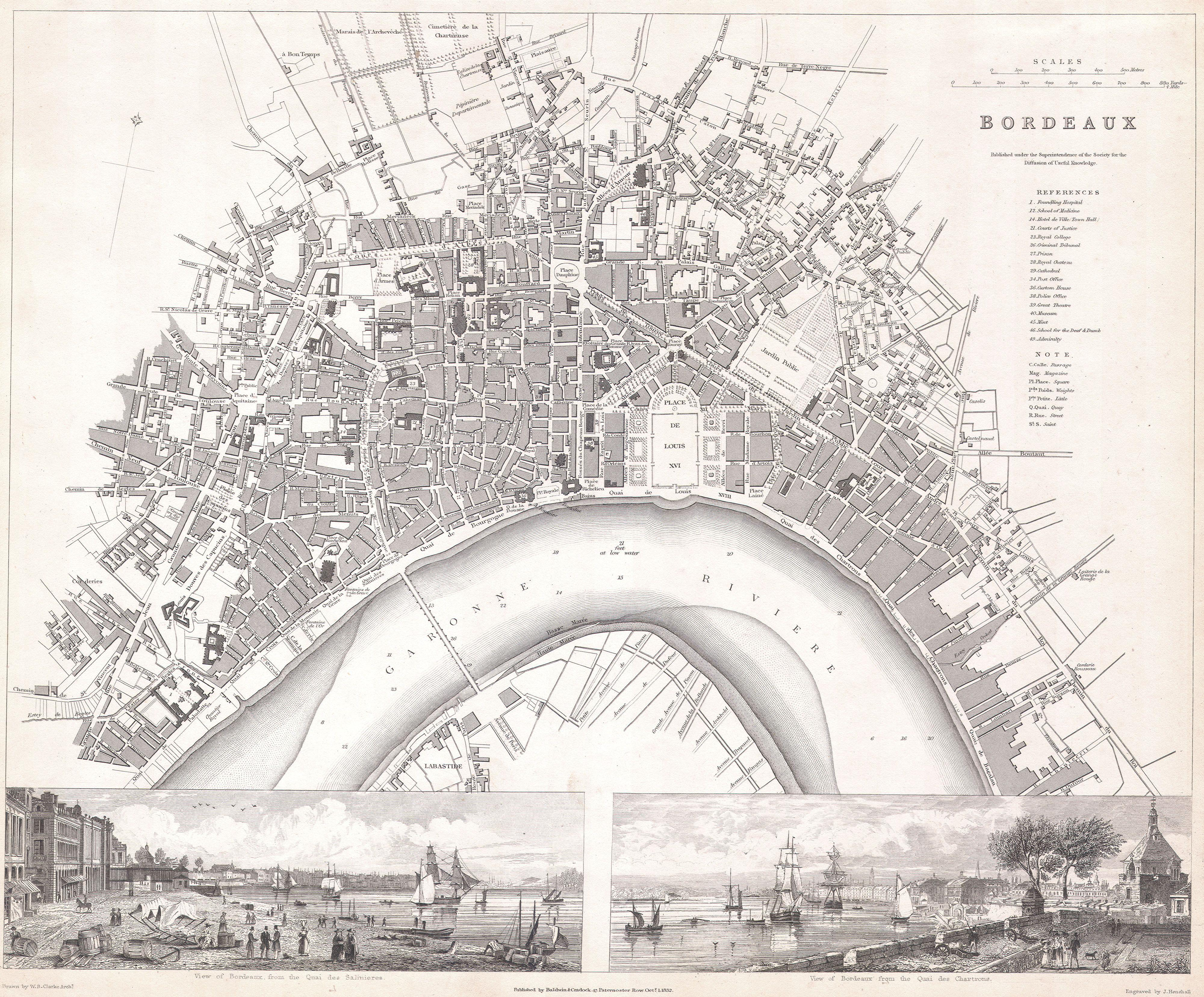
Plan de la ville en 1832. Au centre de l'image, on aperçoit la place des Quinconces, alors nommée Place de Louis XVI. Sur la rive droite, seules quelques rues sont présentes. Le seul pont permettant de traverser la Garonne est le pont de pierre.

Après les guerres napoléoniennes, la cité se métamorphose à la Restauration avec la démolition du château Trompette, en 1816, remplacé par la place des Quinconces (1818-1827). Le pont de pierre est achevé en 1822 ; le même architecte, Claude Deschamps, construit l’Entrepôt Lainé, l’un des ouvrages représentatifs de l’architecture portuaire du XIXe siècle en Europe. Le faubourg rive droite de la Bastide connaît en conséquence ses premiers développements. La ville s'étend vers l'ouest avec la construction d'échoppes, maisons basses caractéristiques du paysage urbain bordelais. Bordeaux poursuit sa modernisation avec la création des boulevards et la démolition des vieux quartiers. L'hôpital Saint-André, fondé au XIVe siècle, est entièrement reconstruit en 1829,.
La traite négrière achève de s'éteindre. Elle prend fin à Bordeaux en 1826. Un ultime navire négrier, le Voltigeur, est lancé en 1837. Plusieurs lois se succèdent jusqu'à l'abolition finale le 27 mars 1848.
Le 7 mai 1841, la première ligne de chemin de fer est ouverte entre Bordeaux et la Teste. Les trains partent alors de la première gare de Bordeaux, celle de Bordeaux-Ségur située rive gauche. En 1852, la ligne entre Bordeaux et Angoulême est ouverte, permettant de relier Bordeaux à Paris. Les trains à destination de la capitale partent de la gare de Bordeaux-Orléans située rive droite. En 1855, la gare Saint-Jean est construite, ainsi que la voie ferrée de ceinture et la gare du Médoc (plus tard gare Saint-Louis puis Gare de Ravezies),.
En 1858, le maire Antoine Gautier inaugure le premier système d'adduction d'eau de Bordeaux. L'eau est alors captée au Taillan, puis stockée rue Paulin dans un réservoir de 22 000 m3 avant de desservir les fontaines de la ville. En 1870, pendant la guerre franco-allemande, Léon Gambetta quitte Paris assiégé pour former un gouvernement de la Défense nationale à Tours qui se replie ensuite à Bordeaux.
Le peintre Eugène Boudin, originaire de la côte normande, vient pour la première fois à Bordeaux en 1873, invité par le collectionneur d'art Arthur Bourges. Entre 1874 et 1876, il y réalise des peintures du port et des quais de la ville, peignant un total de quarante-sept œuvres.

Le Port par Eugène Boudin
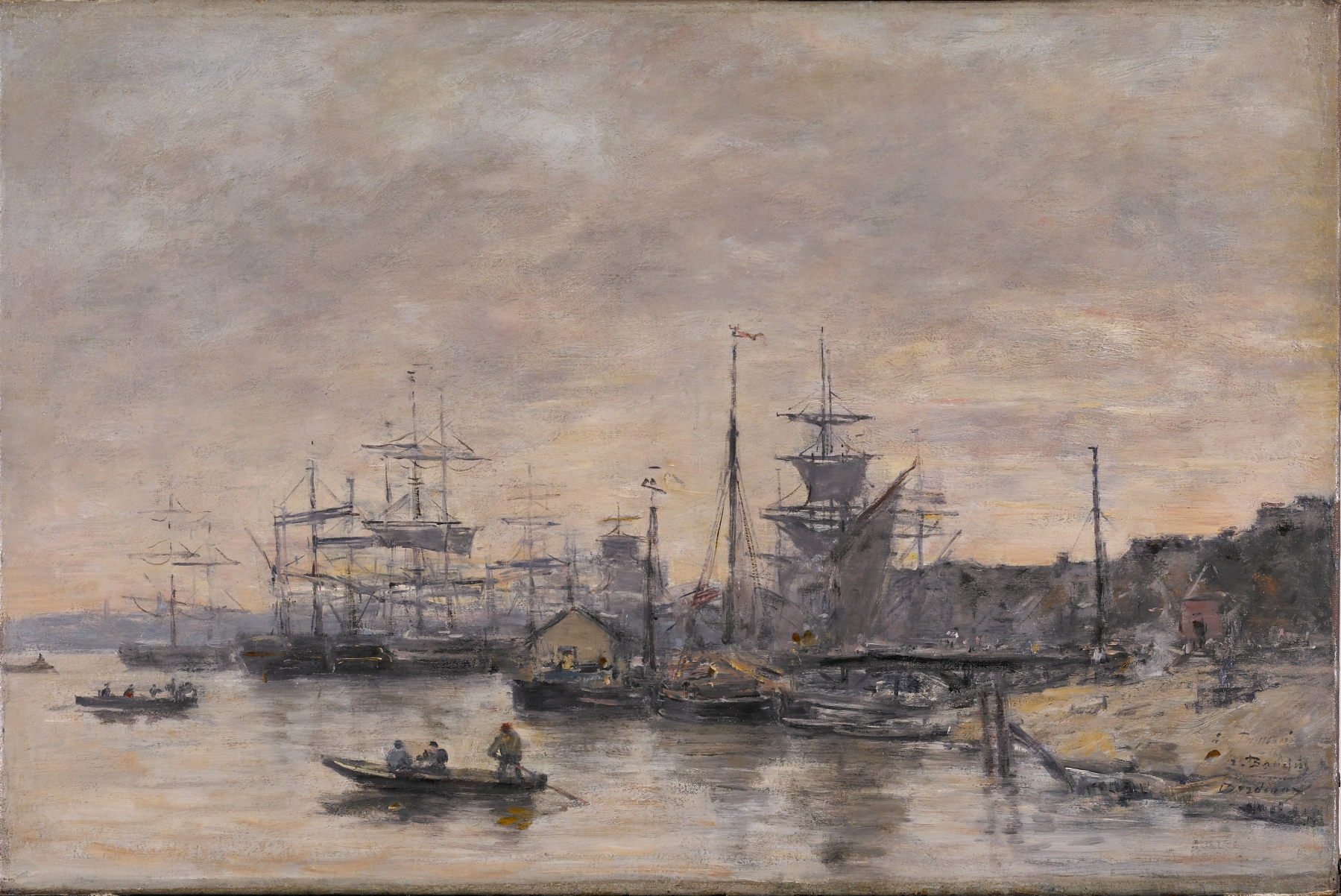
Bordeaux, le port, 1874 Baltimore, Walters Art Museum.
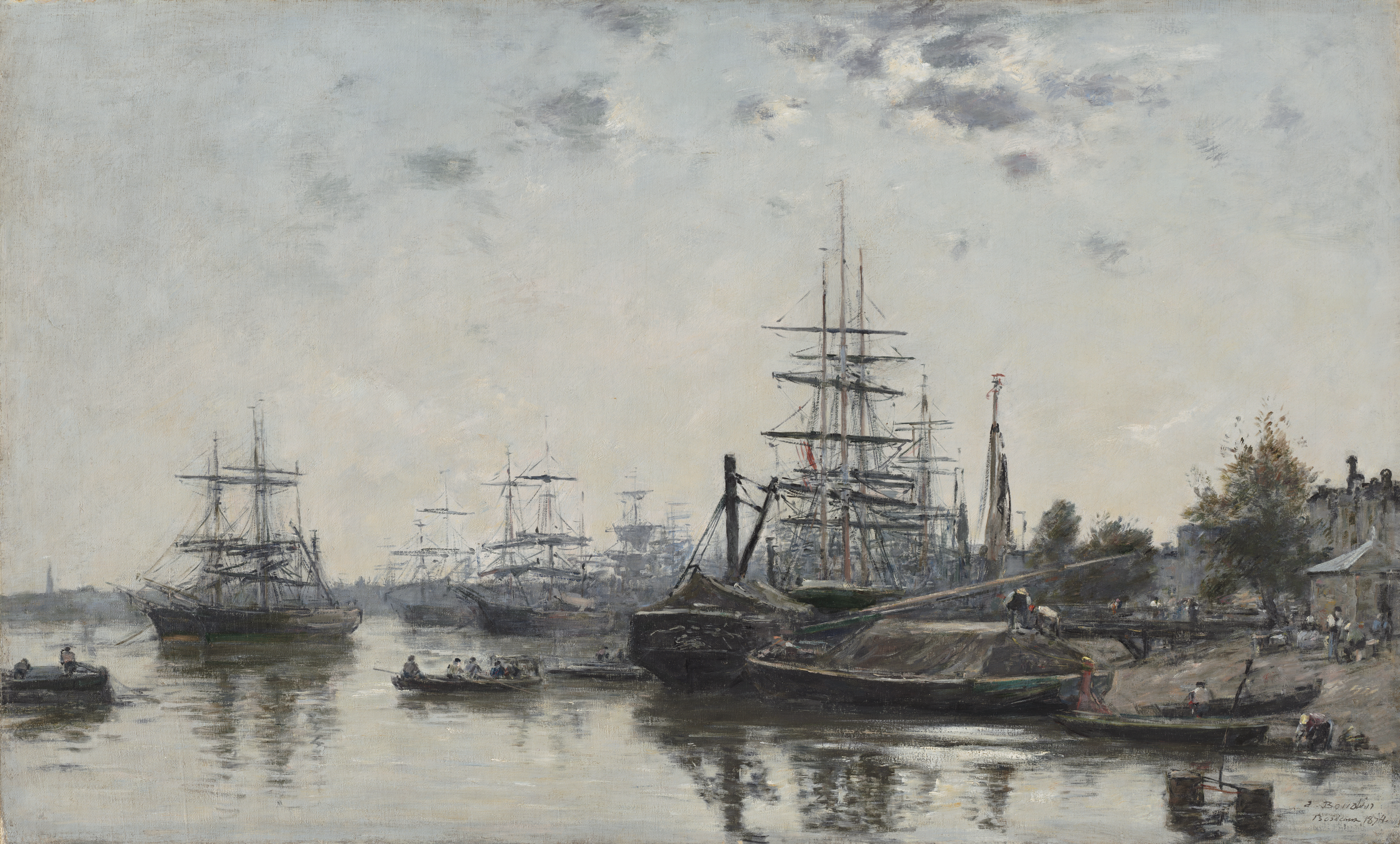
Vue de Bordeaux, depuis le quai des Chartrons, 1874 Cleveland Museum of Art.
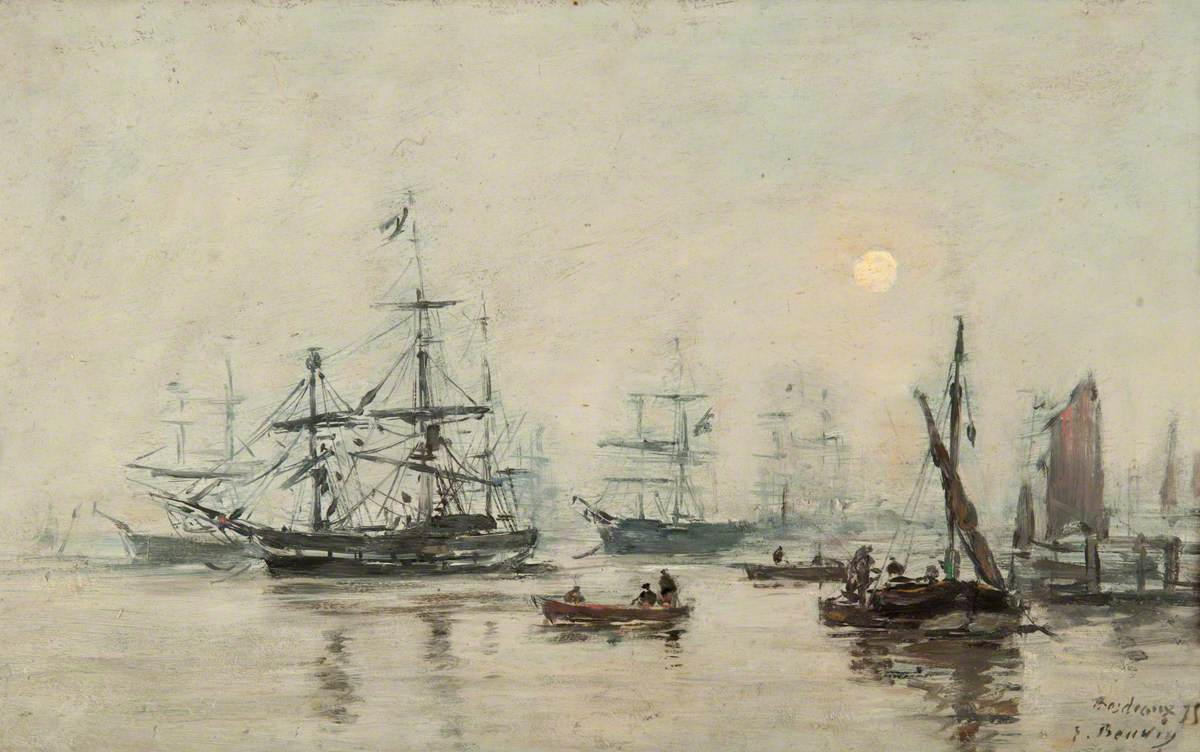
Brume, Bordeaux, 1875 Greenock, McLean Museum.

Bordeaux au début du XXe siècle
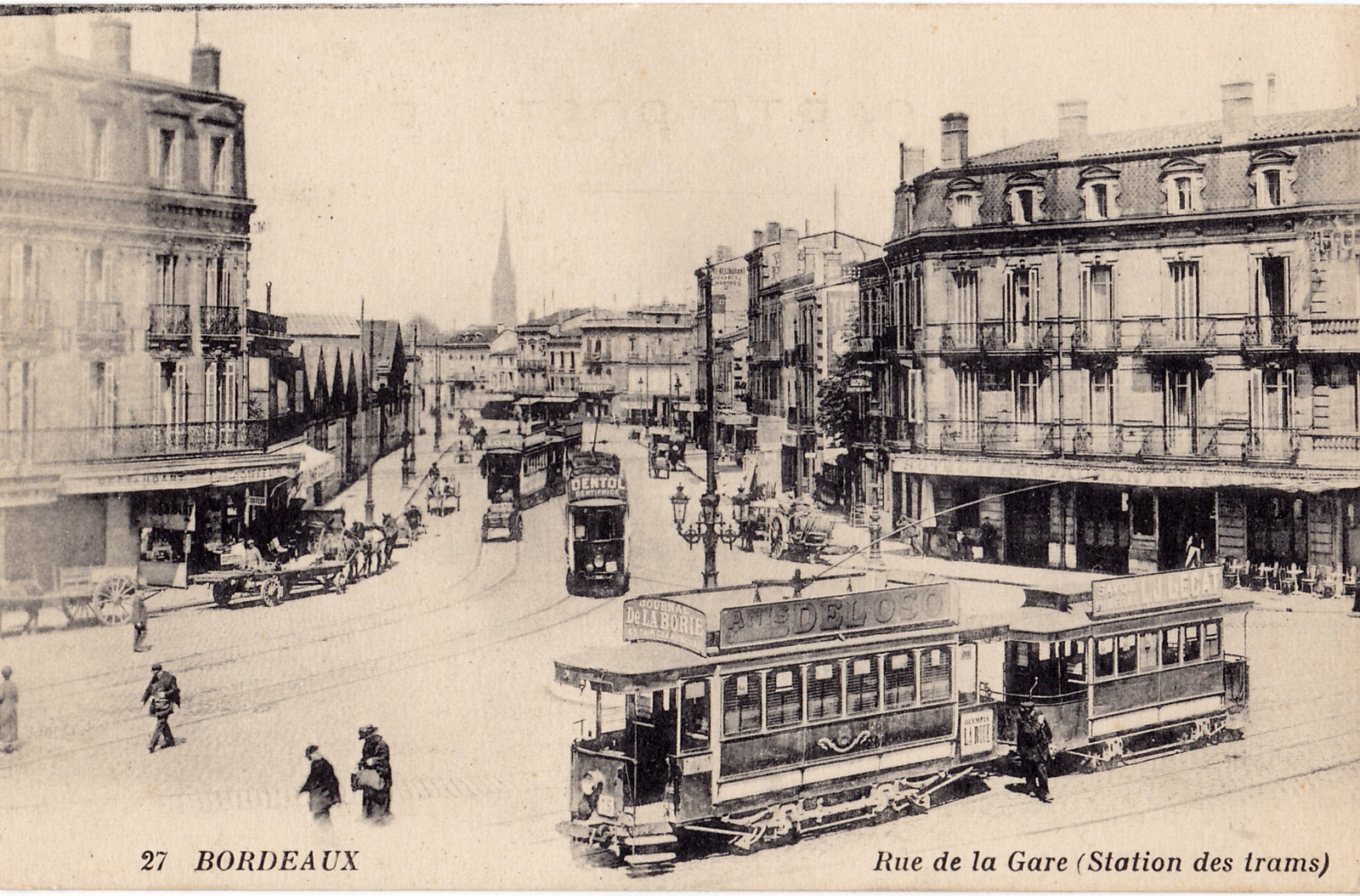
L'ancien tramway de Bordeaux, dans la rue de la Gare Dessin du parvis de la gare de la ville, avec un tramway composé de deux wagons en avant-plan.
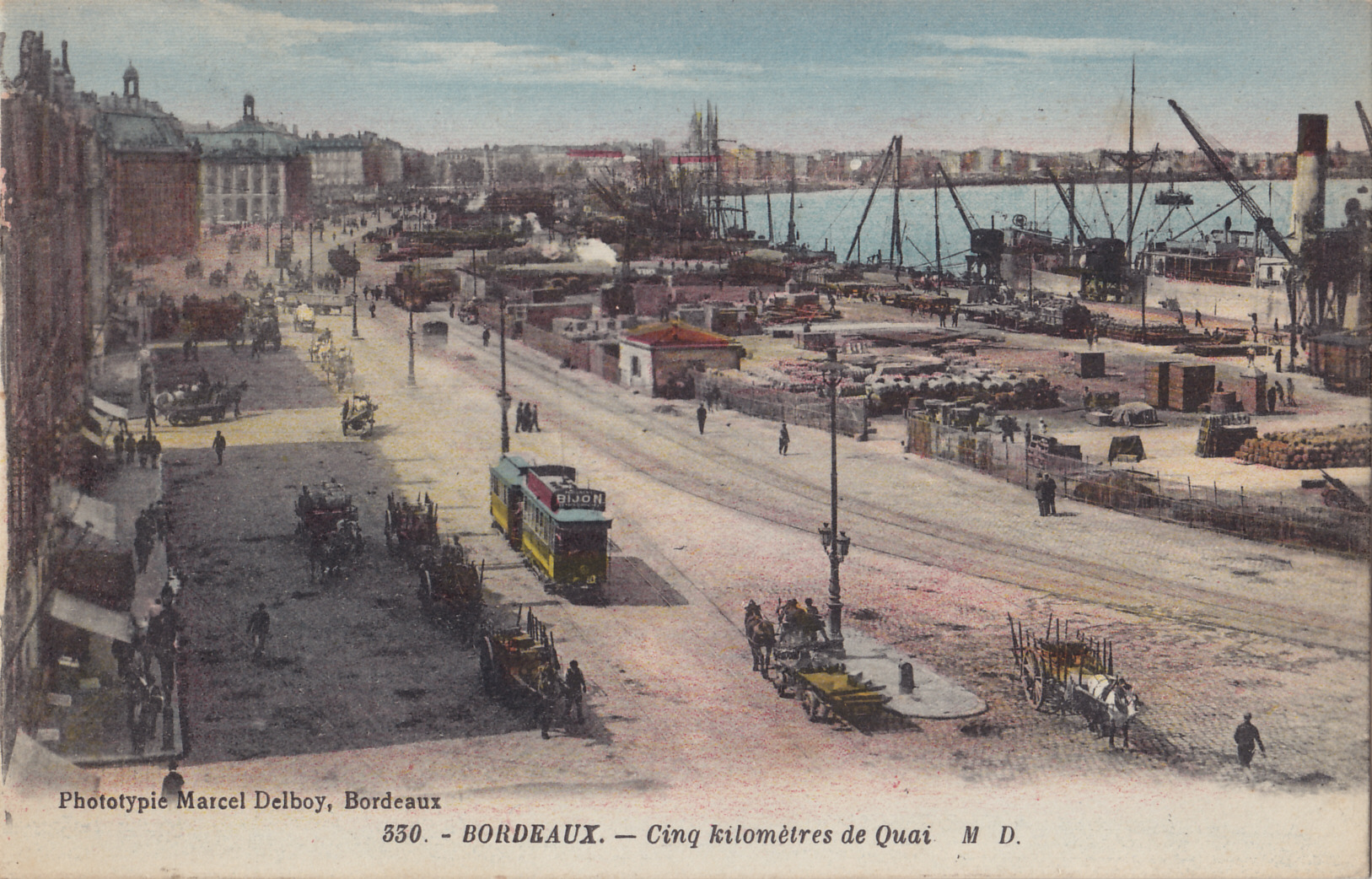
Le port L'activité industrielle y est intense, plusieurs bateaux sont en train d'être déchargés.

Le maire de Bordeaux Camille Cousteau inaugure en février 1900 la première ligne de tramway électrique. Le maire Adrien Marquet imprime à la ville ouvrière une politique de transformation sociale en construisant ou en modernisant les équipements. Le Plan Marquet a pour objectif d'engager des grands travaux afin d'atténuer les conséquences de la crise de 1929. La ville est alors créditée d'équipements publics d'une architecture Art-déco, comme la nouvelle Bourse du travail, la piscine judaïque, le stade Lescure, le centre de tri postal Saint-Jean ou les abattoirs,,.
En 1940, pendant la Seconde Guerre mondiale, Paris étant menacée par l’avancée des armées allemandes, la ville accueille le gouvernement présidé par Paul Reynaud. Celui-ci s’installe au 17 rue Vital Carles, certains locaux de l'université sont réquisitionnés pour les différents ministères notamment le ministère de la Défense. Quelques jours plus tard, alors que le gouvernement français maintenant présidé par Philippe Pétain s’apprête à signer l'armistice, le consul du Portugal, Aristides de Sousa Mendes délivre, en neuf jours, des visas qui permettent à plus de 30 000 réfugiés de fuir l’avancée de l’armée allemande.
En 1947, Jacques Chaban-Delmas, qui avait commandé la Résistance lors de la libération de Paris, devient maire. Il industrialise la ville, avec comme élément moteur le domaine aéronautique et spatial en récupérant de nombreuses entreprises inhérentes à l'aviation militaire en parallèle de Toulouse qui récupère l'aviation civile,. Il lance de nombreux programmes immobiliers et de modernisation.
De 1960 à 1975, l'accélération de l'urbanisation par le déploiement de l'habitat individuel et des échoppes et voiries correspondantes, a provoqué une consommation d'espace quasi-équivalente à celle du siècle et demi précédent (1810-1960) : plusieurs grands aménagements ont été réalisés : création du quartier du Grand Parc et du quartier du Lac ; rénovation du quartier Mériadeck ; réaménagement du quartier de La Bastide ; délimitation d'un vaste secteur sauvegardé de 150 hectares ; transfert des universités au domaine universitaire de Talence Pessac Gradignan ; franchissement de la Garonne par trois nouveaux ponts (en 1965, 1967 et 1993) et ouverture d'une rocade (1967). Jacques Chaban-Delmas reste maire jusqu'en 1995, année où Alain Juppé lui succède à ce poste.
Après 1995, Alain Juppé souhaite donner à la ville un nouveau souffle. Il lance le premier projet urbain de Bordeaux de 1995 à 2005 qui concerne essentiellement l'aménagement des quais et la (re-)création d'un réseau de plus de 50 kilomètres de lignes de tramways,. Après 2006, il poursuit la rénovation de la ville, la construction de nouveaux quartiers et l'extension du tramway. À la suite de l'annonce de la ligne LGV, par un décret du 5 novembre 2009, l'État a décidé la création d'une opération d'intérêt national pour l'aménagement global des espaces situés autour de la gare Saint-Jean. Le projet est baptisé Bordeaux-Euratlantique. Il se développera sur une surface de 738 ha répartis sur Bordeaux avec 386 ha, Bègles avec 217 ha et Floirac avec 135 ha. L'objectif, à l'horizon 2030, est de créer un centre d'affaires au rayonnement international dans ces nouveaux quartiers. Il est prévu la construction de 2 millions de mètres carrés de surface, répartis entre 15 000 logements et 500 000 m2 de bureaux ; des commerces et des équipements publics viendront compléter ces aménagements,. Durant ces années, la ville a entrepris d'importants projets d'urbanisme visant à revitaliser son centre historique et à moderniser ses infrastructures. Longtemps surnommée « la belle endormie » pour illustrer son sommeil, Bordeaux s'éveille depuis les années 2000-2010 au rythme des chantiers de renouvellement du centre-ville, profondément transformé depuis le retour du tramway.

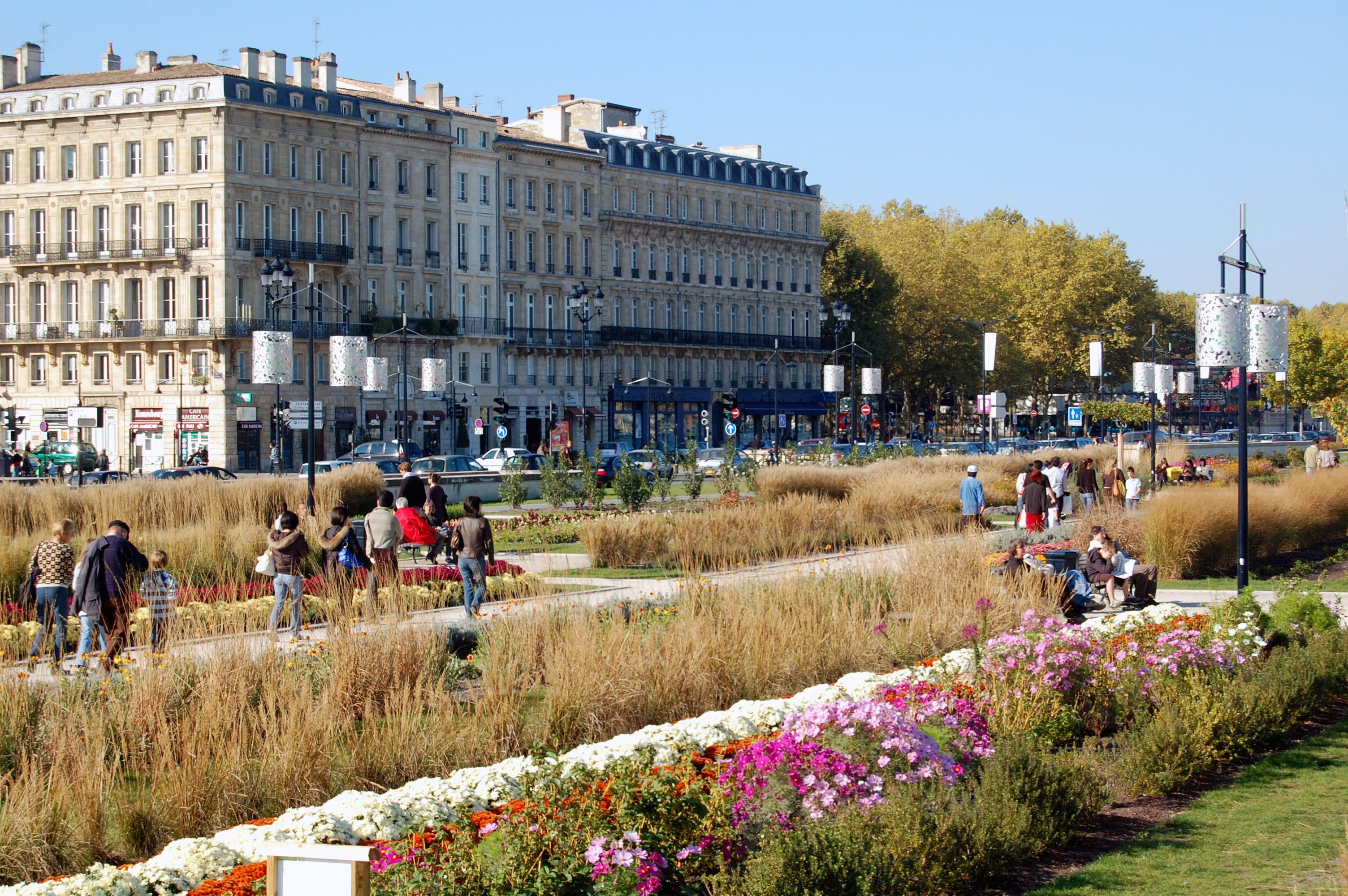
Le jardin des Lumières sur les quais de la rive gauche.

La rénovation des quais de la Garonne a été l'un des projets phares, transformant les berges en espaces de promenade animés et attractifs. Parallèlement, Bordeaux a consolidé sa réputation en tant que destination culturelle et touristique. Sur le plan économique, Bordeaux a bénéficié de sa position privilégiée dans le secteur viticole ainsi que de l'essor de l'industrie aéronautique, militaire et spatial, avec la présence de grandes entreprises telles que Dassault Aviation et Thales, mais aussi de l'inauguration de la LGV en 2017.
Cette période de croissance n'a pas été exempte de défis. La pression sur le marché immobilier a entraîné une hausse des prix du logement, rendant la ville moins accessible pour de nombreux habitants. À la suite des élections municipales de 2014, un troisième projet urbain intégrant les projets physiques et le développement durable est lancé : « Bordeaux 2030 » toujours orienté sur les transformations importantes de la ville,,.
En 2018, le métro à Bordeaux revient sur le devant de la scène, notamment la création de deux lignes de métro. En 2019, une étude d'opportunité commandée par la métropole de Bordeaux conclut à la pertinence d'un réseau de métro à l'horizon 2030. À la suite des élections municipales de 2020 et de l'arrivée d'une majorité de gauche à la métropole, le projet de métro est ajourné. Des élus de droite et des citoyens continuent néanmoins à porter l'idée d'un métro à Bordeaux, et une étude d'opportunité et de faisabilité démarre en septembre 2023.

## Politique et administration

### Organisation territoriale

#### Commune et intercommunalité

Carte des communes de Bordeaux métropole.

La commune de Bordeaux est membre de l'intercommunalité Bordeaux Métropole, un établissement public de coopération intercommunale (EPCI) à fiscalité propre créé le 31 décembre 1966 dont le siège est à Bordeaux. Ce dernier est par ailleurs membre d'autres groupements intercommunaux, tel que le Syndicat départemental d'énergie électrique de la Gironde (SDEEG) depuis 1937, avec 193 autres communes, ainsi que du Conservatoire botanique Sud-Atlantique depuis 2006, avec 4 autres communes,.

#### Circonscriptions administratives
Sur le plan administratif, elle est rattachée à l'arrondissement de Bordeaux, à la circonscription administrative de l'État de la Gironde et à la région Nouvelle-Aquitaine. La ville est le siège de l'hôtel de la préfecture de Gironde, du conseil départemental et du conseil régional.

#### Circonscriptions électorales
Sur le plan électoral, elle comprend 5 cantons pour l'élection des conseillers départementaux, depuis le redécoupage cantonal de 2014 entré en vigueur en 2015,.
| Canton     | Nom        | Code canton | Conseillers départementaux                  | Nombre d'habitants en 2019 |
| ---------- | ---------- | ----------- | ------------------------------------------- | -------------------------- |
| 1er canton | Bordeaux-1 | 33 02       | Wiame Benyachou, Romain Dostes              | 46 284                     |
| 2e canton  | Bordeaux-2 | 33 03       | Laurence Dessertine, Michel Dufranc         | 50 058                     |
| 3e canton  | Bordeaux-3 | 33 04       | Géraldine Amouroux, Gerald Carmona          | 48 342                     |
| 4e canton  | Bordeaux-4 | 33 05       | Vincent Maurin, Véronique Seyral            | 63 268                     |
| 5e canton  | Bordeaux-5 | 33 06       | Eve Demange, Matthieu Michel Etienne Mangin | 53 006                     |

La ville dépend de la première, deuxième et troisième circonscription de la Gironde pour les élections législatives, depuis le dernier découpage électoral de 2010.

### Élection municipales et communautaires

#### Élections de 2020
Le conseil municipal de Bordeaux, commune de plus de 1 000 habitants, est élu au scrutin proportionnel de liste à deux tours (sans aucune modification possible de la liste), pour un mandat de six ans renouvelable. Compte tenu de la population communale, le nombre de sièges à pourvoir lors des élections municipales de 2020 est de 65. Les soixante-cinq conseillers municipaux sont élus au second tour avec un taux de participation de 37,69 %, se répartissant en quarante-huit issus de la liste conduite par Pierre Hurmic, quatorze issus de celle de Nicolas Florian et trois issus de celle de Philippe Poutou. Pierre Hurmic est élu nouveau maire de la commune le 3 juillet 2020.
Les trente-cinq sièges attribués à la commune au sein du conseil communautaire de l'intercommunalité Bordeaux Métropole se répartissent en trois listes avec l'équipe de Pierre Hurmic vingt-six sièges, celle de Nicolas Florian huit sièges et Philippe Poutou un siège.
| Tête de liste | Tête de liste   | Suffrages | Pourcentage | Sièges au conseil municipal | Sièges au conseil de Bordeaux Métropole |
| ------------- | --------------- | --------- | ----------- | --------------------------- | --------------------------------------- |
|               | Pierre Hurmic   | 26 509    | 46,48 %     | 48                          | 26                                      |
|               | Nicolas Florian | 25 163    | 44,12 %     | 14                          | 8                                       |
|               | Philippe Poutou | 5 357     | 9,39 %      | 3                           | 1                                       |

#### Liste des maires

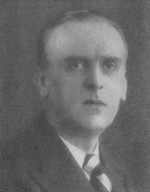
Fernand Audeguil.
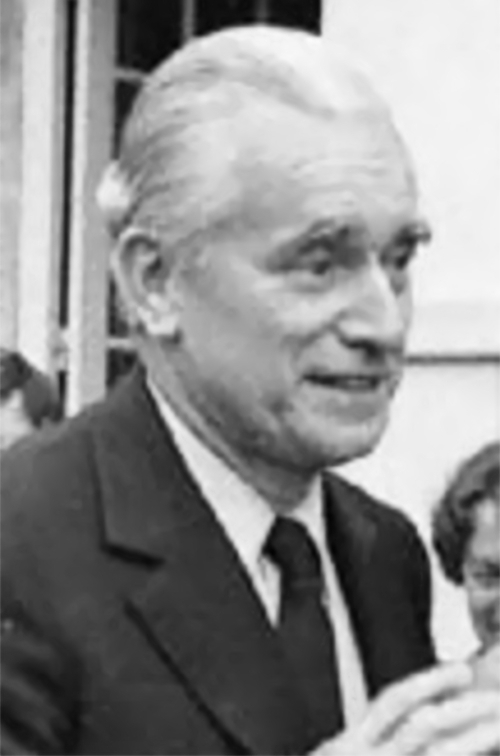
Jacques Chaban-Delmas.
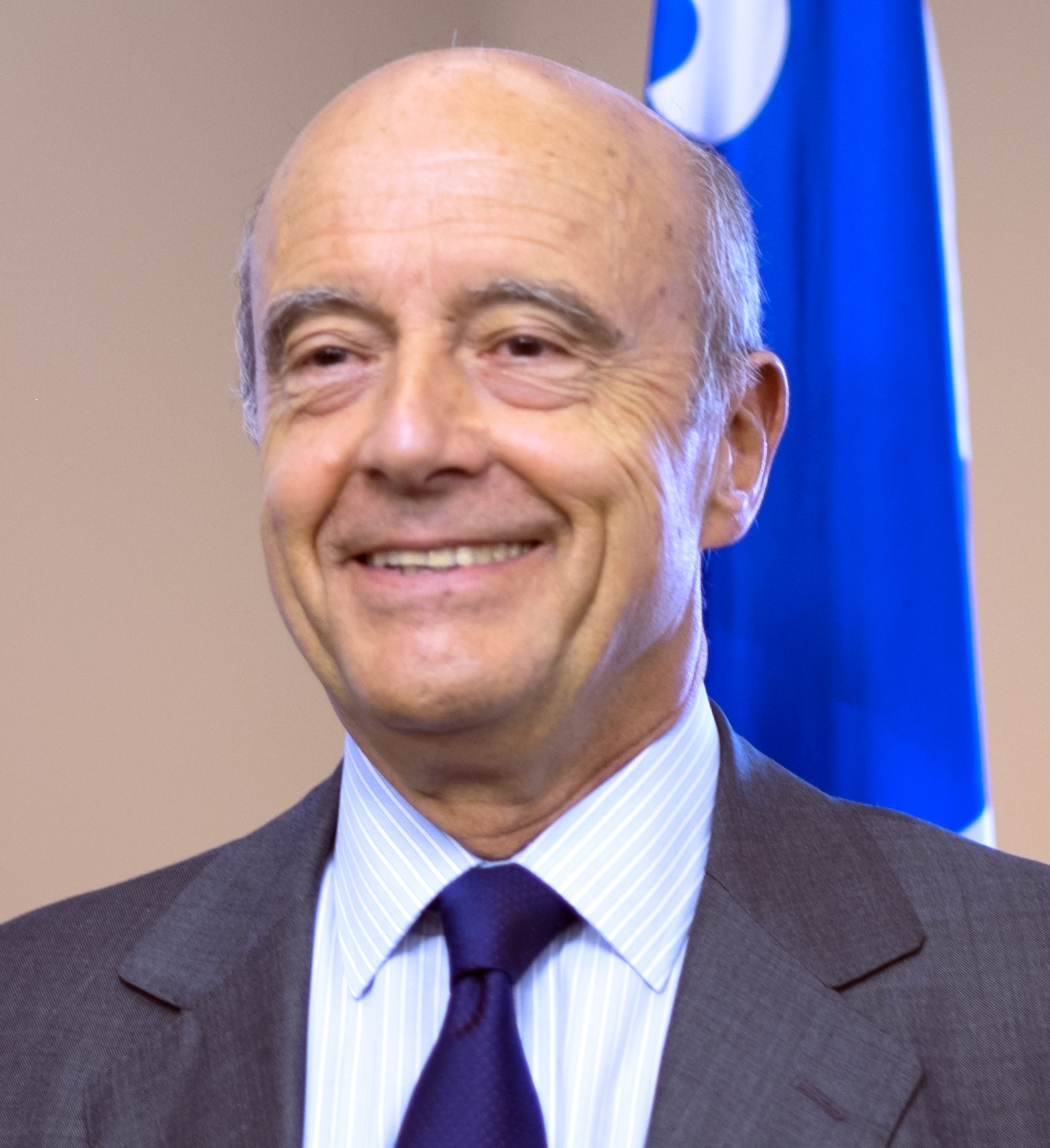
Alain Juppé.
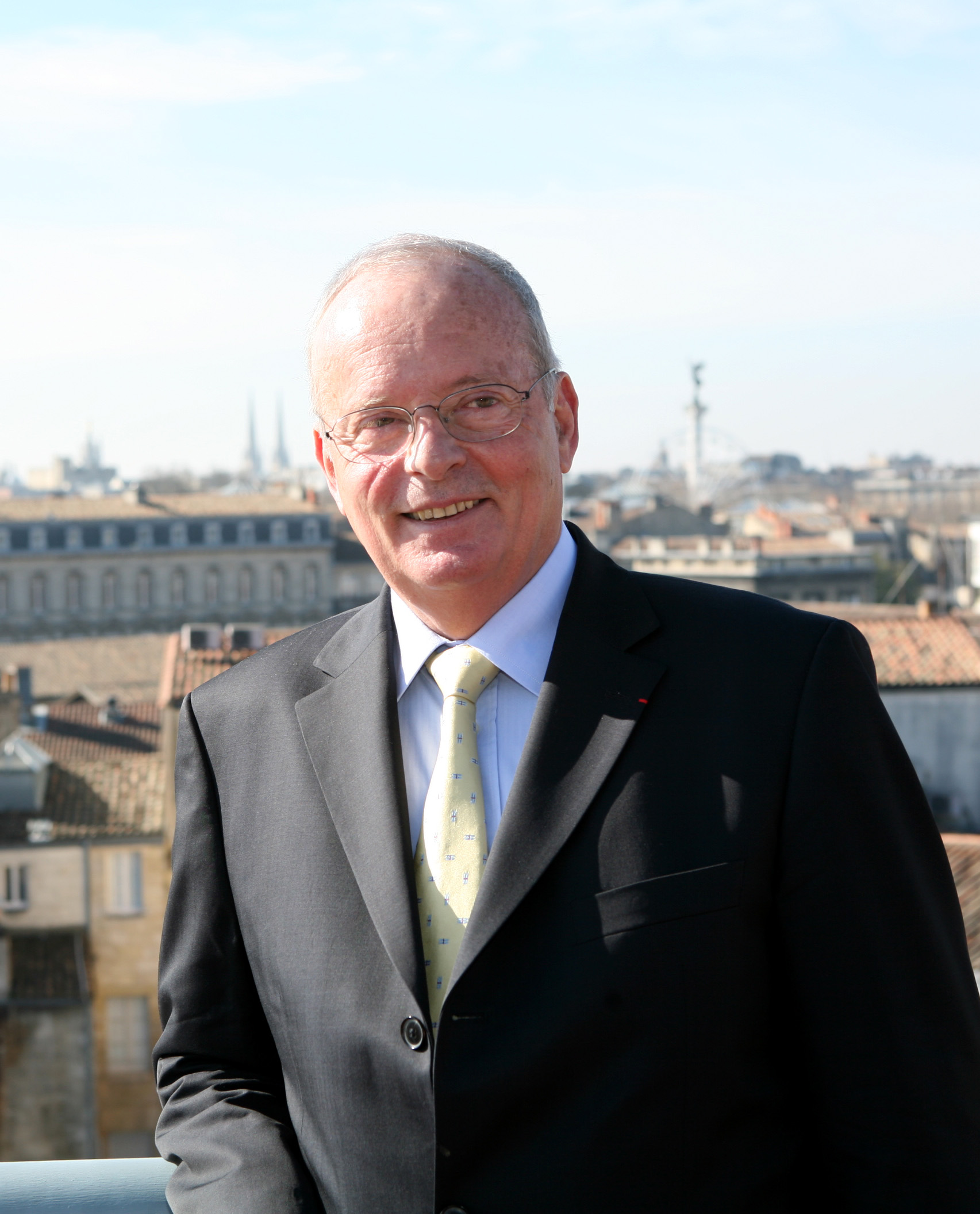
Hugues Martin.
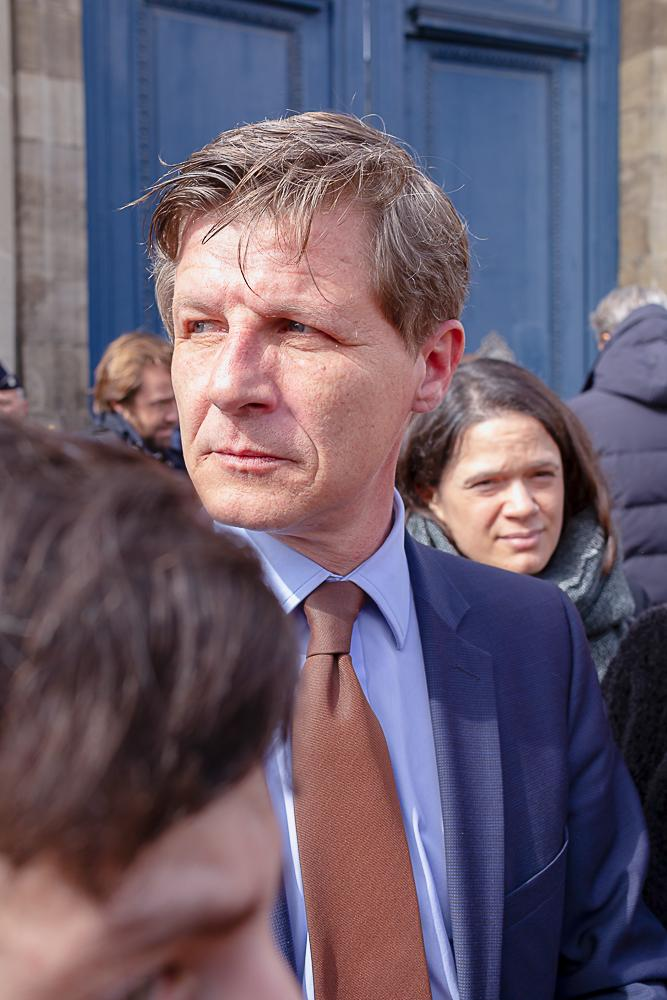
Nicolas Florian.
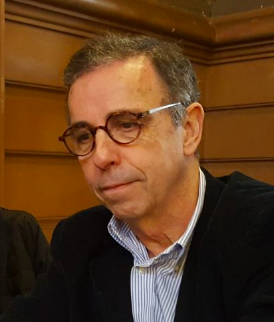
Pierre Hurmic.

| Période         | Période         | Identité              | Étiquette           | Qualité                             |
| --------------- | --------------- | --------------------- | ------------------- | ----------------------------------- |
| 28 août 1944    | 26 octobre 1947 | Jean-Fernand Audeguil | SFIO                | Enseignant                          |
| 26 octobre 1947 | 18 juin 1995    | Jacques Chaban-Delmas | RPR                 | Journaliste puis haut fonctionnaire |
| 18 juin 1995    | 2 décembre 2004 | Alain Juppé           | RPR puis UMP        | Inspecteur des finances publiques   |
| 2 décembre 2004 | 13 octobre 2006 | Hugues Martin         | UMP                 | Assureur conseil                    |
| 13 octobre 2006 | 7 mars 2019     | Alain Juppé           | UMP puis LR puis SE | Inspecteur des finances publiques   |
| 7 mars 2019     | 3 juillet 2020  | Nicolas Florian       | LR                  | Conseiller municipal                |
| 3 juillet 2020  | En cours        | Pierre Hurmic         | EÉLV                | Avocat                              |

### Autres élections

#### Récapitulatif de résultats électoraux récents
| Scrutin              | 1er tour | 1er tour | 1er tour | 1er tour | 1er tour | 1er tour | 1er tour | 1er tour | 1er tour | 1er tour | 1er tour  | 1er tour | 2d tour                  | 2d tour                  | 2d tour                  | 2d tour                  | 2d tour                  | 2d tour                  | 2d tour                  | 2d tour                  | 2d tour                  | 2d tour                                | 2d tour                                | 2d tour                                |
| Scrutin              | 1er      | 1er      | %        | 2e       | 2e       | %        | 3e       | 3e       | %        | 4e       | 4e        | %        | 1er                      | 1er                      | %                        | 2e                       | 2e                       | %                        | 3e                       | 3e                       | %                        | 4e                                     | 4e                                     | %                                      |
| -------------------- | -------- | -------- | -------- | -------- | -------- | -------- | -------- | -------- | -------- | -------- | --------- | -------- | ------------------------ | ------------------------ | ------------------------ | ------------------------ | ------------------------ | ------------------------ | ------------------------ | ------------------------ | ------------------------ | -------------------------------------- | -------------------------------------- | -------------------------------------- |
| Municipales 2014     |          | UCD      | 60,95    |          | PS       | 22,58    |          | FN       | 6,06     |          | FG        | 4,60     | Victoire au premier tour | Victoire au premier tour | Victoire au premier tour | Victoire au premier tour | Victoire au premier tour | Victoire au premier tour | Victoire au premier tour | Victoire au premier tour | Victoire au premier tour | Victoire au premier tour               | Victoire au premier tour               | Victoire au premier tour               |
| Européennes 2014     |          | UMP      | 23,69    |          | PS       | 16,09    |          | EELV     | 15,62    |          | UDI-MODEM | 12,85    | Tour unique              | Tour unique              | Tour unique              | Tour unique              | Tour unique              | Tour unique              | Tour unique              | Tour unique              | Tour unique              | Tour unique                            | Tour unique                            | Tour unique                            |
| Régionales 2015      |          | UCD      | 36,84    |          | PS       | 32,40    |          | FN       | 11,76    |          | EELV      | 7,08     |                          | UGE                      | 48,70                    |                          | UCD                      | 41,51                    |                          | FN                       | 9,78                     | Pas de 4e                              | Pas de 4e                              | Pas de 4e                              |
| Présidentielles 2017 |          | EM       | 31,26    |          | LFI      | 23,43    |          | LR       | 21,80    |          | PS        | 10,06    |                          | EM                       | 85,62                    |                          | FN                       | 14,08                    | Pas de 3e                | Pas de 3e                | Pas de 3e                | Pas de 4e                              | Pas de 4e                              | Pas de 4e                              |
| Européennes 2019     |          | LREM     | 29,47    |          | EELV     | 21,55    |          | RN       | 9,40     |          | LR        | 9,02     | Tour unique              | Tour unique              | Tour unique              | Tour unique              | Tour unique              | Tour unique              | Tour unique              | Tour unique              | Tour unique              | Tour unique                            | Tour unique                            | Tour unique                            |
| Municipales 2020     |          | UGE      | 34,38    |          | UCD      | 34,55    |          | LREM     | 12,69    |          | NPA-LFI   | 11,77    |                          | UGE                      | 46,48                    |                          | UCD                      | 44,12                    |                          | NPA-LFI                  | 9,39                     | Pas de 4e                              | Pas de 4e                              | Pas de 4e                              |
| Régionales 2021      |          | PS       | 25,26    |          | LR       | 20,23    |          | EELV     | 18,54    |          | LREM      | 14,74    |                          | PS                       | 34,73                    |                          | EELV                     | 21,30                    |                          | LR                       | 20,37                    |                                        | LREM                                   | 13,91                                  |
| Présidentielles 2022 |          | LREM     | 33,51    |          | LFI      | 29,06    |          | RN       | 8,52     |          | EELV      | 8,17     |                          | LREM                     | 80,06                    |                          | RN                       | 19,94                    | Pas de 3e                | Pas de 3e                | Pas de 3e                | Pas de 4eRésultats d'autres élections. | Pas de 4eRésultats d'autres élections. | Pas de 4eRésultats d'autres élections. |

### Politique environnementale

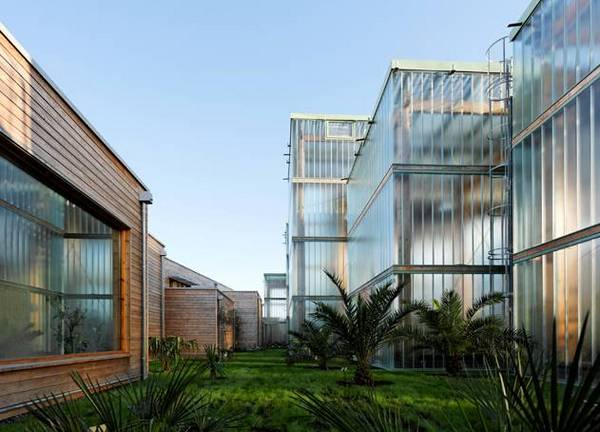
Le jardin botanique, situé sur la rive droite de la Garonne, dans le quartier de La Bastide.

La ville a engagé une politique de développement durable en lançant une démarche d'Agenda 21 en 2007. La reconstruction de la station d'épuration Louis Fargue, d'une capacité de 447 000 équivalent-habitant, sur 54 mois de chantier, de 2009 à 2013. De surcroit, l'implantation d'installations d'énergies renouvelables est une préoccupation pour la métropole. Le parking du parc des expositions s'est doté d'ombrières photovoltaïques. Les 61 000 panneaux couvrent 20 hectares pour une puissance crête de 13 MWc, en faisant la plus grande centrale photovoltaïque urbaine de France. D'autre part, des installations de géothermie profonde (Mériadeck) et de récupération de chaleur dans les réseaux d'eaux usées permettent d'alimenter en chaleur aussi bien des logements collectifs que des locaux tertiaires ou commerciaux.
L’écoquartier Ginko est composé de logements dont le réseau de chaleur est alimenté par une chaufferie bois, utilisant les bois tombés dans la forêt des Landes lors des différentes tempêtes,. Une réflexion est aussi alimentée sur l'utilisation des transports collectifs et la complémentarité des différentes formes de transport. Commencé il y a quinze ans, le chantier du tramway a clos sa troisième phase. L'arrivée de nouvelles formes de transport permet de modifier l'urbanisme et l'intérêt des futurs propriétaires/locataires pour ces zones,. Et enfin, l'aménagement progressif d'une « coulée verte », autour de la Garonne, réunissant Bordeaux et plusieurs villes de Bordeaux Métropole,.
Différents espaces verts existent en centre-ville. Le Jardin public, d'une superficie de 10 hectares dans l'hypercentre, a été créé en 1746,. Le Jardin botanique de Bordeaux, situé rive droite, abrite de nombreuses espèces végétales et des activités de découverte à destination des scolaires et du grand public.

### Finances communales
Cette section est consacrée aux finances locales de Bordeaux de 2000 à 2018.
Les comparaisons des ratios par habitant sont effectuées avec ceux des communes de plus de 100 000 habitants appartenant à un groupement fiscalisé, c'est-à-dire à la même strate fiscale.

#### Budget général
Pour l'exercice 2020, le compte administratif du budget municipal de Bordeaux s'établit à 512 183 000 € en dépenses et 512 183 000 € en recettes :
- les dépenses se répartissent en 334 437 000 € de charges de fonctionnement[l] et 134 818 000 € d'emplois d'investissement[m] ;
- les recettes proviennent des 362 757 000 € de produits de fonctionnement[n] et de 149 426 000 € de ressources d'investissement[o].

| Le graphique qui aurait dû être présenté ici ne peut pas être affiché car il utilise l'ancienne extension Graph, désactivée pour des questions de sécurité. Des indications pour créer un nouveau graphique avec la nouvelle extension Chart sont disponibles ici . |

| Le graphique qui aurait dû être présenté ici ne peut pas être affiché car il utilise l'ancienne extension Graph, désactivée pour des questions de sécurité. Des indications pour créer un nouveau graphique avec la nouvelle extension Chart sont disponibles ici . |

|                                                                    | 2017        | 2017         | 2017       | 2018        | 2018         | 2018       | 2019        | 2019         | 2019       | 2020        | 2020         | 2020       |
|                                                                    | Valeur (k€) | Par hab. (€) | Strate (€) | Valeur (k€) | Par hab. (€) | Strate (€) | Valeur (k€) | Par hab. (€) | Strate (€) | Valeur (k€) | Par hab. (€) | Strate (€) |
| ------------------------------------------------------------------ | ----------- | ------------ | ---------- | ----------- | ------------ | ---------- | ----------- | ------------ | ---------- | ----------- | ------------ | ---------- |
| Produits de fonctionnement                                         | 348 240     | 1 389        | 1 389      | 384 863     | 1 516        | 1 411      | 370 062     | 1 445        | 1 412      | 362 757     | 1 407        | 1 378      |
| Charges de fonctionnement                                          | 315 012     | 1 256        | 1 285      | 321 154     | 1 265        | 1 282      | 324 115     | 1 266        | 1 274      | 334 437     | 1 297        | 1 272      |
| Solde de la section de fonctionnement                              | 33 228      | 132          | 104        | 63 709      | 251          | 129        | 45 948      | 179          | 138        | 28 320      | 110          | 106        |
| Emplois d'investissement                                           | 138 621     | 553          | 458        | 130 044     | 512          | 444        | 123 094     | 481          | 477        | 134 818     | 523          | 428        |
| Ressources d'investissement                                        | 145 002     | 578          | 463        | 105 743     | 417          | 431        | 130 554     | 510          | 458        | 149 426     | 580          | 465        |
| Solde de la section d'investissement                               | −6 381      | −25          | −5         | 24 301      | 96           | 13         | −7 460      | −29          | 19         | −14 607     | −57          | −38        |
| Les valeurs sont arrondies au millier d'euros (k€) le plus proche. |             |              |            |             |              |            |             |              |            |             |              |            |

#### Fiscalité communale
|                   | 2017    | 2018    | 2019    | 2020    |
| ----------------- | ------- | ------- | ------- | ------- |
| Taxe d'habitation | 24,13 % | 24,13 % | 24,13 % | 24,13 % |
| Foncier bâti      | 29,51 % | 29,51 % | 29,51 % | 28,92 % |
| Foncier non bâti  | 90,92 % | 90,92 % | 90,92 % | 90,01 % |

Bordeaux possède des taux d'imposition supérieurs à sa strate fiscale. La taxe d'habitation est 10 % plus élevée, la taxe foncière sur le bâti est 24 % plus élevé, et la taxe foncière sur le foncier non bâti est 2,44 fois plus élevé que la moyenne des communes de sa strate fiscale,.

#### Endettement
L'endettement de Bordeaux au 31 décembre 2018 peut s'évaluer à partir de trois critères : l'encours de la dette, l'annuité de la dette et sa capacité de désendettement,
L'encours de la dette est d'une valeur de 254 598 000 €, soit 1 003 € par habitant, ratio voisin de la valeur moyenne de la strate. Pour la période allant de 2014 à 2018, ce ratio fluctue et présente un minimum de 1 003 € par habitant en 2018 et un maximum de 1 537 € par habitant en 2015.
L'annuité de la dette est d'une valeur totale de 31 423 000 €, soit 124 € par habitant, ratio inférieur de 13 % à la valeur moyenne pour les communes de la même strate (142 € par habitant). Depuis 5 ans, ce ratio fluctue et présente un minimum de 119 € par habitant en 2017 et un maximum de 231 € par habitant en 2015.
La capacité d'autofinancement (CAF) est de 70 695 000 €, soit 279 € par habitant, ratio supérieur de 51 % à la valeur moyenne pour les communes de la même strate (185 € par habitant). En partant de 2014 et jusqu'à 2018, ce ratio fluctue et présente un minimum de 119 € par habitant en 2016 et un maximum de 292 € par habitant en 2015. La capacité de désendettement est d'environ 3 années en 2018. Sur une période de 19 années, ce ratio présente un minimum d'environ 3 années en 2006 et un maximum d'environ 11 années en 2001.
Plus généralement, la valeur de la dette de la ville diminue significativement depuis plusieurs années. Elle est passée de 377 106 € en 2015 à 254 598 € en 2018.

### Jumelages

#### Liste des jumelages
En surcroit des 150 contrats de coopération signé depuis 50 ans avec différentes villes à l'international, Bordeaux est jumelée avec :
| Ville | Ville              | Pays | Pays         | Période                   |
| ----- | ------------------ | ---- | ------------ | ------------------------- |
|       | Ashdod,            |      | Israël       | depuis le 7 décembre 1984 |
|       | Bakou,             |      | Azerbaïdjan  | depuis 1979               |
|       | Bamako,            |      | Mali         | depuis 1999               |
|       | Bilbao,            |      | Espagne      | depuis 2000               |
|       | Bristol,           |      | Royaume-Uni  | depuis 1947               |
|       | Casablanca,        |      | Maroc        | depuis le 3 novembre 1988 |
|       | Cracovie,          |      | Pologne      | depuis le 7 mai 1993      |
|       | Fukuoka,           |      | Japon        | depuis le 8 novembre 1982 |
|       | Lima,              |      | Pérou        | depuis 1956               |
|       | Los Angeles,       |      | États-Unis   | depuis le 26 mai 1964     |
|       | Madrid,            |      | Espagne      | depuis le 27 janvier 1984 |
|       | Munich,            |      | Allemagne    | depuis le 30 mai 1964     |
|       | Oran,              |      | Algérie      | depuis 2003               |
|       | Ouagadougou,       |      | Burkina Faso | depuis 2005               |
|       | Porto,             |      | Portugal     | depuis le 5 juin 1978     |
|       | Québec,            |      | Canada       | depuis le 21 mai 1962     |
|       | Ramallah,          |      | Palestine    | depuis juin 2007          |
|       | Riga,              |      | Lettonie     | depuis 1993               |
|       | Saint-Pétersbourg, |      | Russie       | depuis 1992               |
|       | Wuhan,             |      | Chine        | depuis juin 1998          |

#### Pavillons du parc floral
Des jardins ont été aménagés dans le parc floral de Bordeaux, lors de sa création en 1992 à l’occasion des Floralies internationales, autour d’objets offerts par 11 villes jumelles de Bordeaux. Chaque ville jumelle de Bordeaux a conçu son jardin autour d’un symbole l'identifiant : terrasses et oliviers pour Ashdod, jardin mauresque, mosaïques et mosquée Hassan-II miniature pour Casablanca, jardin japonais pour Fukuoka, à l’anglaise pour Bristol, à l'américaine pour Los Angeles, pagode pour Wuhan, et d'autres pour Madrid, Québec, Munich, Porto et Lima.

Pavillons au Parc floral
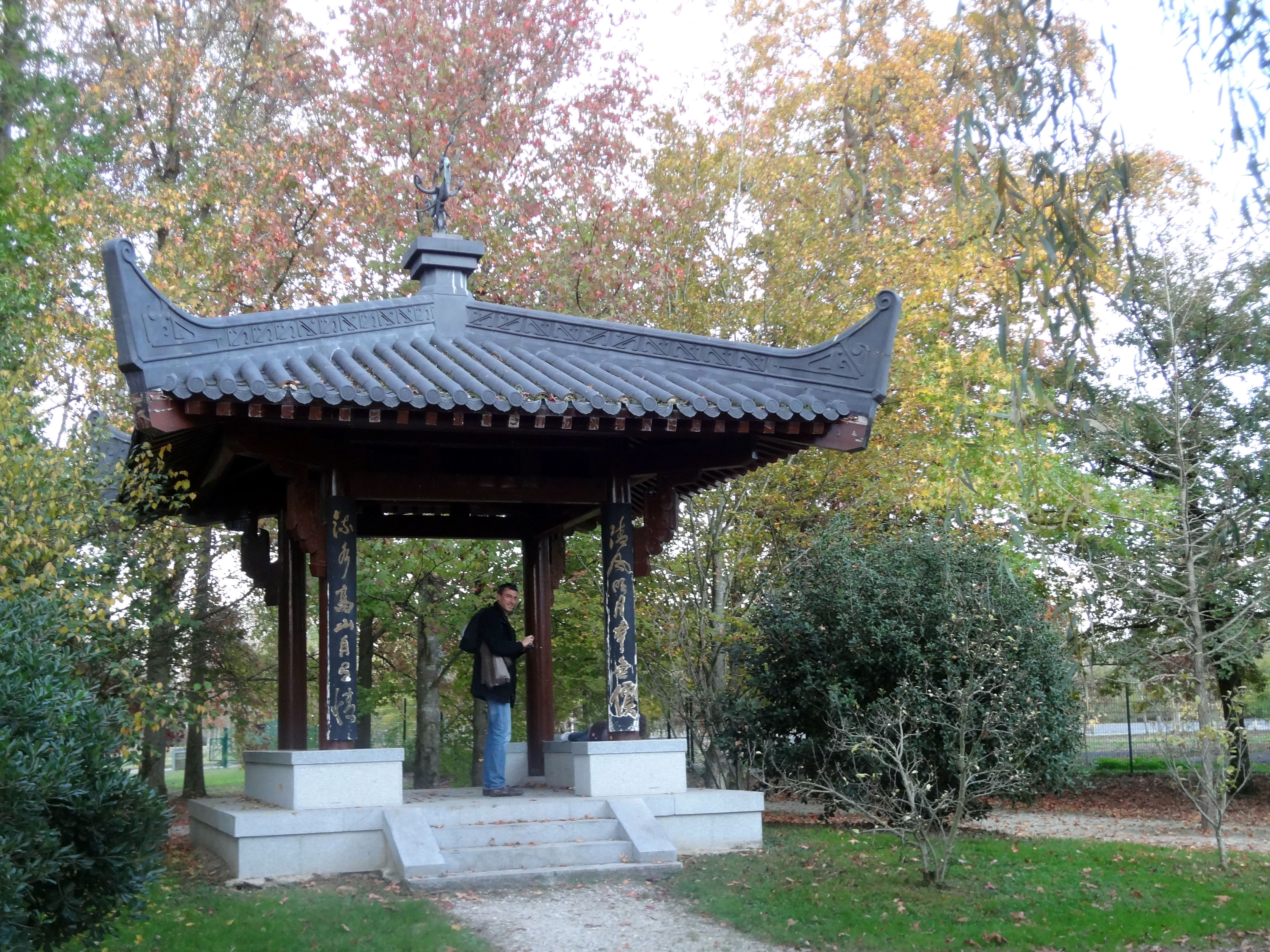
Jardin de Wuhan.
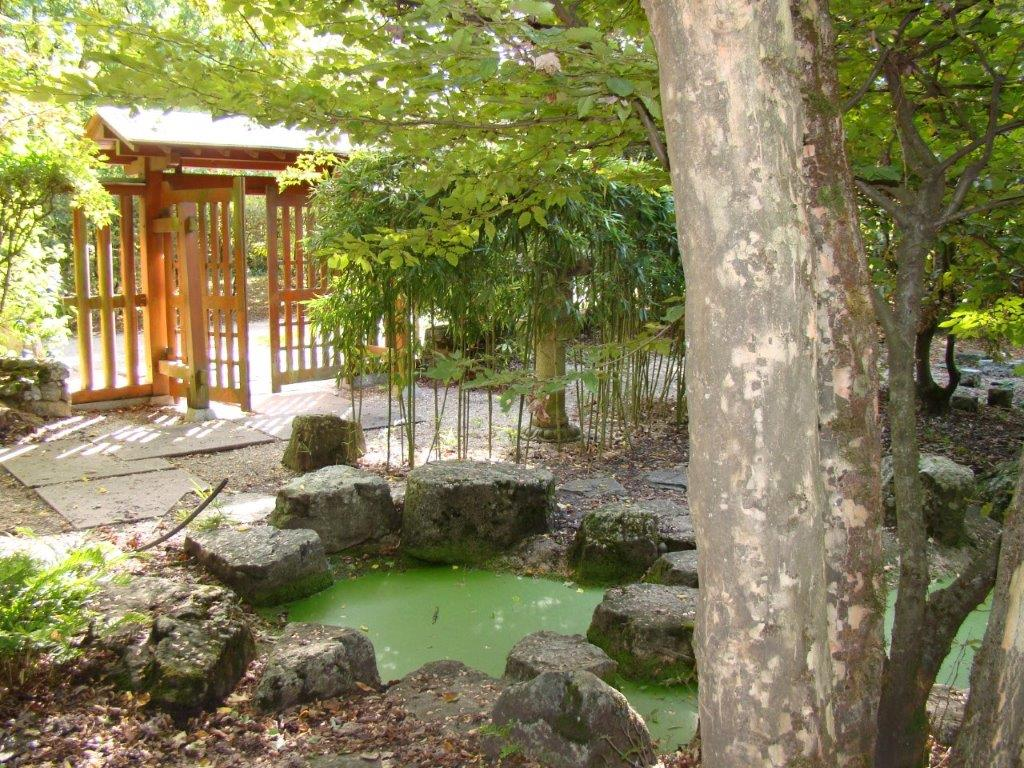
Pavillon de Fukuoka.
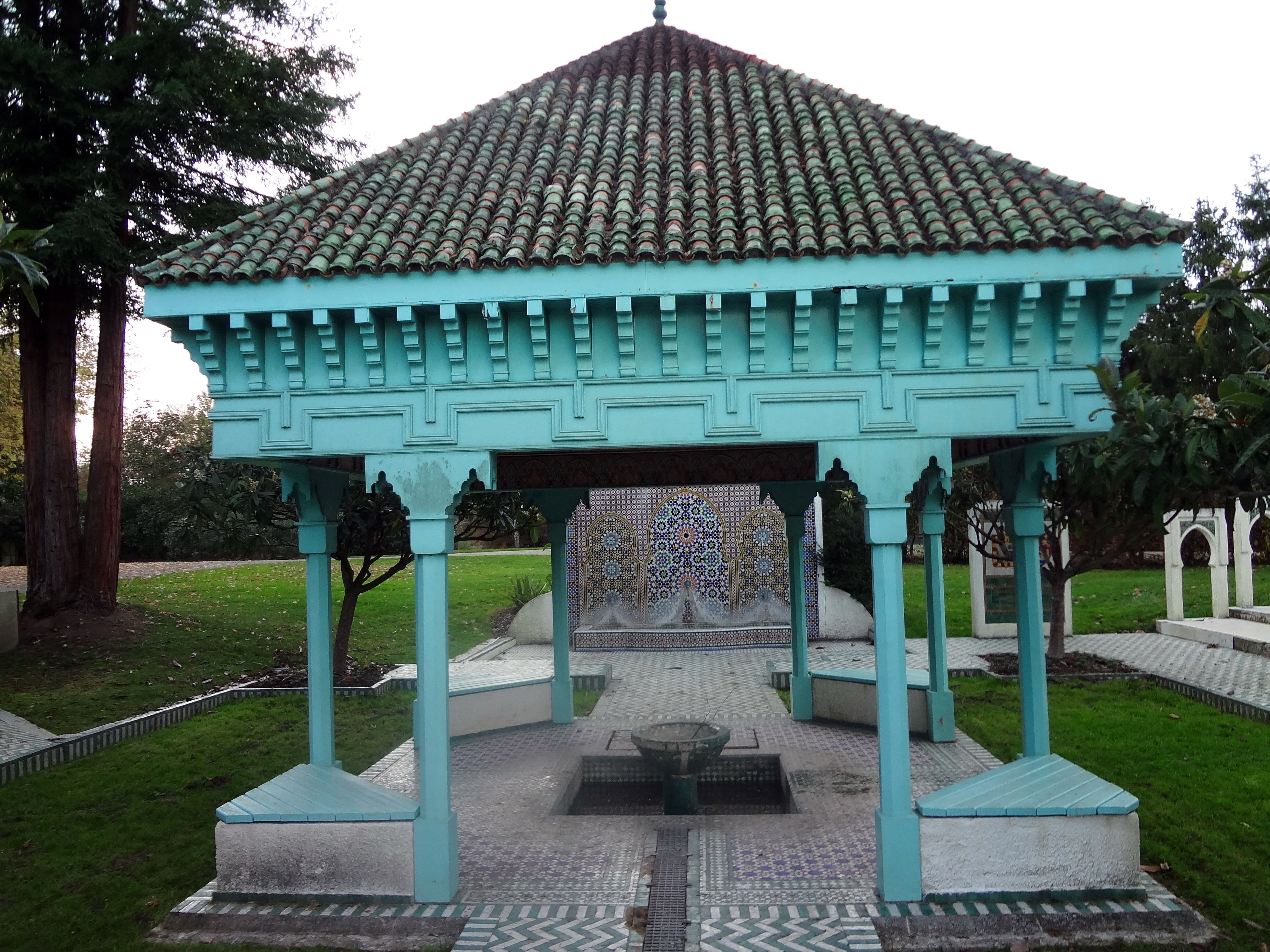
Pavillon de Casablanca.

#### Polémiques sur certains jumelages

##### Saint-Pétersbourg
Le 5 septembre 2013, l'élu municipal Matthieu Rouveyre, président du groupe d'opposition socialiste, demande au maire Alain Juppé la suspension du jumelage avec Saint-Pétersbourg en raison du vote en Russie d'une loi « stigmatisant et réprimant les personnes homosexuelles ».
Puis, en mars 2022, à la suite de l'invasion de l'Ukraine par la Russie, l'interruption du jumelage est à nouveau demandé, cette fois-ci par le macroniste Thomas Cazenave. La requête est à nouveau rejetée, le maire Pierre Hurmic estimant que « Les Russes de Bordeaux se sont montrés solidaires des Ukrainiens, j’ai peur qu’une décision brutale soit contre-productive et isole le peuple russe de la communauté internationale ». Il précise en revanche que le 30e anniversaire du jumelage ne sera pas fêté.

##### Bakou
Le 23 juin 2023, le groupe d’opposition LR, mené par Nicolas Florian, réclame la suspension du jumelage entre Bordeaux et Bakou, par solidarité envers les Arméniens victimes du blocus de l'enclave du Haut-Karabagh par l'Azerbaïdjan. Pour le maire Pierre Hurmic, il n'est pas nécessaire d'interrompre le jumelage avec Bakou, qu'il qualifie de « dormant », et il espère « que l’Histoire nous donnera l’occasion de jours meilleurs ».

##### Ashdod

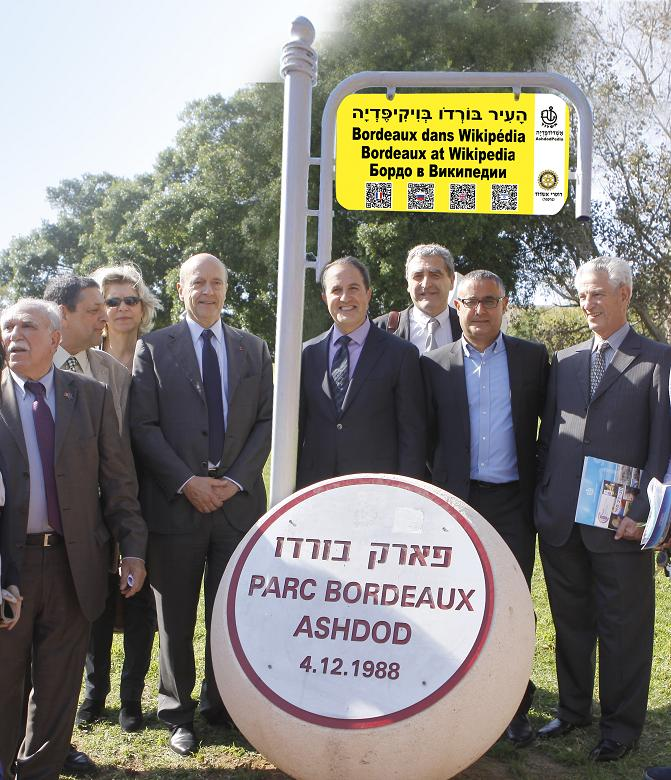
Alain Juppé, ancien maire de Bordeaux, en visite à Ashdod.

Depuis mars 2024, en raison de la guerre menée par Israël à Gaza, la conseillère municipale Myriam Eckert (Bordeaux en lutte, opposition) réclame la suspension du jumelage entre Bordeaux et Ashdod, ville portuaire israélienne par laquelle transitent les armes destinées à l'armée israélienne. En juin, cette demande est rejetée par la majorité. Pour le maire Pierre Hurmic : « On ne peut pas laisser dire que le peuple israélien est réductible à ses dirigeants actuels ». Toutefois, si le jumelage n'est pas interrompu en tant que tel, et que la mairie reste solidaire des otages israéliens, elle « déplore que la riposte israélienne dans la bande de Gaza engendre tant de souffrances inadmissibles touchant les populations civiles palestiniennes dont des enfants privés de toute aide humanitaire ». En conséquence, la mairie annonce dans un courrier aux autorités locales d'Ashdod qu'elle suspend « toute activité de coopération », « tant qu’un cessez-le-feu durable et un processus de paix ne seront pas engagés ».
Bordeaux est également jumelée avec Ramallah, ville palestinienne en Cisjordanie occupée. En avril 2025, une mission d’élus bordelais devait s'y rendre mais leurs visas ont été refusés par Israël. Un courrier a été envoyé au Président de la République pour qu’il intervienne auprès des autorités israéliennes afin de permettre la reprogrammation rapide de cette mission de coopération.

## Équipements et services publics

### Eau et déchets
Comme dans toutes les villes de France, la collectivité municipale a pour obligation de fournir à ses habitants des services publics, dont la gestion des déchets (collecte et traitement), la fourniture d'eau potable (production, traitement et distribution), ainsi que le traitement des eaux usées (collecte, traitement et évacuation). Ces services ont pour objectif de satisfaire un besoin d'intérêt général, et font l'objet de compétences obligatoires définies par la loi. Ils ne sont donc pas des politiques spécifiques de la commune.

#### Prélèvements en eau et usages
75 % de l'eau distribuée à Bordeaux provient de nappes souterraines. Le reste provient d'eaux de surface. Bordeaux compte 21 points de prélèvements répartis sur 3 zones différentes.
La grande majorité de la consommation d'eau est utilisé pour les activités industrielles et économiques (hors irrigation), soit environ 69 %. Les 31 % restants servent d'eau potable. Ces chiffres sont stables depuis plusieurs années.

#### Services en production et distribution d'eau potable, assainissement collectif, assainissement non collectif
Pour l'ensemble des communes de la métropole, c'est Bordeaux Métropole qui gère l'approvisionnement, le transport et la distribution d'eau potable, ainsi que l'assainissement collectif et non collectif par un contrat de délégation de service public (hormis pour l'assainissement non collectif qui est géré en tant que régie). Avant 2015, c'est la CUB (Communauté Urbaine de Bordeaux) qui gérait ces services.

#### Tarifs de l'eau
En 10 ans, le prix de l'eau potable a légèrement augmenté. Il est passé de 1,92 € en 2008 à 2,1 € par mètre cube en 2019. Le prix de l'assainissement collectif a stagné autour de 1,5 € par mètre cube entre 2008 et 2019.
Concernant l'assainissement non collectif, le tarif a été multiplié par plus de 10 en 8 ans, passant de 38,85 € en 2012 à 430 € en 2020.

#### Gestion des déchets
Autrefois gérés par Bordeaux Métropole, le service de gestion des déchets est depuis le 5 septembre 2019 confié à Veolia, par un contrat de délégation de service public. Le contrat est entré en vigueur le 20 février 2020, pour une durée de 7 ans et 10 mois. Bordeaux compte 13 déchèteries situés à moins de 10 kilomètres de la ville.
La ville est entourée par 7 centres de gestion des déchets, dont 3 gérés par Bordeaux Métropole et un par Veolia.

### Espaces publics

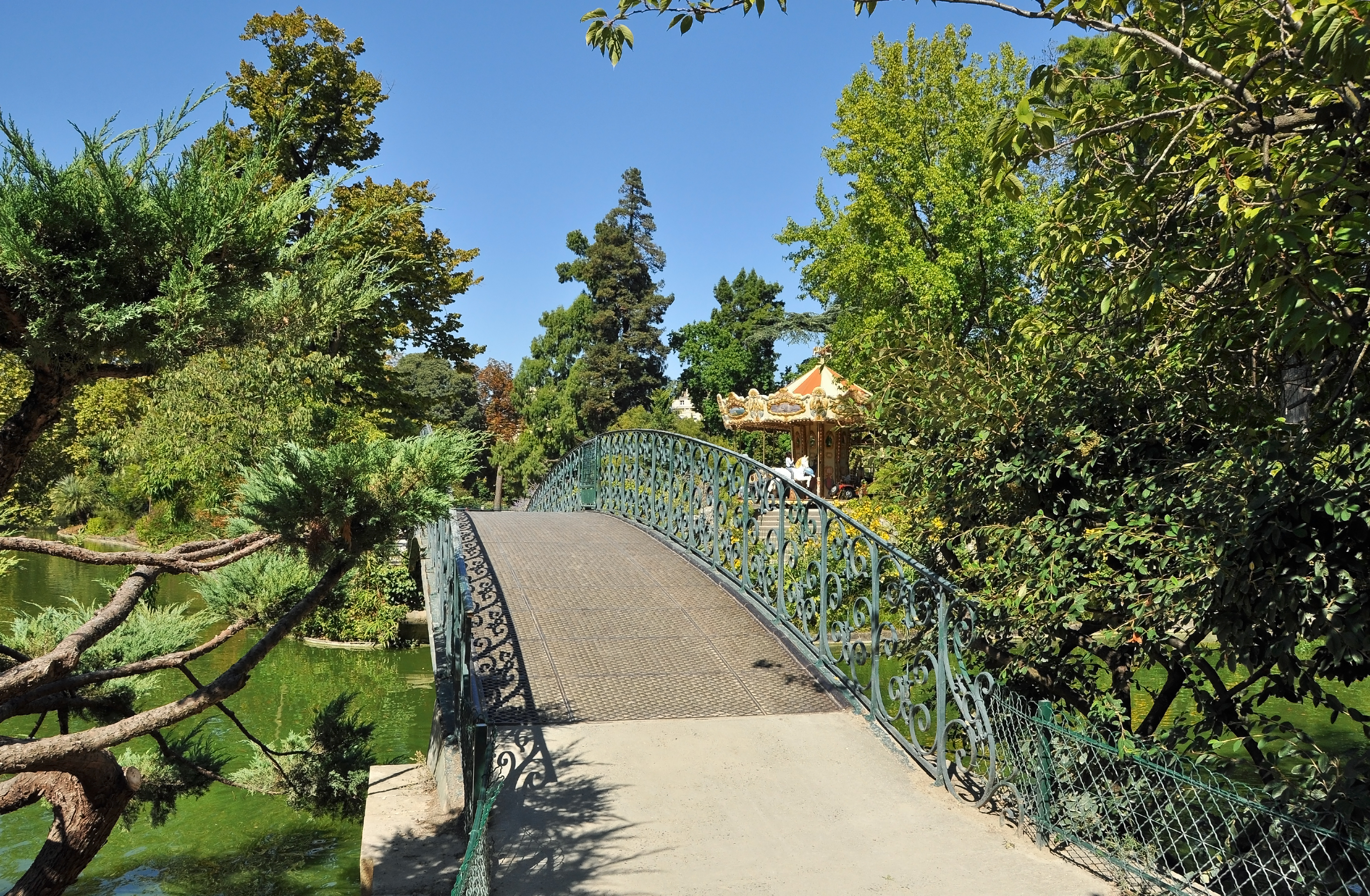
Le jardin public.

Avec 25 m2 d'espaces verts par habitant intra-muros, la ville de Bordeaux dispose d'un patrimoine naturel riche de qualité.
Les principaux parcs et jardins de Bordeaux sont le bois de Bordeaux qui couvre 86 hectares auxquels s'ajoutent près de 50 hectares de prairies et d'étangs et le Parc floral de 33 hectares. Le parc bordelais de 28 hectares, situé dans le quartier de Caudéran et le jardin public de 10 hectares, sont les parcs les plus anciens.
De nombreuses activités sont également présentes dans les deux parcs tels que : le théâtre de Guignol, un petit-train, des jeux pour enfants (plusieurs aires de jeux sécurisés), une orangerie, une buvette et plusieurs boîtes à livres. Certaines pelouses sont assez vastes et résistantes pour recevoir de nombreux jeux collectifs, d'autre zones sont moins entretenues et grillagées pour conserver un aspect sauvage. Les parcs contiennent un étang artificiel (très faible profondeur : 40 cm), très poissoneux et peuplé de divers canards d’ornement ou sauvages, d'oies, cygnes et de poules d'eau.

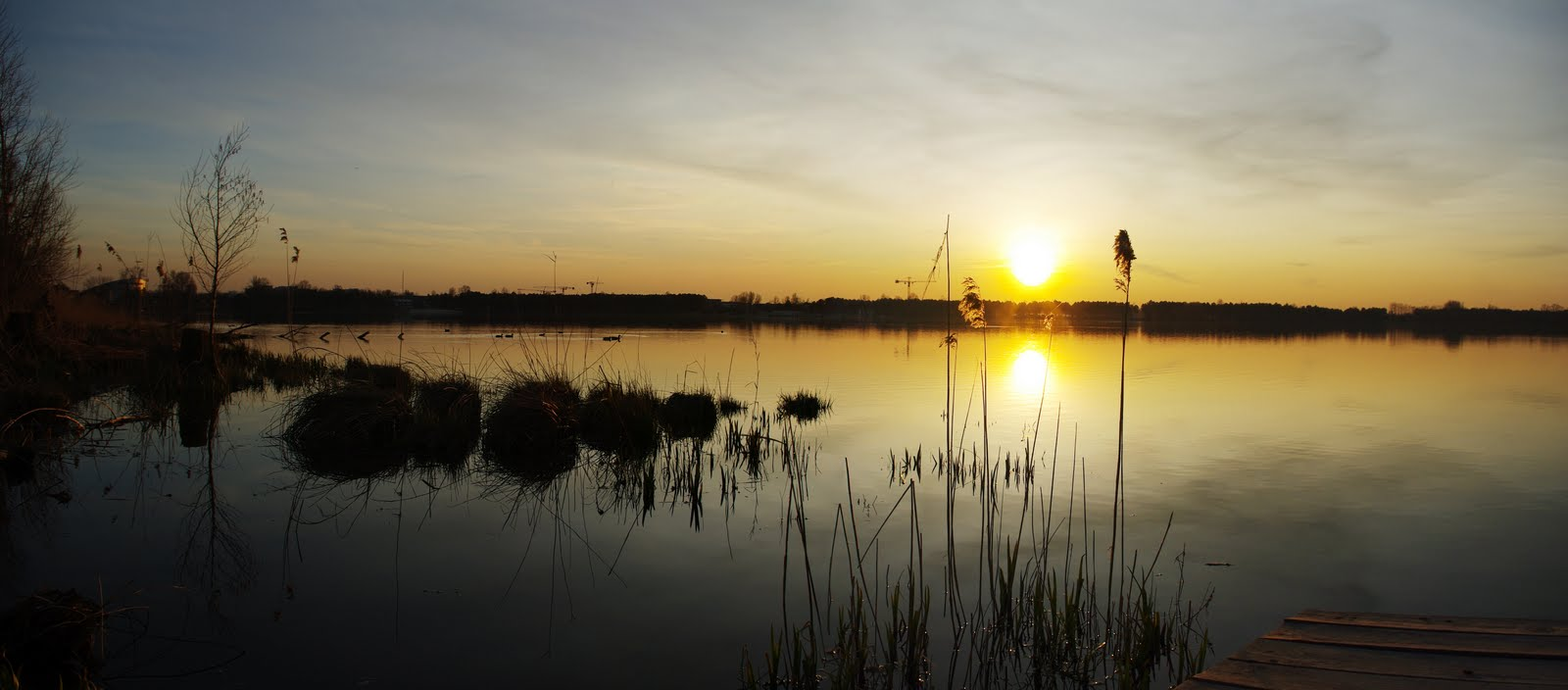
Le crépuscule sur le Lac de Bordeaux, au nord de la ville.

Le parc aux Angéliques, à la Bastide (10 hectares en 2013, rive droite) est un projet composé de trois séquences paysagères. En bord de Garonne, on trouve également les berges de Garonne, à Bacalan de 8 hectares, le jardin des Lumières près de la place des Quinconces et le parc des Sports Saint-Michel de 5,5 hectares (sur les quais).
Le jardin botanique, de 4,7 hectares, situé à la Bastide est créé en 2003. On peut également citer les parcs Denis et Eugène Bühler de 4,5 hectares, Rivière de 4 hectares ou André Meunier de 2 hectares. Enfin, les jardins de la mairie, de la Béchade et des Dames de la Foi sont ouverts au public.
Dans son palmarès 2023, le Conseil national de villes et villages fleuris de France a attribué trois fleurs à la commune mais en 2024, Bordeaux disparait du palmarès et est remplacé par Bordeaux Métropole avec 4 fleurs.

### Enseignement

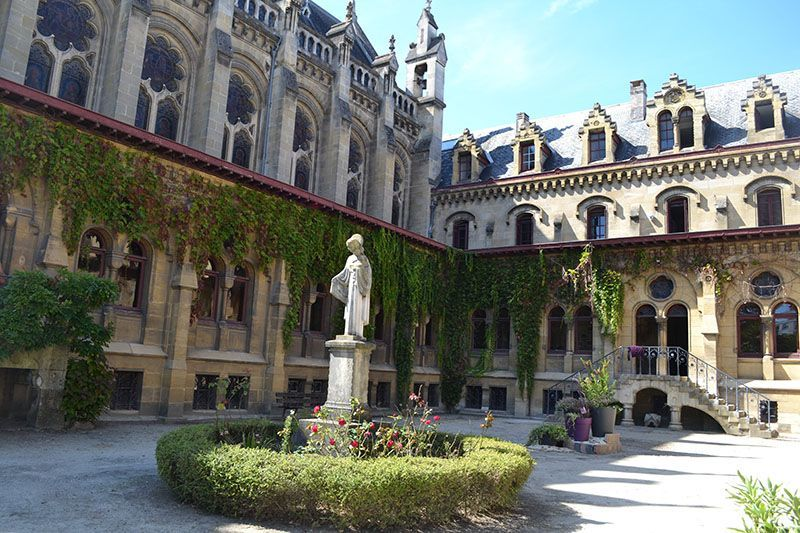
Le lycée privé de l'Assomption.

Bordeaux est le siège de l'académie de Bordeaux (zone A) qui couvre cinq départements. Elle est créée le 17 mars 1808 par la loi du 10 mai 1806 organisant l’Université impériale.
En 2013, elle se situe, selon l'INSEE au 8e rang national au regard de la population scolarisée soit 729 255 élèves, apprentis ou étudiants pour plus de 3 204 établissements scolaires.

#### Enseignement primaire
Pour le premier degré de l'éducation, Bordeaux compte 112 écoles, dont 46 maternelles et 66 élémentaires. La ville comporte également 17 écoles maternelles sous contrat privé. 97,5 % des enfants de 6 à 10 ans sont scolarisés en 2018, un chiffre en légère diminution depuis 2008.

#### Enseignement secondaire
Pour le secondaire, Bordeaux compte 13 collèges publics et 11 collèges privés.
La ville possède aussi 17 lycées publics, parmi lesquels le lycée Michel-de-Montaigne et le lycée Camille-Jullian. Parmi les 17 lycées, 8 dispensent un enseignement professionnel. D'autre part, Bordeaux compte 12 lycées privés dont le lycée Sainte Marie Grand Lebrun et le lycée Saint-Joseph-de-Tivoli. 6 lycées dispensent aussi un enseignement technologique et professionnel. 7 lycées publics sont exclusivement professionnels et 2 lycées privés sont exclusivement professionnels.
Parmi les lycées Bordelais, le meilleur lycée de la ville est privé, il s'agit du lycée Sainte-Marie Grand Lebrun.
En 2018, 98,1 % des jeunes de 11 à 14 ans et 95,5 % des jeunes de 15 à 17 ans sont scolarisés. Comme pour les enfants de 6 à 10 ans, ces chiffres sont en légère baisse depuis 2008.

#### Enseignement supérieur

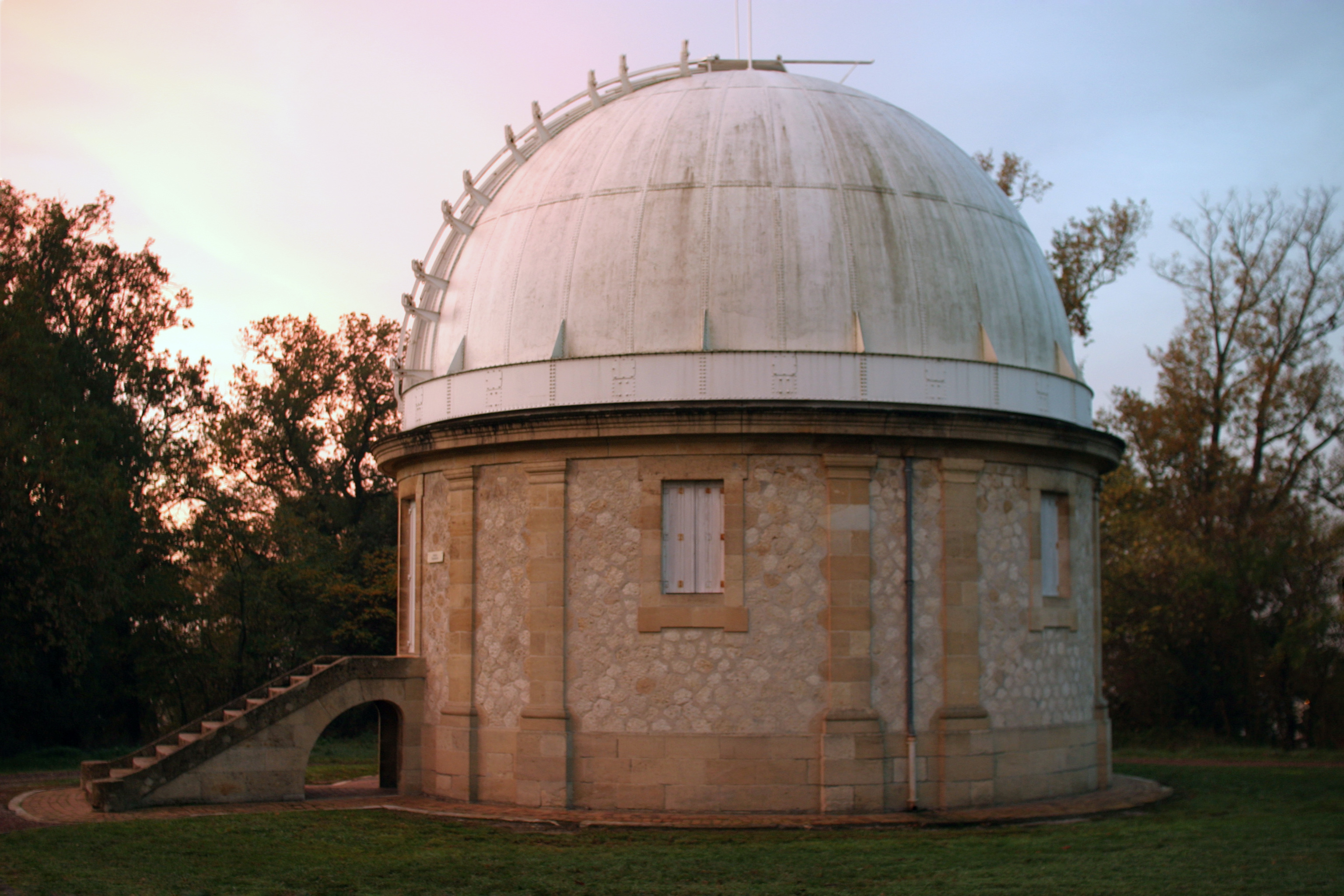
Observatoire de Bordeaux.

La Faculté de droit et science politique de Bordeaux sur la place Pey-Berland.

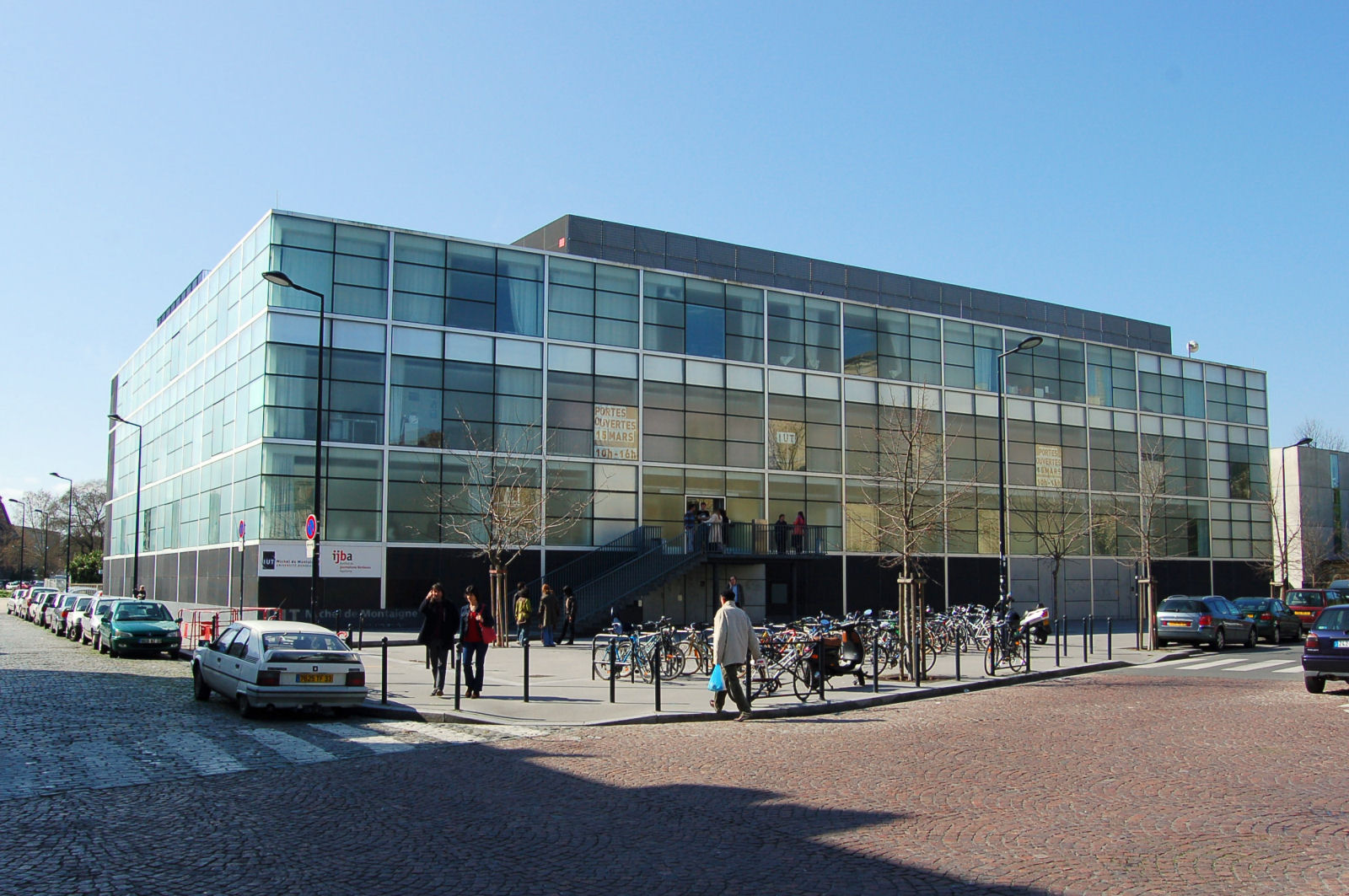
L'institut de Journalisme, sur le campus de Bordeaux Sud.

Bordeaux est la 5e ville universitaire française après Paris, Lyon, Toulouse, Lille et Marseille,. Au cours de l'année 2019, la ville accueille plus de 100 000 étudiants dans ses universités et ses grandes écoles. La plupart des enseignements se font sur le domaine universitaire de Pessac Talence Gradignan, plus vaste campus d'Europe, à quelques exceptions près comme les études médicales près du CHU Pellegrin, les sciences de l'homme sur la place de la Victoire et les études de gestion au pôle universitaire des sciences de gestion de Bordeaux,.
Bordeaux compte deux universités :
- l’Université de Bordeaux : Droit, sciences politiques, sciences économiques, sciences sociales, sciences et technologies et médecine, sciences de l'homme et œnologie.
- l’Université Bordeaux-Montaigne : Sciences humaines et sociales, lettres et langues.

L'Université de Bordeaux a été fondée en 1441 sous l'autorité de Pey Berland. Elle a connu un développement important dès sa fondation grâce à la renommée de ses cours de droit et de médecine. Elle dispose du label Initiative d'excellence (Idex) et coordonne l'alliance universitaire européenne European University Alliance for Global Health depuis le 1er septembre 2019. Parmi les meilleures universités au monde, en 2021, elle se classe 7e meilleure université française selon le Times Higher Education et 151e université au niveau mondial en 2017 selon le classement de Shanghai.
La ville de Bordeaux compte plusieurs établissements proposant des classes préparatoires aux grandes écoles (CPGE), comme le Lycée Michel de Montaigne et le lycée Camille-Jullian.
La ville est dotée de nombreuses écoles concernant l'accès à la haute fonction publique avec l’École nationale de la magistrature, unique école de France formant des magistrats de l'ordre judiciaire, l’Institut d'études politiques de Bordeaux (« Sciences Po Bordeaux ») ou encore l'École d'administration des affaires maritimes,.
Bordeaux possède aussi plusieurs écoles nationales d'ingénieurs comme l'École nationale supérieure d'arts et métiers, l’Institut d'Optique d'Aquitaine (IOA), l’Bordeaux Sciences Agro, l’École nationale supérieure d'architecture et de paysage de Bordeaux (ENSAPBx), l'Observatoire de Bordeaux, le Conservatoire national des arts et métiers d'Aquitaine (CNAM) ou encore l’Institut polytechnique de Bordeaux, « grand établissement » composé de six écoles d’ingénieurs,,.

#### Recherche et influence internationale
L'importance de la vie universitaire à Bordeaux se manifeste également par la richesse et la diversité des laboratoires de recherche présents sur les campus universitaires et les centres hospitaliers universitaires, avec plus de 10 000 chercheurs (biotechnologies, aéronautique, chimie, environnements, etc.) dans l'académie.
L'université compte huit écoles doctorales. Elle rassemble les équipes de recherche des composantes universitaires. Trois sont associées au CNRS ; le centre d'études et de recherches de science administrative, l'Institut d'études politiques de Bordeaux l'institut d'histoire du droit, et l'équipe de recherche sur les marchés, l'emploi et la simulation.
L'université de Bordeaux a conclu des accords de coopération avec plus de 500 universités étrangères, toutes matières confondues. Elle propose notamment des doubles diplômes, triples diplômes, cursus intégrés et autres programmes en partenariat avec des universités étrangères. Dans le cadre du programme européen Erasmus+, c’est avec plus de 294 universités européennes que des accords ont pu être établis dans toutes les disciplines inhérentes au cadre de formation de l’Université de Bordeaux, permettant d'effectuer une période de mobilité à l’étranger.

### Postes et télécommunications
La ville compte 29 points postaux,, et est le point de distribution majeur du Sud-Ouest de la France avec sa plateforme industrielle du courrier (PIC) de Cestas. Pour la répartition du courrier dans la ville, au nord de la ville se situe l'Hôtel Logistique Urbain (HUL) de Bordeaux Tourville.
Comme l'ensemble de la métropole bordelaise, la ville est équipée à 90,2% en fibre optique (4ème trimestre 2022).

### Santé

Le tripode, bâtiment principal du groupe hospitalier Pellegrin.

L'Hôpital Pellegrin et l'Hôpital Saint-André constituent les deux plus grands hôpitaux de la métropole. Avec le Groupe hospitalier Sud, ils composent l'offre de soin du centre hospitalier universitaire (CHU) de Bordeaux,. En plus des sites du CHU, Bordeaux comporte une dizaine d'autres hôpitaux et cliniques, dont le centre hospitalier spécialisé Charles-Perrens,.
Le CHU de Bordeaux se place au premier rang des CHU français. D'une capacité totale de 3 053 lits et places, il constitue le principal complexe hospitalier de l'agglomération bordelaise et de la région Nouvelle-Aquitaine. Employant un total de 14 497 personnes, le CHU de Bordeaux demeure le premier employeur de la région. Son budget annuel de fonctionnement s'élève à plus d'un milliard d'euros et sa dette à 148,3 millions d'euros.
Le CHU de Bordeaux est l'un des sites français de référence concernant les prises en charge spécialisées de haute technicité telles que les transplantations d'organes, traitement des grands brûlés ou la chirurgie cardiaque. Il est le siège du groupement interrégional de recherche clinique et d'innovation Sud-Ouest Outre-Mer (GIRCI SOOM), qui associe les CHU de Bordeaux, Toulouse, Pointe-à-Pitre, Martinique et La Réunion ainsi que les centres régionaux de lutte contre le cancer, l'Institut Bergonié à Bordeaux et l'Institut Claudius-Regaud à Toulouse. Le CHU de Bordeaux est aussi acteur d'une coopération internationale avec des hôpitaux d'Espagne, du Québec, d'Arabie saoudite ou encore de Côte d'Ivoire.
En 2019, le magazine Le Point lui attribue la première place nationale dans son classement des établissements hospitaliers. Les sites hospitaliers du CHU de Bordeaux participent à la formation médicale, chirurgicale, pharmaceutique et odontologique de la région ainsi qu’à la recherche fondamentale en liaison avec les unités INSERM et CNRS.

### Justice, sécurité, secours et défense

#### Justice

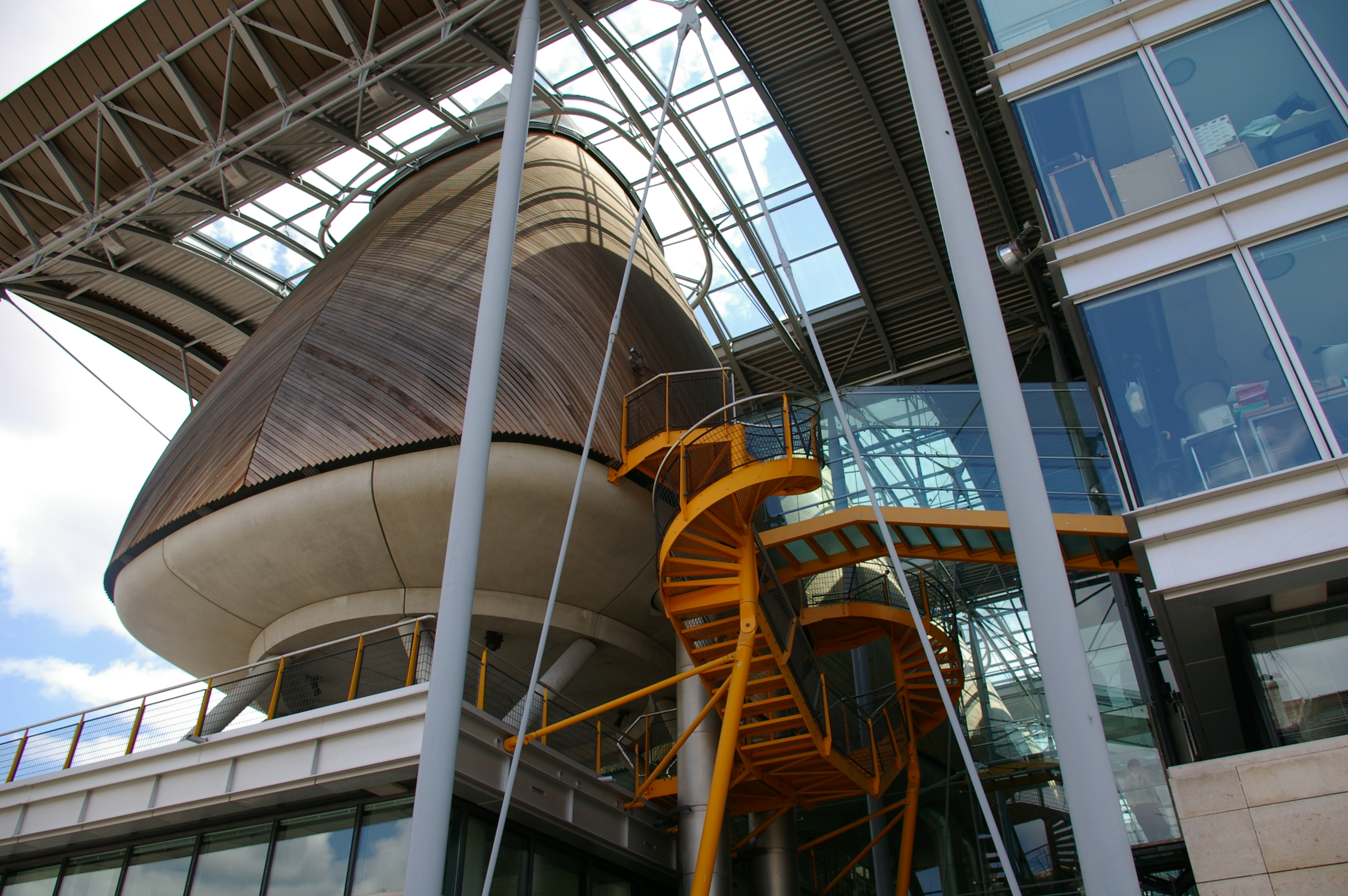
Le tribunal judiciaire de Bordeaux.

La ville de Bordeaux accueille six juridictions compétentes pour l'ordre judiciaire : le Conseil des prud'hommes, la Cour d'appel, le Tribunal de commerce, le Tribunal judiciaire, le Tribunal Paritaire des Baux Ruraux et le Tribunal pour enfants.
Concernant l'ordre administratif, la ville compte un tribunal administratif et une cour administrative d'appel.
Bordeaux accueille aussi l'École nationale de la magistrature, seule habilitée à former les auditeurs de justice, futurs magistrats de l'ordre judiciaire.

#### Sécurité

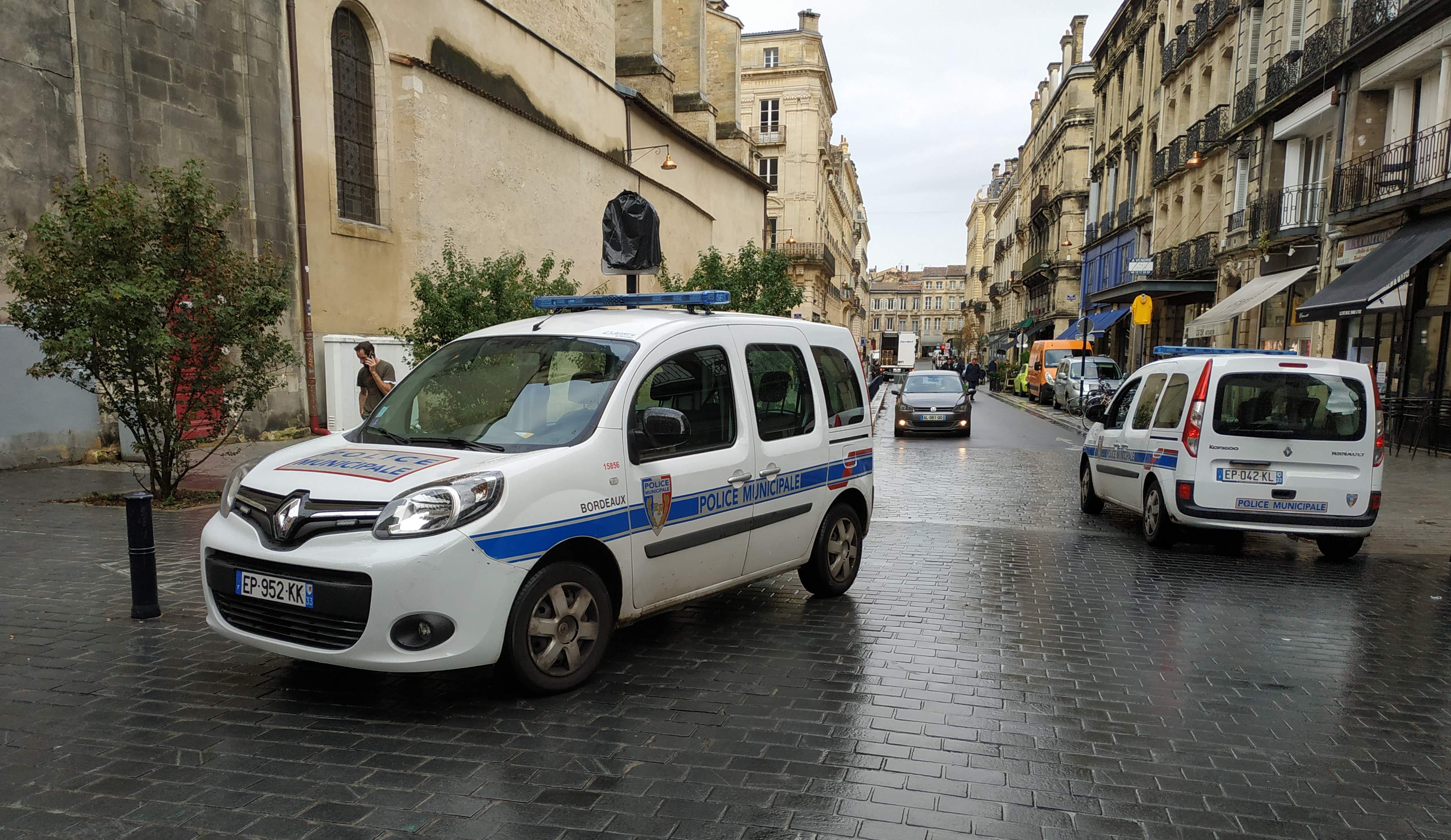
La police municipale de Bordeaux.

La ville est sous zone police nationale. L'ensemble des six commissariats de secteurs sont gérés de manière centralisée par la Direction Départementale de la Sécurité Publique (DDSP). La ville comporte également une police municipale composée de 135 agents et 50 ASVP en 2020.
L'insécurité à Bordeaux est globalement en augmentation depuis plusieurs années. Entre 2012 et 2019 le poste central de la Police nationale à connu une augmentation d'environ 15 000 enregistrements de délits et crimes, soit une augmentation de 30 %. Cependant, principalement en raison des confinements de 2020 liés à la pandémie de Covid19, la délinquance est en diminution sur cette année, en particulier dans certains secteurs prioritaires de la ville,,.
Selon les données du ministère de l’intérieur, la ville voit une nette augmentation des crimes et des délits d’environ 25 % entre 2016 et 2019, puis une nouvelle hausse d’environ 9 % jusqu’en 2023, les chiffres se stabilisant jusqu’en 2025.
Concernant la mortalité routière pour la ville de Bordeaux, elle est inférieure aux autres métropoles. En effet, sur les 46 métropoles françaises de plus de 150 000 habitants, seules neuf ont un taux de mortalité supérieur (entre 40 et 65 tués par millions d'habitants). Les 35 autres métropoles ont un taux de mortalité moindre.
| Le graphique qui aurait dû être présenté ici ne peut pas être affiché car il utilise l'ancienne extension Graph, désactivée pour des questions de sécurité. Des indications pour créer un nouveau graphique avec la nouvelle extension Chart sont disponibles ici . |

| Le graphique qui aurait dû être présenté ici ne peut pas être affiché car il utilise l'ancienne extension Graph, désactivée pour des questions de sécurité. Des indications pour créer un nouveau graphique avec la nouvelle extension Chart sont disponibles ici . |

#### Secours
À Bordeaux se trouvent deux centres de secours principaux (CSP) : le CSP la Benauge (1 rue de la Benauge) et le CSP Ornano (56 cours du Maréchal-Juin). La ville accueille aussi le Service Départemental d'Incendie et de Secours (SDIS), ainsi qu'une caserne de pompiers dans le nord de la ville.
Le CSP Ornano est la plus grosse caserne de Gironde mais aussi une des plus importantes en volume d'interventions de France (plus de 130 000 sorties en 2020), il contient également une unité du GRIMP 33 et est également le siège du CODIS 33.
Le CSP La Benauge comporte une brigade d'intervention nautique, dû à sa situation géographique au bord de la Garonne, ainsi qu'une unité du GRIMP 33. Elle détient le camion de secours avec la plus haute nacelle de France (60 mètres).
Le reste de la métropole est défendu par 6 centres de secours répartis dans les différentes villes entourant Bordeaux : Centre d'Incendie et de Secours (CIS) Bruges, CIS Villenave-d'Ornon, CIS Mérignac, CIS Bassens, CIS Ambès et CIS Saint-Médard-en-Jalles.
Le volume d'intervention des pompiers de Bordeaux Métropole dépasse les 136 000 sorties par an pour l'ensemble du Groupement centre.

#### Défense
Bordeaux est le siège de la zone de défense et de sécurité du sud-ouest. Les unités militaires stationnées à Bordeaux Métropole sont le 13e régiment de dragons parachutistes basé au camp de Souge et la Base aérienne 106 Bordeaux-Mérignac. La ville dispose également de l'hôpital d'instruction des armées (HIA) Robert Picqué à Villenave-d'Ornon. Bordeaux accueille depuis 2004, la Direction interarmées des réseaux d'infrastructure et des systèmes d'information (DIRISI) (caserne Xaintrailles).
Bordeaux a accueilli l'État-major de la 18e région militaire de 1873 à 1963, l'École de santé navale (École du service de santé des armées) de 1890 à 2011 et le 57e régiment d'infanterie de 1991 à 2011 (caserne Niel jusqu'en 2005 et caserne Nansouty).

## Population et société

### Démographie

#### Évolution démographique
L'évolution du nombre d'habitants est connue à travers les recensements de la population effectués dans la commune depuis 1793. Pour les communes de plus de 10 000 habitants les recensements ont lieu chaque année à la suite d'une enquête par sondage auprès d'un échantillon d'adresses représentant 8 % de leurs logements, contrairement aux autres communes qui ont un recensement réel tous les cinq ans,.

En 2022, la commune comptait 265 328 habitants, en évolution de +5,27 % par rapport à 2016 (Gironde : +6,91 %, France hors Mayotte : +2,11 %).
| 1793    | 1800   | 1806   | 1821   | 1831   | 1836   | 1841    | 1846    | 1851    |
| ------- | ------ | ------ | ------ | ------ | ------ | ------- | ------- | ------- |
| 104 676 | 91 652 | 92 219 | 89 202 | 99 062 | 98 705 | 104 686 | 125 520 | 130 927 |

| 1856    | 1861    | 1866    | 1872    | 1876    | 1881    | 1886    | 1891    | 1896    |
| ------- | ------- | ------- | ------- | ------- | ------- | ------- | ------- | ------- |
| 149 928 | 162 750 | 194 241 | 194 055 | 215 140 | 221 305 | 240 582 | 252 415 | 256 906 |

| 1901    | 1906    | 1911    | 1921    | 1926    | 1931    | 1936    | 1946    | 1954    |
| ------- | ------- | ------- | ------- | ------- | ------- | ------- | ------- | ------- |
| 256 638 | 251 947 | 261 678 | 267 409 | 256 026 | 262 990 | 258 348 | 253 751 | 257 946 |

| 1962    | 1968    | 1975    | 1982    | 1990    | 1999    | 2006    | 2011    | 2016    |
| ------- | ------- | ------- | ------- | ------- | ------- | ------- | ------- | ------- |
| 249 688 | 266 662 | 223 131 | 208 159 | 210 336 | 215 363 | 232 260 | 239 399 | 252 040 |

| 2021    | 2022    | - | - | - | - | - | - | - |
| ------- | ------- | - | - | - | - | - | - | - |
| 261 804 | 265 328 | - | - | - | - | - | - | - |

1. ↑  Une unité urbaine est, en France, une commune ou un ensemble de communes présentant une zone de bâti continu (pas de coupure de plus de 200 mètres entre deux constructions) et comptant au moins 2 000 habitants. Une commune doit avoir plus de la moitié de sa population dans cette zone bâtie.
2. ↑  Dans une agglomération multicommunale, une commune est dite ville-centre lorsque sa population représente plus de 50 % de la population de l’agglomération ou de la population de la commune la plus peuplée. Dans le cas de l'unité urbaine de Bordeaux, il y a une ville-centre et 72 communes de banlieue.
3. ↑  La notion d'aire d'attraction des villes a remplacé en octobre 2020 l'ancienne notion d'aire urbaine, pour permettre des comparaisons cohérentes avec les autres pays de l'Union européenne.
4. ↑  Par convention dans Wikipédia, le principe a été retenu de n’afficher dans le tableau des recensements et le graphique, pour les populations de référence postérieures à 1999, que les populations correspondant à une enquête exhaustive de recensement pour les communes de moins de 10 000 habitants, et que les populations des années 2006, 2011, 2016, etc. pour les communes de plus de 10 000 habitants, ainsi que la dernière population de référence publiée par l’Insee pour l'ensemble des communes.
5. ↑  Population municipale de référence en vigueur au 1er janvier 2025, millésimée 2022, définie dans les limites territoriales en vigueur au 1er janvier 2024, date de référence statistique : 1er janvier 2022.

La commune occupe le 9e rang au niveau national, comme en 1999, et le 1er au niveau départemental sur 535 communes. L'évolution du nombre d'habitants est connue à travers les recensements de la population effectués à Bordeaux depuis 1793.
Après une période de rapide dépeuplement (266 662 habitants en 1968, 208 159 habitants en 1982) et d’importants travaux de rénovation des quartiers les plus anciens, la population de la ville centre recommence à augmenter. La commune de Bordeaux, qui a gagné plus de 33 000 habitants en 30 ans, connaît actuellement un essor démographique.
Cependant, la population de Bordeaux reste relativement faible comparée à son agglomération puisqu'en 2012, 27,9 % des habitants de l'agglomération vivaient dans Bordeaux contre 45,3 % en 1968. Cela s'explique par la faible superficie de la ville, et par l'attractivité des communes appartenant à la métropole comme Mérignac ou Pessac, qui comptent chacune environ 65 000 habitants,,,.

#### Pyramide des âges
La population de la commune est relativement jeune. En 2020, le taux de personnes d'un âge inférieur à 30 ans s'élève à 43,8 %, soit un taux supérieur à la moyenne départementale (35,7 %). Le taux de personnes d'un âge supérieur à 60 ans (18,8 %) est inférieur au taux départemental (25,2 %).
En 2020, la commune comptait 121 875 hommes pour 137 934 femmes, soit un taux de 53,09 % de femmes, supérieur au taux départemental (52,07 %).
Les pyramides des âges de la commune et du département s'établissent comme suit :
| Hommes | Classe d’âge | Femmes |
| ------ | ------------ | ------ |
| 0,7    | 90 ou +      | 1,9    |
| 4,6    | 75-89 ans    | 7,2    |
| 10,8   | 60-74 ans    | 12,3   |
| 16,3   | 45-59 ans    | 15,8   |
| 22,9   | 30-44 ans    | 20,1   |
| 29,7   | 15-29 ans    | 30,2   |
| 15,1   | 0-14 ans     | 12,6   |

| Hommes | Classe d’âge | Femmes |
| ------ | ------------ | ------ |
| 0,7    | 90 ou +      | 1,9    |
| 6,7    | 75-89 ans    | 8,9    |
| 15,7   | 60-74 ans    | 16,8   |
| 19,9   | 45-59 ans    | 19,3   |
| 19,9   | 30-44 ans    | 19,2   |
| 19,4   | 15-29 ans    | 18,1   |
| 17,7   | 0-14 ans     | 15,8   |

### Manifestations culturelles et festivités

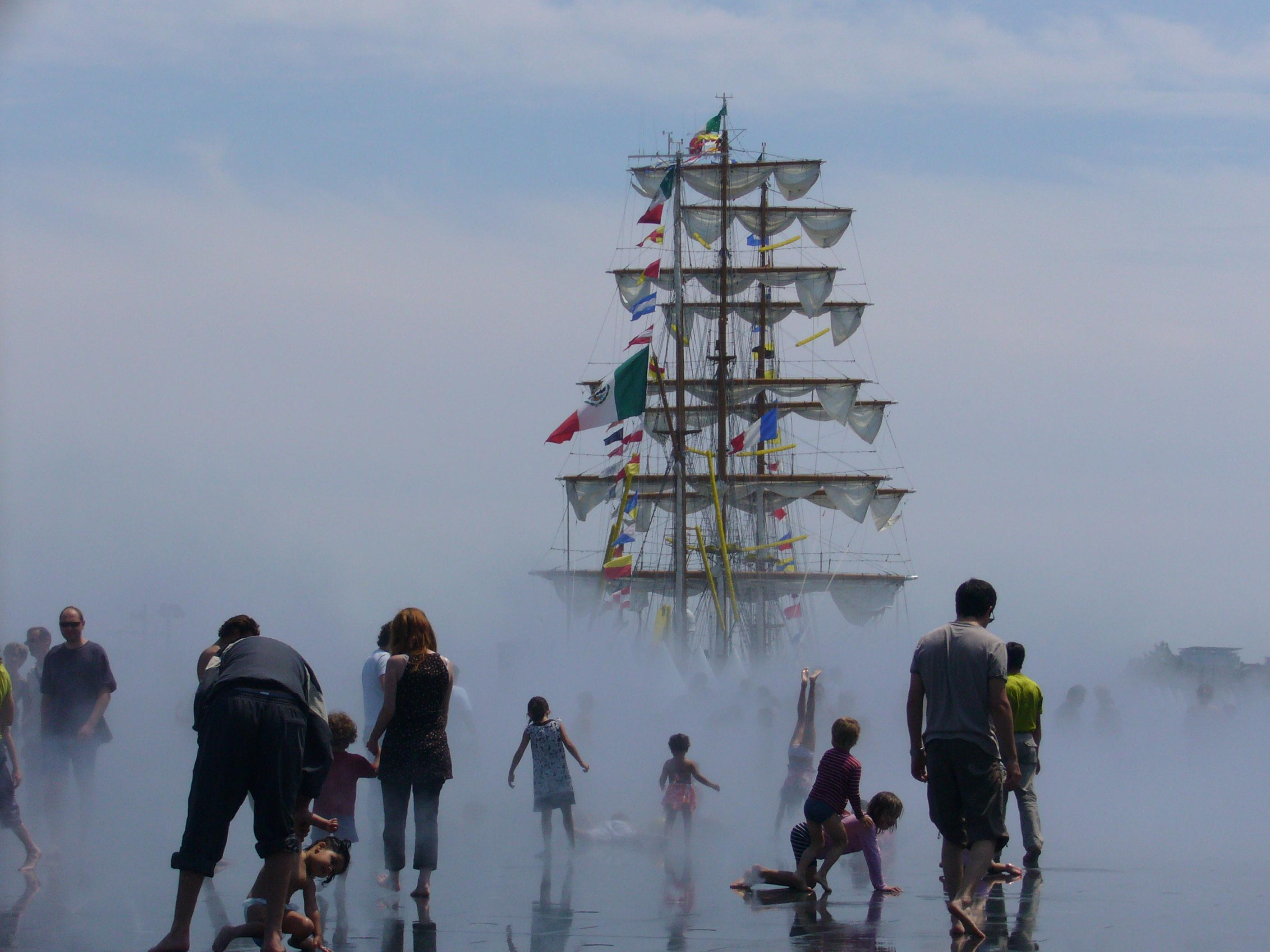
Le Cuauhtémoc lors de la fête du fleuve.

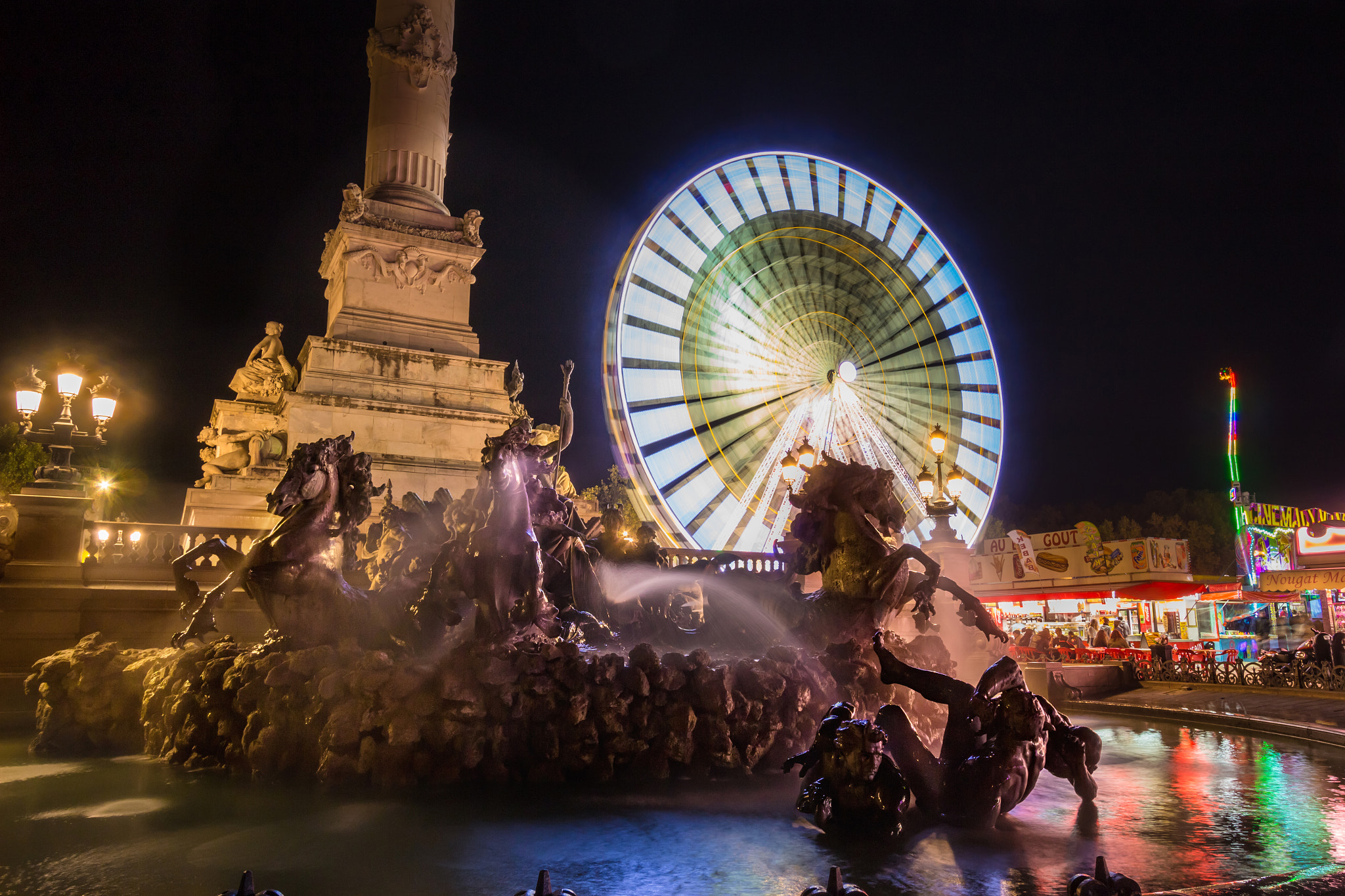
La foire aux plaisirs sur la Place des Quinconces.

Durant l'année, Bordeaux accueille plusieurs festivals de musique, de cinéma ainsi que des festivals divers et variés, allant du festival international des musiques classiques et d'orgue, jusqu’à la musique underground. Le Festival Climax s'exporte désormais à Paris et à l'étranger. D'autres festivals sont organisés pendant la période du printemps et de l'été tel que le Bordeaux Congo Square, le Bordeaux Jazz Festival, le Festival Bordeaux Rock et le Festival Relâche. Parmi les autres manifestations culturelles on peut également citer Evento (exposition d'œuvres contemporaines dans la ville), l'Escale du livre entre le mois de mars et d'avril, Chahuts (festival de conte et arts de la parole), Vinexpo et Novart en novembre qui met en valeur les artistes locaux issus de la métropole.
La métropole organise et accueille par ailleurs plusieurs manifestations culturelles telles que le Festival International des Arts de Bordeaux Métropole (FAB) et le festival ODP à Talence, au profit des orphelins des sapeurs-pompiers de France. Chaque été, L’Été Métropolitain propose près de 150 rendez-vous. Le Festival Reggae Sun Ska qui se tient dans le Médoc s'est tenu un temps sur le campus de Bordeaux.
Enfin, l'année est ponctuée par divers festivals et événements comme le Carnaval des deux rives le premier week-end de mars qui existe sous sa forme actuelle depuis 1996. La Foire aux plaisirs qui est la plus grande fête foraine présente en Aquitaine. Elle se déroule les trois dernières semaines d'octobre et les trois premières semaines de mars sur la place des Quinconces.
La Fête du vin sur les quais et la place des Quinconces, en alternance une année sur deux avec la Fête du fleuve incarnent les plus grands festivals du Sud-Ouest par l'accueil de nombreux navires, de concerts relatifs à la musiques du monde et par ses deux feux d'artifice d'ouverture et de clôture. Durant la même période les Bordelais profitent des Épicuriales qui met en valeur la gastronomie bordelaise autour de concerts variés. Mais aussi du festival d'été Dansons sur les quais qui se tient tout le mois de juillet et d'août sur les quais. La fin d'année se clôt par le Marché de Noël et les illuminations de la ville, ainsi qu'un mapping vidéo projeté sur la façade du Grand-Théâtre et un sapin de verre exposé Place Pey-Berland.

### Sports et loisirs
Bordeaux est un territoire réputé au niveau européen pour ses infrastructures et ses équipes locales. Le quartier de Bordeaux-Lac accueille le plus grand complexe sportif de la métropole avec le Stade Matmut-Atlantique, un vélodrome et un golf.
Bordeaux compte près de 420 équipements sportifs avec 94 terrains et équipements sportifs de proximité, 21 gymnases, 11 complexes sportifs et stades, 6 bases de sport, 36 salles de sport, 14 piscines, 1 patinoire, 13 pistes d’athlétisme, 94 courts de tennis, 1 piste de bicross, 2 bowlings, 1 salle de tennis de table, 5 frontons de pelote basque, 2 salles d’escrime, 8 murs d’escalade, 1 aire de tir à l’arc, 1 centre de tir sportif, 2 aires de roller/skate, 1 centre de voile et 4 clubs d’aviron,,.
Les principaux équipements sportifs sont le stade Matmut-Atlantique (42 000 places), le stade Chaban-Delmas (35 000 places), le vélodrome (4 500 places), la patinoire (3 200 places), le palais des sports (2 600 places) et la salle Jean-Dauguet (2 300 places),,.
Les principaux événements sportifs à Bordeaux sont le Jumping international, l'Open international de golf, le BNP Paribas Primrose Bordeaux (tournoi de tennis organisé à la Villa Primrose), l'Open international de tennis de table de Bordeaux, la Traversée de Bordeaux à la nage et les courses cyclistes Bordeaux-Saintes et Bordeaux-Paris. Les six jours de Bordeaux, course de six jours étaient disputés au vélodrome de Bordeaux de 1989 à 1997, le marathon de 2015 à 2019, et le Grand Prix dans les années 1950.
437 clubs sportifs évoluent à Bordeaux ce qui représente près de 54 995 licenciés, affiliés à toutes les fédérations sportives, scolaires et universitaires en 2018.
Bordeaux compte parmi ses clubs professionnels le FC Girondins de Bordeaux en football (National 2 et D1 féminine), l'Union Bordeaux Bègles en rugby à XV (Top 14), et les Boxers de Bordeaux en hockey sur glace (Ligue Magnus).
De nombreux chemins de randonnées IGN Rando se situent à l'intérieur de la ville.

### Vie associative
Bordeaux compte plus de 8 000 associations. La ville met à disposition un lieu destiné à ces dernières : le LABB (Lieux des Associations et des Bénévoles Bordelais) et différents accompagnements spécifiques (accompagnement technique, mise à disposition d’une boîte aux lettres ou d’un casier, formations, etc.). En outre, 600 associations sont créées chaque année, soit deux fois plus que la moyenne nationale.

### Cultes

#### Catholicisme

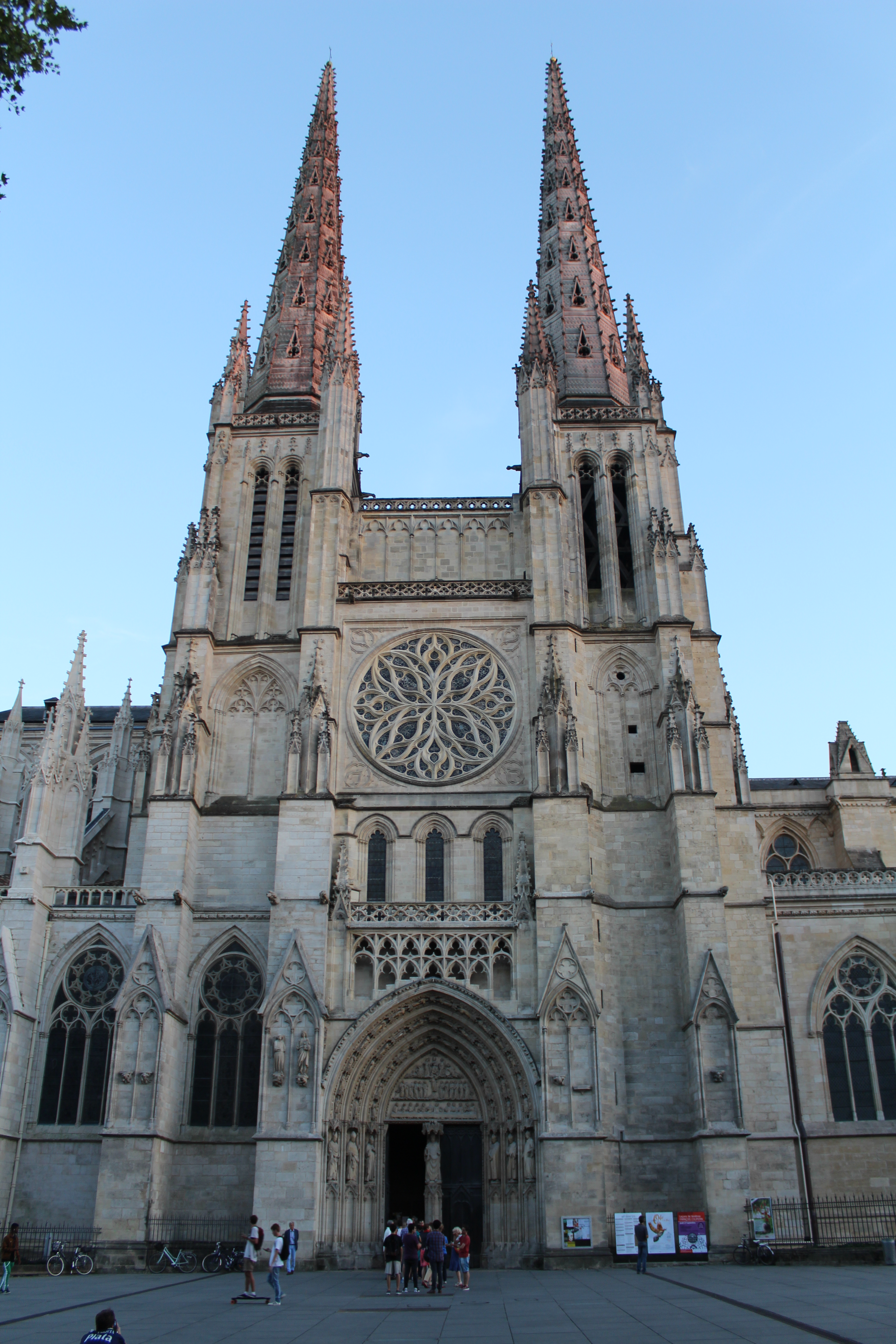
La cathédrale Saint-André.

La ville compte en tout 78 édifices catholiques. À Bordeaux, se situe le siège de l'archidiocèse du même nom et la cathédrale Saint-André. Elle fut consacrée en 1096 par le pape Urbain II. Elle a été reconstruite dans le style gothique du XIIe au XVIe siècle. La tour Pey-Berland, du nom de l'archevêque Pey Berland, est le clocher séparé de la Cathédrale Saint-André. Elle fait l’objet d’un classement au titre des monuments historiques par la liste de 1862. Elle est également classée au patrimoine mondial de l'UNESCO.
La basilique Saint-Michel est quant à elle aussi l'un des principaux lieux de culte catholique de la ville, dans le Sud-Ouest de la France. Bâtie du XIVe au XVIe siècle, elle est caractéristique du style gothique flamboyant. L'église a donné son nom au quartier dans lequel elle se situe. Classée monument historique dès 1846, l'église Saint-Michel — devenue basilique mineure en 1903 — est inscrite sur la liste du patrimoine mondial de l'UNESCO depuis 1998 au titre des chemins de Saint-Jacques-de-Compostelle en France.
S'élevant à une hauteur de 114 mètres, sa flèche est la plus haute du Midi de la France et l'une des plus hautes de l'Hexagone,. Sa base conserve une crypte qui servit longtemps d'ossuaire, puis de lieu d'exposition pour des « momies » exhumées au XIXe siècle lors de l'aménagement de la place Meynard, ancien cimetière paroissial.
La basilique partage avec la cathédrale Saint-André la particularité d'être dotée d'un clocher indépendant du sanctuaire ou campanile.
Bordeaux est la ville étape d'une des voies principales du pèlerinage de Saint-Jacques-de-Compostelle, celle passant par Paris, Tours et Poitiers (Via Turonensis). Bordeaux servait aussi de port d'arrivée aux pèlerins venant par voie maritime d'Angleterre et des régions côtières de Bretagne et de Normandie. Il s'agit, en effet, d'une étape importante du pèlerinage avec l'église Saint-Seurin, la basilique Saint-Michel et la cathédrale Saint André qui sont 3 édifices jacquaires des 78 de la ville, inscrites par l'UNESCO en 1998 sur la liste du Patrimoine mondial,.

#### Protestantisme

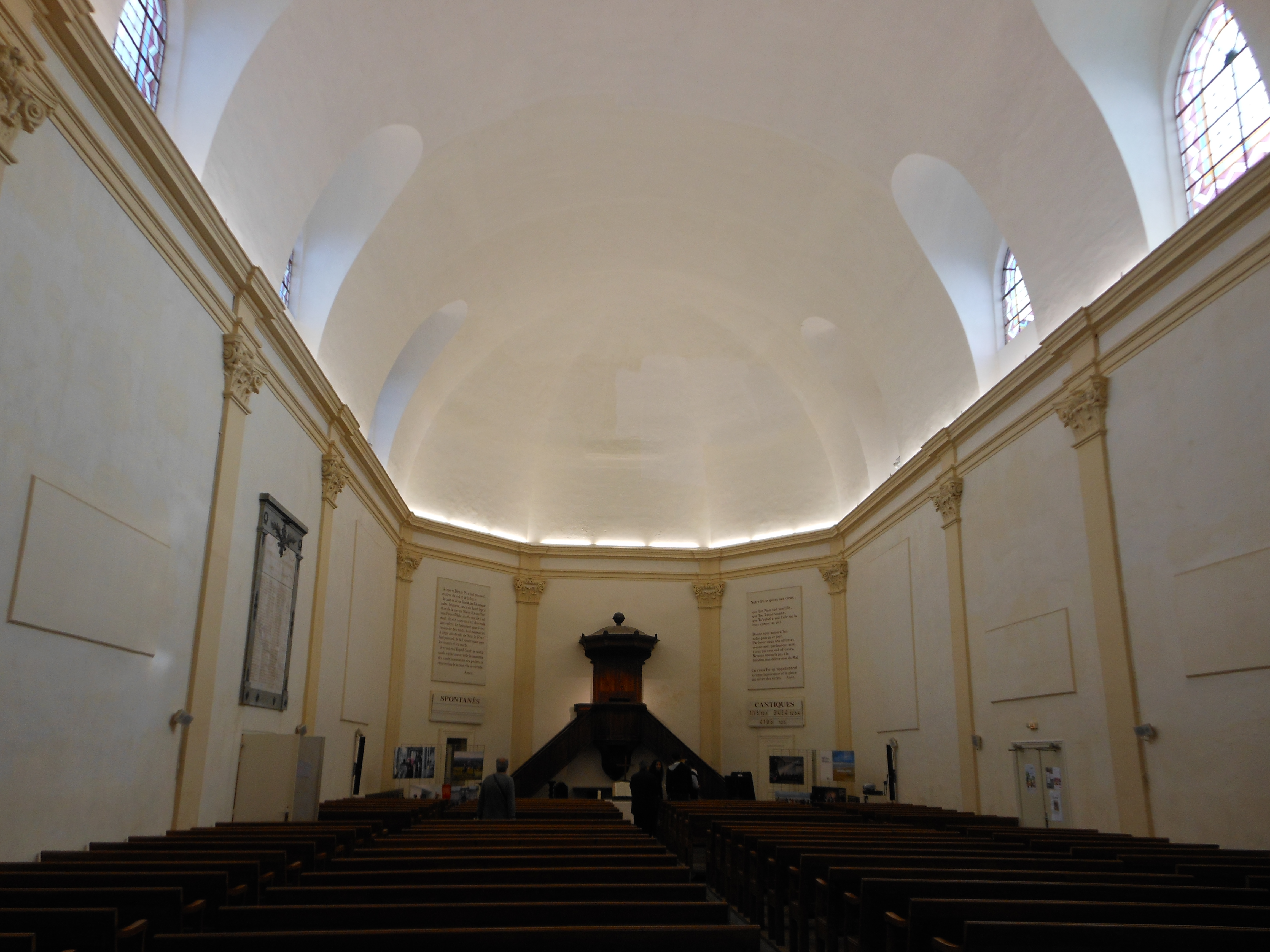
L'intérieur du temple protestant du Hâ.

Le culte protestant est présent à Bordeaux depuis 1523 environ. Malgré l'édit de Nantes de 1595, les protestants bordelais se voient contraints de construire leur temple en dehors des remparts et s'installent donc à Bègles. Cette construction sera détruite un mois avant la révocation de l'édit de Nantes (par l'édit de Fontainebleau promulgué le 18 octobre 1685).
Dans les années 1760, les protestants bordelais se divisent en deux groupes : le plus ancien s’établira dans le quartier de la Rousselle tandis que le second prendra domicile dans le quartier des Chartrons. Il existe deux temples protestants à Bordeaux, le Temple du Hâ et le Temple Bastide,. Le Temple des Chartrons, construit en 1835, est désaffecté depuis les années 1970.

#### Christianisme orthodoxe

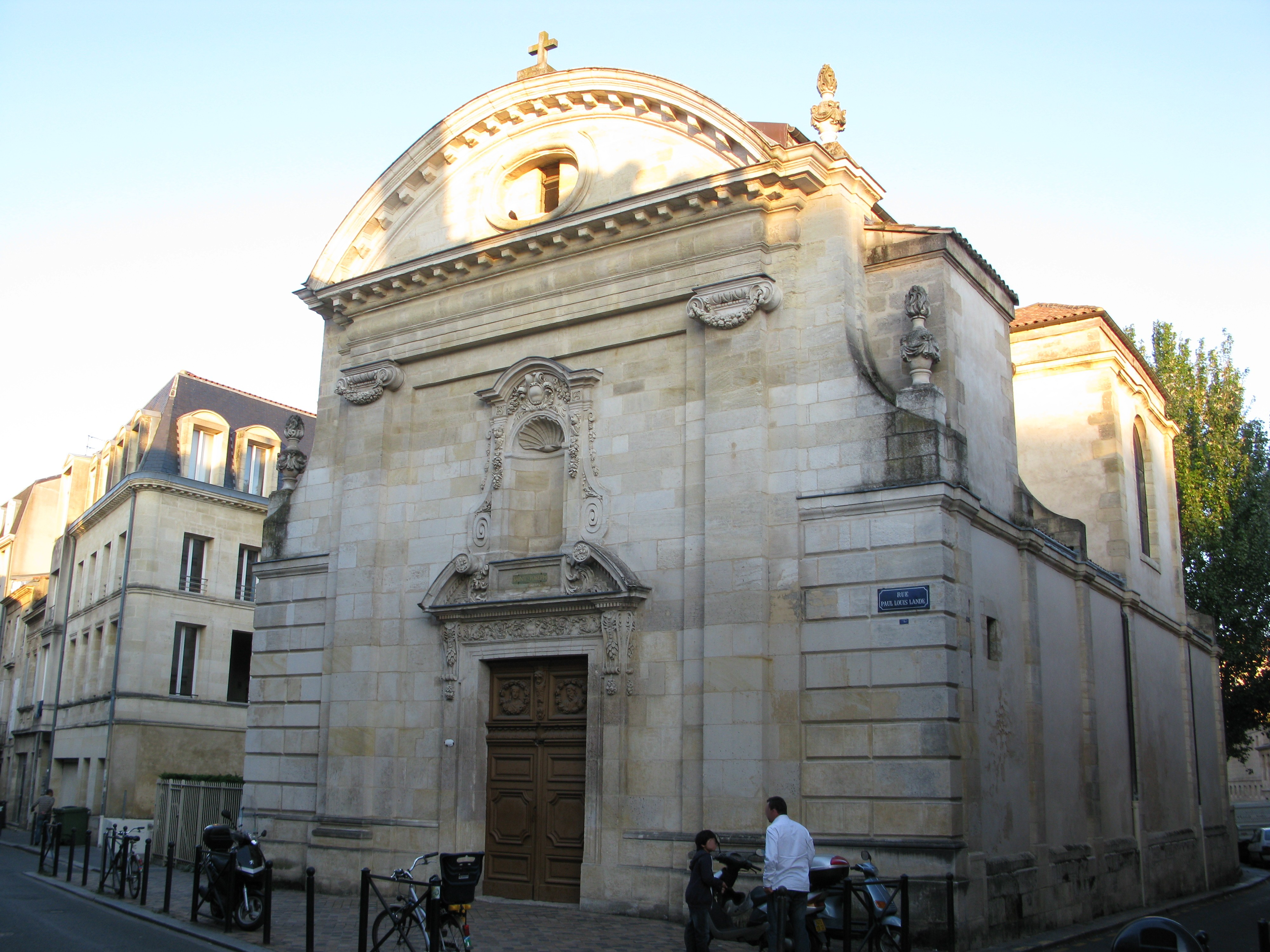
La paroisse orthodoxe roumaine Saint-Joseph.

Il existe trois paroisses orthodoxes à Bordeaux : la paroisse Saint-Joseph, dépendant de l'église orthodoxe roumaine, la paroisse Saints-Martial-et-Eutrope, de l'église orthodoxe serbe (Éparchie d'Europe occidentale) et la paroisse de la présentation de la mère Dieu au temple, dépendant de l'église orthodoxe russe.

#### Judaïsme
Le culte israélite dispose de la grande synagogue de Bordeaux. L'architecture de la grande synagogue tient tout à la fois de l'esthétique gothique et des courants orientalistes alors en vogue dans une partie de l'Europe. Formant un vaisseau de 36 mètres de long sur 26 mètres de large, elle est précédée d'une façade monumentale cantonnée de deux tours.
L'intérieur reprend les dispositions du plan basilical antique, et se compose d'un vaisseau principal séparé des collatéraux par une série de quatorze colonnes corinthiennes (sept de chaque côté). Au niveau supérieur sont aménagées des tribunes (mekhitsa), espace traditionnellement réservé aux femmes.

#### Islam
Il existe trois mosquées à Bordeaux : la mosquée Nour El-Mohamadi, la mosquée de Bordeaux et la mosquée turque.

#### Antoinisme
Un temple de style art déco du culte antoiniste, dédicacé le 25 octobre 1964, est situé 42 rue Goya.

### Médias

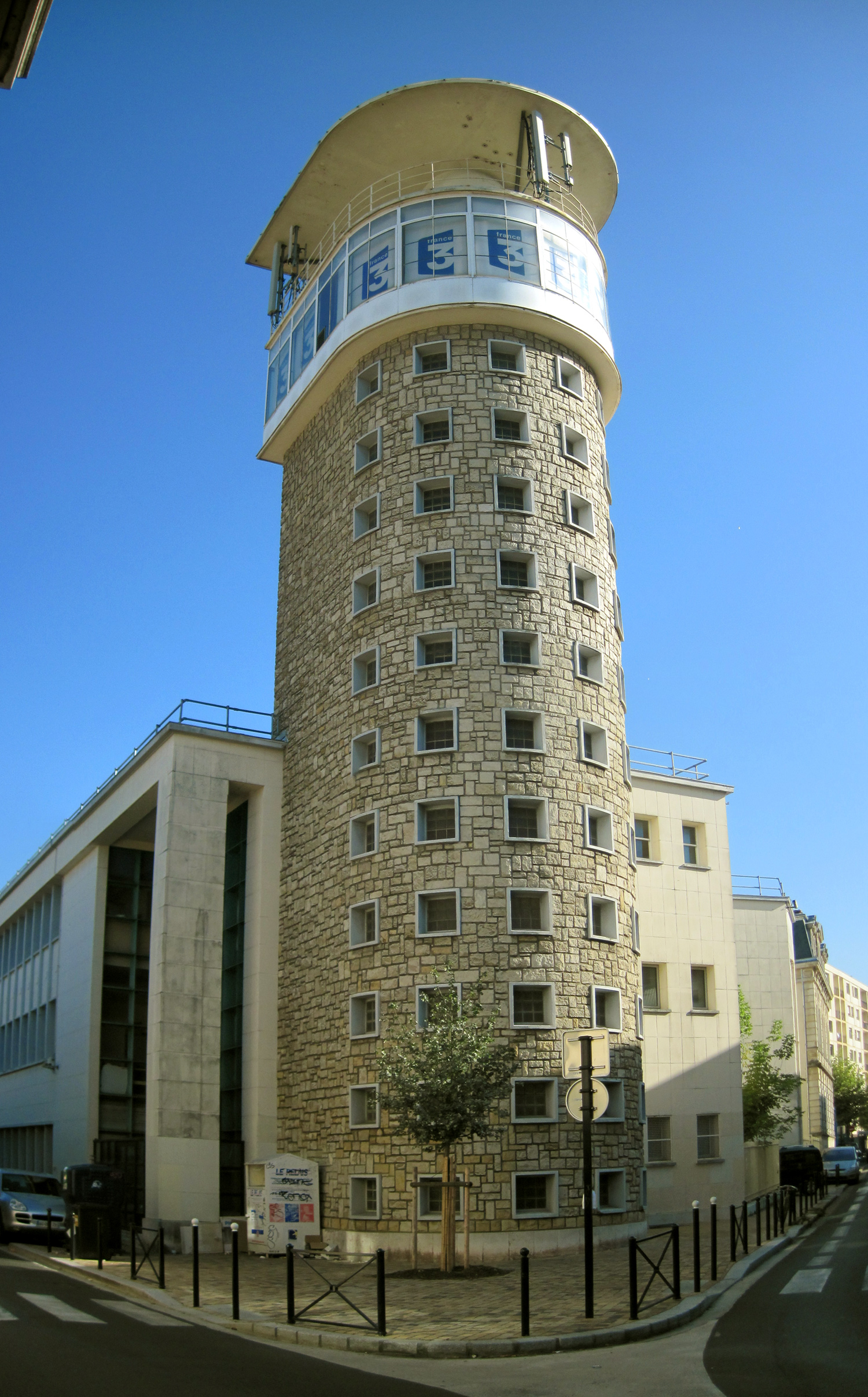
La tour de France 3 Aquitaine de l'architecte Jacques Carlu.

#### Presse
Plusieurs quotidiens et périodiques sont édités au sein de la ville, ou de la région comme Sud Ouest, deuxième quotidien régional français en nombre d'abonnés payants, dont les locaux sont situés à Bordeaux ou 20 minutes Bordeaux-Aquitaine, une édition locale du quotidien national gratuit 20 Minutes. Il existe aussi une douzaine d'autres périodiques sur des sujets variés.

#### Radios
Depuis 1924, date de la première radio Bordelaise et, en plus des stations de radio nationales, la ville est couverte par de nombreuses stations locales comme, : La Clé des Ondes, Ici Gironde, Radio Campus Bordeaux ou encore R.C.F. Bordeaux.

#### Télévisions
Bordeaux est le siège de France 3 Nouvelle-Aquitaine. Cette société publique produit la chaîne France 3 Bordeaux-Métropole ainsi que la chaîne régionale NoA,.
La chaîne privée TV7 Bordeaux, propriété du groupe Sud Ouest, émet à Bordeaux et dans le reste du département de la Gironde. Elle couvre l'actualité locale de la métropole bordelaise, mais aussi l'actualité départementale et régionale.

## Économie

### Revenus de la population et fiscalité
En 2018, le revenu médian des ménages bordelais s'élevait à 23 070 euros par an, soit un classement de 10 819 sur 32 974 villes analysées,. En 2018, 56 % des foyers fiscaux de la ville sont imposables et le taux de pauvreté s'élève à 16 %, soit légèrement plus que le taux de pauvreté français (12,6 %).

### Emploi
En 2018, la population âgée de 15 à 64 ans s'élevait à 183 767 personnes, parmi lesquelles on comptait 70,8 % d'actifs dont 60,6 % ayant un emploi et 10,3 % de chômeurs.
On comptait 190 022 emplois dans la zone d'emploi, contre 164 701 en 1999. Le nombre d'actifs ayant un emploi résidant dans la zone d'emploi étant de 113 145, l'indicateur de concentration d'emploi est de 167,9 %, ce qui signifie que la zone d'emploi offre un peu plus d'un emploi et demi par habitant actif.
Les 132 065 actifs se répartissant dans les divers secteurs économiques comme suit :
| Répartition                                       | 2008    | %    | 2013    | %    | 2018    | %    |
| ------------------------------------------------- | ------- | ---- | ------- | ---- | ------- | ---- |
| Agriculteurs exploitants                          | 3 030   | 0,4  | 2 632   | 0,3  | 2 306   | 0,2  |
| Artisans, commerçants, chefs d'entreprise         | 26 899  | 3,2  | 31 934  | 3,6  | 37 453  | 4    |
| Cadres et professions intellectuelles supérieures | 83 911  | 10,1 | 97 663  | 11,1 | 115 900 | 12,3 |
| Professions intermédiaires                        | 128 183 | 15,4 | 141 392 | 16   | 152 670 | 16,1 |
| Employés                                          | 145 484 | 17,5 | 149 046 | 16,9 | 152 726 | 16,2 |
| Ouvriers                                          | 94 014  | 11,3 | 93 179  | 10,6 | 92 431  | 9,8  |
| Retraités                                         | 191 885 | 23,1 | 207 975 | 23,6 | 221 474 | 23,4 |
| Autres personnes sans activité professionnelle    | 158 744 | 19,1 | 158 793 | 18   | 170 620 | 18   |

Le taux de chômage était de 9,9 % en 2006, de 10,3 % en 2011 et de 14,5 % en 2018, soit légèrement plus que la moyenne nationale,. La ville est à la tête de la chambre de commerce et d'industrie Bordeaux Gironde qui porte son nom.

### Entreprises et commerce
Au 31 décembre 2019, Bordeaux compte 41 236 établissements, dont 27,4 % dans le commerce de gros et de détail, le transport, l'hébergement et la restauration, 25,3 % dans les activités spécialisées, scientifiques et techniques et les activités de services administratifs et de soutien, 14,8 % dans l'administration publique, l'enseignement, la santé humaine et l'action sociale et 7,2 % dans les autres activités de service.
En 2020, 7 883 entreprises ont été créées à Bordeaux. Le graphique ci-dessous montre l'évolution du nombre de créations d'entreprises chaque année entre 2011 et 2020 à Bordeaux, en comparaison de l'ensemble de la France.
| Le graphique qui aurait dû être présenté ici ne peut pas être affiché car il utilise l'ancienne extension Graph, désactivée pour des questions de sécurité. Des indications pour créer un nouveau graphique avec la nouvelle extension Chart sont disponibles ici . |

Bordeaux compte 69 972 entreprises en 2021, parmi lesquelles de nombreux sièges de grandes entreprises. Les plus grosses entreprises quant au chiffre d'affaires par an sont : Touton SA, Gaz De Bordeaux, JA Delmas, C-Logistics et Construction Navale Bordeaux. La commune est très dynamique. Le nombre de création d'entreprises est en augmentation constante depuis 2012, malgré une stagnation depuis 2017.

#### Viticulture

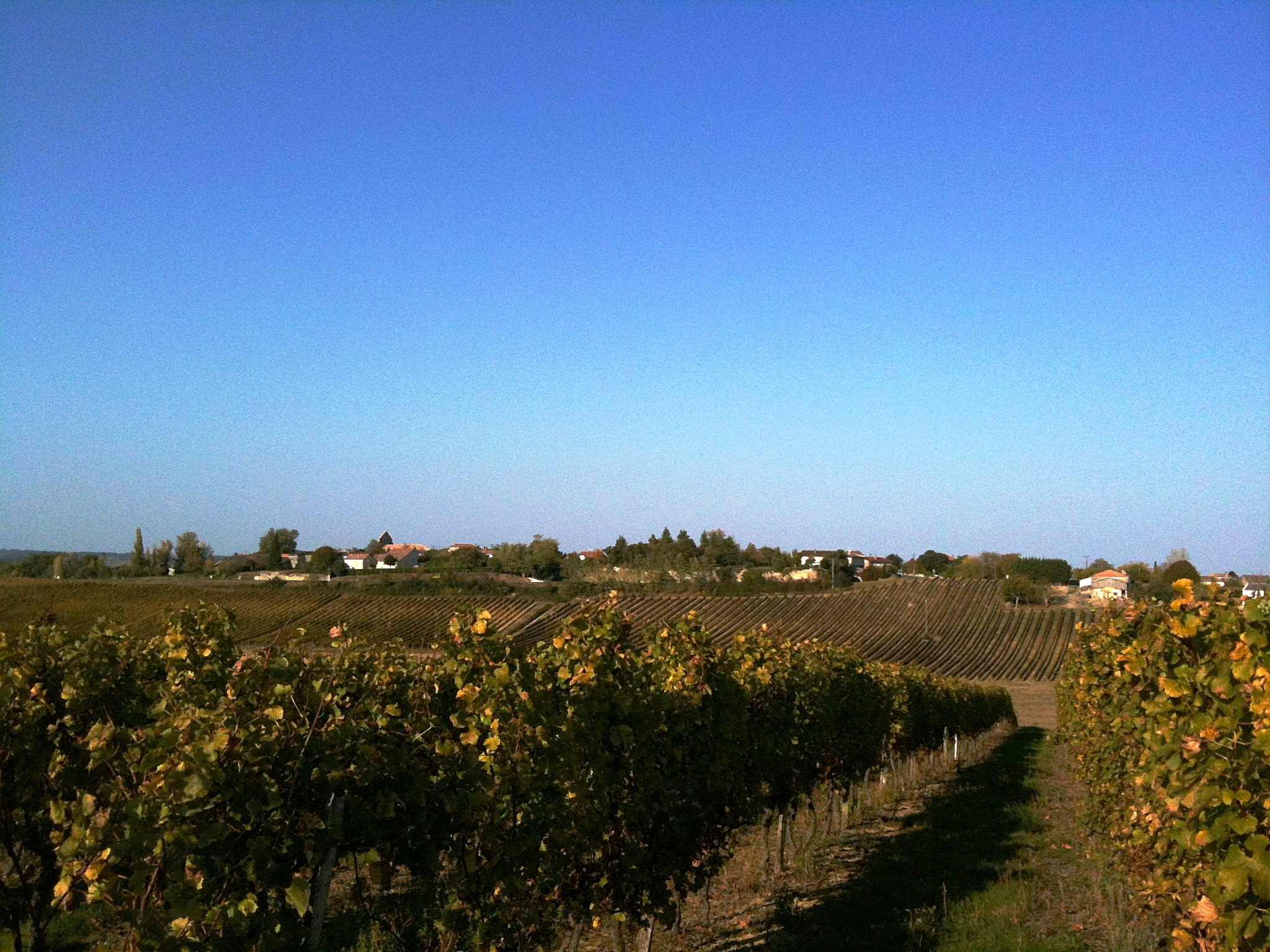
Un vignoble près de la ville.

Bordeaux est considérée comme la capitale mondiale du vin. Autour de la ville de Bordeaux, ce vignoble important produit de nombreux vins, collectivement désignés sous le terme de vins de Bordeaux. Il y a autour de Bordeaux 12 000 producteurs de vin, 123 000 hectares de vigne et 400 négociants. La production annuelle est d'environ 700 millions de bouteilles, pour un chiffre d'affaires d'environ 3,3 milliards d'euros. Capitale mondiale du vin par son vignoble, il est le premier de France pour les vins en AOC, accueillant des châteaux mondialement connus et produisant les vins les plus somptueux comme le Château Margaux, Pétrus, Château d'Yquem, Château Haut-Brion, Rotschild, et Lafite.
Le vignoble bordelais est subdivisé en cinq régions : l'Entre-deux-Mers, le Libournais, le Bourgeais-Blayais, les Graves et le Médoc. Les terroirs les plus célèbres sont ceux de Saint-Émilion, Pauillac, Saint-Estèphe, Sauternes et Pomerol. Un classement des vins de Bordeaux est établi depuis 1855, mais il est fortement remis en question par la critique et certains producteurs du fait de son caractère presque immuable,.
La ville tient un rôle prépondérant dans le secteur des vins et spiritueux, accueillant le salon international Vinexpo, mais aussi les sièges de multinationales clés dans le secteur comme Castel. Fief de maisons historiques datant du XVIIIe siècle tel que l'entreprise Marie Brizard elle a aussi développé une forte activité œnotouristique avec la Cité du Vin.

#### Secteur secondaire

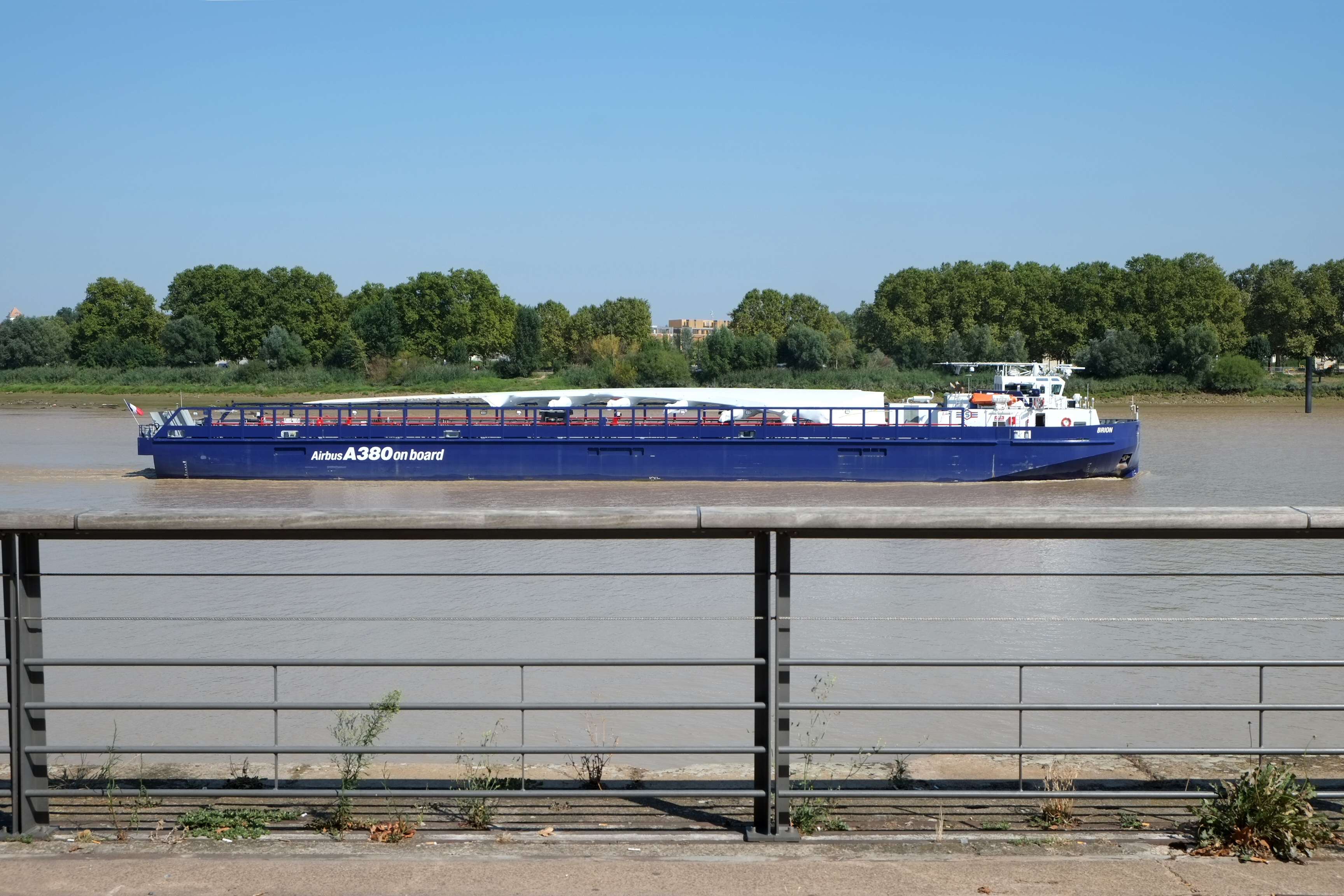
Le transport d'une aile d'Airbus A380 dans le port de Bordeaux, sur la Garonne.

Bordeaux est également une ville industrielle. L’industrie emploie 45 000 salariés en 2020 dans la zone d'emploi de Bordeaux.
Bien que l'industrie bordelaise ait souffert ces dernières décennies (rive droite de Bordeaux), la ville a su se repositionner dans les techniques de pointe et les nouvelles technologies, notamment l'aéronautique. Bordeaux est l'un des acteurs majeurs de l'Aerospace Valley, qui réunit, notamment, plusieurs villes du sud impliquées dans l'aéronautique et le spatial : Toulouse, Biarritz/Anglet, Pau, Tarbes et Figeac. Sont notamment implantées à Bordeaux et ses environs les entreprises Dassault, Safran, ArianeGroup et Thales. C'est notamment en périphérie de Bordeaux que sont construits les avions Falcon et Rafale, le cockpit de l'Airbus A380, les propulseurs d'appoint de la fusée Ariane et le missile servant de vecteur à l'arme nucléaire embarqué dans les SNLE, le M-51. Le laser Mégajoule, entre Bordeaux et Arcachon (plus précisément au Barp), capital pour le renouvellement du dispositif de dissuasion nucléaire français, dans lequel le ministère de la Défense compte investir plus de deux milliards d'euros, serait associé à un pôle industriel en industrie optique et laser de niveau européen.
Sont aussi présentes la pétrochimie et l'industrie pharmaceutique (Sanofi-Aventis à Ambarès), ainsi que l'industrie agroalimentaire (groupe Mondelēz, auparavant LU, situé à Cestas, une commune proche), et en particulier les vins et spiritueux (Marie Brizard, Ricard), mais aussi, les vins de Bordeaux, secteur dans lequel certaines entreprises peuvent être considérées comme de véritables industries.

#### Secteur tertiaire
Le secteur tertiaire reste dominant dans la capitale girondine notamment grâce à la forte attractivité commerciale et à une concentration des services liés aux entreprises. Il représente environ 80 % du total de la population active, dont 25 % pour le commerce, 15 % pour les activités scientifiques et techniques, 13 % pour le transport, 4 % pour l'hébergement et la restauration. Bordeaux est également la quatrième place bancaire française.

#### Tourisme
Bordeaux accueille chaque année depuis 2015 environ 6 millions de visiteurs venus du monde entier, tandis qu'il y a dix ans à peine seulement 2,5 millions de touristes venaient à Bordeaux. C'est aussi la deuxième escale de croisière française de la façade atlantique. La ville figure au palmarès des dix destinations les plus durables en France étant dominé par Nantes, Angers et Lyon.
En 2005, 55 manifestations ont été réalisées, représentant 10 000 congressistes, pour des retombées économiques estimées à près de 3 millions d’euros. En 2018, Bordeaux était la quatrième ville de congrès de France.
Occupant une place centrale dans le tourisme d'affaires mondial, Bordeaux détient de nombreuses infrastructures permettant d'accueillir les plus grands congrès et événements internationaux, comme la Cité Mondiale situé sur les quais, avec un amphithéâtre de 300 places pour des réunions et séminaires au cœur de la ville, mais aussi le Hangar 14 dans le quartier des Chartrons ; dans le quartier de Bordeaux-Lac, le Palais des Congrès, le Palais 2 l’Atlantique d’une surface de 15 500 m2 accueillant jusqu’à 6 000 personnes en plénière ; enfin, le Parc des Expositions qui est le 2e plus grand parc d’expositions de France, après Paris, avec 80 000 m2 couverts, 4 halls modulables sur 30 hectares pour les congrès et salons de grande ampleur,.

#### Activité portuaire

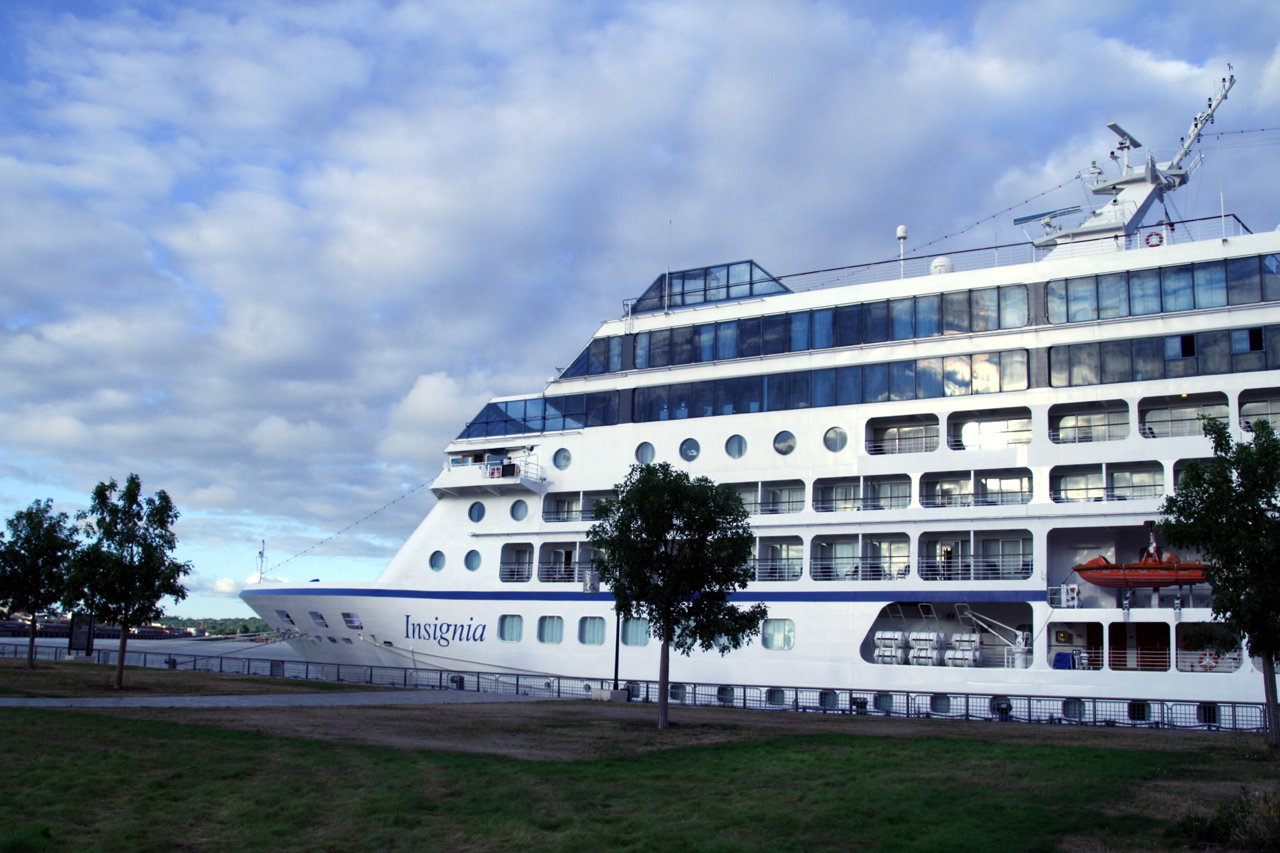
Un bateau de croisière sur les quais de la ville.

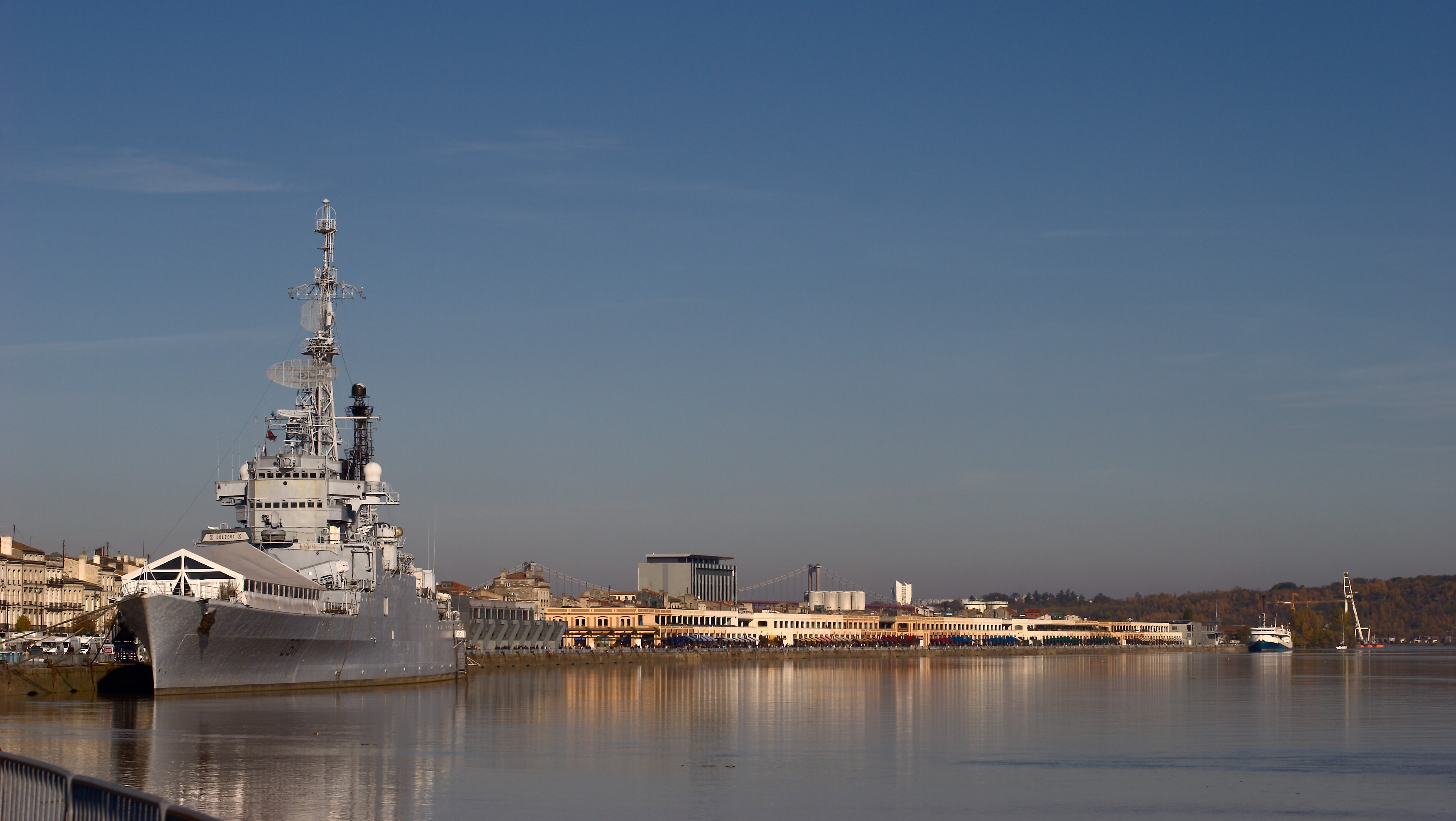
Le Colbert (ancien croiseur), dans le port de la Lune.

La ville de Bordeaux a une activité portuaire importante. En effet, le grand port maritime de Bordeaux accueille chaque année 1 600 navires et traite environ neuf millions de tonnes de marchandises (dont 4,1 millions de tonnes d'hydrocarbures). En 2010, 50 % du trafic du port de Bordeaux sont constitués par les liquides énergétiques. Les solides en vrac constituent une part de 30 %, les marchandises diverses et les vracs liquides non pétroliers représentent les 20 % restants.
Le port aura traité en 2011, 8,38 millions de tonnes de marchandises, il constituait le 7e port de commerce métropolitain.
C'est un établissement public, qui exerce conjointement des missions de service public administratif et des missions de service public à caractère industriel et commercial et qui est géré comme un établissement public à caractère industriel et commercial (EPIC) dont la tutelle de l'État est exercée par la Direction générale des Infrastructures, des Transports et de la Mer du Ministère de l'écologie, du développement durable et de l'énergie.
Le grand port maritime de Bordeaux accueille des navires rouliers spécialement conçus pour le transport des éléments de l'Airbus A380 en transit vers Toulouse.

## Culture locale et patrimoine

### Lieux et monuments
Bordeaux compte 404 monuments répertoriés à l'inventaire des monuments historiques et 13 746 objets répertoriés à l'inventaire général du patrimoine culturel. La première nuit du patrimoine en France a eu lieu à Bordeaux, le 14 septembre 1991.

#### Architecture

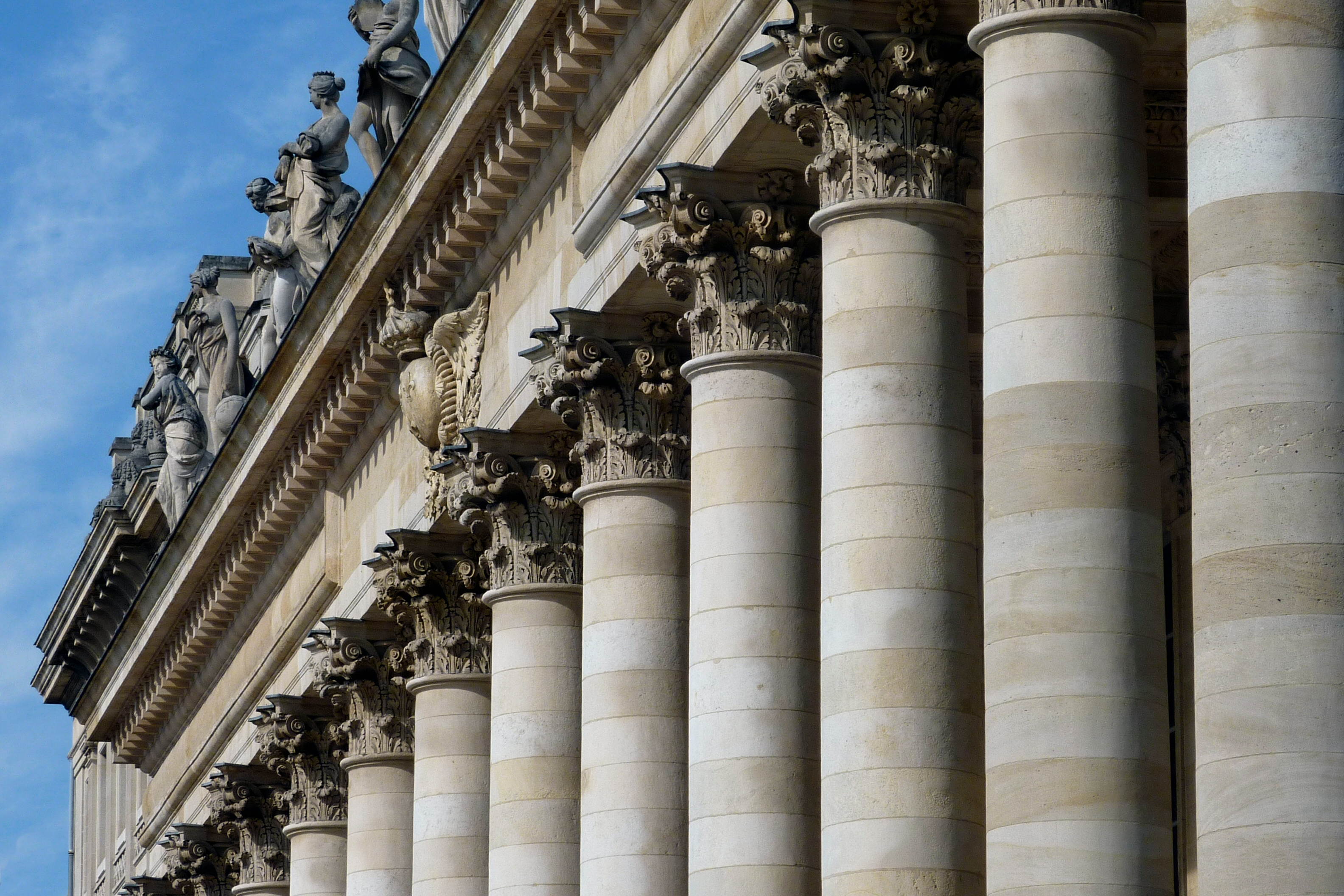
Les colonnes de la façade du Grand-Théâtre.

L'architecture néo-classique bordelaise est l'héritière de l'architecture classique, théorisée par l'architecte antique Vitruve dans son traité qui définit la théorie des trois ordres (ionique, dorique, corinthien). Vitruve sera la grande référence des architectes pour qualifier le renouveau du recours à des formes antiques, à partir de la seconde moitié du XVIIIe siècle, jusqu'en 1850 environ. L'architecture néo-classique prétend avoir recours à des formes grecques, plus qu'italiennes, ainsi elle est appelée « goût grec » à ses débuts en France vers 1760.
Ce courant architectural s'est développé dans la ville durant les vingt dernières années du règne de Louis XV et reste à l'honneur jusque dans les trois premières décennies du siècle suivant. Les premiers édifices néo-classiques de la ville sont édifiés sous Louis XV par Ange-Jacques Gabriel et Louis-Urbain Aubert de Tourny, sous l'impulsion du Marquis de Marigny directeur général des Bâtiments du roi, de 1751 à 1773. Le goût pour l'antique et le retour au classicisme s'expriment aussi bien dans l'architecture religieuse que dans l'architecture civile, l'architecture privée — souvent via le modèle réinterprété de l'architecture privée de Palladio connue via son traité des Quattro Libri dell'architettura (Venise, 1570) —, la décoration intérieure et l'art des jardins. On peut citer parmi leurs principales réalisations le Grand Théâtre de Bordeaux, la place de la Bourse, et de très nombreux édifices privés ont été construits dans ce style tels que de nombreux hôtels sur les cours de la ville.

À l'arrivée de Gabriel à Bordeaux en 1729, la cité est encore emprise entre les murailles du XIVe siècle. L'implantation de la place Royale au droit des quais va représenter une ouverture sur le fleuve et donc sur le monde, traduisant l'expansion économique et l'explosion démographique que connaîtra la ville durant ce siècle. La politique d'embellissement urbain mise en œuvre par les intendants Boucher et Tourny a déjà transformé la cité médiévale lorsque Victor Louis découvre Bordeaux en 1773 avec la création des places Royale, Dauphine, d'Aquitaine, des Allées de Tourny et du Jardin public qui s'inscrit dans cette philosophie des Lumières, donnant une nouvelle respiration à la ville à laquelle il ne manque plus que son théâtre. Initialement, la place de la Comédie est au même niveau que le Grand Théâtre. C'est en 1848 que l'escalier extérieur est créé avec l'abaissement du niveau de la place de la Comédie.

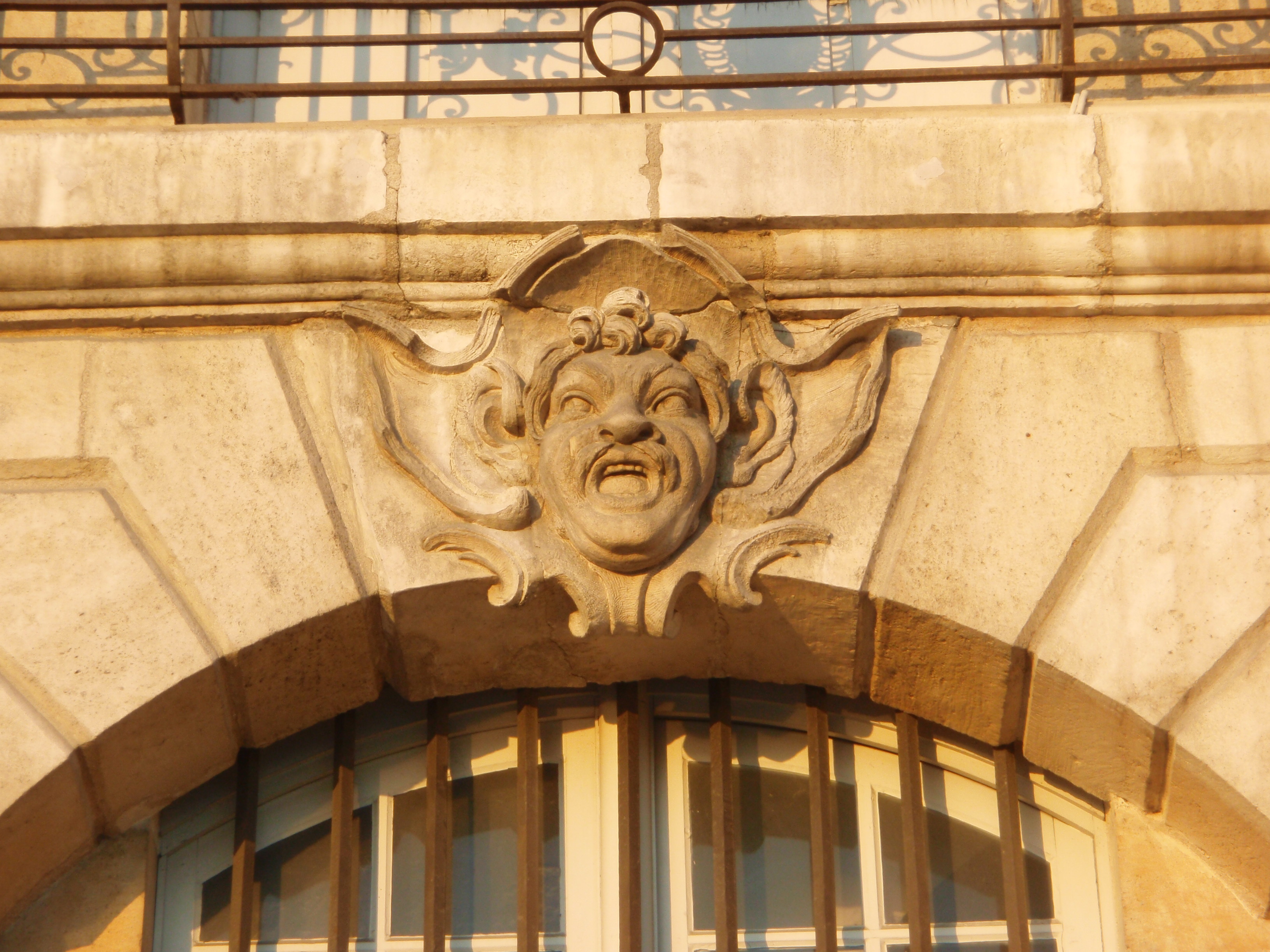
Un mascaron sur un bâtiment de la place de la Bourse.

Long de 88 mètres, le portique de la façade est supporté par douze colonnes corinthiennes. Celles-ci sont maintenues par une armature métallique intérieure (le « clou »). La corniche est surmontée de douze statues de pierre d'une hauteur de 2,3 mètres. Celles-ci ont été conçues par le sculpteur Pierre-François Berruer (1733-1797) : avec 3 déesses (Junon, Vénus, Minerve) et les 9 muses (Euterpe, Uranie, Calliope, Terpsichore, Melpomène, Thalie, Polymnie, Érato, Clio). Pierre Berruer réalise lui-même 4 sculptures et son assistant Van den Drix exécute les 8 autres selon les modèles du maître.
La place de la Bourse est quant à elle une des œuvres les plus représentatives de l'art architectural classique français du XVIIIe siècle. Au nord se tenait le palais de la Bourse (actuelle Chambre de commerce et d'industrie de Bordeaux) et au sud l'Hôtel des Fermes (actuelle Direction interrégionale des douanes et droits indirects qui abrite en sein le Musée national des Douanes). Ce dernier est réalisé par Gabriel entre 1735 et 1738 et les sculptures représentent Minerve protégeant les arts et Mercure favorisant le commerce de la ville.
Les frontons des autres bâtiments et les mascarons sont sculptés par Jacques Verbeckt, Vernet et Prome. Les frontons représentent : la grandeur des princes, Neptune ouvrant le commerce, la jonction Garonne-Dordogne, le Temps découvrant la Vérité.

#### La roche calcaire, pierre angulaire de l'architecture bordelaise

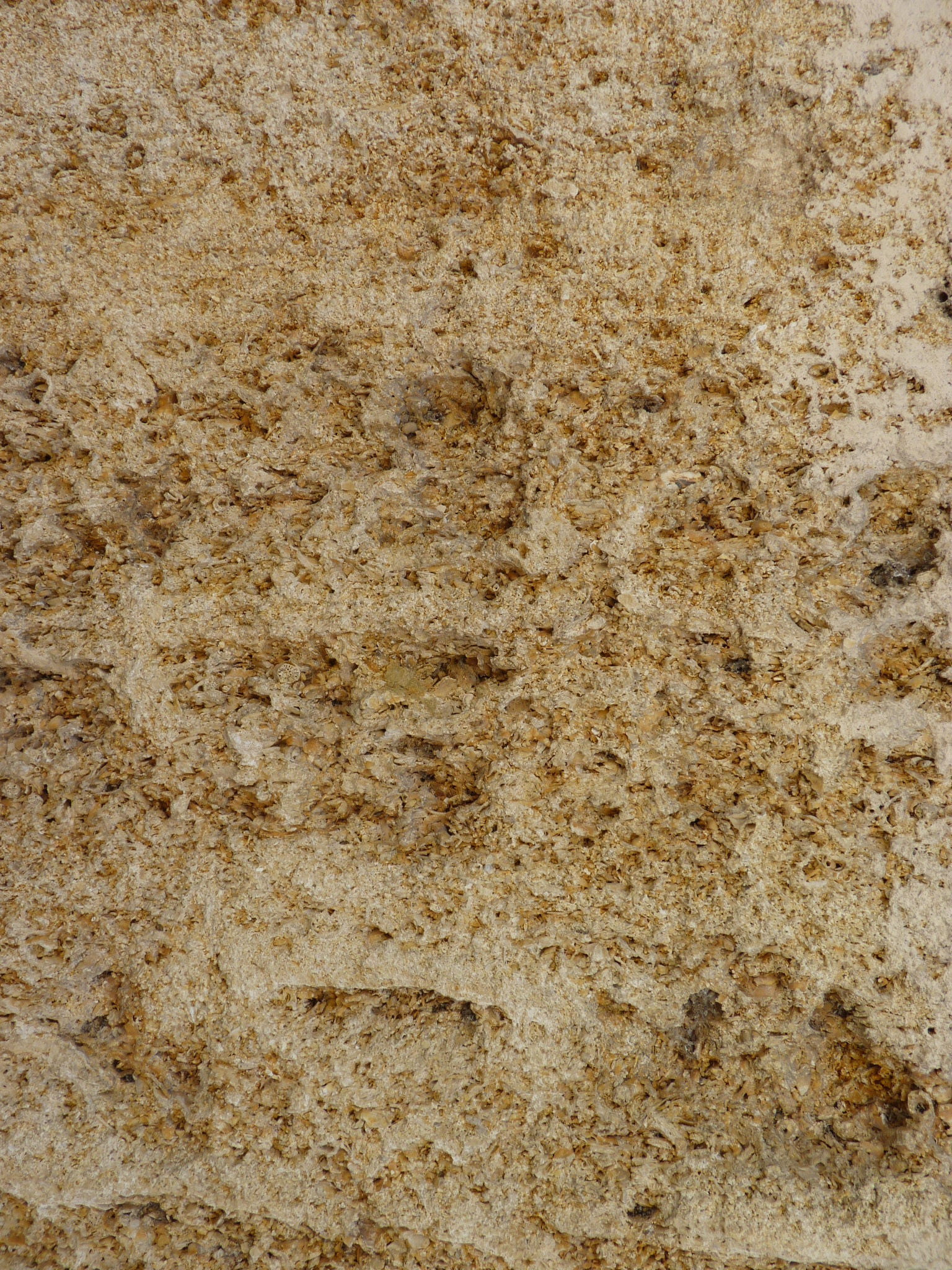
De la pierre de taille en calcaire à astéries, utilisée pour de nombreuses constructions bordelaises.

L'architecture bordelaise est marqué par la pierre calcaire, dont la couleur chaude assimilable au jaune de Naples lui confère le surnom de « ville blonde ».
La multiplicité des origines des pierres calcaires ayant servi à la construction de la ville blonde est inhérente aux différentes époques traversés par la métropole au fil du temps : le Bourgeais à l’époque gallo-romaine, Saint-Émilion et les Hauts de Garonne durant le bas Moyen Âge, le Fronsadais et les Côtes de Garonne au XVIIe siècle ; le Sauternais et l’Entre-Deux-Mers au XIXe siècle. On peut distinguer deux types de roches selon les différentes carrières d’exploitation. En amont de Bourg, on produit une roche dure, taillée en blocs de grande dimension initialement à l'intérieur des galeries souterraines, et plus récemment à ciel ouvert, tandis qu’en aval la pierre est plus tendre produite aussi par galeries souterraines, mais aussi par tombée.
La pierre de Roque-de-Thau a été utilisée très tôt pour édifier les premiers monuments de Bordeaux comme les Piliers de Tutelle pendant l’époque gallo-romaine. Au fil des siècles, la qualité et la couleur de la roche calcaire locale ont marqué durablement et valorisé considérablement les paysages de Bordeaux, aussi bien pour la construction de palais ou d’hôtels particuliers présents sur les quais, que à l'intérieur de la Cité pour l'édification de châteaux, églises et ferme dans l'ensemble de la ville. Ce matériau était aussi utilisé pour des constructions communes, ce qui explique aujourd’hui encore, sa forte présence dans les paysages.
À l'instar de la pierre de Roque-de-Thau, l'une des pierres les plus utilisées pour la construction de la ville est le calcaire à astéries qui est aussi appelé « pierre de Bordeaux » ou « calcaire de Saint-Émilion ». Le calcaire à astéries de l'Entre-deux-Mers en Aquitaine est daté de l'Oligocène inférieur, Rupélien (32 millions d'années). Il doit son nom aux innombrables petits « osselets » constitutifs des bras d’étoiles de mer du genre Asterias. Son origine marine est attestée par la présence de fossiles : huîtres, coraux, osselets d'étoiles de mer. Son aspect jaunâtre est poreux et friable. La formation des « Calcaires à astéries » (hydrogéologie) désigne l'entité des « calcaires, faluns et grès de l’Oligocène », système aquifère situé de part et d'autre de la Garonne.
Le calcaire à astéries fut le matériau de construction abondamment utilisé comme moellon et pierre de taille pour l'édification des monuments historiques, depuis l’Antiquité jusqu’à la fin du XIXe siècle. Cette roche a été choisie pour construire l’ensemble des villages de la Gironde et plus largement de la région Aquitaine et enfin la partie classique de Bordeaux, c’est-à-dire la ville historique à travers le prisme de ses monuments les plus emblématiques encore présents aujourd'hui et même de certaines sépultures, comme au cimetière de la Chartreuse ou encore les bas reliefs avec les mascarons présent sur la Grosse cloche.
À partir du XXe siècle, quelques carrières décident d'exploiter la pierre calcaire à astéries comme composant dans l'élaboration des ciments, mais actuellement, seule la carrière de Frontenac, ouverte à l’air libre, est encore en activité. En dehors des blocs servant à l’enrochement, elle fournit essentiellement un matériau destiné à la restauration des monuments anciens tels que les monuments bordelais. Les carrières souterraines ont été progressivement abandonnées. Cependant, les conditions hygrométriques et thermiques qui y règnent de façon stable, ont favorisé leur utilisation comme champignonnières au XXe siècle et parfois encore actuellement par exemple dans la commune de Rauzan. Le calcaire à astéries est toutefois un matériau fragile et sensible à l’érosion, surtout de la part des pluies acides qui dissolvent les éléments carbonatés de façon variable en fonction de la composition et donc de la dureté de la roche.

#### Lieux touristiques

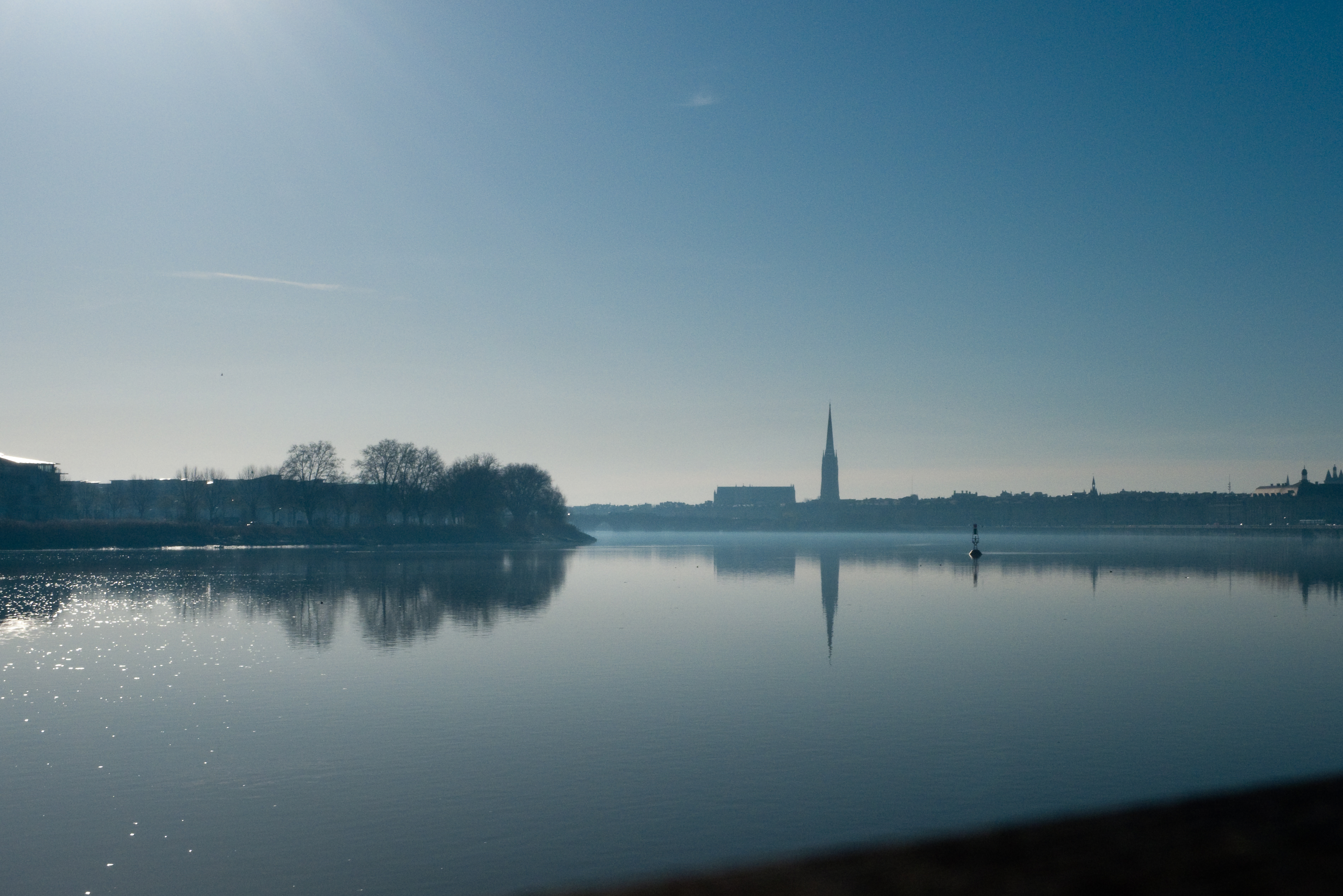
Brume matinale sur le port de la Lune. La photo est prise depuis la rive gauche. En fond, on aperçoit la basilique Saint-Michel, située dans le centre de la ville.

Bordeaux est une ville au patrimoine bâti et naturel très riche, reconnu en 2007 par l'inscription (sous l'appellation « port de la Lune ») d'une grande partie de la ville, par le Comité du patrimoine mondial, désigné par l'assemblée générale de l’UNESCO, sur la Liste du patrimoine mondial, en tant qu'ensemble urbain exceptionnel,.
Surnommée « la Belle Endormie », Bordeaux est également classée Ville d'art et d'histoire. Elle est la deuxième ville de France qui compte le plus grand nombre de monuments classés, juste après Paris. Le secteur sauvegardé est ainsi un des plus vastes du pays (150 ha). Dans le cadre de sa préservation, le tramway fonctionne par un système d'alimentation par le sol sur une grande partie de son tracé.
Forte de ses 2 000 ans d'histoire, Bordeaux a conservé des traces de ses différentes phases de développement, ses quartiers ont donc chacun gardé un patrimoine riche et diversifié avec de nombreux musées. Enfin à la nuit tombée, l'ensemble des monuments de Bordeaux est mis en valeur par des jeux d'éclairages.

Quelques monuments de la ville
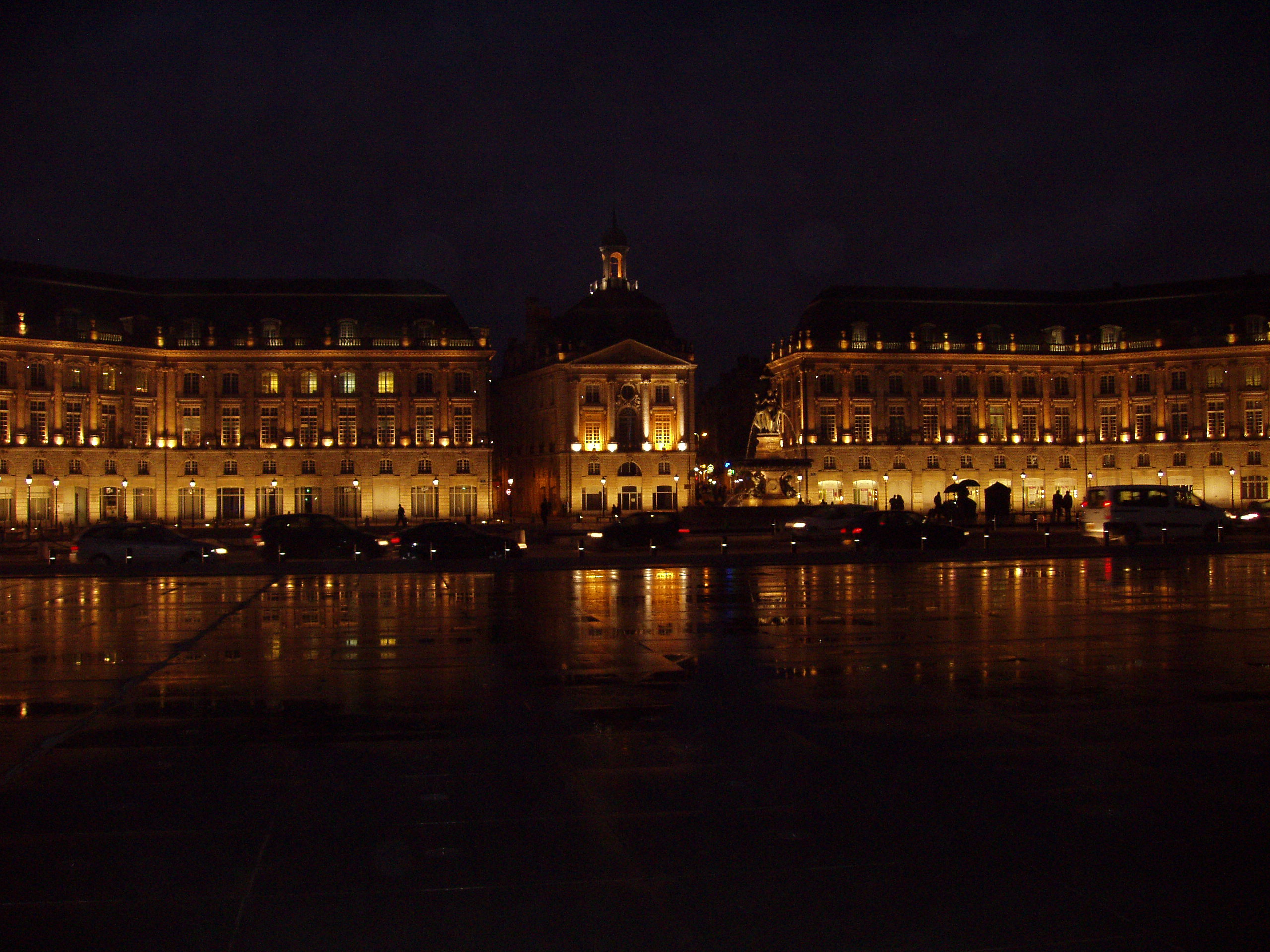
La place de la Bourse et le miroir d'eau.
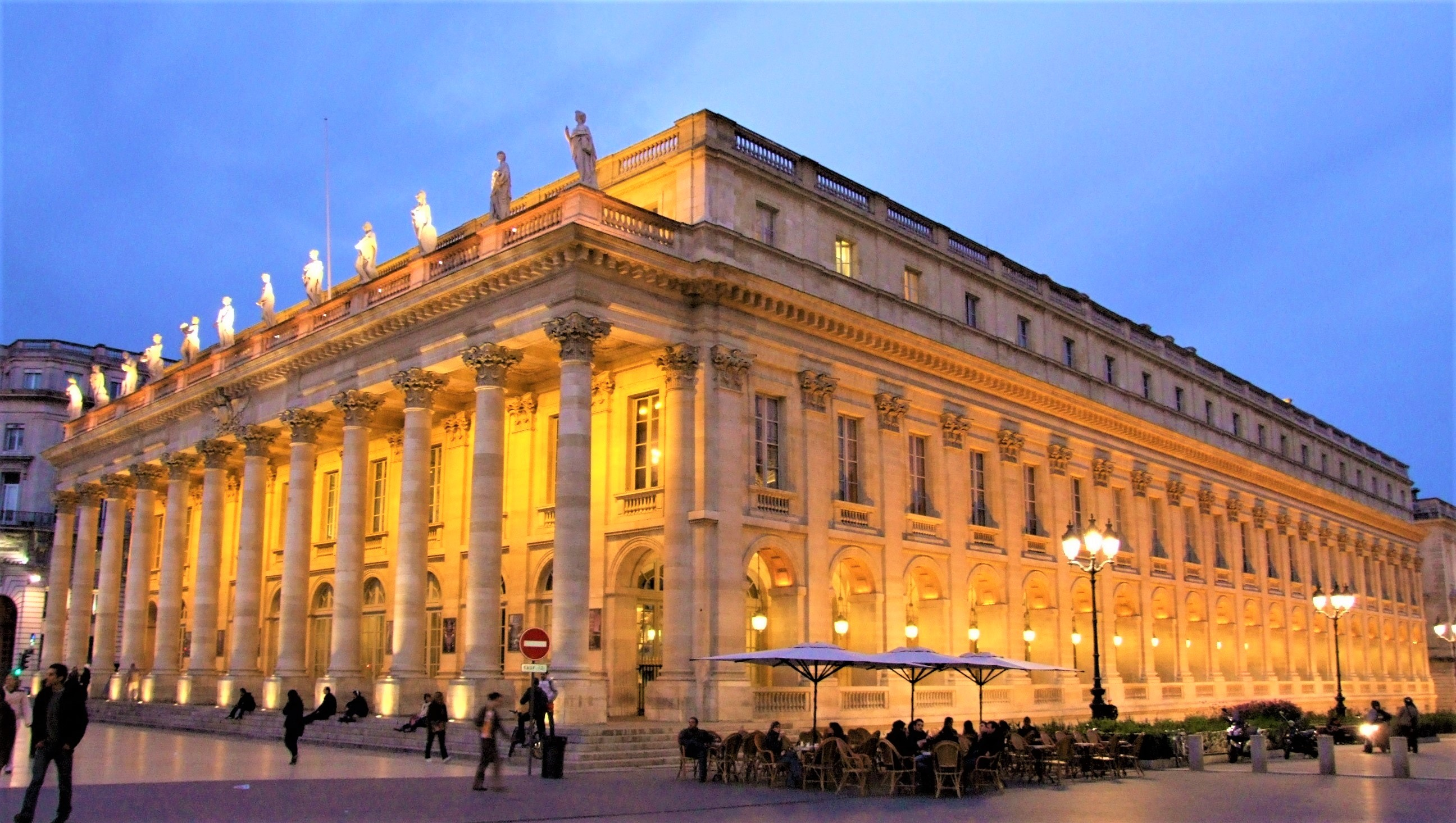
Le Grand-Théâtre, utilisé par l'Opéra national de Bordeaux.
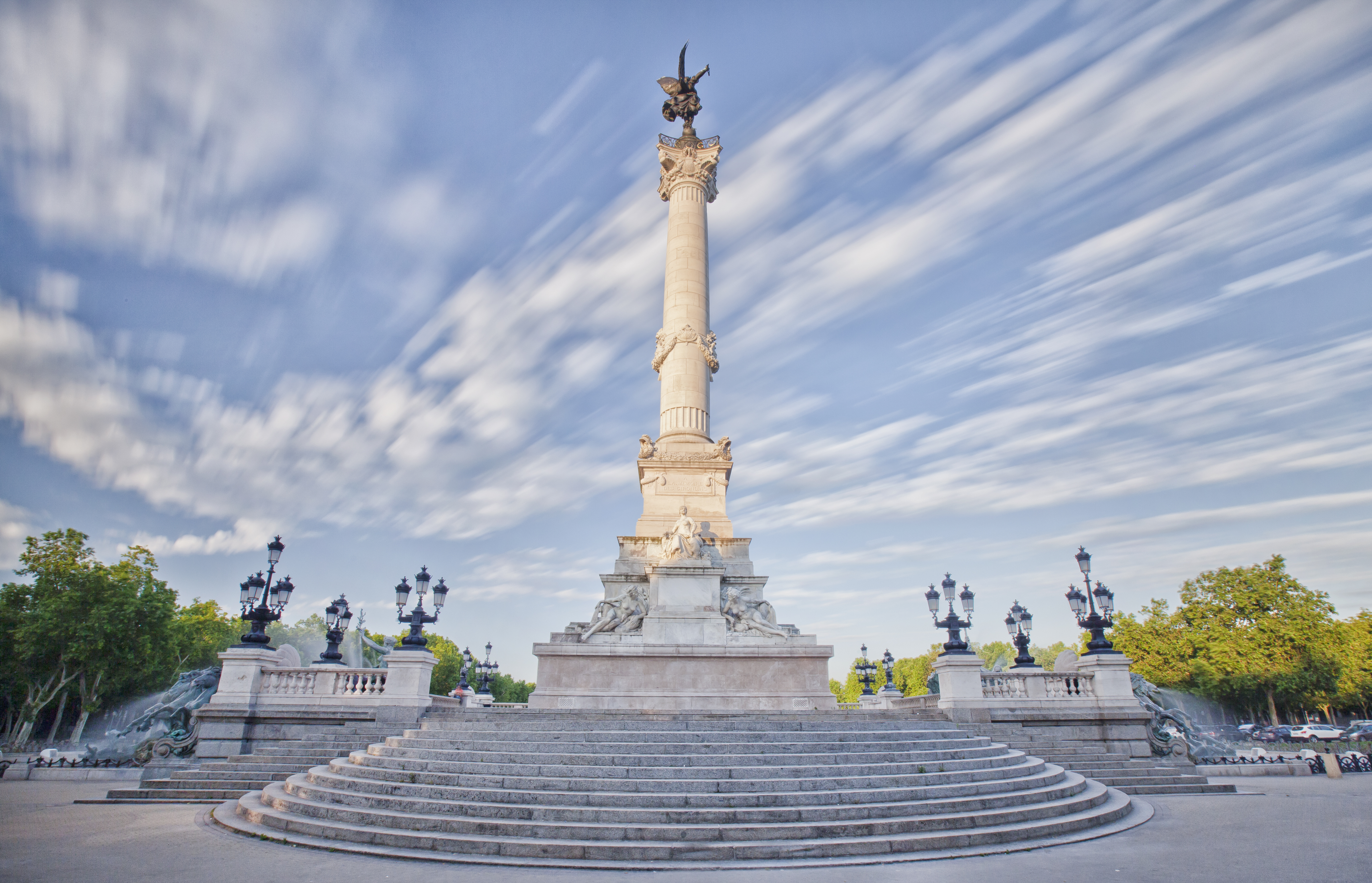
Le monument aux Girondins situé place des Quinconces.
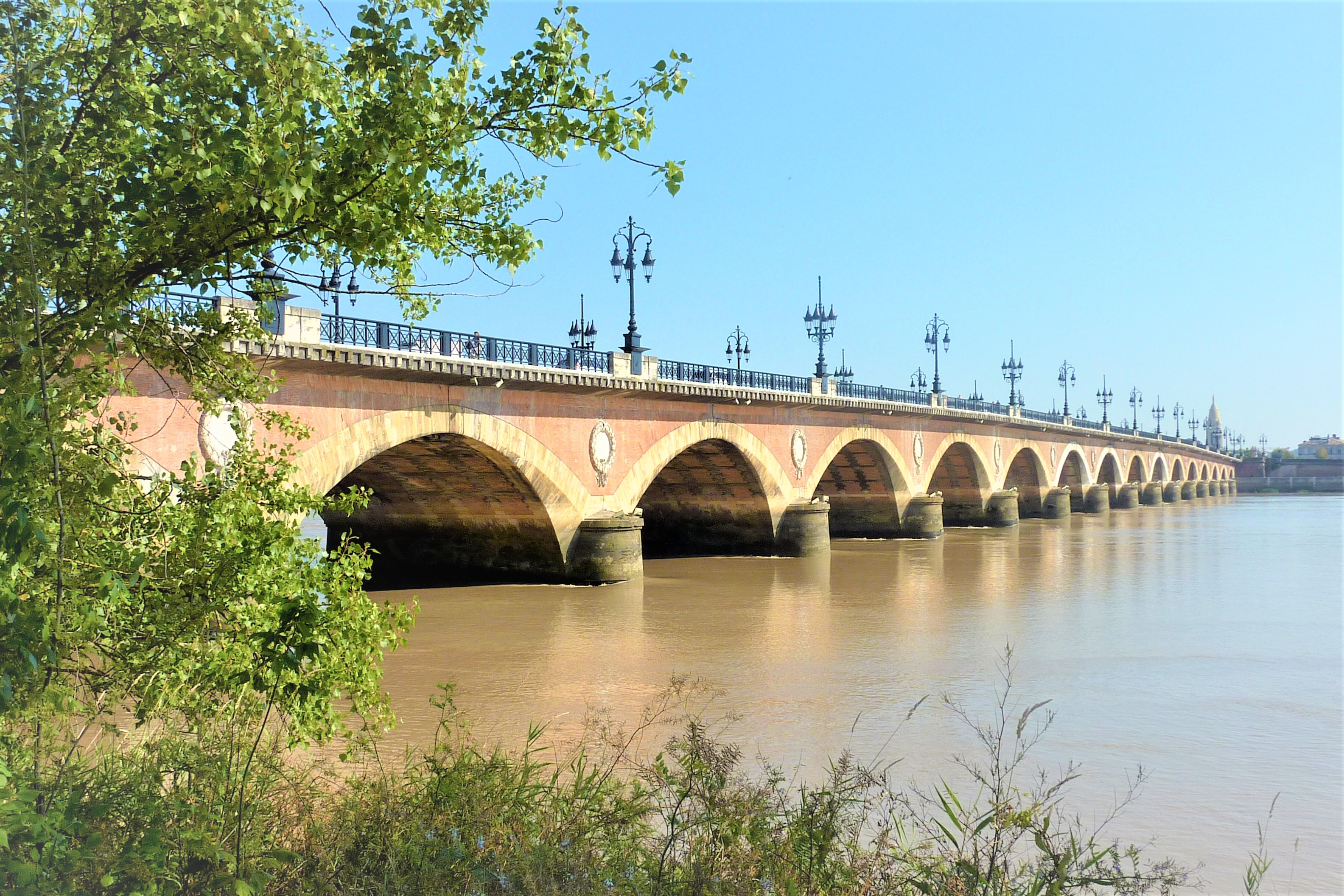
Le pont de pierre, vu depuis la rive gauche de la ville.
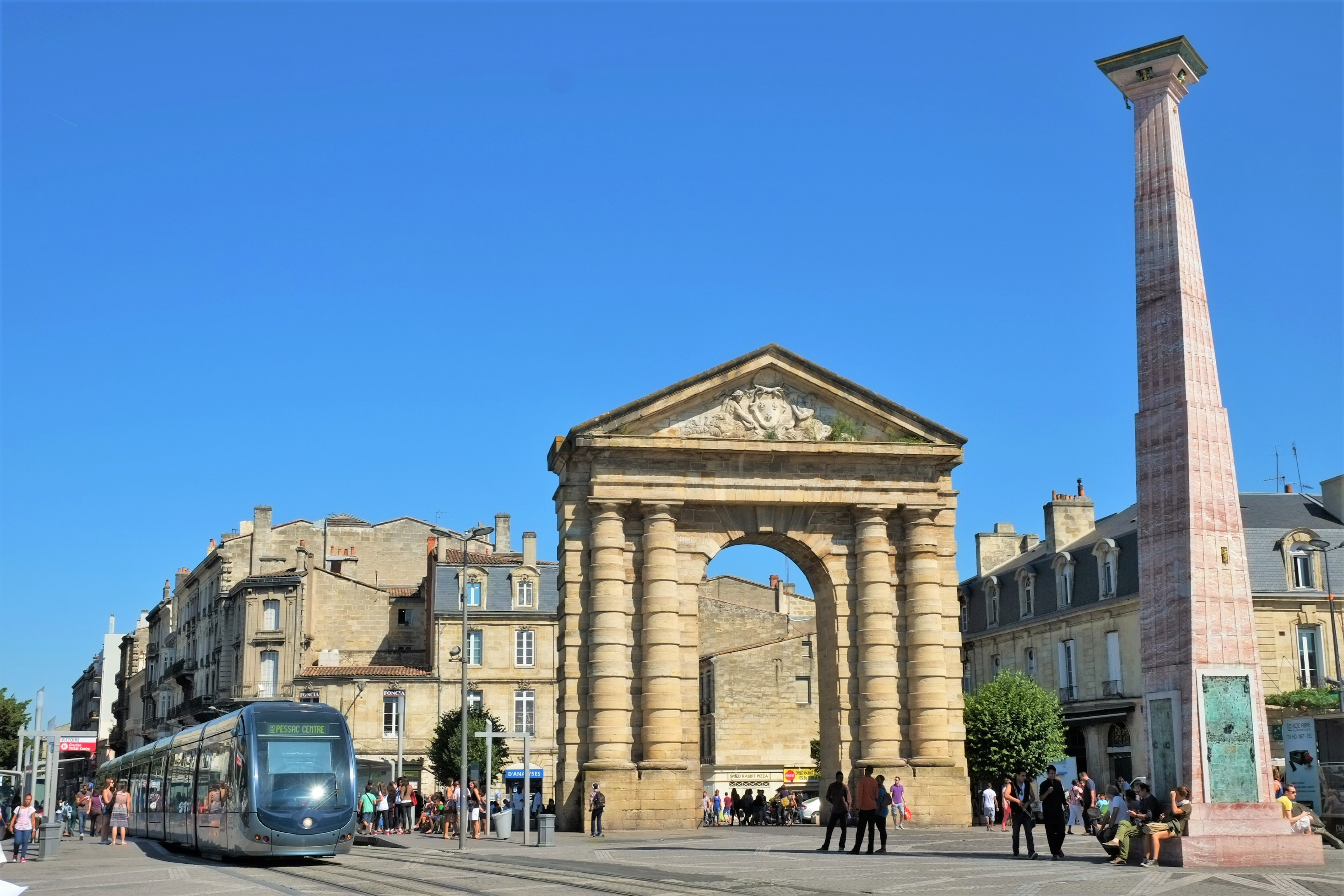
La porte d'Aquitaine et l'obélisque d'Ivan Theimer, situés sur la place de la Victoire.
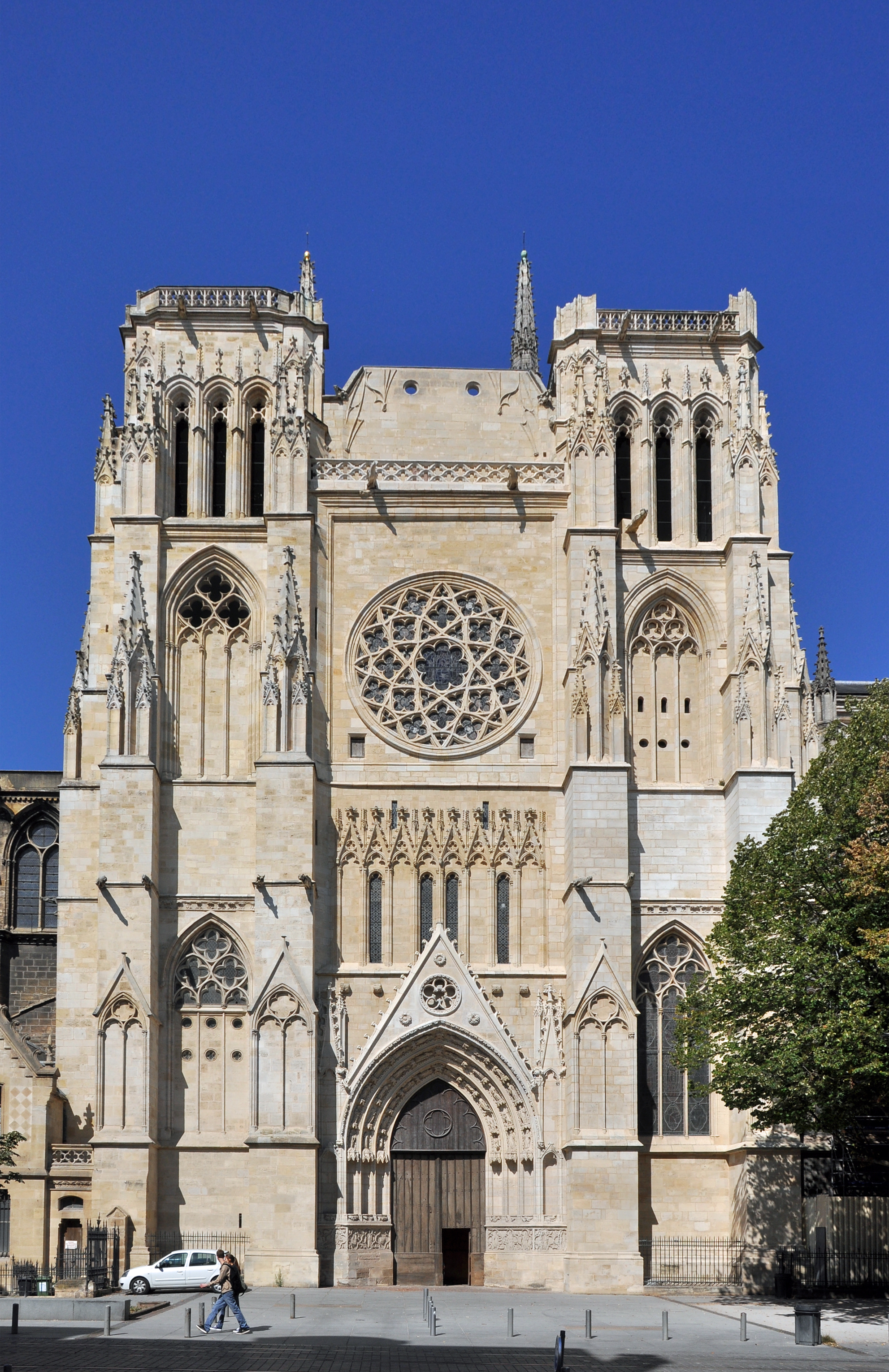
La cathédrale.
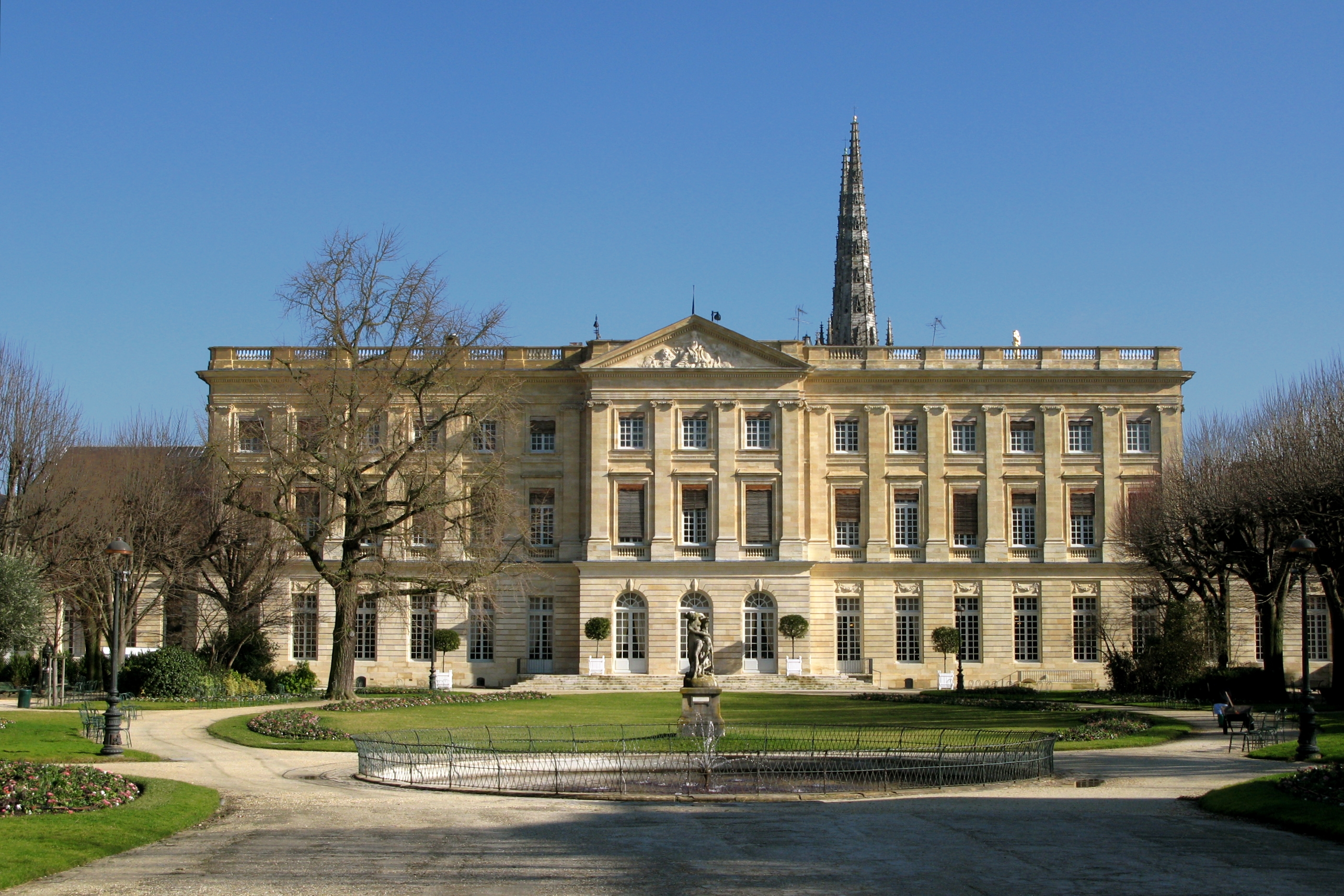
Le palais Rohan, siège de l'hôtel de ville.
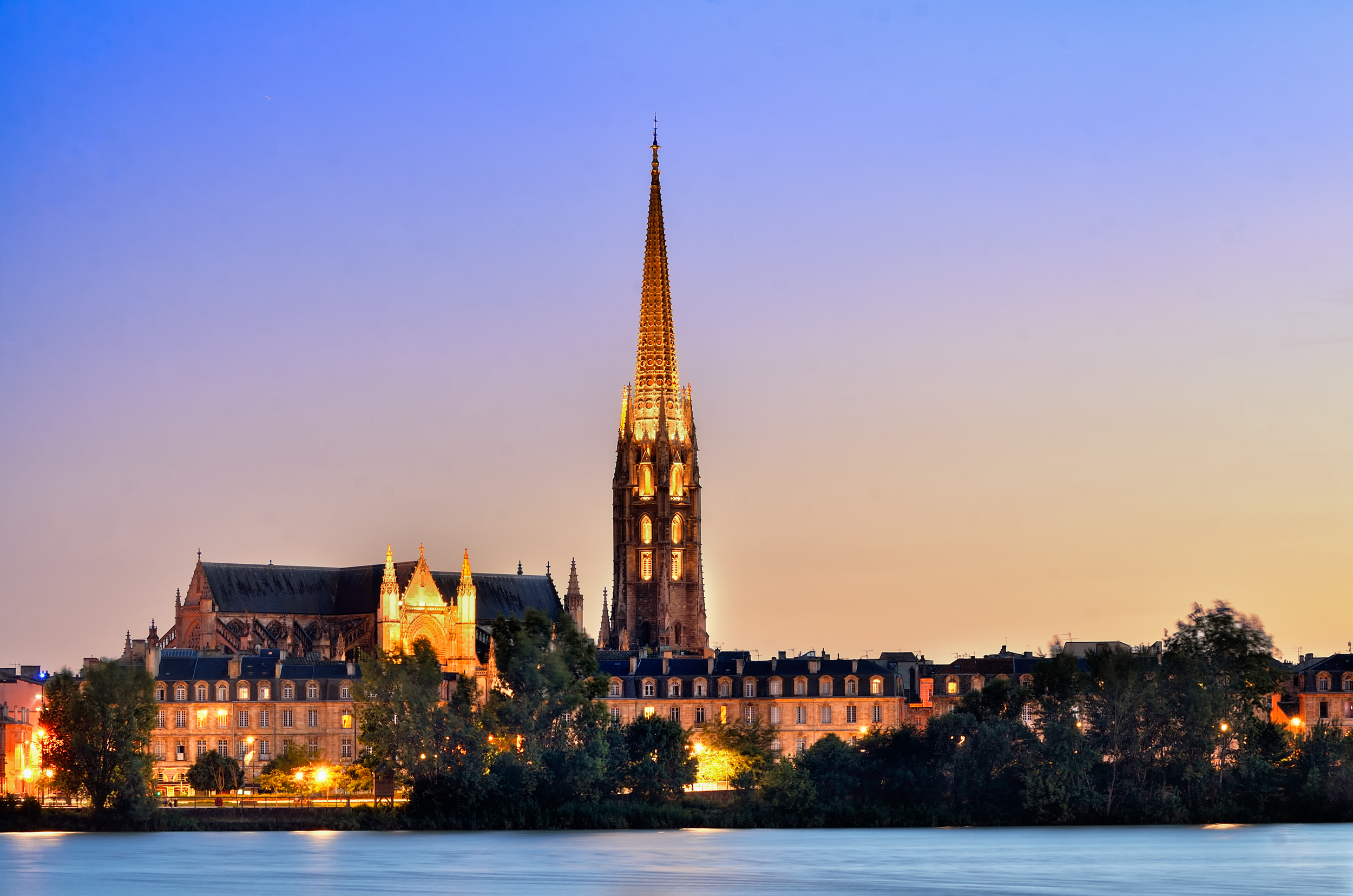
La basilique Saint-Michel.
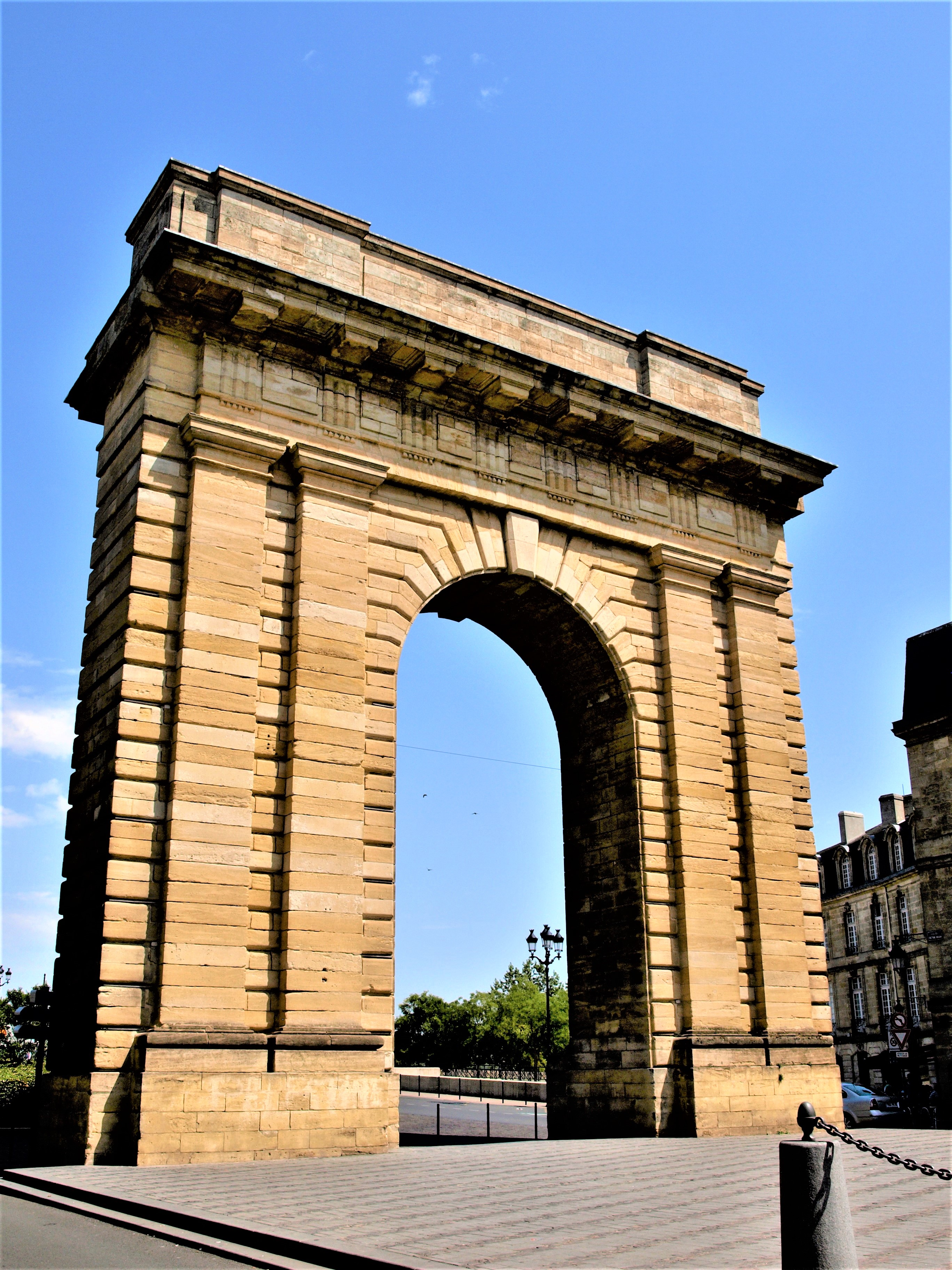
La porte de Bourgogne.
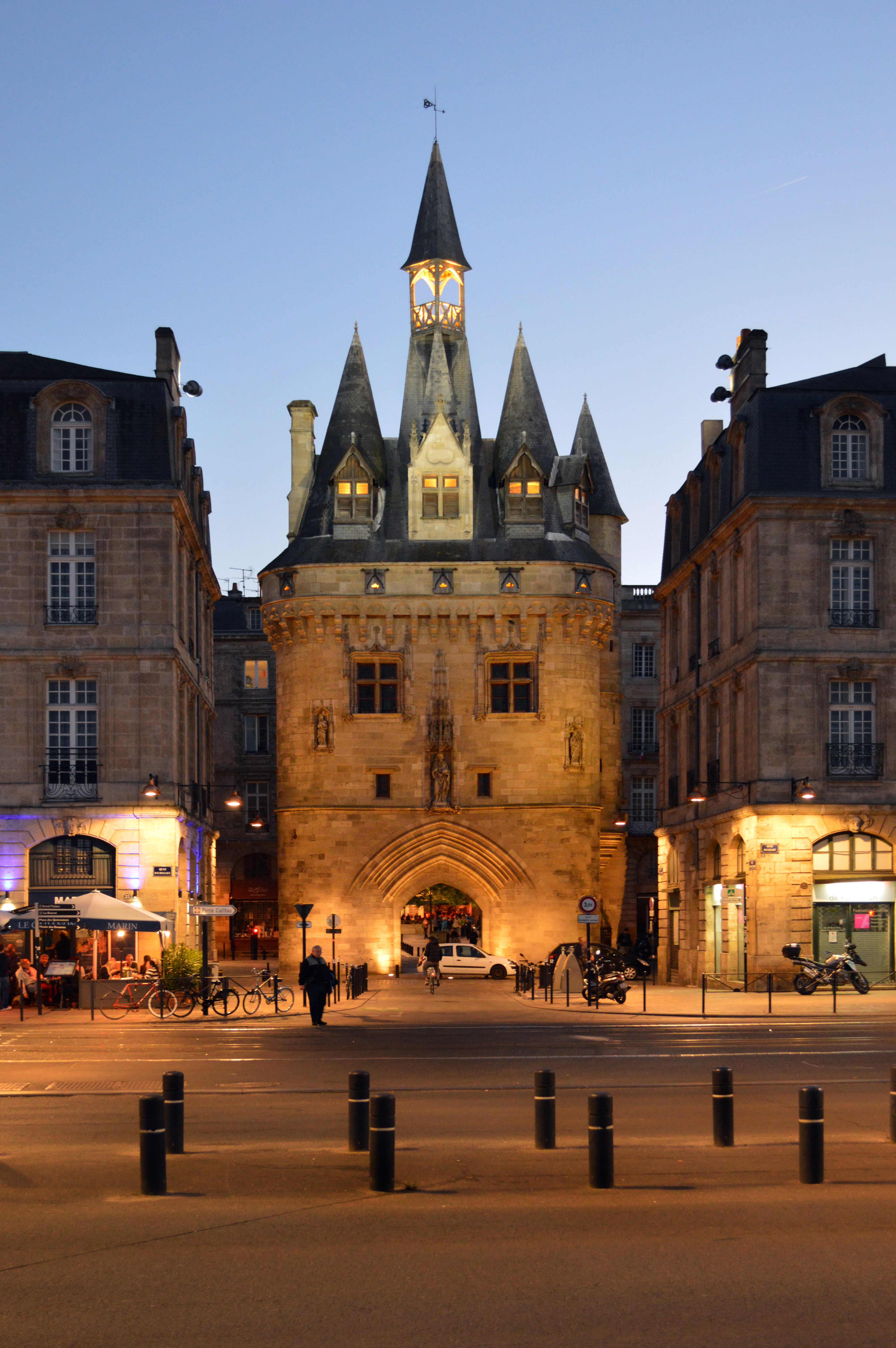
La porte Cailhau.

Bordeaux regroupe de nombreux bâtiments remarquables. Parmi eux, le Palais de la place de la Bourse qui abrite l'hôtel des douanes et la chambre de commerce et d'industrie Bordeaux Gironde ainsi que le miroir d'eau. En remontant les quais arborés, le monument aux Girondins est situé dans la plus grande place d'Europe et regroupe les locaux de l'office du tourisme et le pôle inter-multimodal des tramways de Bordeaux. Le monument est situé à l'ouest de la place, tourné vers le fleuve dont les bâtiments en pierre calcaire sont construits de façon concentrique autour d'un parc arboré. C'est un lieu animé avec ses nombreuses terrasses de bars, de cafés et de restaurants.
Les quais et les berges de la Garonne ont été réaménagés dès le début du XXIe siècle. Les quais permettent de se promener le long du fleuve sur les deux rives de la Garonne et de découvrir les anciens monuments de Bordeaux, de la Bourse Maritime au pont de Pierre en passant par la porte de Bourgogne et s'achevant sur la basilique Saint-Michel. Le plus vieux pont de la ville encore en service est le pont de pierre, datant de l'époque Napoléonienne. Au bord du fleuve sur la rive droite, le Lion de Veilhan, la place Stalingrad et l'église Sainte-Marie de la Bastide sont visibles grâce au blanc retrouvé de la pierre calcaire du dôme de l'église. Près de la Garonne se trouve aussi le Château Descas, près de la Basilique, qui fera l'objet en 2021 d'une grande rénovation lui permettant de retrouver son éclat d'antan.
La place Pey Berland, accueillant la cathédrale Saint-André, et la rue Sainte-Catherine sont à découvrir à travers l'architecture remarquable des hôtels particuliers, et les somptueuses façades d'immeubles. La rue Vital-Carles est tout aussi chargée d'histoire, c'est en effet dans cette rue que les présidents Raymond Poincaré et Paul Reynaud ont résidé lors de l'exil des gouvernements pendant la Première et la Seconde Guerre mondiale. Plus précisément, au sein de la résidence préfectorale qui est encore aujourd'hui vouée à cette fonction,.

#### Musées

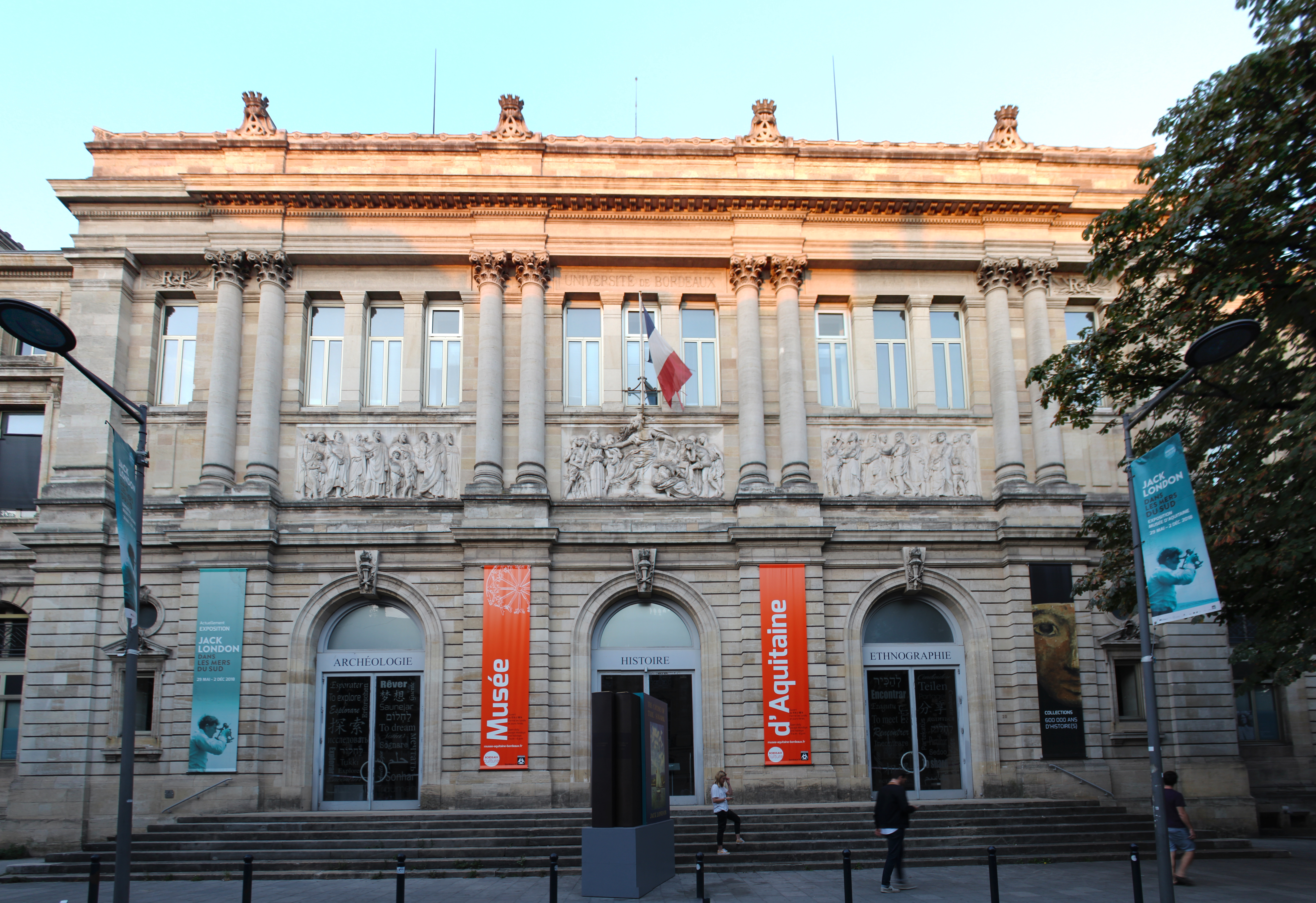
Le musée d'Aquitaine.

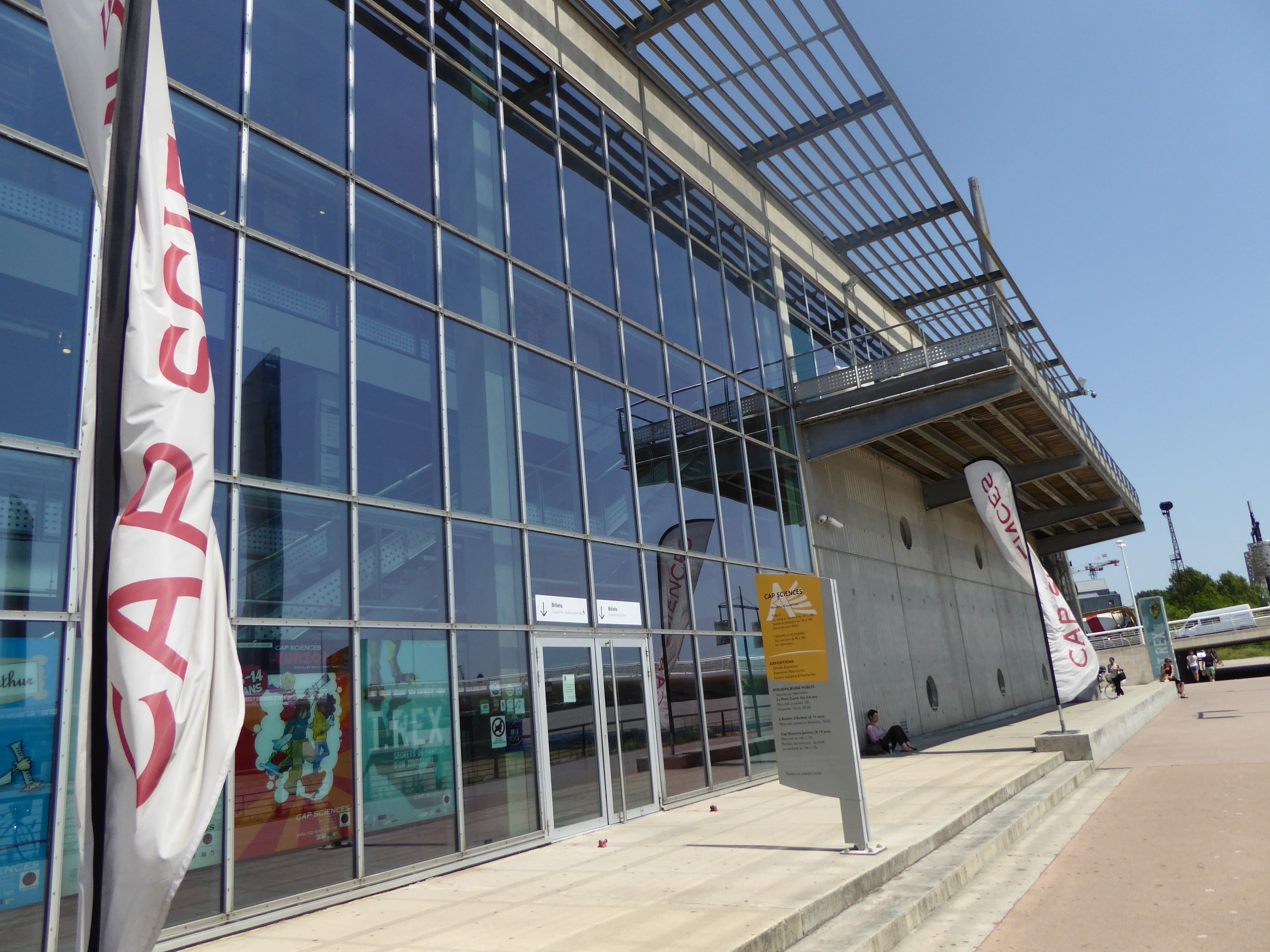
Le musée Cap Sciences, sur les quais de Bordeaux.

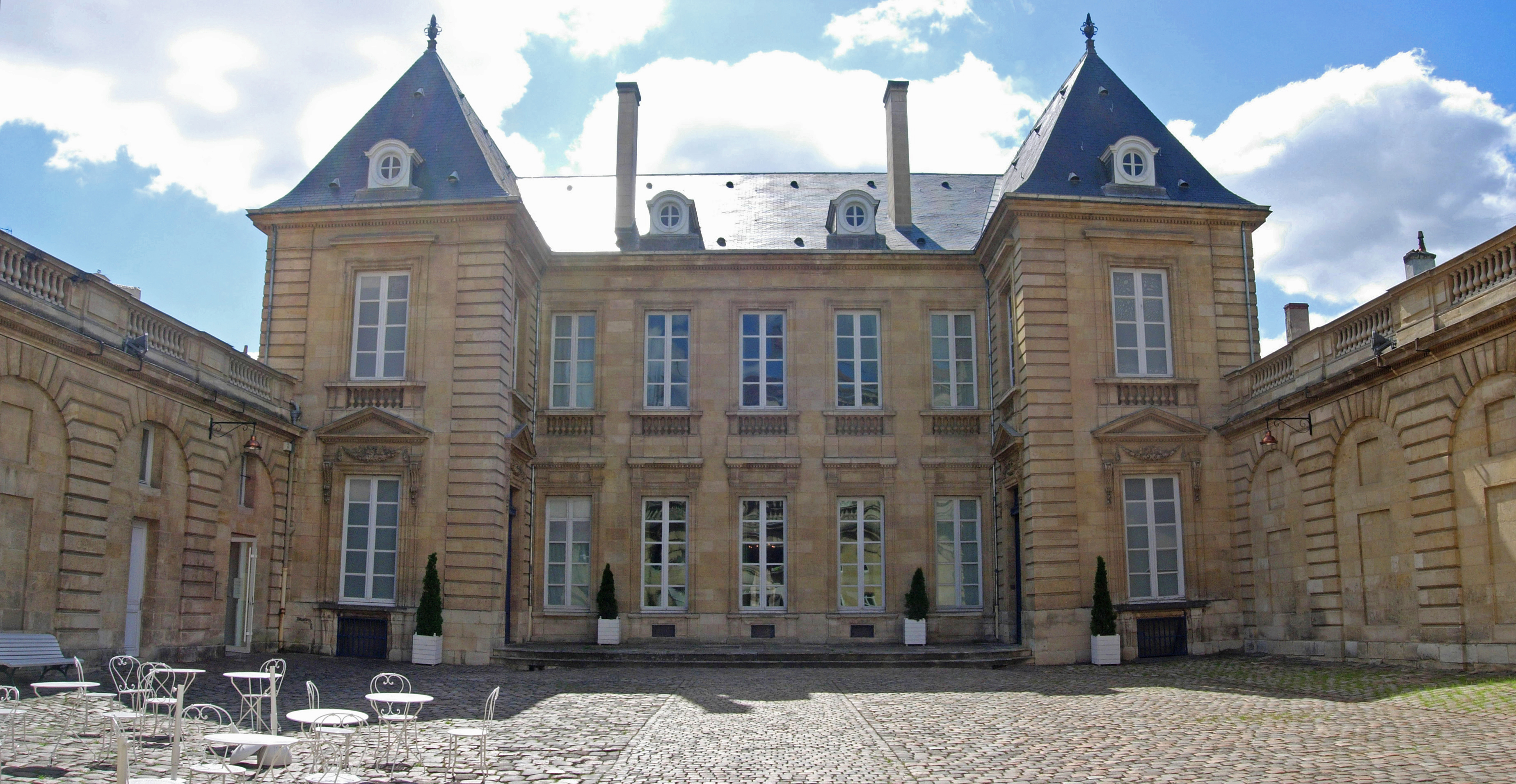
Le musée des arts décoratifs et du design.

Il existe un nombre important de musées au sein de la ville de Bordeaux.
Le musée des Beaux-Arts figure parmi les plus anciens musées de France, ce qui explique l’ampleur et la diversité de ses collections, notamment pour les XIXe et XXe siècles. Parmi les dépôts de l’État, figurent certaines toiles majeures comme L’Embarquement de la duchesse d’Angoulême de Gros, La Grèce sur les ruines de Missolonghi et la Chasse au Lion de Delacroix ou le Rolla de Gervex. On y trouve également de remarquables peintures de Rubens, Véronèse, Titien, Van Dyck, Corot, Bouguereau, Gérôme, Matisse, Dufy ou Picasso…
Le musée d'Aquitaine hérité des collections de l'ancien Musée lapidaire créé vers 1783 par l'Académie de Bordeaux à la demande de l'intendant Dupré de Saint-Maur afin de rassembler les vestiges romains mis au jour par d'importants travaux d'urbanisme entrepris dès le XVIe siècle et, principalement, au XVIIIe siècle. Depuis 1962, il a évolué vers un musée d'histoire, d'archéologie et d'ethnographie régionales : vestiges de l'époque préhistorique, antiquités romaines et paléo-chrétiennes de la cité de Burdigalia, collections médiévales, collections ethnographiques, etc. Il accueille également les collections de l'ancien musée Goupil, conservatoire de l'image industrielle.
Bordeaux Patrimoine mondial, centre d'interprétation de l'architecture et du patrimoine (CIAP) de la ville de Bordeaux.
Les Bassins de Lumières, centre d’art numérique situé dans l'enceinte de la base sous-marine de Bordeaux. Il a ouvert ses portes le 17 avril 2020.
Depuis le 24 avril 2025, l'annexe de la base sous-marine, autrefois réservée aux expositions d'art contemporain, devient un « lieu culturel de proximité » (LCP), appelé Boîte noire. Géré par les associations Le Grand Incendie et Dézip, et disposant d'une salle pouvant accueillir 1 000 personnes, le site est destiné à développer des projets artistiques ancrés dans le quartier.

#### Lieux d'expositions
La Base sous-marine, construite durant la Seconde Guerre mondiale, est aujourd'hui un lieu d'exposition artistique. Depuis 2020, le Bassins de Lumières propose des expositions autour de jeux de lumières.
Cap Sciences (Centre de culture scientifique, technique et industrielle), situé aux bords des quais, est organisé autour d'un grand plateau de 650 m2 qui accueille une grande exposition par an, d'un plateau de 200 m2 pour des expositions temporaires.
La MÉCA qui abrite le FRAC Aquitaine, Fonds régional d'art contemporain de la région Nouvelle-Aquitaine, qui a été fondé en 1982. Elle conserve plus d’un millier d’œuvres.
La Cité du Vin, érigée en 2016, après deux ans de travaux, permet de s'initier à l'œnologie.
Bordeaux compte également une cinquantaine de galeries d'art.

#### Opéras, théâtres et salles de spectacle

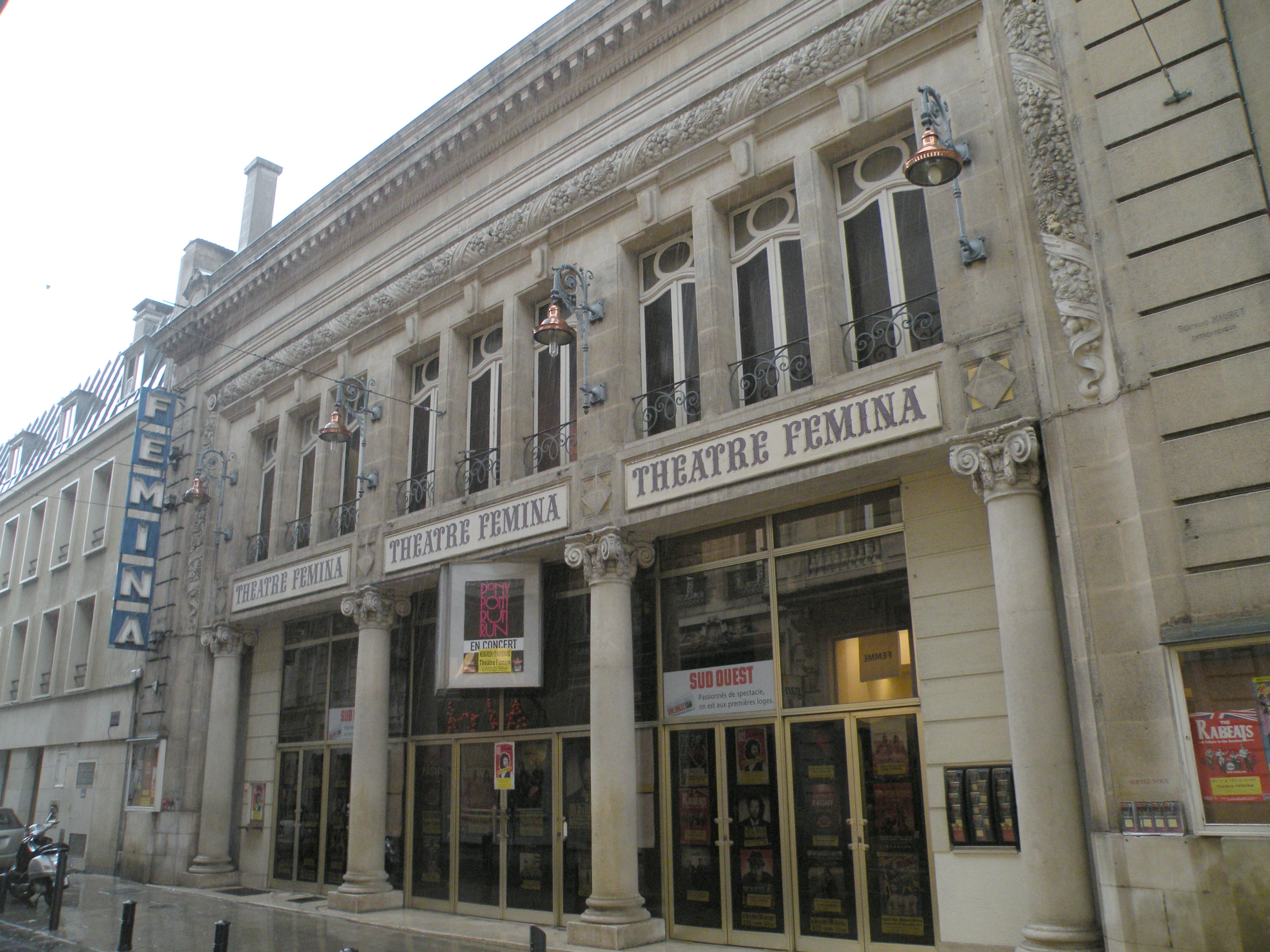
Le théâtre Fémina, dans le centre de la ville.

L'Arkéa Arena constitue la plus grande salle de spectacle de la métropole bordelaise et offre une capacité d'accueil pour tous types de spectacles et manifestations de 2 500 à 11 300 places maximum. La salle est principalement utilisée pour des concerts et des événements sportifs. Elle dispose de plusieurs espaces réceptifs dont deux salons (public et privé), une brasserie ouverte sur le parvis, une coursive (au 2e étage) et de plusieurs points de restauration.
Le stade Matmut Atlantique accueille les tournées de stars internationales, comme Ed Sheeran en 2019. Il dispose d'une capacité de 42 000 places,.
L'opéra national de Bordeaux (1 100 places), est consacré à l'opéra et à la danse. Son histoire est liée à celle du Grand-Théâtre où se trouve son siège et à celle de l’orchestre national Bordeaux Aquitaine qui apporte son concours aux représentations lyriques ou chorégraphiques.
L'Auditorium de Bordeaux, ouvert en 2013, possède deux salles dont une de 1 400 places.
Bordeaux compte d'autres salles de spectacle de grande capacité, comme la salle Jean-Dauguet (2 500 places), la salle des fêtes du Grand Parc (1 200 places), le théâtre Fémina (1 175 places), Le Bien Public (965 places, la Rock School Barbey (700 places) ou le casino de Bordeaux (700 places). L'iBoat programme de nombreux concerts toute l'année.

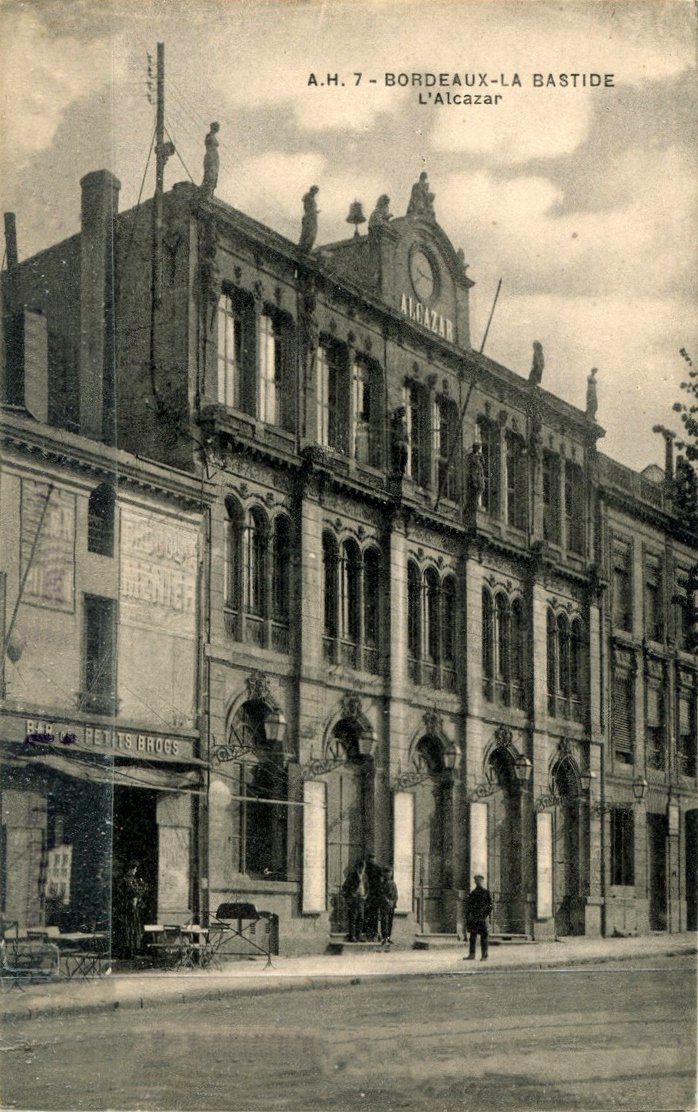
Le théâtre L'Alcazar, sur la rive droite, dans le quartier de La Bastide, vers 1905.

De nombreux théâtres existent à Bordeaux, les plus connus étant le théâtre national de Bordeaux en Aquitaine (TNBA) et le théâtre Fémina.
Le théâtre de l'Alcazar et le théâtre Alhambra étaient connus mais ont fermé.

#### Cinémas

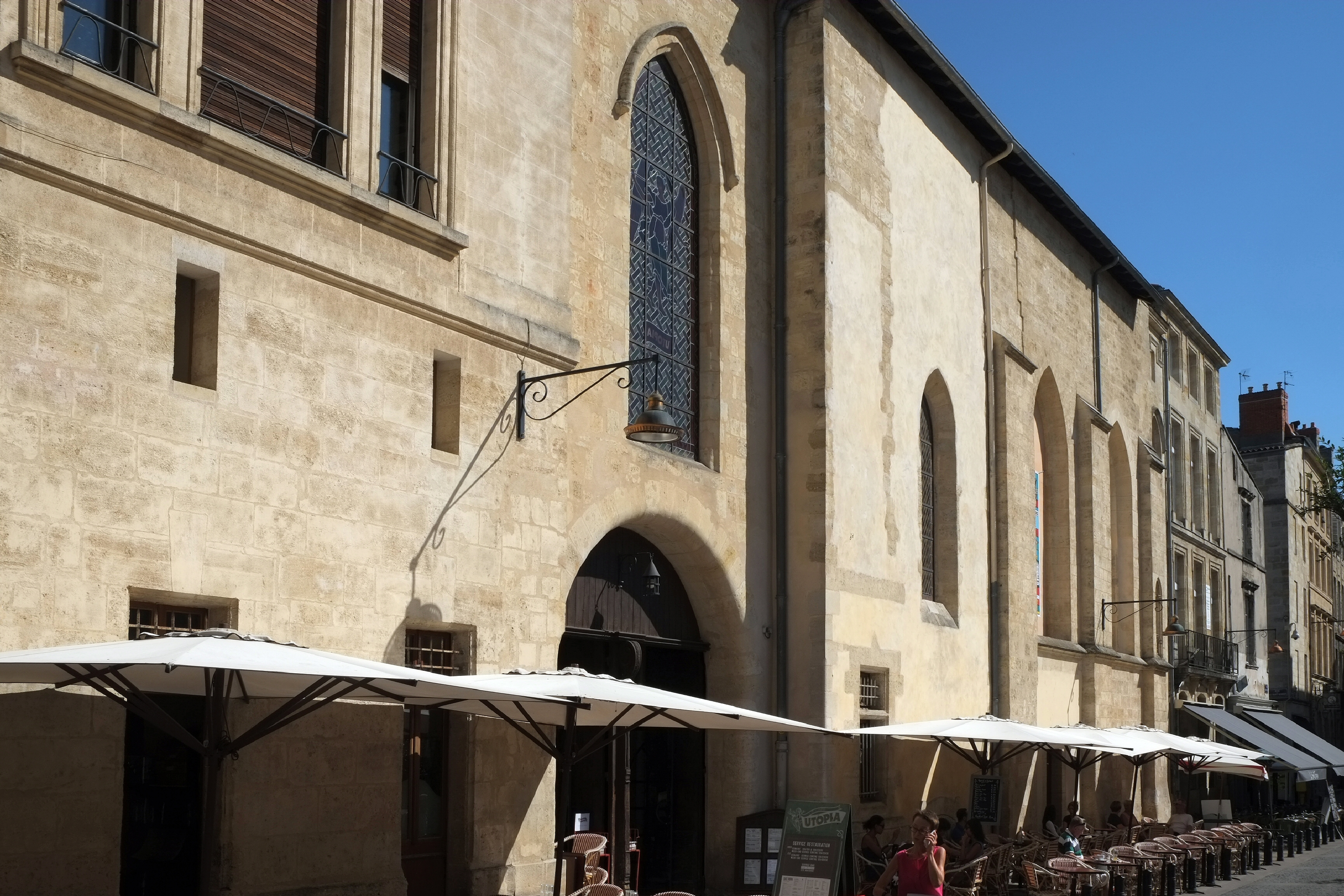
Le cinéma Utopia Saint-Siméon.

Il existe, en 2021, quatre multiplexes : l'UGC Cinécité près de la place Gambetta, le Mégarama sur la rive droite de la Garonne, dans l'ancienne gare d'Orléans, l'UGC des Bassins à flots et le CGR Le Français situé dans un ancien théâtre près de la place Gambetta.
L'Utopia Saint-Siméon, place Camille-Jullian, dans l'église Saint-Simeon fermée au culte depuis la Révolution française. La nef d'église est devenue entrepôt de conserves, garage puis cinéma. C'est le seul cinéma d’art et essai.
Bordeaux a deux festivals internationaux de films, le Festival international de cinéma Cinémascience de Bordeaux, et le Festival international du film indépendant de Bordeaux.
Dans le film américain La Guerre des mondes de Byron Haskin (1953), la ville de Bordeaux est la première ville du monde à recevoir la visite des Martiens et, en conséquence, la première à être totalement détruite.
Chaque barrière de Bordeaux avait un cinéma, dont seul subsiste Le Festival, à Bègles. Il y avait par exemple Le Rex à la barrière du Médoc, rue Croix-de-Seguey (copie du Grand Rex de Paris et créé par Émile Couzinet), Le Marivaux, rue Condillac (fermé en 1988) ou encore Le Saint-Genès (fermé en 1995). D'anciens music-halls avaient été transformés en cinémas : l'Alcazar, place Stalingrad, devenu l'Éden ; l'Alhambra, rue d'Alzon ; l''Apollo, rue Judaïque (fermé en 1970), devenu le Rio puis l'Ariel ; la Scala, rue Voltaire, devenu le Mondial. À la fin de la Seconde Guerre mondiale, Bordeaux comptait par ailleurs une quarantaine de cinémas, dont la plupart fermèrent par la suite, en raison du développement du CinemaScope, de la télévision puis des multiplexes. Certaines salles se reconvertirent en cinéma pornographique, avant de finalement fermer elles aussi.

#### Casino
Le casino de Bordeaux se situe dans le quartier de Bordeaux Lac. Il met à disposition du public en plus des salles de jeux, deux espaces de restaurations, deux bars ainsi que la salle de théâtre pouvant accueillir jusqu'à 700 personnes. Le casino de Bordeaux appartient au groupe Barrière.

### Patrimoine gastronomique

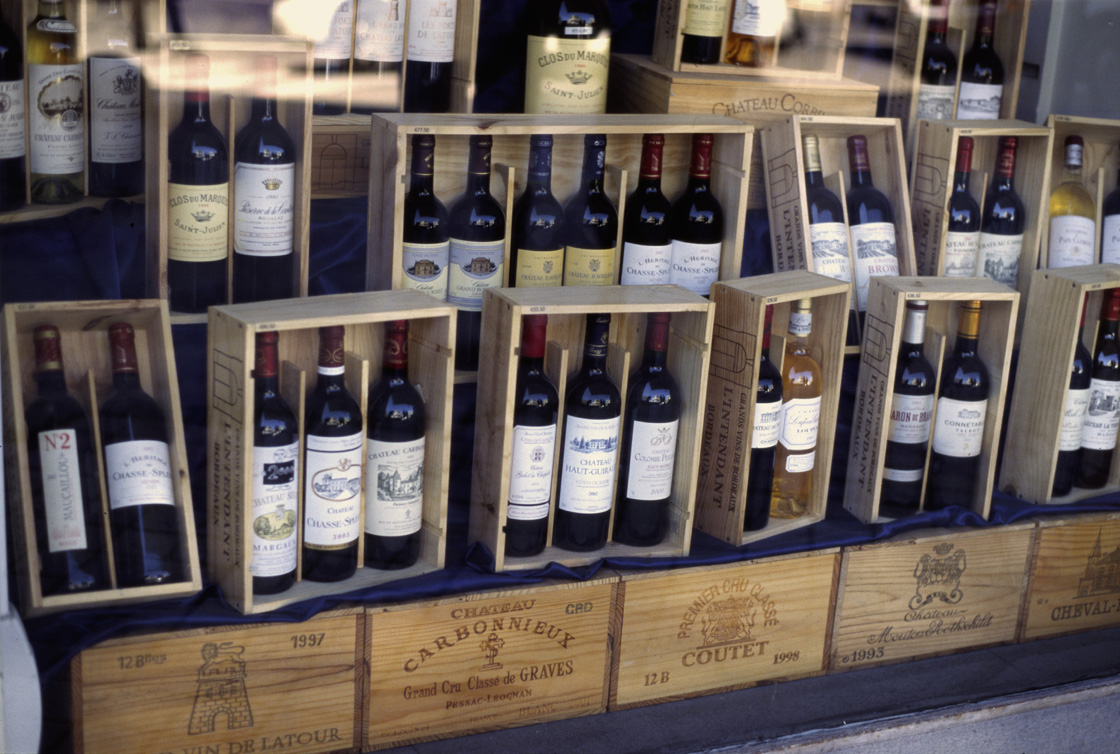
Des bouteilles de Bordeaux.

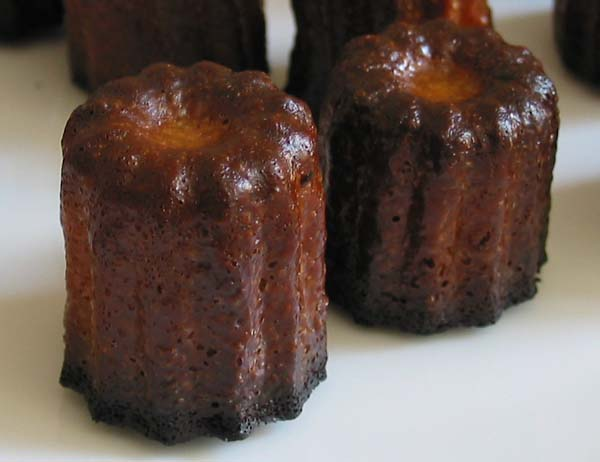
Deux canelés.

Bordeaux compte de nombreuses spécialités,, comme les bouchons (chocolat en forme de bouchons), les croquants bordelais (tuiles soufflées aux noisettes), les sarments du Médoc (orange confite enrobée de chocolat) et le canelé bordelais, qui aurait été inventé au XVIIIe siècle par les religieuses du couvent des Annonciades. Il s'agissait à l'époque d'une friandise en forme de bâtons appelées canelats ou canelets. Certains remarquent que ces petits gâteaux faits par les religieuses pourraient être liés à l'histoire de Bordeaux et du vin. En effet une étape importante dans la vinification est appelée collage. Elle consiste à filtrer le vin en cuve avec traditionnellement du blanc d'œuf. Ce procédé coûteux était encore utilisé par bon nombre de châteaux et cette étape voyait tout le personnel des châteaux casser des œufs et séparer les blancs des jaunes qui étaient donnés aux Petites sœurs des pauvres pour confectionner des gâteaux.
La gastronomie bordelaise est inhérente aux Vins de Bordeaux qui sont parmi les plus réputés et les plus chers du monde, faisant du bordeaux une référence mondiale,.
La production du vignoble est variée : environ 80 % de vins rouges (comme le pomerol ou le pauillac) et 20 % de vins blancs secs (tel que l'entre-deux-mers ou le pessac-léognan) ou liquoreux (par exemple le sauternes ou le cadillac), auxquels s'ajoutent des rosés, des clairets, et des vins mousseux (le crémant de Bordeaux). L'existence de 38 appellations différentes au sein du vignoble s'explique par la diversité des terroirs, c'est-à-dire des types de sols, des cépages cultivés, des pratiques de culture et de vinification. Avec 117 200 hectares cultivés et une production de cinq à six millions d'hectolitres de vin par an, la Gironde est le troisième département viticole français au regard de la production globale après l'Hérault et l'Aude, mais le premier pour les AOC en volume. La Cité du Vin incarne cet héritage gastronomique à travers le prisme de « la transmission, la valorisation et la sauvegarde du patrimoine culturel, universel et vivant du vin ».
Les plats bordelais sont l'entrecôte à la bordelaise (avec une sauce au vin), la lamproie à la bordelaise et le grenier médocain.
La ville est également renommée pour le caviar de l'Estuaire de la Gironde, exploité depuis l'entre-deux-guerres seulement ; l'esturgeon est un poisson qui a toujours été présent dans la Gironde, et la moutarde de Bordeaux.

### Patrimoine religieux et mémoriel

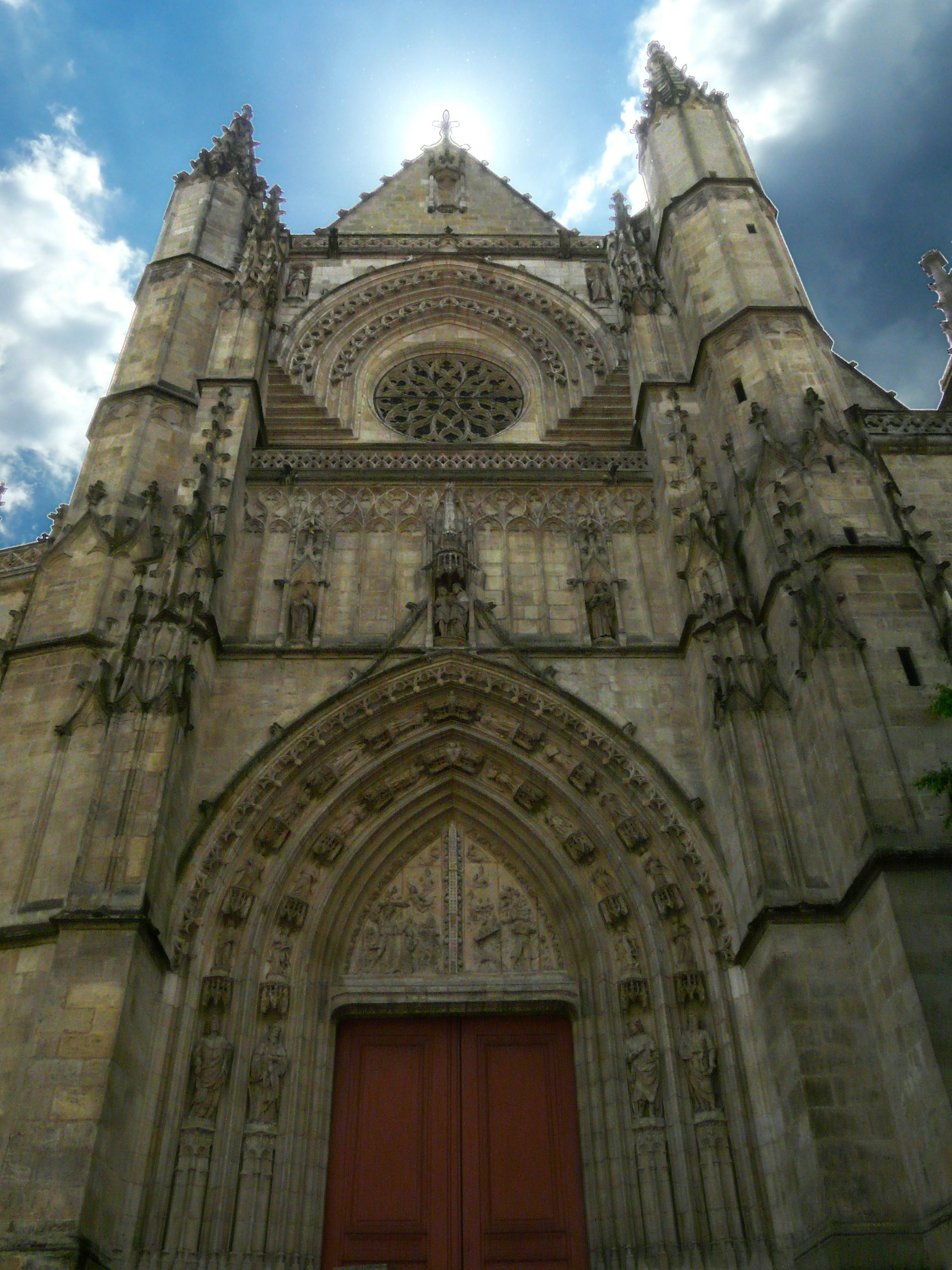
La basilique Saint-Michel, dans le quartier Saint-Michel.

La cathédrale Saint-André, primatiale d'Aquitaine et siège de l'archidiocèse de Bordeaux, de style gothique, est classée monument historique depuis 1862 et inscrite depuis le 2 décembre 1998 par le Comité du patrimoine mondial, désigné par l'assemblée générale de l’UNESCO, sur la Liste du patrimoine mondial,.
La basilique Saint-Michel, église de style gothique flamboyant, est classée monument historique depuis 1846 et inscrite depuis le 2 décembre 1998 sur la liste du patrimoine mondial.
La basilique Saint-Seurin est classée monument historique depuis 1840 et inscrite depuis le 2 décembre 1998 sur la liste du patrimoine mondial.
L'abbatiale Sainte-Croix, église d'architecture romane, est une ancienne abbatiale d'un monastère bénédictin. Elle est classée monument historique depuis 1840 et possède d'exceptionnelles grandes orgues, œuvre de Dom Bédos de Celles.
L'église Saint-Paul est une église de style baroque du XVIIe siècle qui est classée monument historique depuis 1997.
L'hôpital-prieuré Saint-Jacques, situé rue du Mirail, conserve une église du XVe siècle, masquée derrière une façade d'immeuble et aujourd'hui transformée en garage. Très délabrée, elle est aujourd'hui en péril.
Le grand séminaire est aujourd'hui encore intact au cœur de la ville, entre les rues Judaïque, Palais-Gallien et Castéja. Construit au XVIIIe siècle par les Lazaristes, il devient l'Hôtel des monnaies en 1800 (par décret du Premier consul Napoléon Bonaparte) puis la Grande poste en 1892,,.
Le principal cimetière de Bordeaux est le cimetière de la Chartreuse, classé au titre des monuments historiques.
Bordeaux et Bègles ont été les premières grandes villes françaises à s'engager dans le projet des Stolpersteine, les « pavés mémoriels » installés dans toutes les villes d'Europe par l'artiste Gunter Demnig en mémoire des victimes du régime national-socialiste. Dix pavés ont été posées dans les deux villes à la mémoire de victimes juives, de résistants autrichiens — comme Fritz Weiss — ou communistes, poses qui ont eu lieu les 6 et 7 avril 2017, à partir d'un projet lancé par l'Université Bordeaux-Montaigne. La ville de Bordeaux compte 17 Stolpersteine en 2024, les deux derniers à la mémoire des parents de Boris Cyrulnik.

### Patrimoine linguistique
Autrefois très utilisé à Bordeaux, le bordeluche n'est quasiment plus parlé de nos jours. Ce registre de langue provient directement du gascon,. Certaines expressions demeurent encore aujourd'hui comme « gavé », synonyme de beaucoup ; « ça caille », pour dire qu'il fait froid ; « ça daille », pour signifier « ça m'embête » ; ou encore « chocolatine », mot d'origine gasconne utilisé à Bordeaux comme dans une grande partie du Sud-Ouest, pour désigner la viennoiserie appelée « pain au chocolat » dans la plus grande partie de la France.

### Patrimoine artistique

#### Littérature

La bibliothèque Mériadeck, une des plus grandes de France.

La ville de Bordeaux a accueilli de nombreux écrivains, notamment les « 3 M » de Bordeaux : Montaigne (philosophe et écrivain, maire de Bordeaux de 1581 à 1585), Montesquieu (philosophe et écrivain, membre du Parlement de Bordeaux de 1714 à 1726 et propriétaire du château de La Brède dans les environs) et François Mauriac (prix Nobel de littérature, né en 1885 à Bordeaux), qui ont écrit de nombreux ouvrages célèbres conservés à Bordeaux. Les Essais de Montaigne ont nourri la réflexion des plus grands auteurs en France et en Europe, de Shakespeare à Pascal et Descartes, de Nietzsche et Proust à Heidegger,.
Montesquieu s'est d'abord fait connaître en 1721 par les Lettres persanes, roman épistolaire faisant la satire amusée de la société française de la Régence, vue par des Persans fictifs : il met en cause les différents systèmes politiques et sociaux, y compris celui des Persans. Il se consacre ensuite à de grands ouvrages qui associent histoire et philosophie politique : Considérations sur les causes de la grandeur des Romains et de leur décadence (1734) puis De l'Esprit des lois (1748), dans lequel il développe sa réflexion sur la répartition des fonctions de l'État entre ses différentes composantes, appelée postérieurement « principe de séparation des pouvoirs ».
Mauriac est élu membre de l'Académie française, au fauteuil no 22, en 1933. Il reçoit le prix Nobel de littérature en 1952.
La bibliothèque Mériadeck, d'une surface de 26 000 m2 (8 000 m2 accessibles aux usagers) est l'une des plus grandes bibliothèques publiques de France. Elle stocke avec les Archives de Bordeaux Métropole près d'un million de documents dans des dizaines de kilomètres de rayonnages, dont plus de 300 000 documents appartenant au fonds patrimonial (rares, précieux, anciens),.
Parmi les trésors de la bibliothèque, la Bible de l'Abbaye de La Sauve-Majeure, conçue dans le scriptorium de l'Abbaye du Mont-Saint-Michel entre 1070 et 1090, mais aussi le Cartulaire de l'Abbaye, ou Grand cartulaire qui est un ensemble de quatre manuscrits,,,. Enfin, l'Exemplaire de Bordeaux est un exemplaire imprimé de l'édition de 1588 des Essais. Il comporte d'abondantes corrections et annotations manuscrites de Montaigne, rédigées entre l'été 1588 et sa mort. Ce document unique éclaire la manière dont Montaigne travaillait : les multiples remaniements, ajouts et corrections autographes permettent de comprendre la genèse du texte. Les manuscrits d'auteurs du XVIe siècle étant très rares, ce document revêt un caractère exceptionnel.
La ville accueille aussi la Librairie Mollat, première librairie indépendante de France en chiffre d'affaires. Elle se situe à l'emplacement de la dernière maison de Montesquieu.

#### Cinéma
De nombreux films ont été tournés dans la métropole bordelaise tels que L'Intrigante d’Émile Couzinet en 1939, Des gens sans importance d’Henri Verneuil en 1954, avec Jean Gabin et Pierre Mondy, Le Corniaud de Gérard Oury en 1964, avec Bourvil et Louis de Funès, ou La Menace d’Alain Corneau en 1977, avec Yves Montand, Philippe Noiret, Michel Serrault, Bernard Le Coq et Pierre Arditi,.
Mais aussi Les Misérables de Robert Hossein en 1982, avec Jean Carmet ; Les Fugitifs de Francis Veber avec Pierre Richard, Gérard Depardieu, Jean Carmet ; La Fête des pères avec Thierry Lhermitte ; Vidocq en 2001, avec Gérard Depardieu, André Dussollier ; et plus récemment, en 2012, Un jour mon père viendra de Martin Valente, avec Gérard Jugnot, François Berléand,.
Bordeaux accueille aussi de nombreux festivals internationaux du cinéma comme le Festival international du film indépendant de Bordeaux défendant le cinéma indépendant mondial.
La ville accueille aussi le Festival CinémaScience étant un événement organisé par le CNRS à Bordeaux en Nouvelle-Aquitaine. C’était un festival de longs métrages de fiction ayant pour thématique un axe de recherche développé au CNRS. De la conquête de l’espace à la politique en passant par la génétique, l’histoire ou encore les mathématiques, les différentes projections sont prétextes à la discussion entre le public, les membres des équipes des films (réalisateurs, acteurs, producteurs, etc.) et les acteurs de la recherche (chercheurs, ingénieurs de recherche, etc.),.

#### Architecture

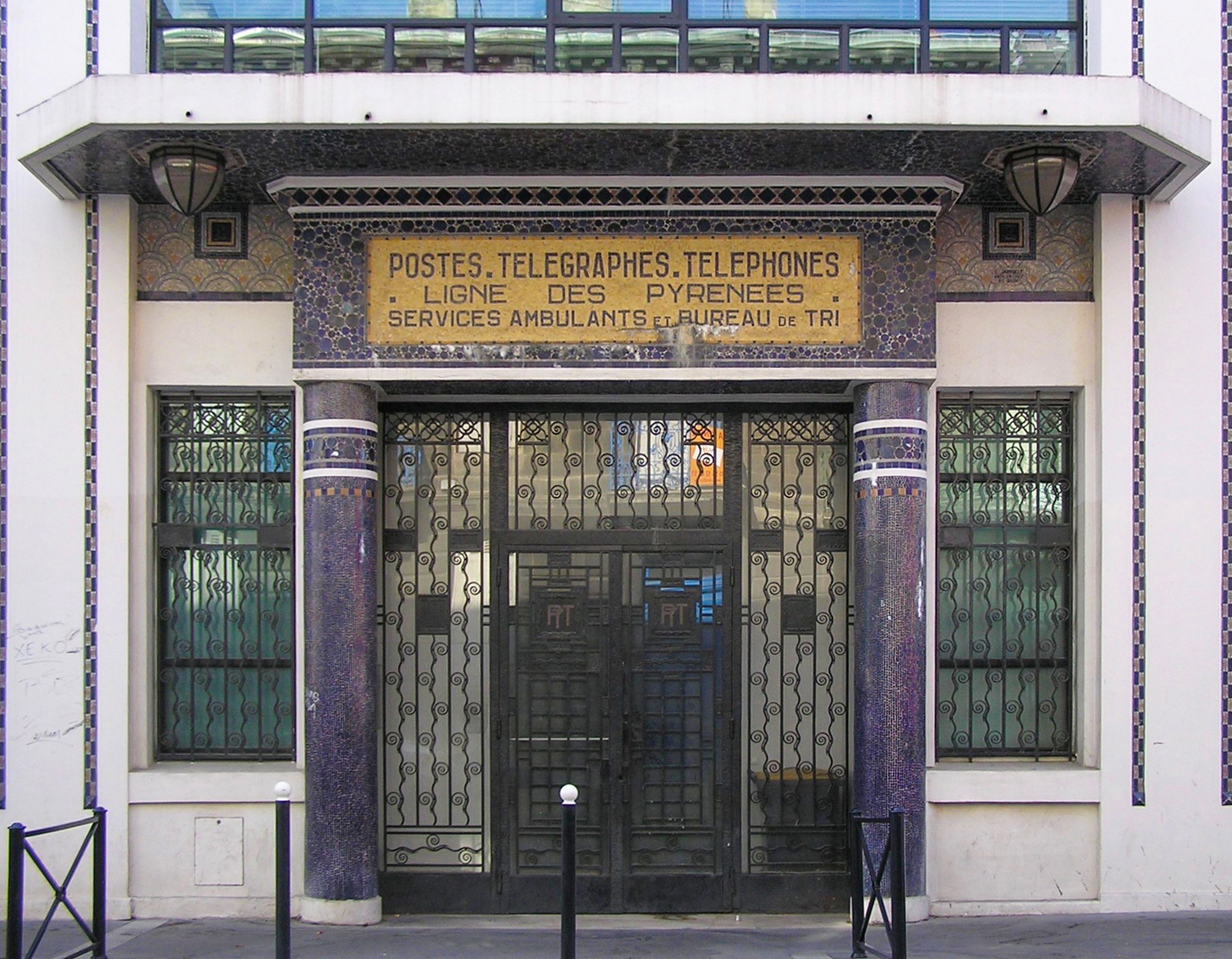
Porte d'entrée de l'ancien centre de tri Saint-Jean.

Si Bordeaux est souvent assimilée au XVIIIe et XIXe siècles avec son architecture néo-classique, elle dispose aussi d'un patrimoine architectural Art-déco avec la nouvelle Bourse du travail, la piscine judaïque, le stade Lescure, le centre de tri postal Saint-Jean ou les abattoirs. C'est aussi une ville de création contemporaine. Le Centre d'arts plastiques contemporains (CAPC) a été jusqu'en 1995 le lieu de diffusion des arts contemporains le plus important de France après Paris. De même, Arc en Rêve reste le premier lieu de diffusion de l'architecture et de l'urbanisme en province,.
L'importance de la ville pour l'architecture contemporaine s'illustre aussi avec deux réalisations importantes. Tout d'abord avec le quartier Meriadeck situé en centre-ville. Ses tours de verre et de béton en croix contrastent avec la pierre des échoppes bordelaises. Mais aussi avec la Cité Frugès, à Pessac dans la métropole de Bordeaux. La cité est inscrite, avec seize autres œuvres architecturales de Le Corbusier, sur la liste du patrimoine mondial de l'Unesco en 2016.

#### Musique
Dans le domaine des expressions populaires, le groupe Noir Désir, fer de lance du rock français, ou Les Nubians, groupe de hip-hop français reconnu à l'étranger, ainsi que JC & the Judas, groupe rock-folk, ont émergé de la riche scène musicale bordelaise. Le groupe bordelais Partenaire particulier connut un certain succès au milieu des années 1980. Eiffel, Luke, Tribal Jam sont d'autres groupes bordelais qui ont une notoriété nationale,,.

### Distinctions
La ville de Bordeaux a reçu plusieurs labels et autres distinctions qui reconnaissent son attractivité culturelle et économique.
En 1957, Bordeaux est récompensée du prix de l'Europe, conjointement avec Turin pour son ouverture et sa coopération avec les autres métropoles européennes.
Elle possède depuis 2001 le label de Villes et Pays d'art et d'histoire.
Depuis 2007, le centre historique de Bordeaux est inscrit au patrimoine mondial de l’UNESCO pour son « ensemble urbain et architectural exceptionnel, créé à l’époque des Lumières, dont les valeurs ont perduré jusqu’à la première moitié du XXe siècle ». Au moment de son classement, il est le plus vaste ensemble urbain inscrit au patrimoine mondial. Ceci lui a valu un succès touristique croissant de plus de 50 % de 2007 à 2014.
Elle figure parmi les cités « French Tech » pour l’innovation numérique, ainsi que parmi les villes européennes du sport, label décerné par l’Association des capitales européennes du sport pour l’accueil d’événements comme le grand stade, la Solitaire du Figaro ou le marathon de Bordeaux Métropole (de 2015 à 2019). Son territoire est aussi classé auprès de nombreuses instances certifiant la qualité de vie du territoire comme le vélo-touristique décerné par la Fédération française de cyclotourisme.
La ville de Bordeaux est certifiée par de nombreux labels répandus comme le label Qualiville de l’Afnor récompensant la qualité d’accueil et de fiabilité des services municipaux ouverts au public. Instauré à l’initiative de l’Association des maires de France, les rubans du développement durable signalent un engagement tout aussi durable en faveur de l’environnement. Bordeaux a été une des premières villes à l’obtenir en 2008, mais, depuis, 137 rubans ont été octroyés ou renouvelés.
La ville est classée à quatre fleurs au Concours des villes et villages fleuris avec la trame verte à la fois paysagère, écologique et sociale.
Bordeaux est en tête du classement des villes du monde à visiter en 2017 selon le classement de l’éditeur de guides Lonely Planet en récompensant les efforts faits pour « se réinventer », avec l’« impressionnante transformation des berges de la Garonne » et de sa rive droite, où « c’est le futur de Bordeaux qui s’écrit, avec des constructions et des aménagements soucieux du paysage urbain »,.

### Personnalités liées à Bordeaux
On surnomme les « 3 M » de Bordeaux : Montaigne (philosophe et écrivain, maire de Bordeaux de 1581 à 1585), Montesquieu, (philosophe et écrivain, membre du Parlement de Bordeaux de 1714 à 1726), François Mauriac (prix Nobel de littérature, né en 1885 à Bordeaux).
Parmi les natifs de Bordeaux on peut citer :
- Louis et Zélie Martin (parents de Thérèse de Lisieux) ;
- Marie Brizard (fondatrice de la Maison fabricant l'anisette baptisée de son patronyme née en 1714) ;
- Rosa Bonheur (peintre animalier née en 1822) ;
- Odilon Redon (peintre, dessinateur et graveur né en 1840) ;
- Paul Élie Salzedo (peintre français né en 1842) ;
- Albert Marquet (peintre né en 1875) ;
- André Lhote (peintre, né en 1885) ;
- Robert Cami (graveur, né en 1900) ;
- Germaine Cellier (parfumeuse née en 1909) ;
- Jean Anouilh (auteur dramatique né en 1910) ;
- René Clément (cinéaste né en 1919) ;
- Édouard Molinaro (cinéaste né en 1928) ;
- Marcel Amont (chanteur né en 1929) ;
- Sempé (dessinateur né en 1932) ;
- Serge Lama (chanteur en 1943) ;
- Christian Morin (animateur, musicien et acteur né en 1945) ;
- Catherine Laborde (présentatrice météo, journaliste et écrivaine née en 1951) et Françoise Laborde (présentatrice de télévision ; journaliste et écrivaine née en 1953) ;
- Lolita Lempicka (styliste de mode et créatrice de parfums née en 1954) ;
- Sophie Davant (journaliste et animatrice de télévision née en 1963) ;
- Pierre Palmade (humoriste né en 1968) ;
- Arnaud Boissières (navigateur né en 1972) ;
- Christophe Dugarry (footballeur né en 1972).

Le peintre espagnol Goya s'est exilé à Bordeaux en 1824 et il y mourut en 1828, de même que Soledad Estorach Esterri (1915-1993), personnalité symbolique de l'exil républicain espagnol à Bordeaux.
Ont été maires de Bordeaux l'ancien premier ministre et résistant Jacques Chaban-Delmas (de 1945 à 1995) et l'ancien premier ministre Alain Juppé (de 2006 à 2019).

### Héraldique, logotype et devise

#### Blason

Les armoiries actuelles de Bordeaux.

Le premier blason connu de Bordeaux remonte à l'époque de Richard Cœur de Lion. Par la suite, il va évoluer en fonction des régimes politiques (monarchie, empire) et des suzerainetés.
Dans le langage héraldique, on utilise un vocabulaire technique codifié pour décrire les blasons. Voici la description proposée en 1913 par Meaudre de Lapouyade : « De gueules ; à la Grosse Cloche ouverte, ajourée et maçonnée de sable et sommée d’un léopard d’or ; à la mer d’azur, ondoyée de sable et d’argent, chargée d’un croissant aussi d’argent ; au chef d’azur, semé de France. »

##### Meubles de l'écu
La « Grosse cloche » est la représentation des tours de l'ancien hôtel de ville dont il reste aujourd'hui la Grosse cloche.
Le « léopard », en héraldique, le lion et le léopard désignent le même animal, à savoir le lion, mais avec une position de tête différente. Avec la tête de profil on le blasonne « lion » ; avec la tête de face on le blasonne « léopard ». Ici il s’agit du lion des rois d’Angleterre. Pendant l'époque anglaise (1154-1453), le blason de Bordeaux comportait trois lions, qu’on retrouve encore aujourd’hui dans les armoiries anglaises. Avec la fin des possessions françaises du roi d'Angleterre, à la suite de la bataille de Castillon en 1453, seul un lion demeure.
La « mer d’azur ondoyée de sable et d’argent » est la représentation stylisée de la Garonne. En parallèle du « Chef d’azur semé de France » en haut du blason sur lequel sont représentées les armoiries du roi de France. Cette partie a été ajoutée après la période anglaise, en remplacement de deux lions anglais.
Le « croissant » est une allusion à la forme semi-circulaire du port de Bordeaux, raison pour laquelle on l’appelle le « Port de la lune » depuis le Moyen Âge.

##### Ornements extérieurs de l'écu
Comme supports, deux antilopes blanches enchaînées et colletées d'une couronne fleurdelisée. Elles sont sans doute un rappel de la reconquête française sur l’occupation anglaise. Ainsi les couronnes aux fleurs de lys françaises tiennent fermement les antilopes anglaises.
Pour couronne, Bordeaux a une couronne murale ajoutée au 19e siècle. Elle est le symbole traditionnel des communes et est utilisée pour signifier l'autonomie d'une ville libre. Avec cinq tours, cette couronne place Bordeaux au rang de capitale régionale. Originellement, Bordeaux portait une couronne comtale, comme le rappelle la grille du jardin de l'hôtel de ville, car la jurade de Bordeaux (conseil municipal, sous l'Ancien Régime) possédait le comté d'Ornon (comprenant approximativement les actuelles communes de Gradignan et de Villenave-d'Ornon) depuis le XVIe siècle. Ainsi la ville de Bordeaux est l'une des très rares collectivités locales, en France, qui « porte » un titre de noblesse remontant avant la Révolution française.

Le logotype de la ville de Bordeaux.

#### Logotype
Le « chiffre » de Bordeaux, appelé aussi les « petites armoiries », est une représentation stylisée qui sert de signature modernisée, utilisée parfois à la place du blason. Il est formé de trois croissants de lune entrelacés.
On ne le trouve pas avant le milieu du XVIIe siècle. Il figure, d’abord, sur le dos et les plats des reliures des livres de prix décernés par le collège de Guyenne, et orne, au XVIIIe siècle, le fronton de la fontaine Saint-Projet (1715), puis la fontaine de la Grave (1788). Ensuite il sera représenté sur nombre de monuments et le mobilier urbain.
Ce chiffre est aujourd’hui le symbole utilisé pour le logo de la ville.

#### Devise
« Lilia sola regunt lunam, undas, castra, leonem. » La devise en latin se traduit en français par : « Les lys règnent seuls sur la lune, les ondes, la forteresse et le lion. »
Elle est une lecture du blason de la ville, et fait clairement allusion à la domination exclusive du roi de France sur la ville après l'époque anglaise qui dura près de trois siècles. Cette conquête est inscrite sur le blason par l’ajout des armes de France (fleurs de lys) au chef du blason de la ville.